# Chiesa di San Domenico (Tocco da Casauria)
La chiesa di san Domenico (ex chiesa di San Francesco) è una chiesa di Tocco da Casauria ubicata in Via San Domenico e affacciata su Via Ramai. 
Fu costruita inizialmente nel 1317 insieme ad un convento e gestita dai francescani, fu chiamata chiesa di San Francesco per dedicarla a San Francesco d'Assisi. Successivamente venne rasa al suolo dal terremoto del 1706 e ricostruita dai dominicani che la dedicarono a San Domenico di Guzmán (dandole il nome di chiesa di San Domenico, utilizzato ancora oggi).
È oggi gestita dalla arcidiocesi di Chieti-Vasto e della parrocchia di Sant'Eustachio Martire.

## Storia
Nel 1317, sotto il re Roberto d'Angiò, fu costruita in stile architettonico trecentesco la chiesa di San Francesco con adiacente un convento. I frati minori conventuali vi si stabilirono e vi lavorarono per 236 anni affiancati dal terzo ordine regolare di San Francesco istituitosi a Tocco da Casauria.
Nel 1653 una bolla di Papa Innocenzo X decretò la chiusura del convento per insufficienza di religiosi. Esso rimase chiuso fino al terremoto del 1706 che lo ridusse, insieme alla chiesa, ad un cumulo di macerie.
I frati domenicani arrivarono a Tocco da Casauria nel 1578 (dopo dei francescani), si stabilirono nella piccola chiesa di Santa Maria della Pace che distava circa 3 chilometri dal paese e tale chiesa fu anch'essa rasa al suolo dal terremoto del 1706. I domenicani decisero quindi di ricostruire, per stabilirvisi, chiesa e convento di San Francesco che erano (all'epoca) adiacenti al confine del centro abitato di Tocco da Casauria e dedicarono la struttura a San Domenico (che cambiò nome in chiesa di san Domenico).
Nel 1653 papa Innocenzo X con una bolla fece chiudere il convento per via di una diminuzione dei religiosi.
In seguito alla conquista francese del Regno di Napoli, di cui Tocco faceva parte, vi furono le soppressioni napoleoniche degli ordini religiosi, nel 1807 per gli ordini religiosi possidenti e nel 1810 per gli ordini mendicanti. Il convento dei domenicani fu chiuso ed usato come caserma militare per la gendarmeria e con un decreto del 29 dicembre 1814 la proprietà dell'ex convento fu ceduta al Comune di Tocco che lo usò per mettervi i propri uffici ed anche dopo la sconfitta francese nella campagna d'Italia e la ritirata da Tocco del 1814 l'ex convento non tornò alla sua vecchia funzione religiosa restò proprietà del Comune.
Successivamente, nel corso della storia, la chiesa ha dovuto subire varie ristrutturazioni (spesso a causa dei terremoti), ad esempio l'odierno pavimento in travertino è stato fatto nel 1972.

## Descrizione

### Struttura esterna

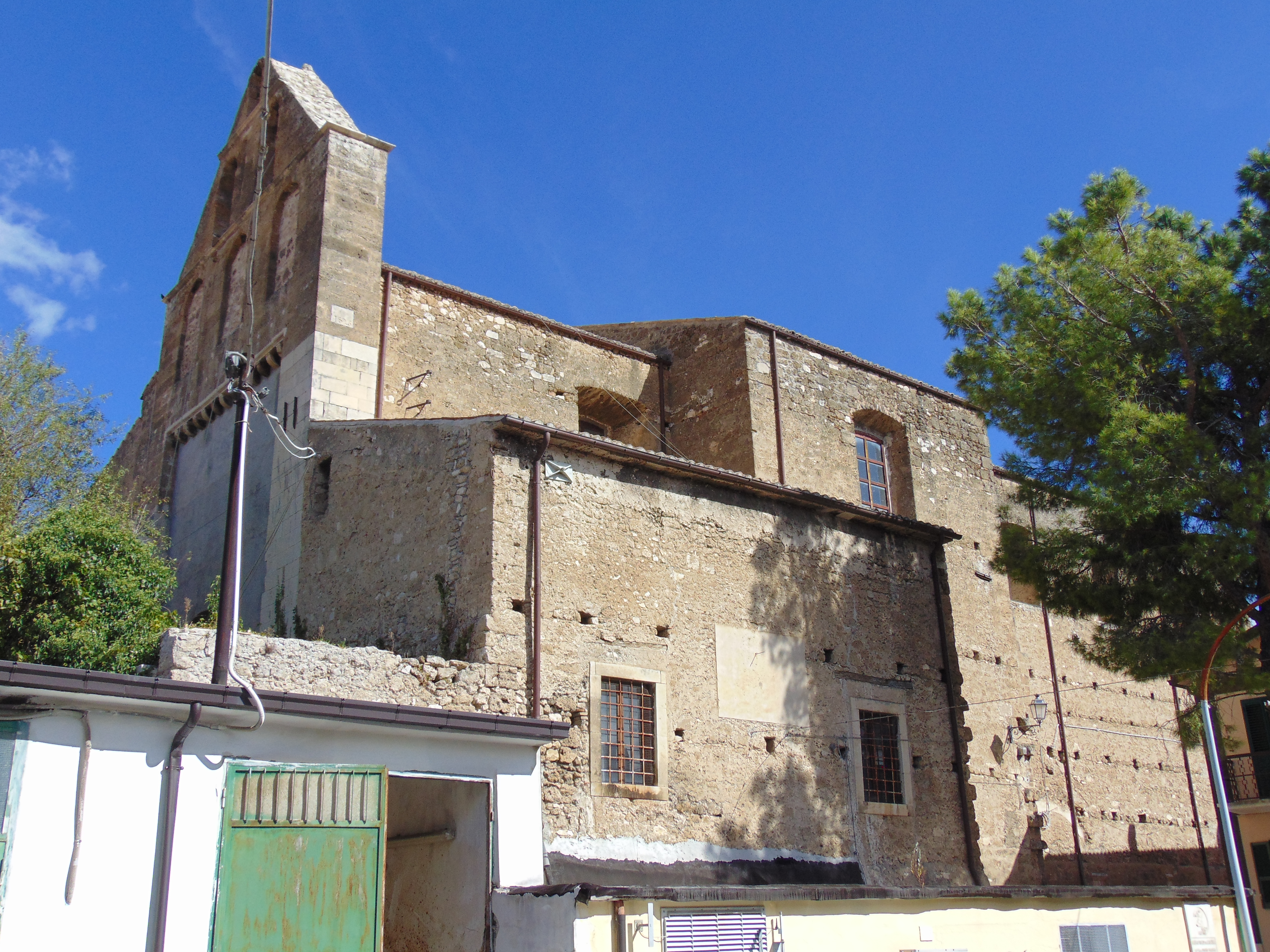
Lato sinistro visto da Via Cavour
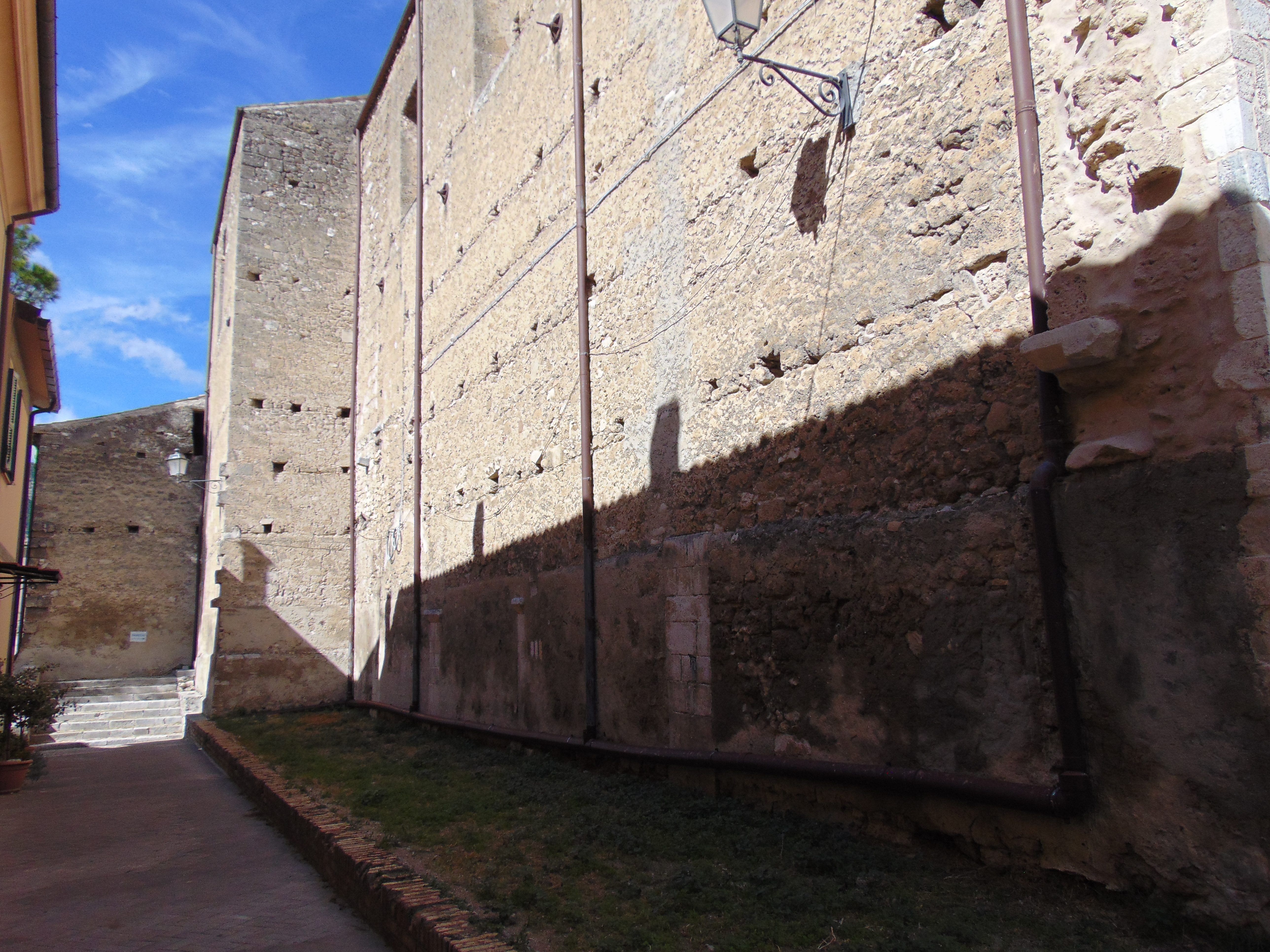
Lato sinistro visto da appena dopo l'angolo con la facciata anteriore
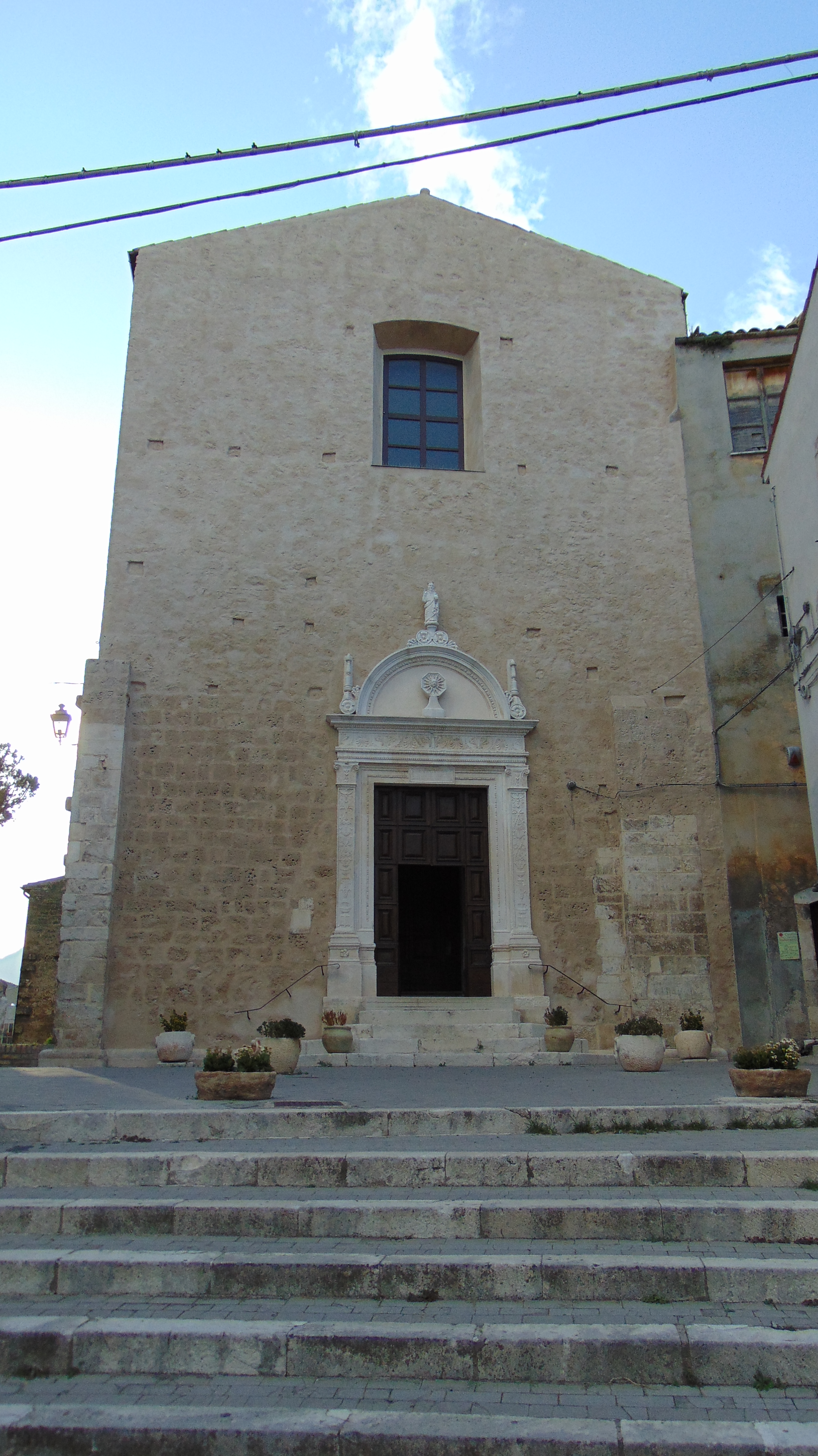
Facciata anteriore
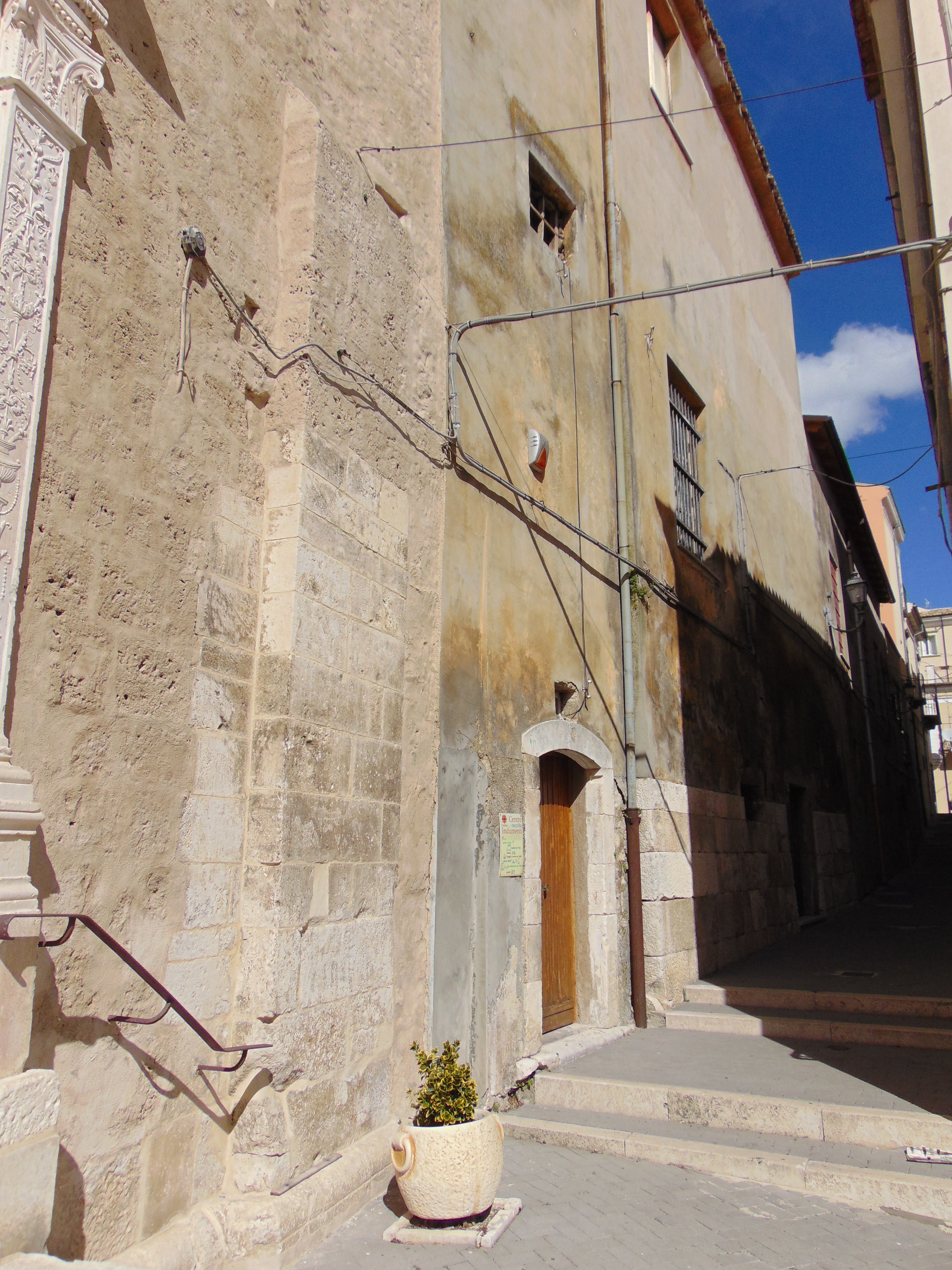
Complesso abitativo attaccato al lato destro, ex convento

#### Lato destro
Il lato destro è attaccato ad un ampio complesso di case che anticamente erano parte dell'ex convento della chiesa.

#### Facciata anteriore
La facciata principale, posta in Via San Domenico e che si affaccia su Via Ramai, è composta da un portale e, sopra di esso, una finestra.

##### Portale
Il portale della chiesa è in realtà composto da due portali incastonati fra di loro, ognuno risalente ad epoche diverse. Secondo Samuele Iovenitti, quando i frati domenicani ricostruirono la chiesa dopo il terremoto del 1706, aggiunsero il secondo portale prendendolo dalla chiesa di Santa Maria della Pace dove erano precedentemente stabiliti, mentre secondo Padre Virgilio tale ipotesi è errata; secondo quest'ultimo il portale più piccolo apparteneva all'originale chiesa trecentesca di San Francesco, mentre quello più grande risale al 1405, data incisa sullo stesso portale.

All'interno dell'architrave è presente una raffigurazione del sole. Mentre sopra è presente una raffigurazione di Dio.

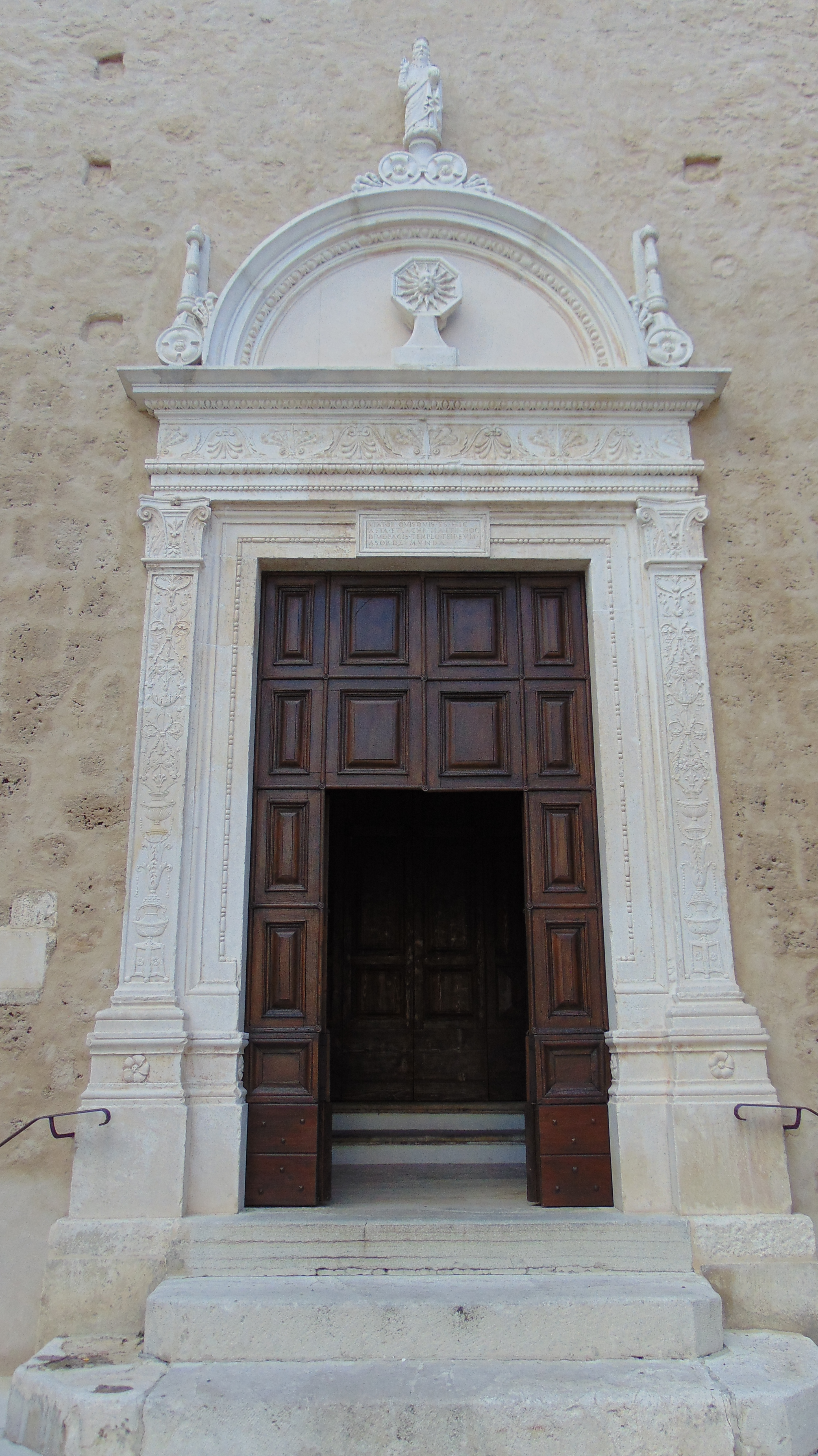
Portale della chiesa
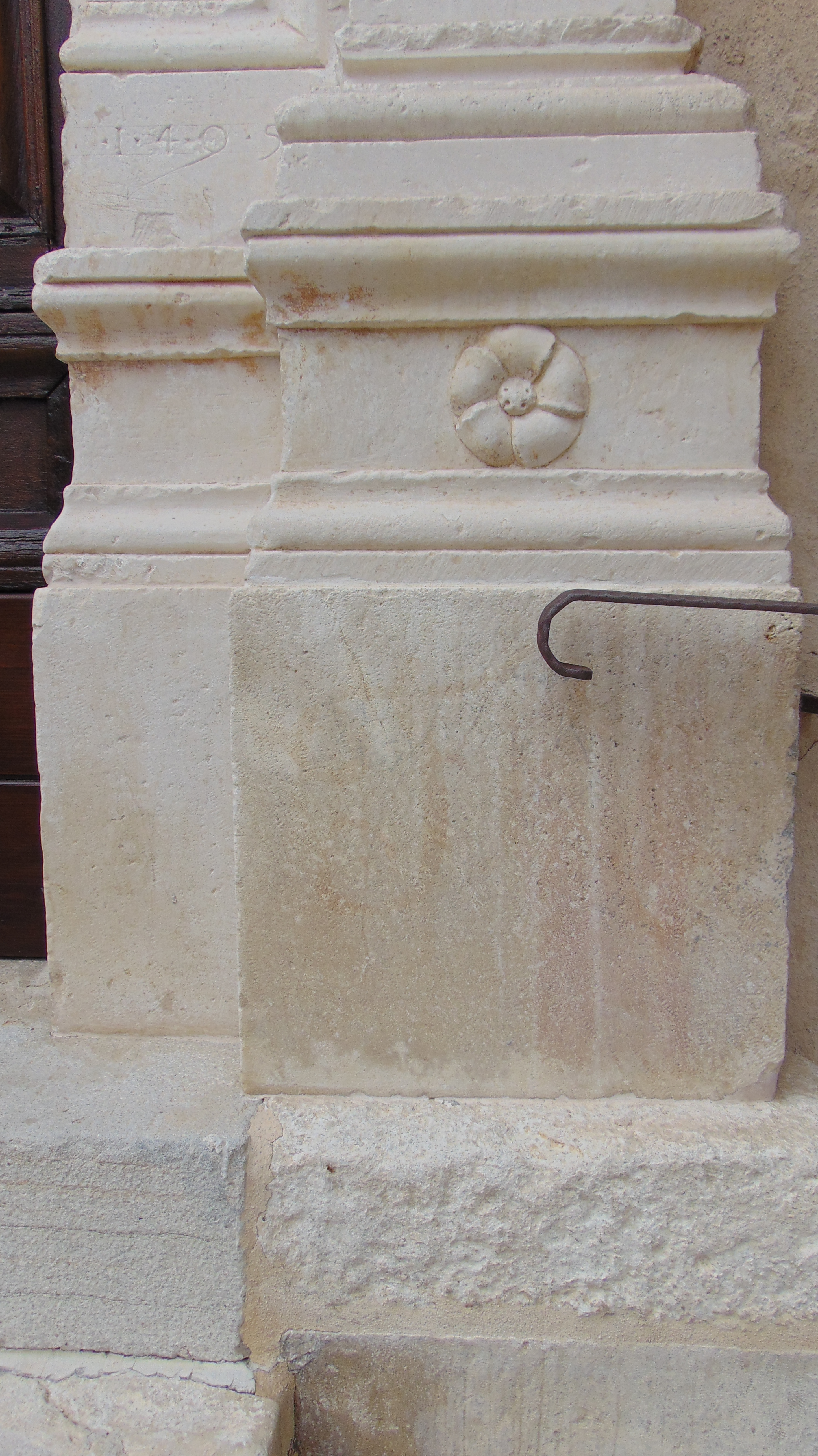
Base destra
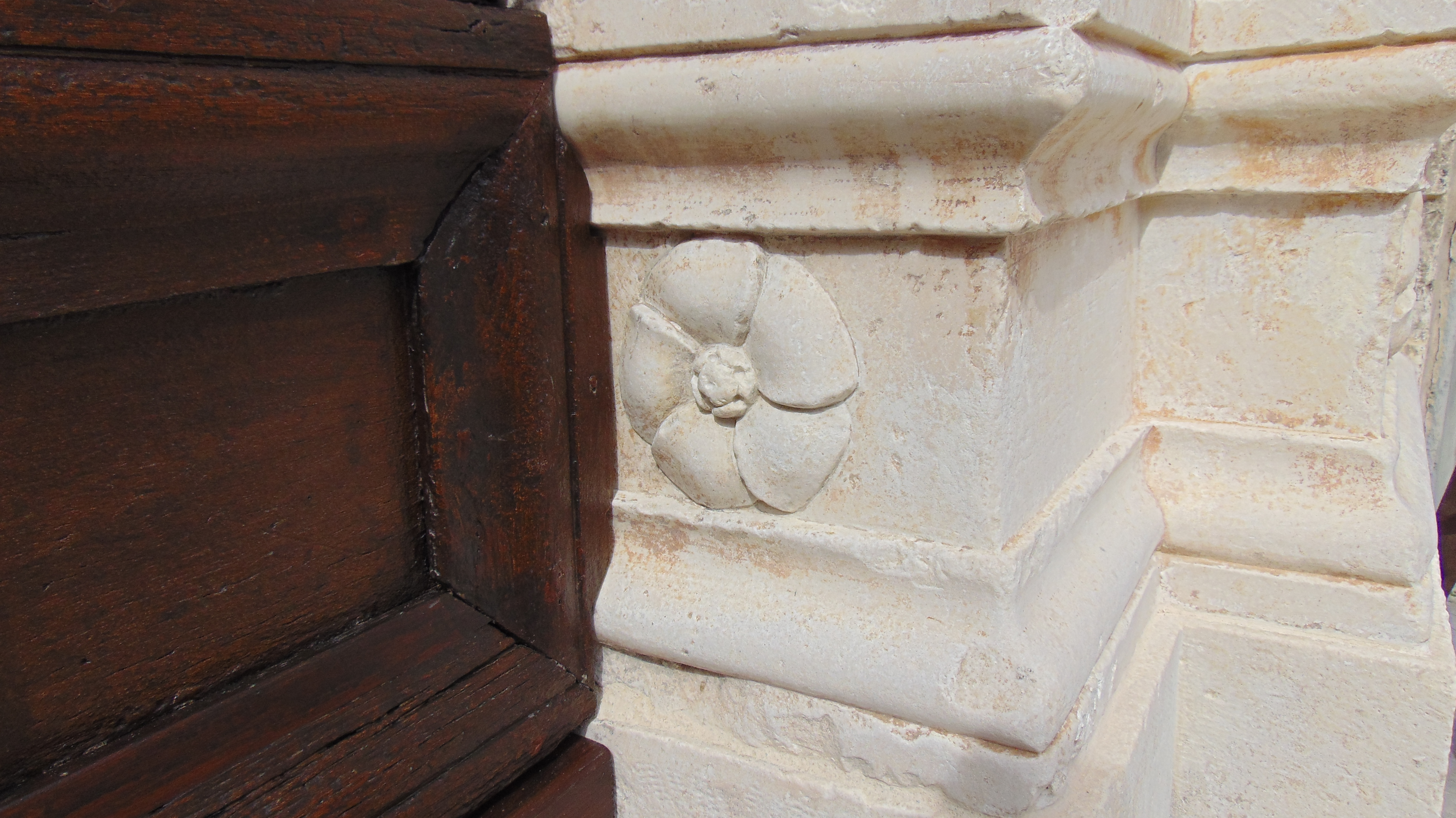
Decorazioni interne della base destra
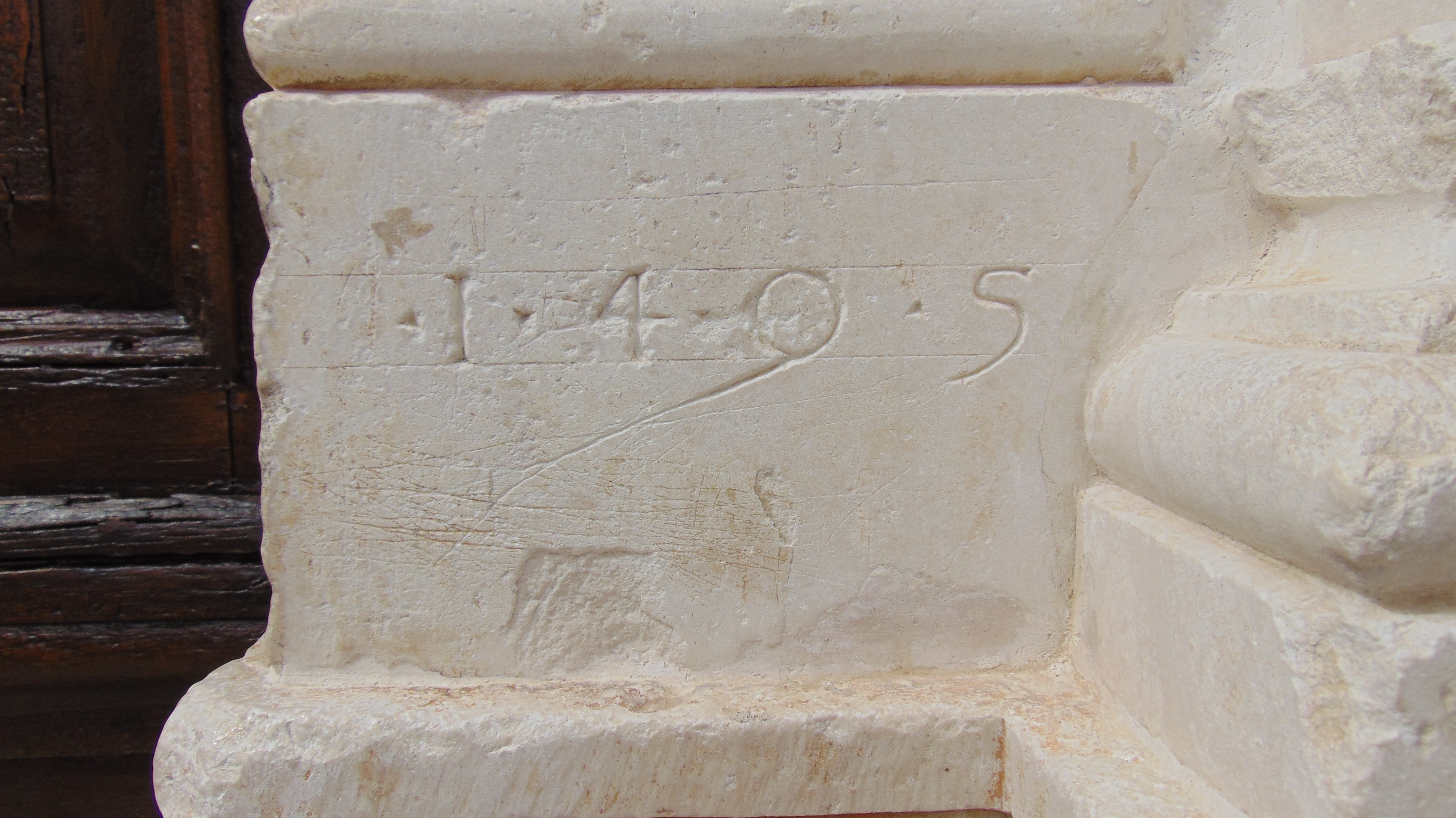
Incisione sulla base destra che riporta l'anno 1405
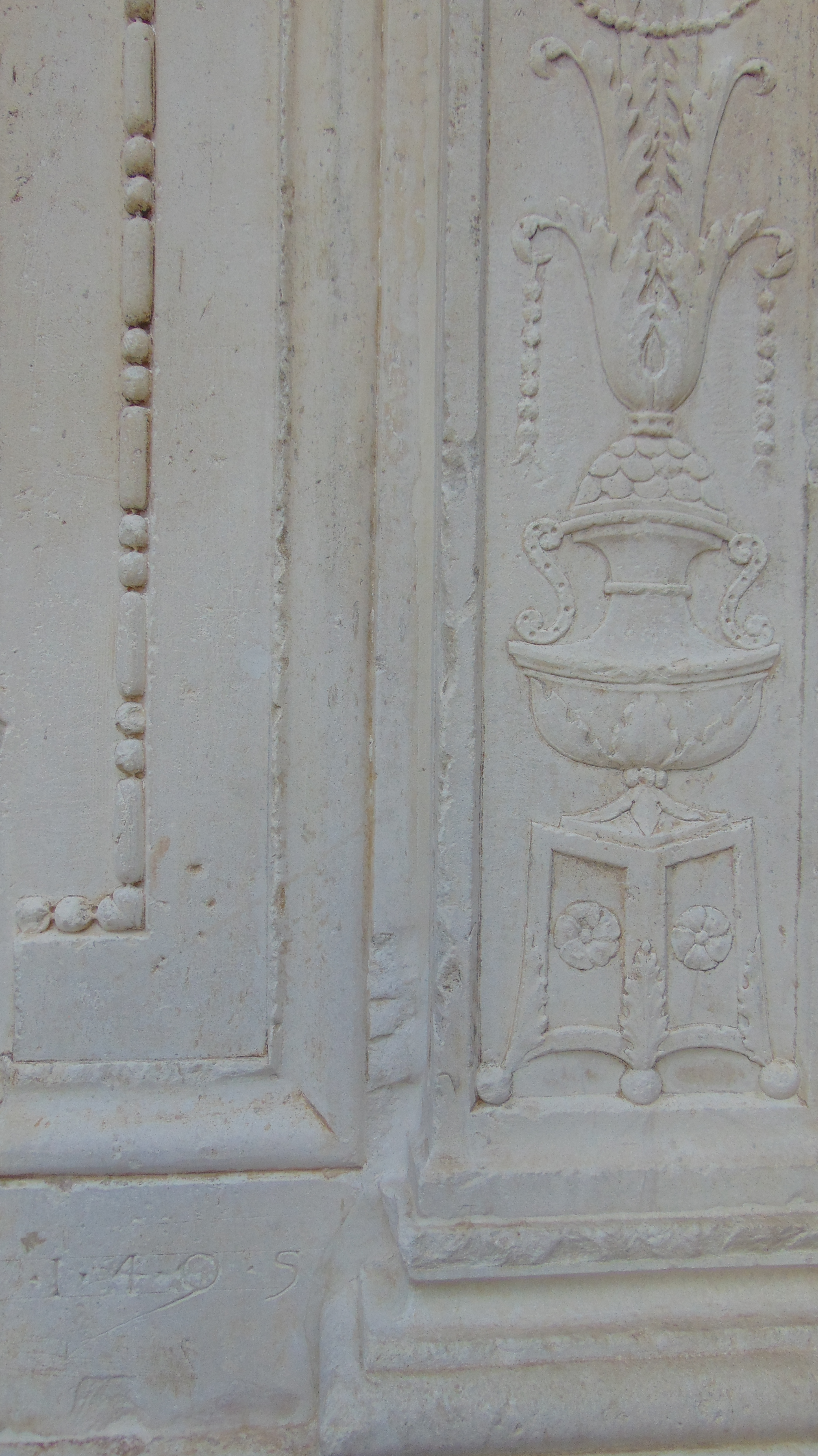
Decorazioni sul lato destro (in basso)
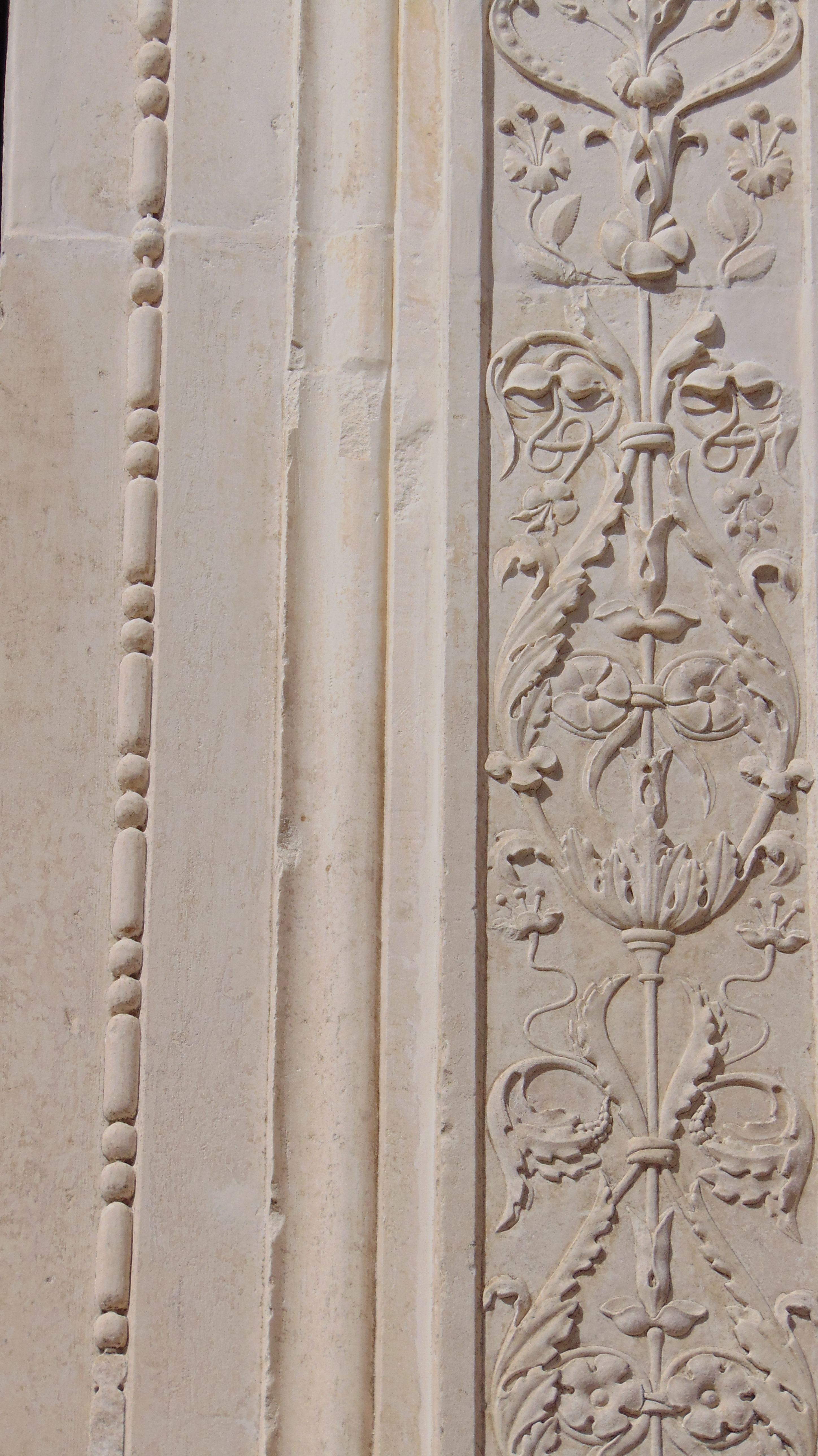
Decorazioni sul lato destro (in alto)
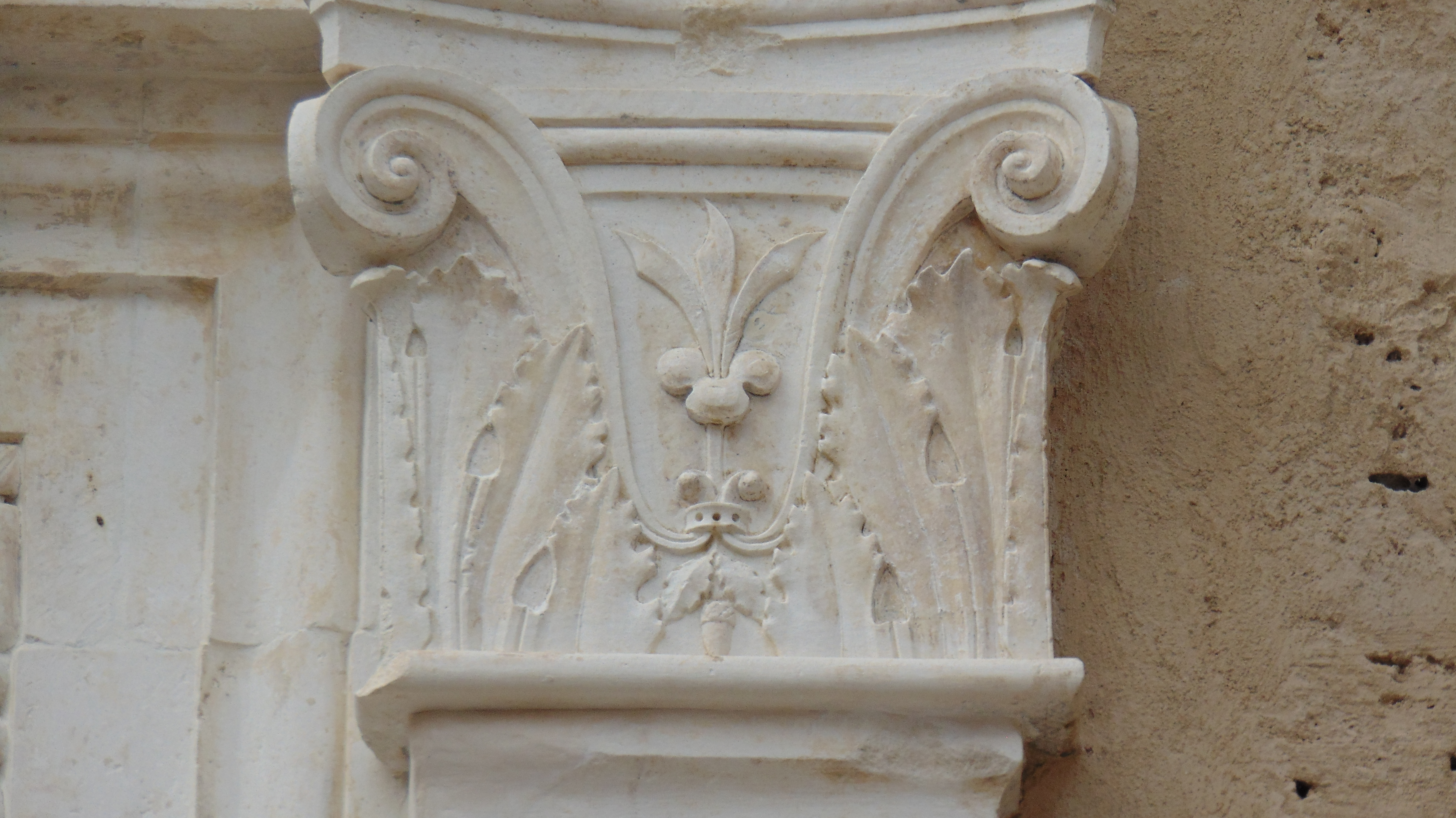
Capitello destro
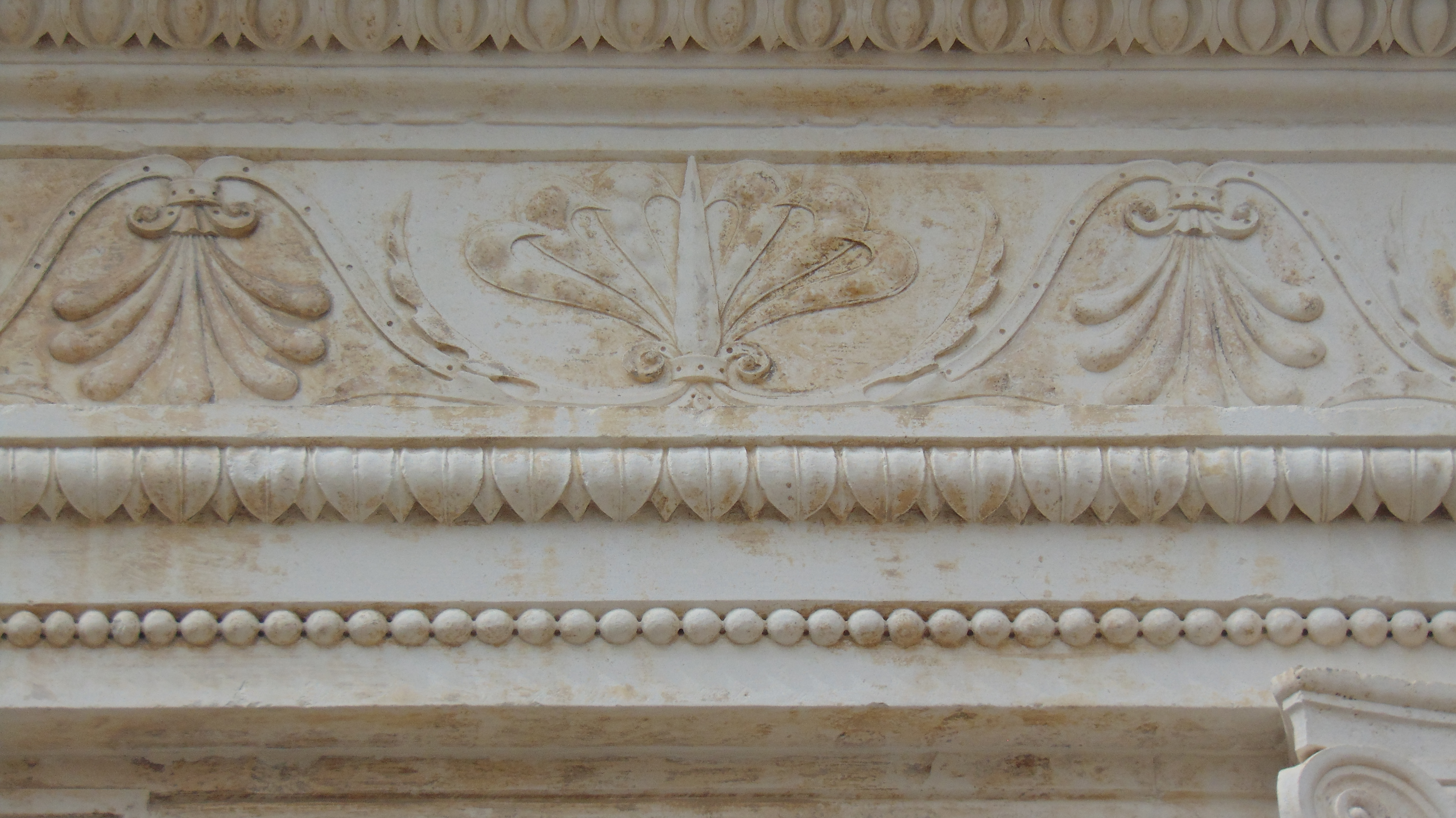
Decorazioni in alto
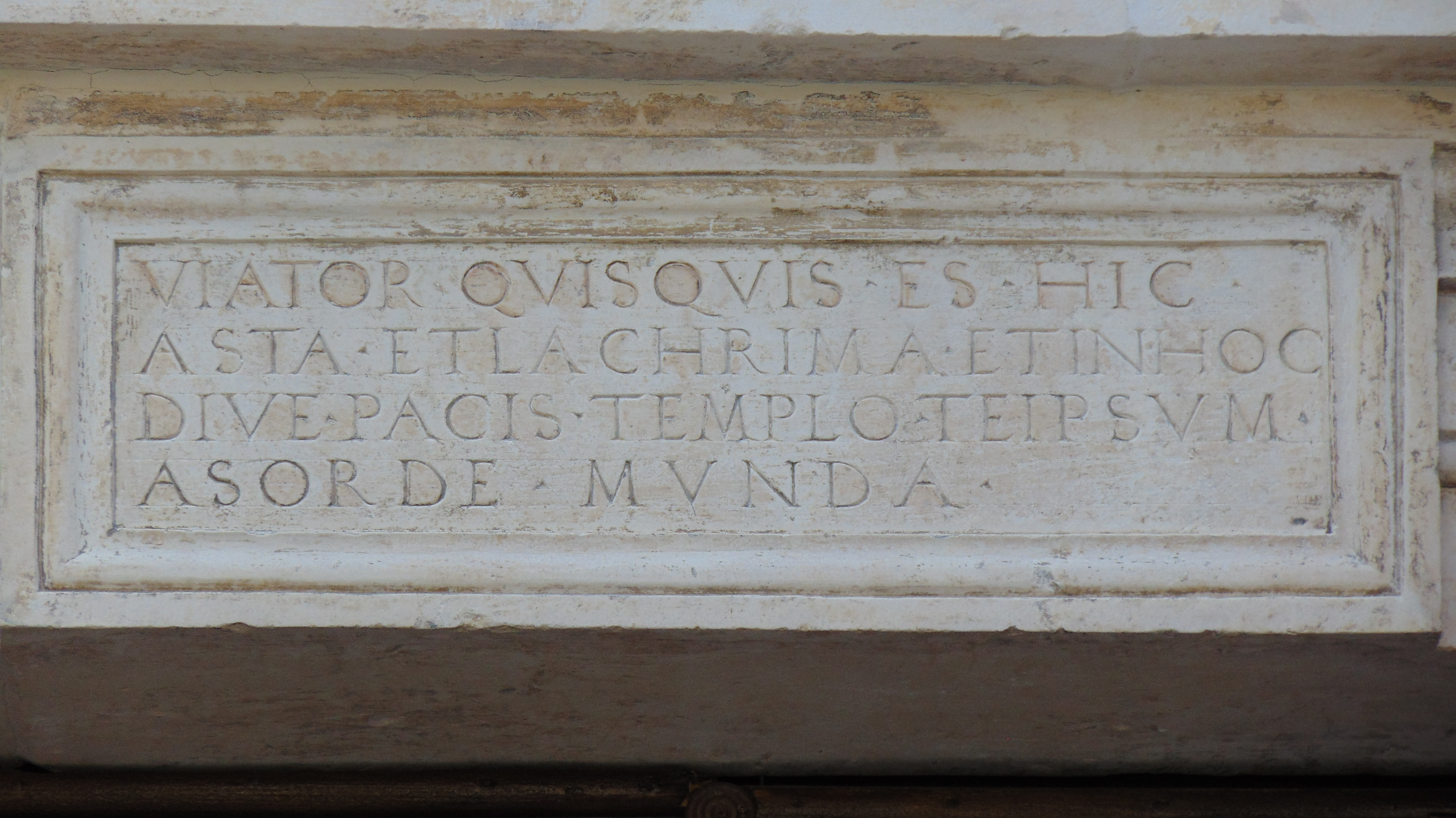
Scritta sopra il portale
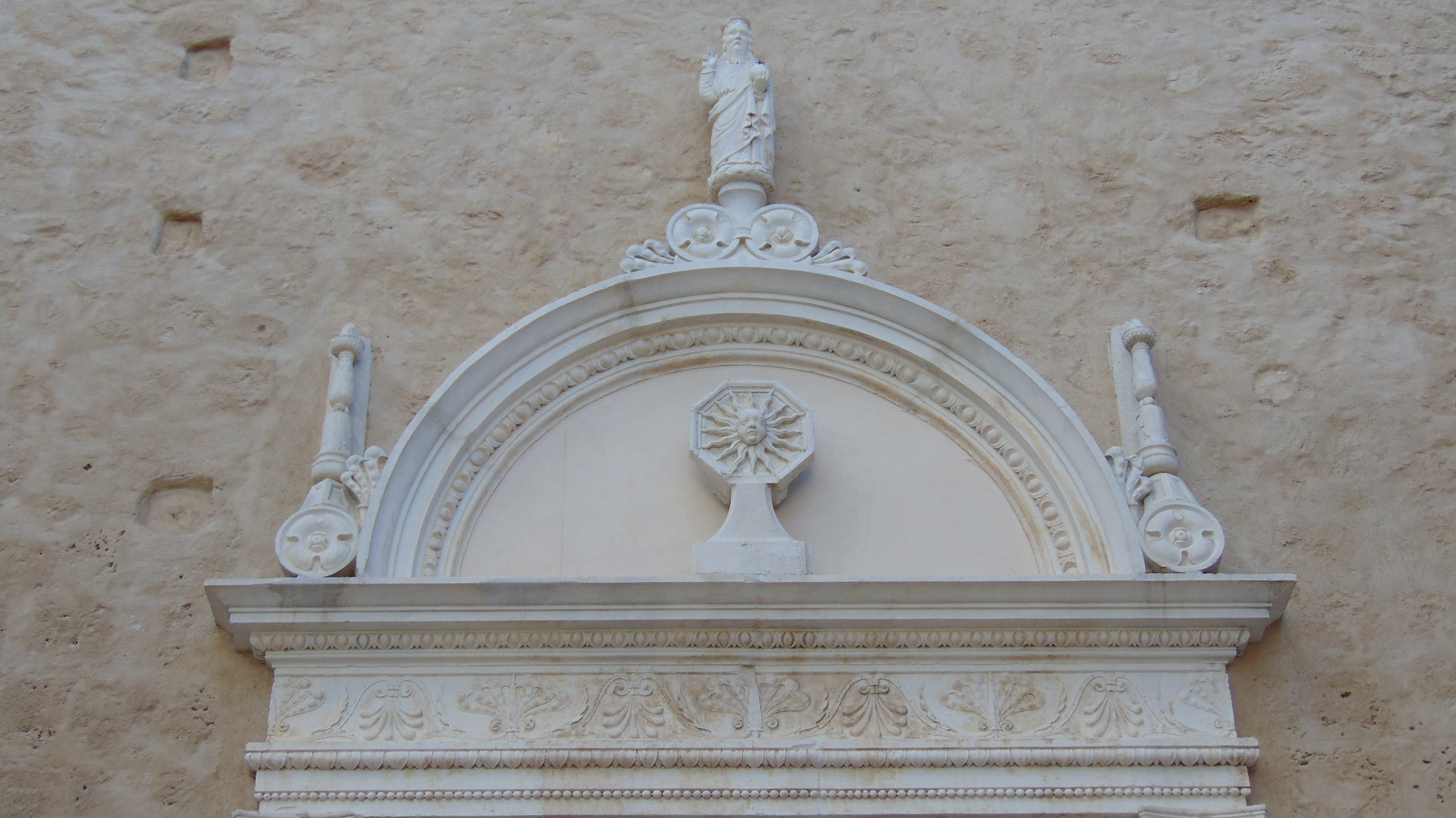
Architrave
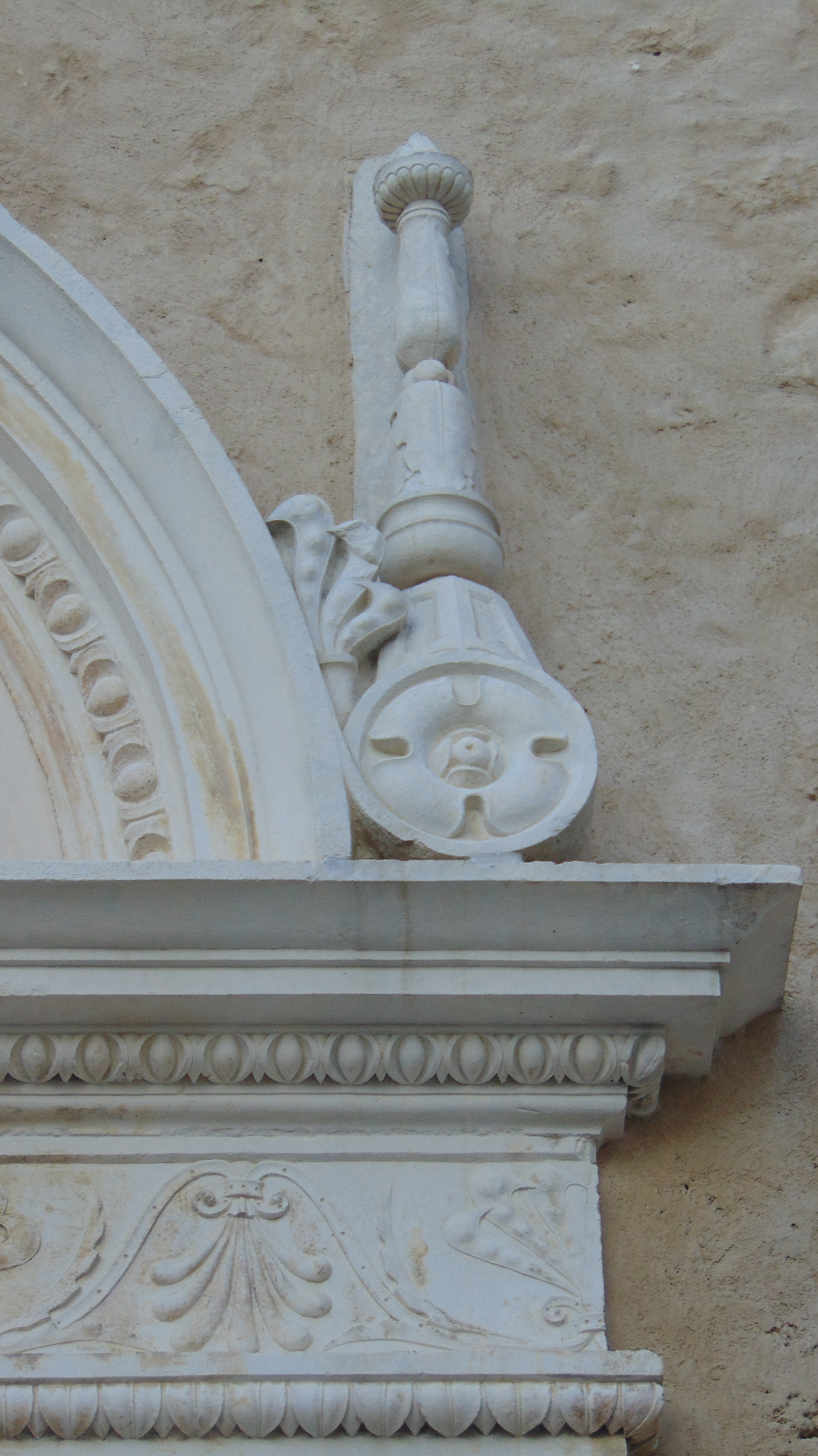
Decorazione sul lato destro dell'architrave
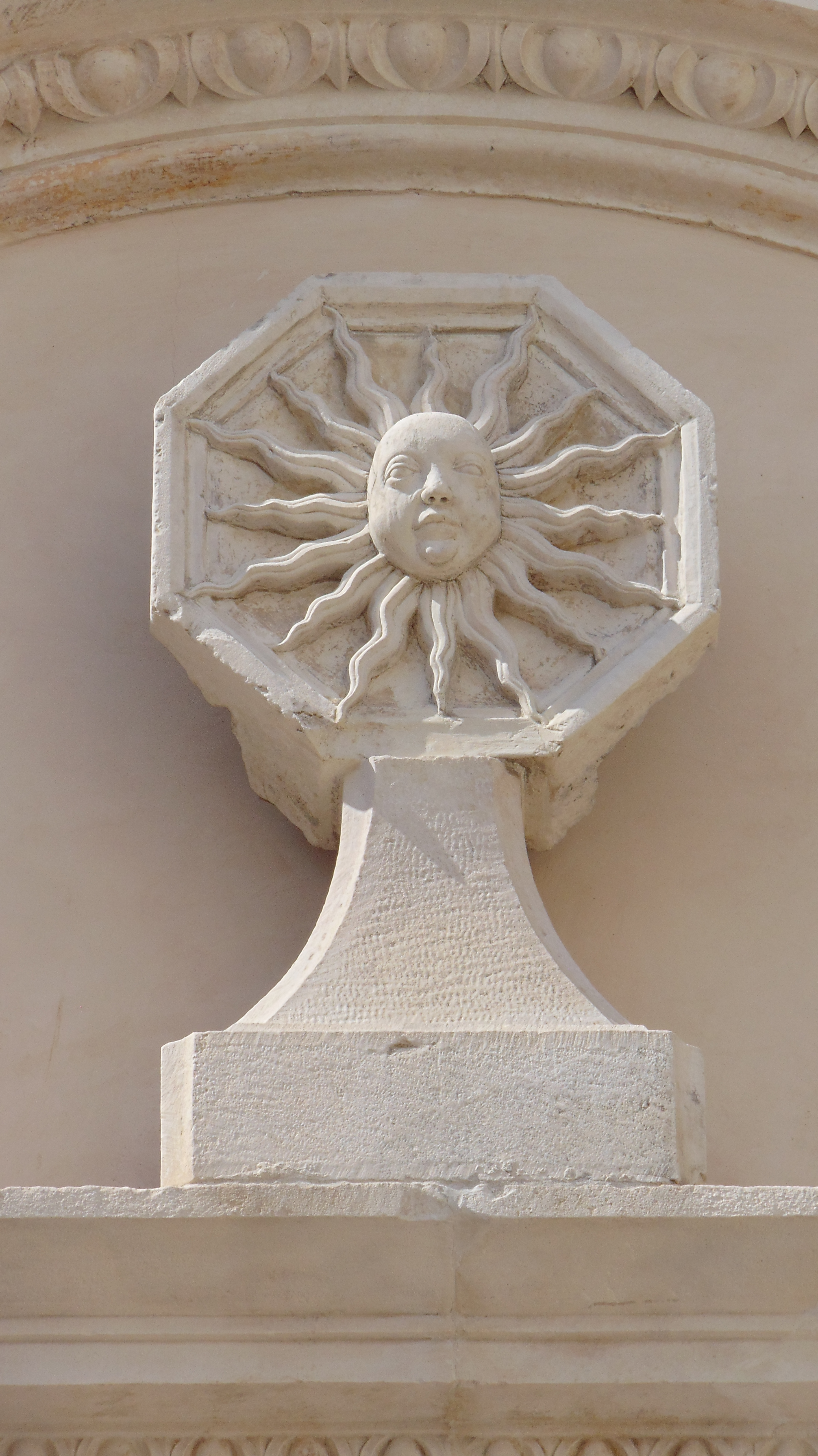
Scultura del sole nell'architrave
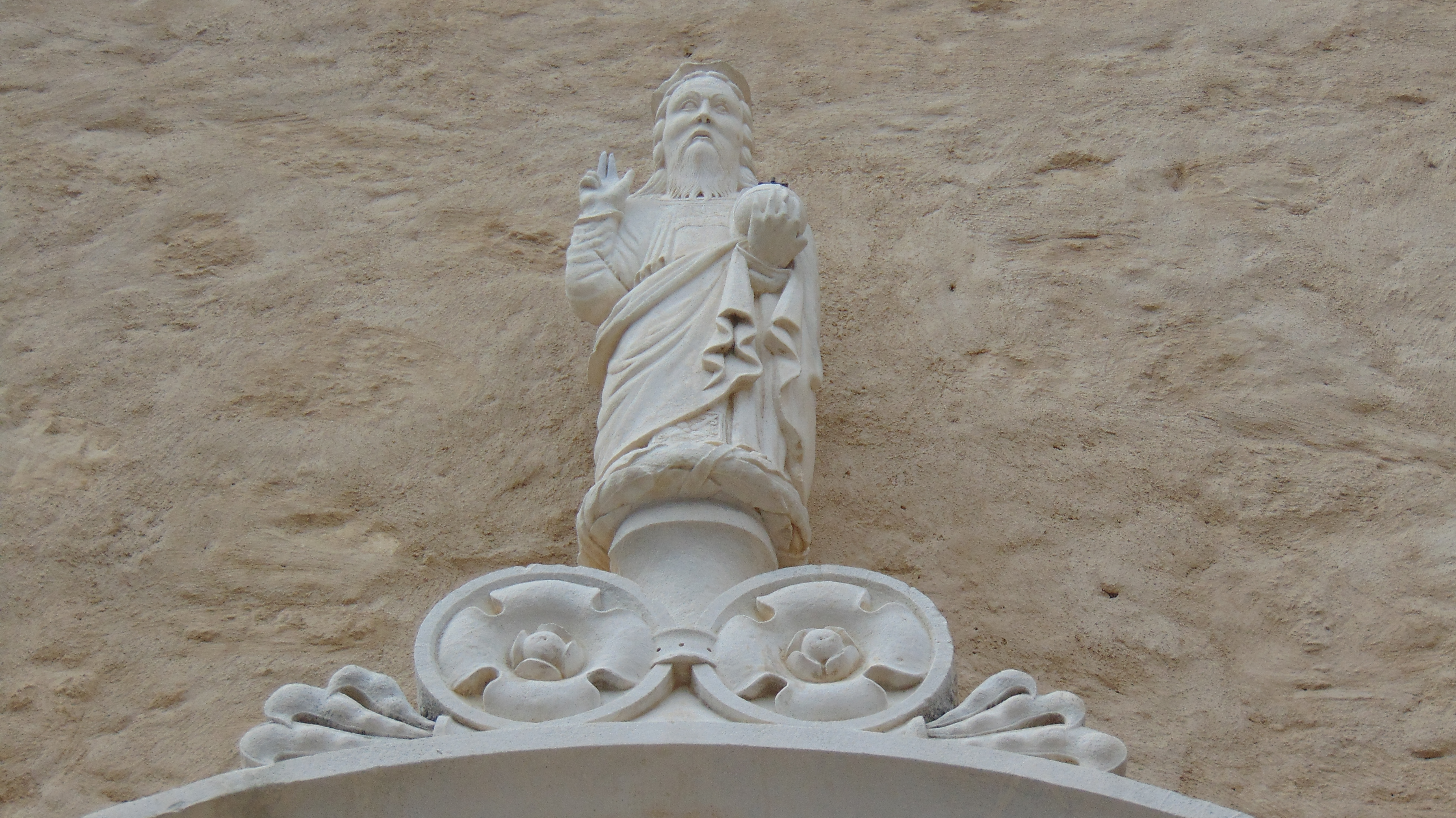
Raffigurazione di Dio in cima all'architrave

#### Lato sinistro

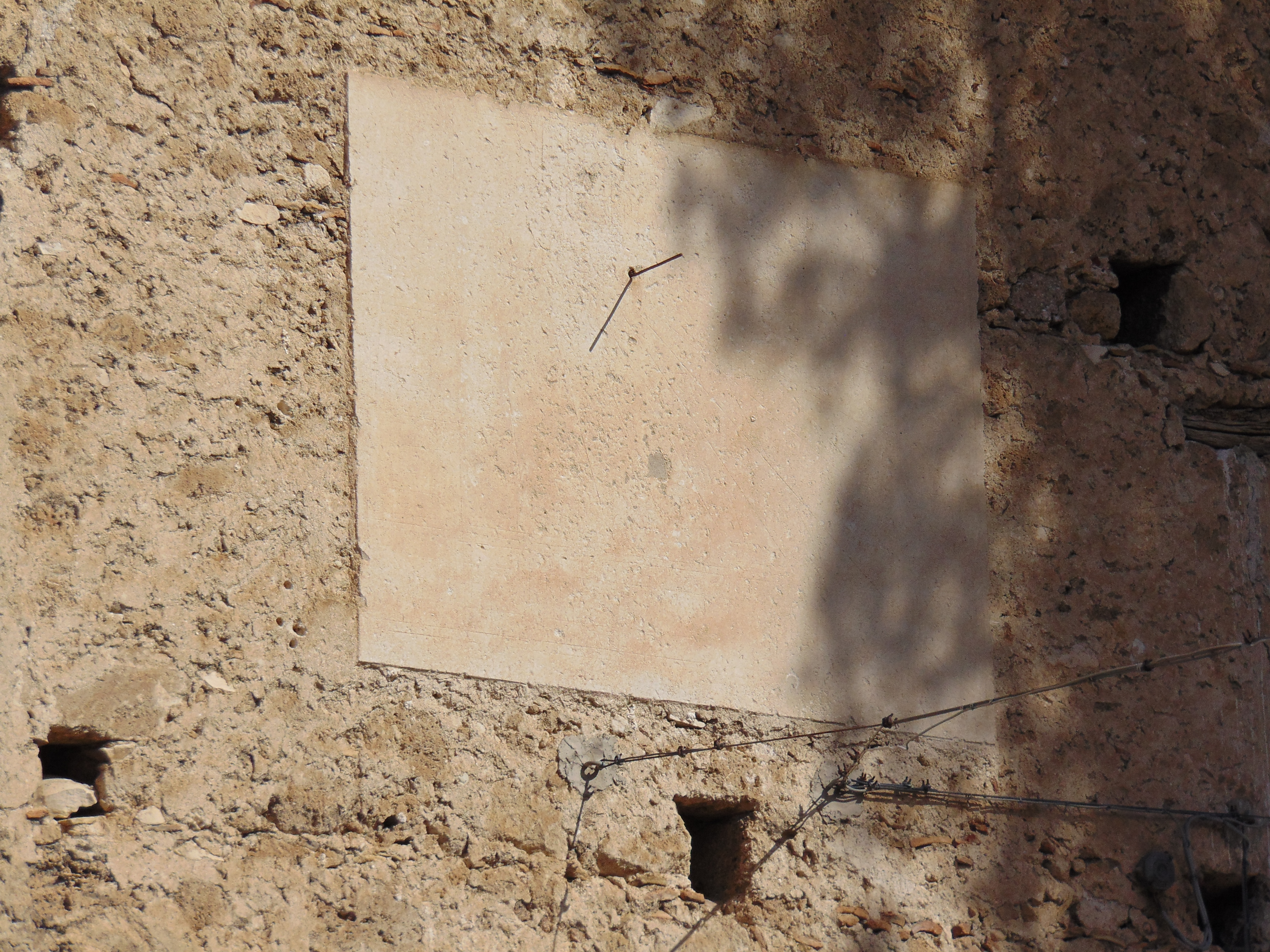
La meridiana situata sul lato sinistro

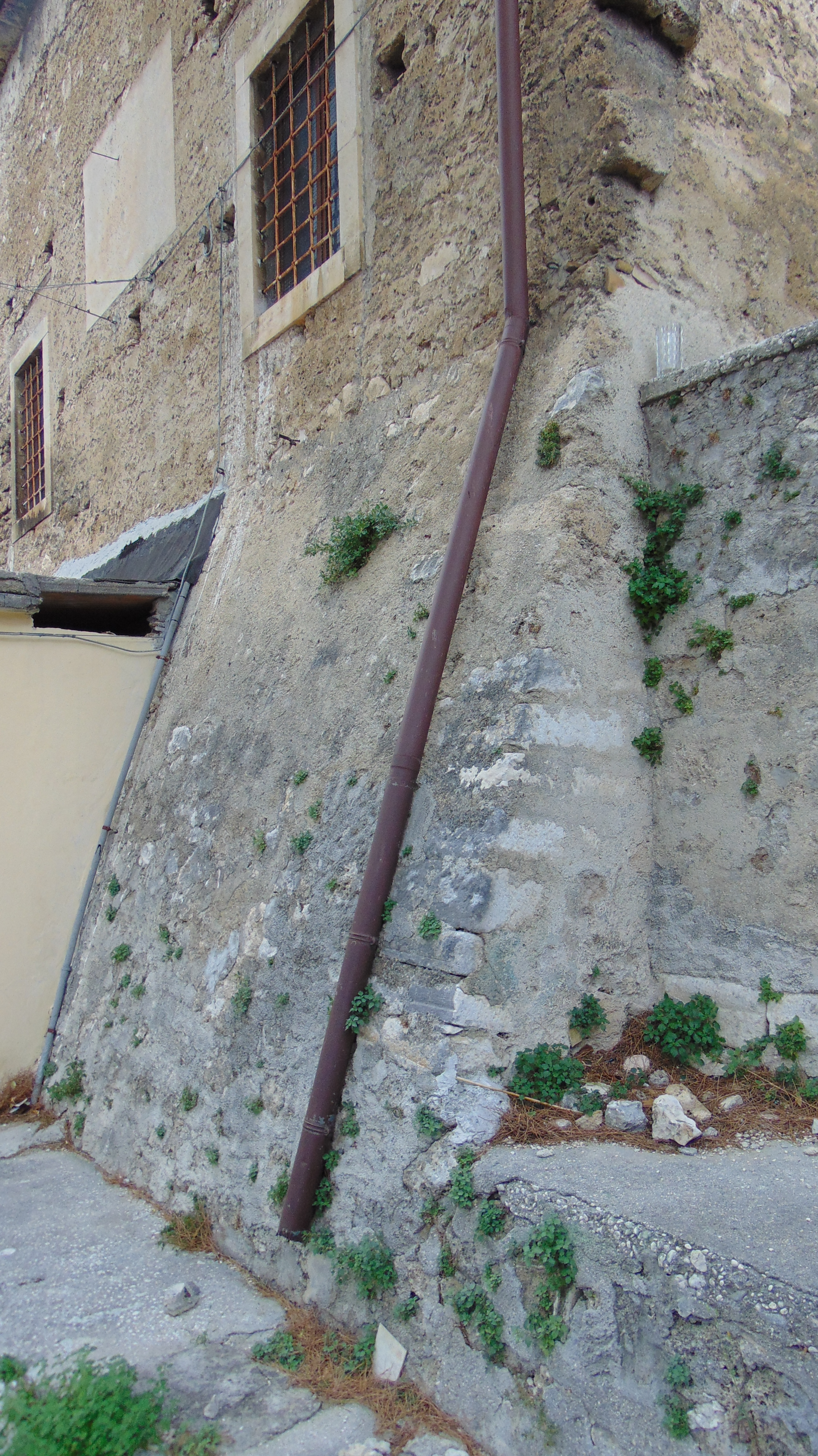
Scarpa (attaccata alla sagrestia) di una delle antiche cinte murarie di Tocco da Casauria

Il lato sinistro, su cui sono presenti un totale di 7 finestre (3 sulla navata, 1 sul transetto, 2 sulla sagrestia e 1 sul coro) ed una meridiana (sul muro sinistro della sagrestia), si estende lungo una breve zona pedonale che porta a Via Cavour, sopra tale zona anticamente era situata la navata sinistra della chiesa (adibita a convento). I resti delle arcate della ex navata sinistra, oggi murate, sono ancora visibili dall'esterno e sono uno dei resti dell'originaria struttura trecentesca. Su questo lato, sul transetto, è presente un'entrata secondaria alla chiesa, essa è raggiungibile sia da una scalinata che dà su Via Cavour, sia dalla zona pedonale che si estende da lì fino alla facciata anteriore.
Sotto la sagrestia è presente un resto della scarpa di una delle antiche cinte murarie di Tocco da Casauria.
Appena sopra la base in pietra bianca del campanile è presente una targa (anch'essa in pietra bianca) su cui è scolpito l'anno di ricostruzione del campanile (1526).

#### Lato Posteriore
Il lato posteriore, in cui è presente una sola finestra (situata dietro il coro), è quello su cui è situato il campanile. Parte di quest'ultimo risale all'originaria struttura trecentesca.

##### Campanile
Il campanile, formato per lo più da pietre marrone sabbia, è costituito da tre celle campanarie (due sotto ed una più piccola sopra fra le due) poste in una struttura a triangolo situata su altre 3 celle (più grandi delle precedenti) murate. Esso risale al 1526, data incisa su una pietra bianca sul lato sinistro del campanile, mentre la base in pietra bianca su cui poggia è originaria della struttura del 1317. Essendo posto sul retro della chiesa, non è visibile a chi si trova davanti all'entrata principale, bensì esso è visibile proseguendo in via Cavour andando sul lato sinistro della chiesa.

### Struttura interna

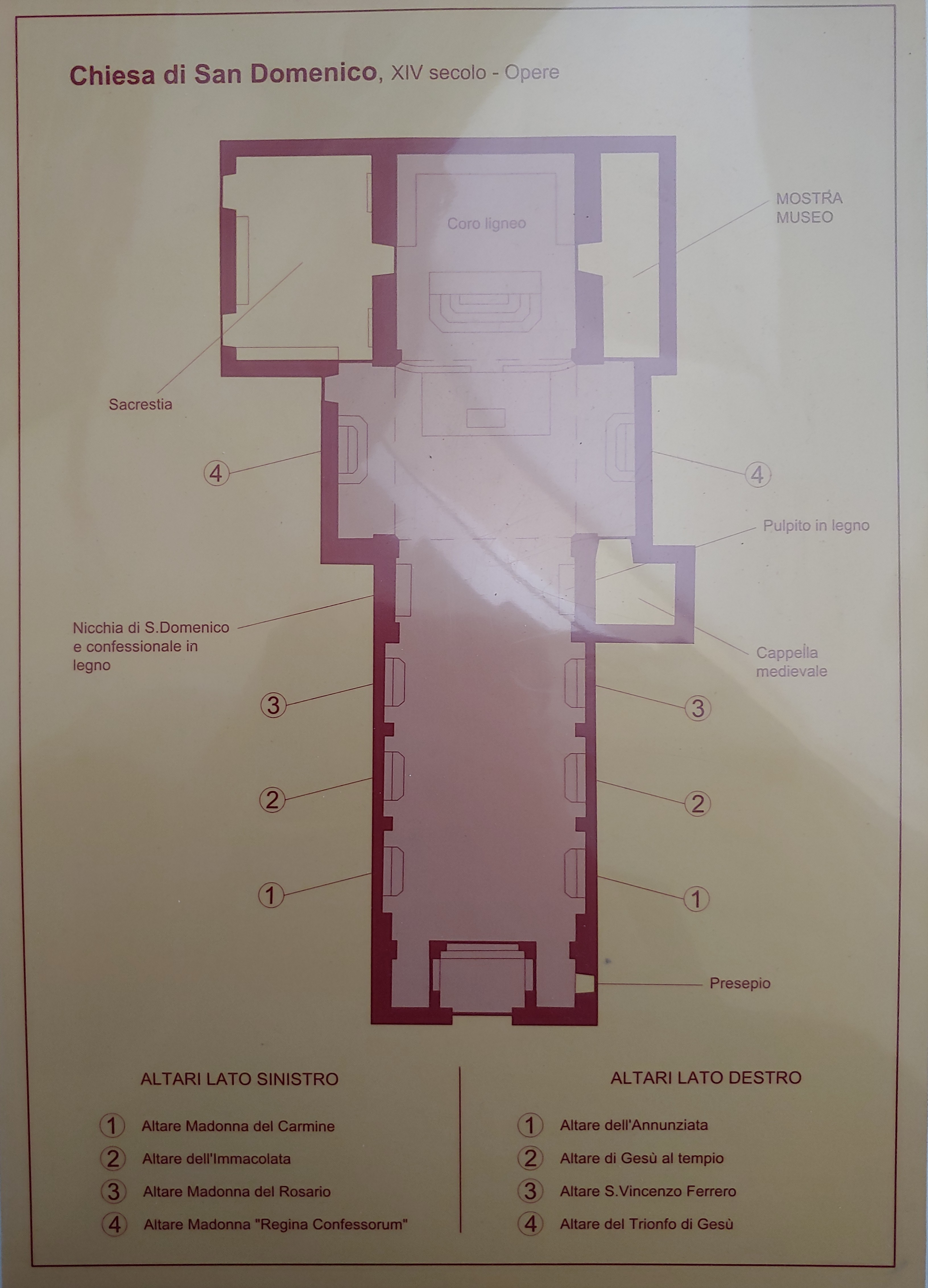
Pianta della chiesa

Essa è strutturata a forma di croce latina con una sola navata centrale insieme ad atrio, transetto, crociera e coro. Al suo centro (sopra la crociera) è presente una cupola.
Sotto il lato destro del transetto è presente una piccola cappella medioevale e di fronte una stanza adibita a museo. Mentre sopra il lato sinistro del transetto è presente la sagrestia. È possibile accedere alla sagrestia ed al museo sia dal transetto che dal coro.
All'interno della chiesa sono presenti dodici altari: sei nella navata, due nel transetto, uno nella crociera (quello maggiore), uno nella cappella ed uno nel coro. Dei sei presenti nella navata, tre sono sul lato destro e tre su quello sinistro. Anche i due presenti nel transetto sono così (uno sul lato destro ed uno su quello sinistro). Le tele risalgono tutte al XVII secolo. La tecnica pittorica con cui sono state dipinte è quella dell'olio su tela. Quelle presenti lungo la navata hanno una grandezza che varia dai 130 x 235 cm ai 130 x 250 cm, mentre quelle nel transetto sono grosse 180 x 350 cm.

#### Navata
Lungo tutta la navata, che si estende dall'atrio fino alla crociera, sono situate le panche su cui siedono i partecipanti alle celebrazioni religiose.

Sul lato sinistro della navata, appena prima del transetto e dopo l'altare della Madonna del Rosario, è presente in alto nel muro una nicchia con dentro una statua di San Domenico di Guzmán soprastante ad un confessionale in legno.

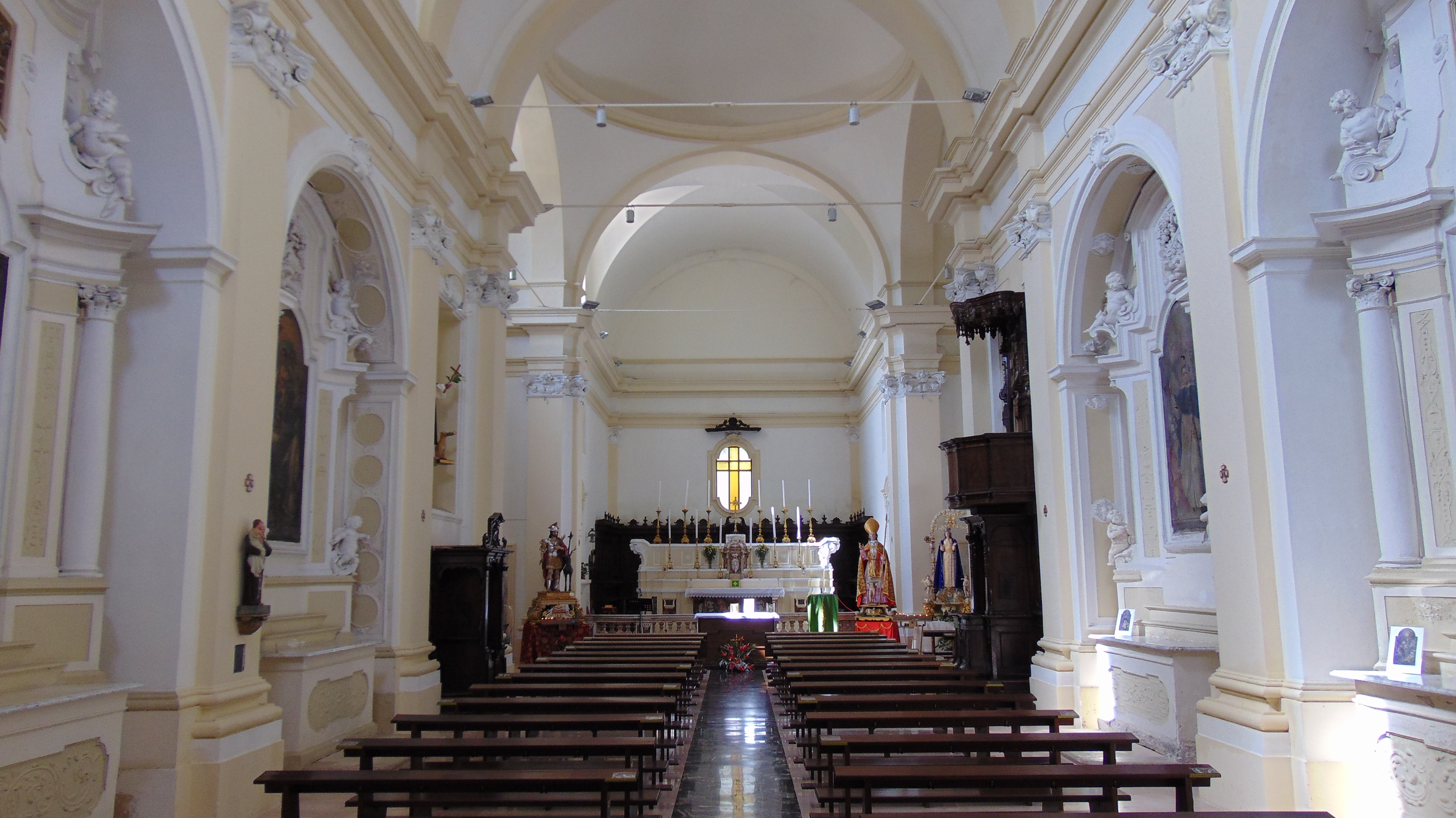
L'interno visto dall'ingresso principale
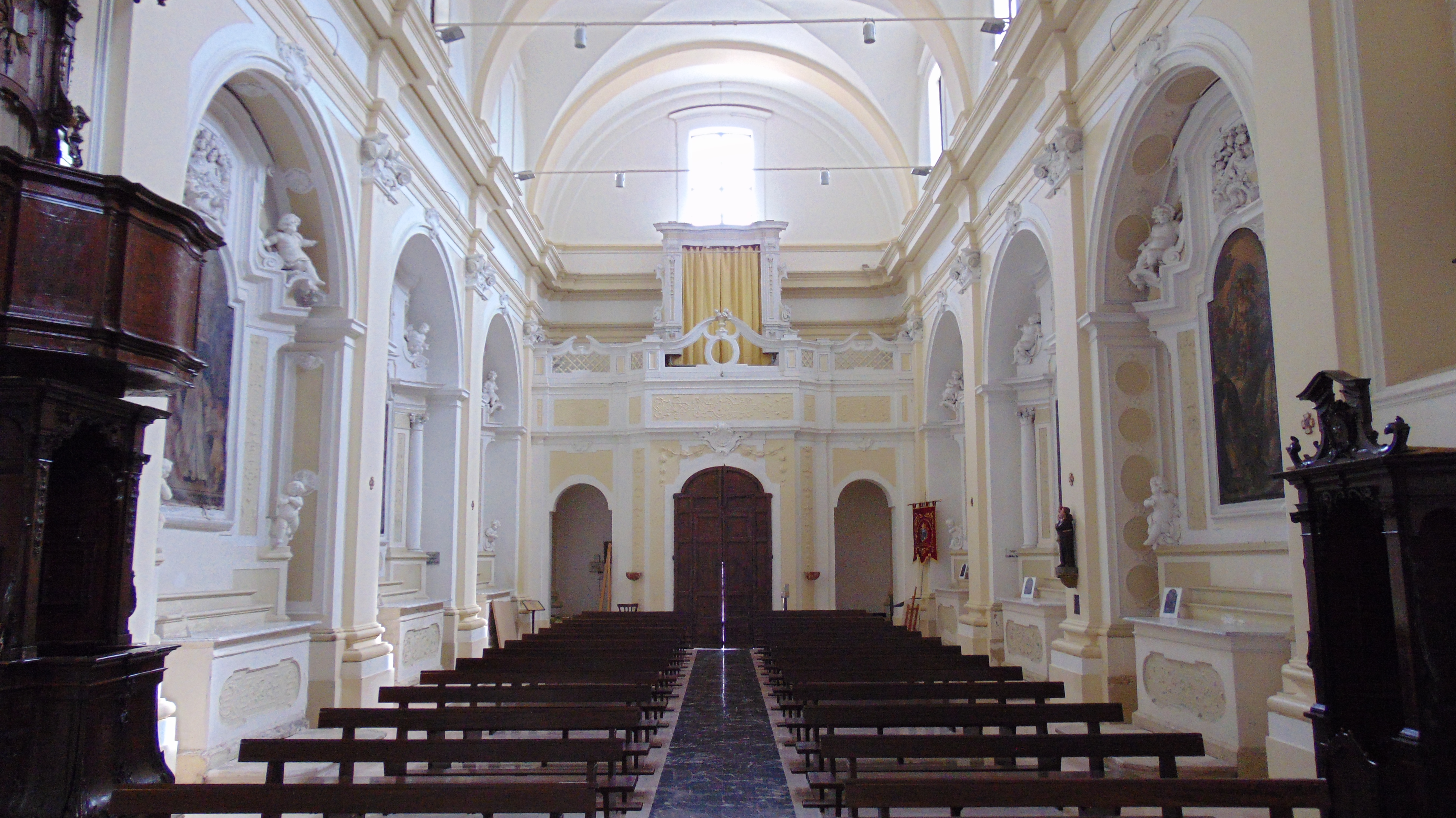
L'interno visto dall'altare della crociera
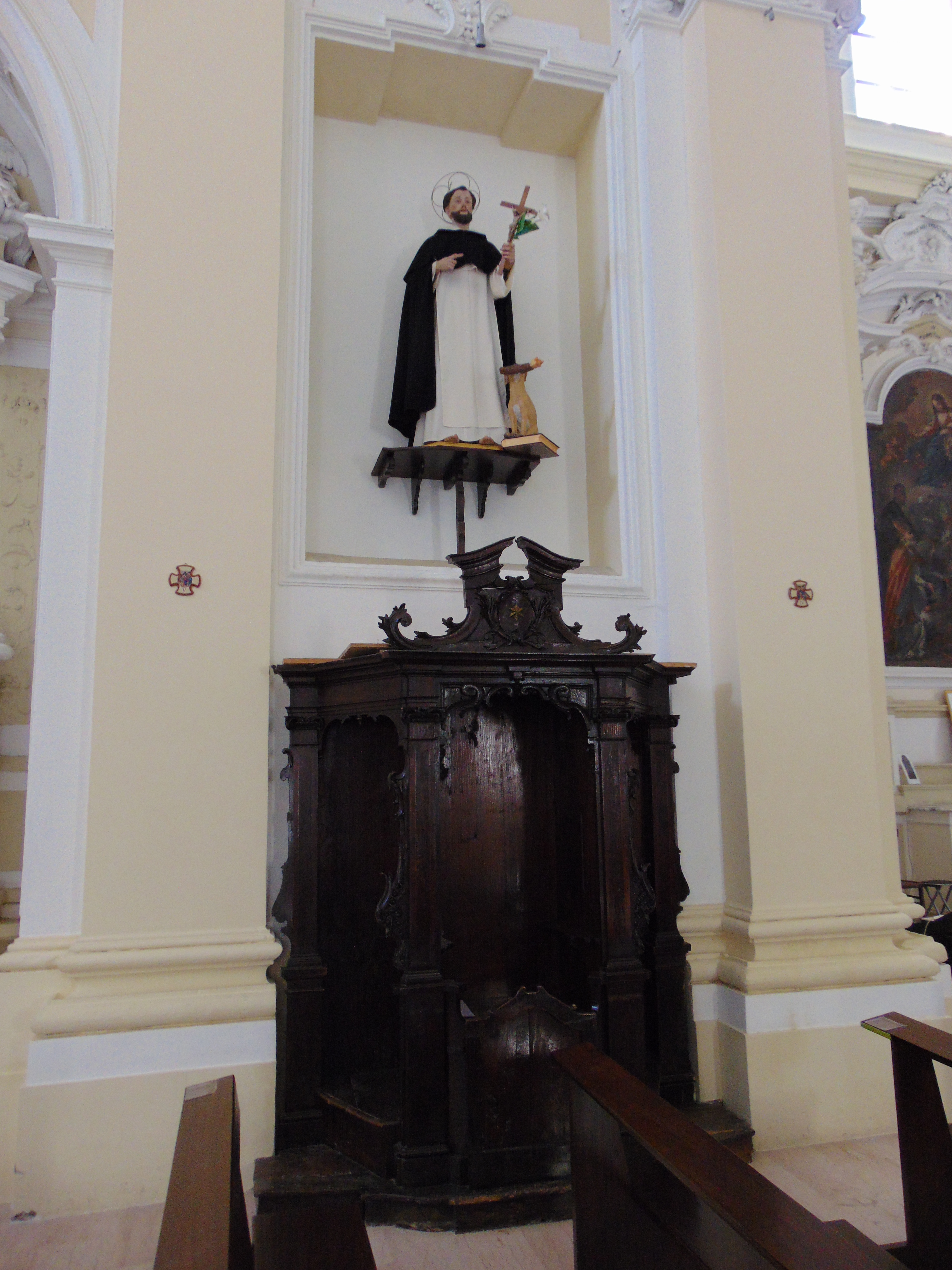
Confessionale ligneo e statua di San Domenico
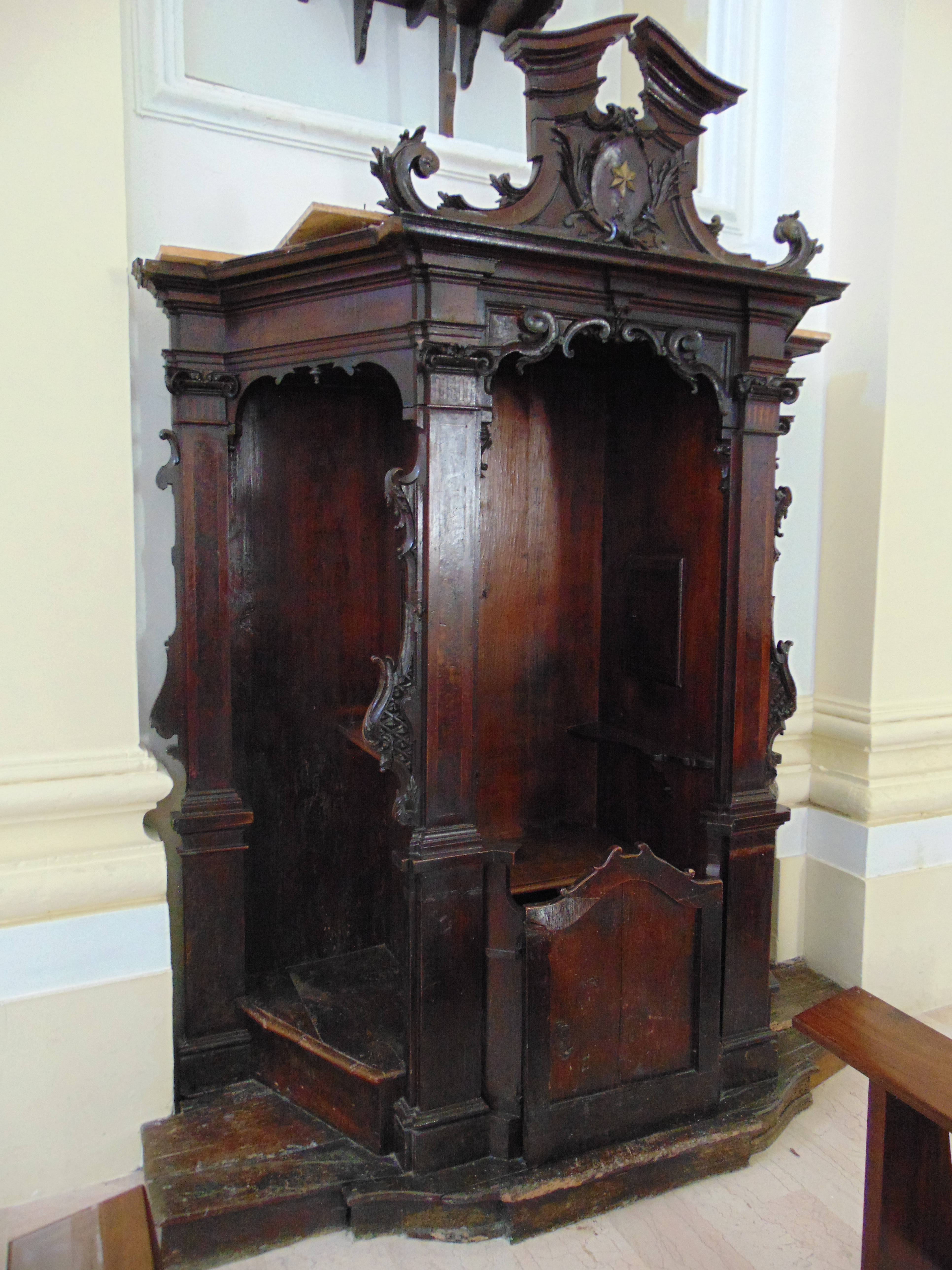
Confessionale ligneo
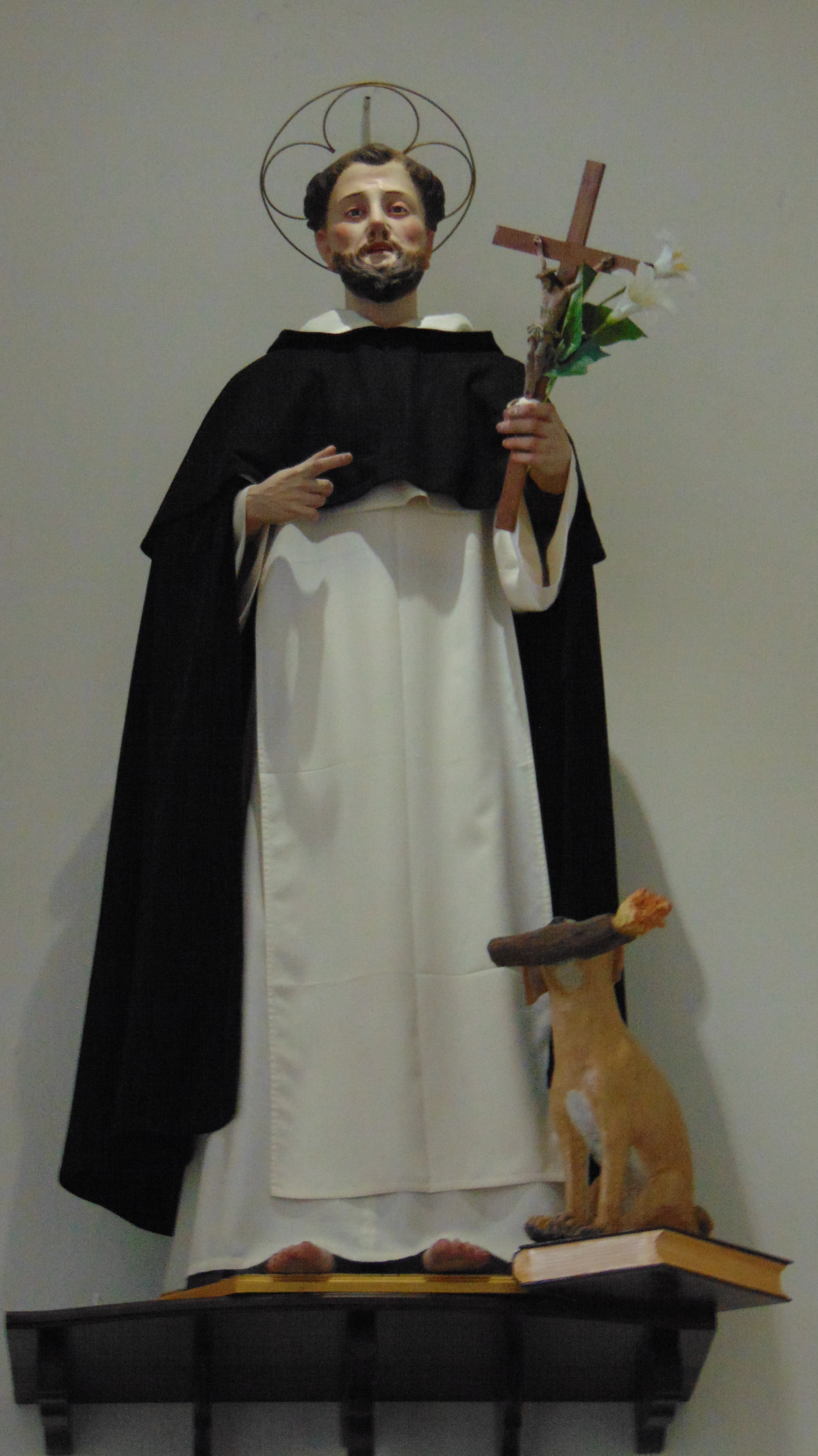
Statua di San Domenico

A destra dell'entrata destra dall'atrio, è situata una scala che conduce ad un piccolo balcone interno posto al di sopra dell'atrio che dà sulla navata. Sopra di esso anticamente si trovava un organo. Oggi tale scala è adibita a espositore per il presepio.

##### Tele e altari
Lungo la navata sono presenti in totale 6 tele (con relativi altari), 3 per lato. Esse risalgono tutte al XVII secolo e la tecnica pittorica con cui sono state dipinte è quella dell'olio su tela. Le tele presenti lungo la navata hanno una grandezza che varia dai 130 x 235 cm ai 130 x 250 cm.

###### Lato sinistro
In ordine dal più vicino al più lontano dall'entrata principale gli altari (ognuno con la rispettiva tela) sono:

1. L'altare della Madonna del Carmine. L'autore è: Donato Teodoro.

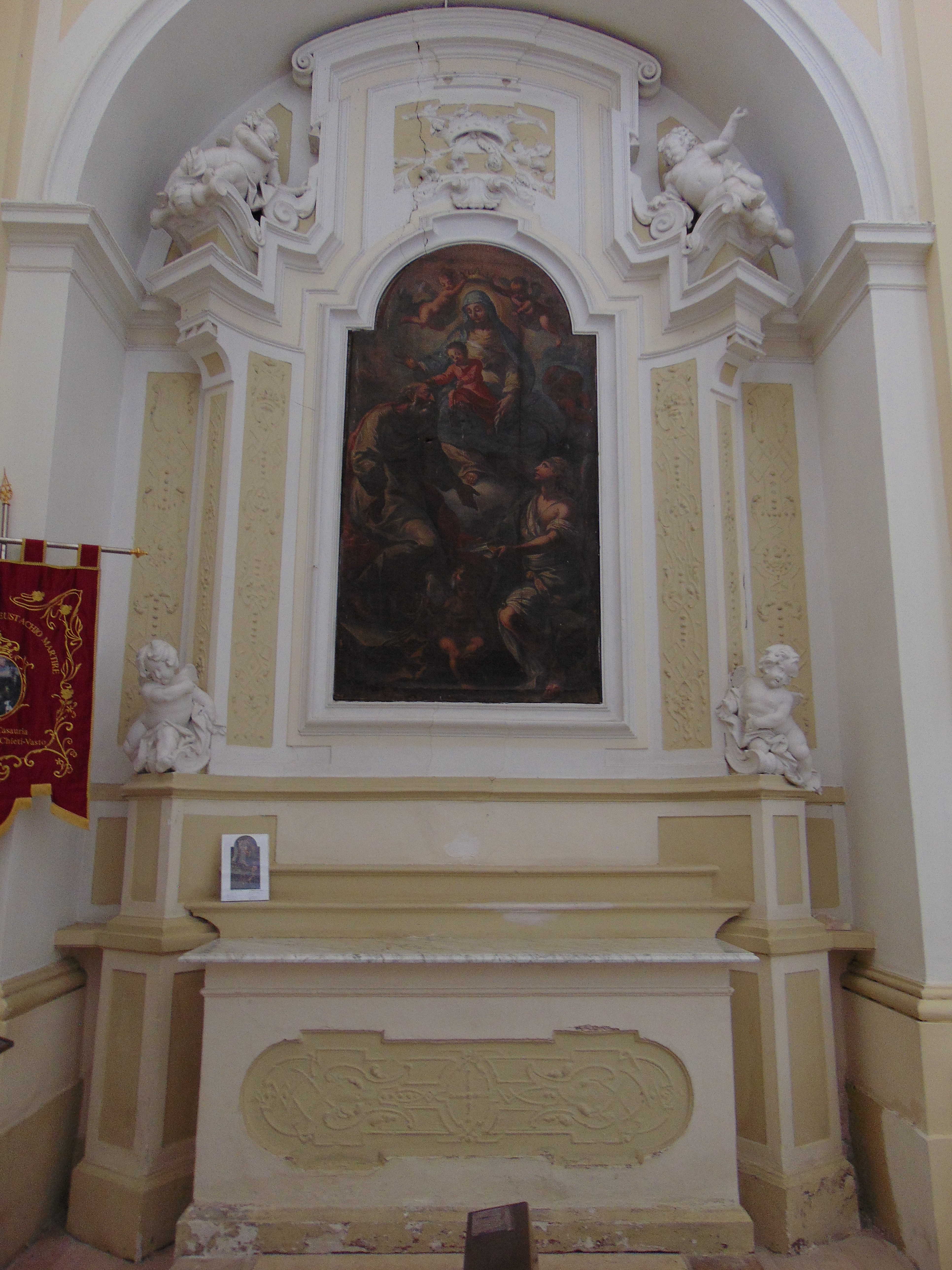
L'altare della Madonna del Carmine
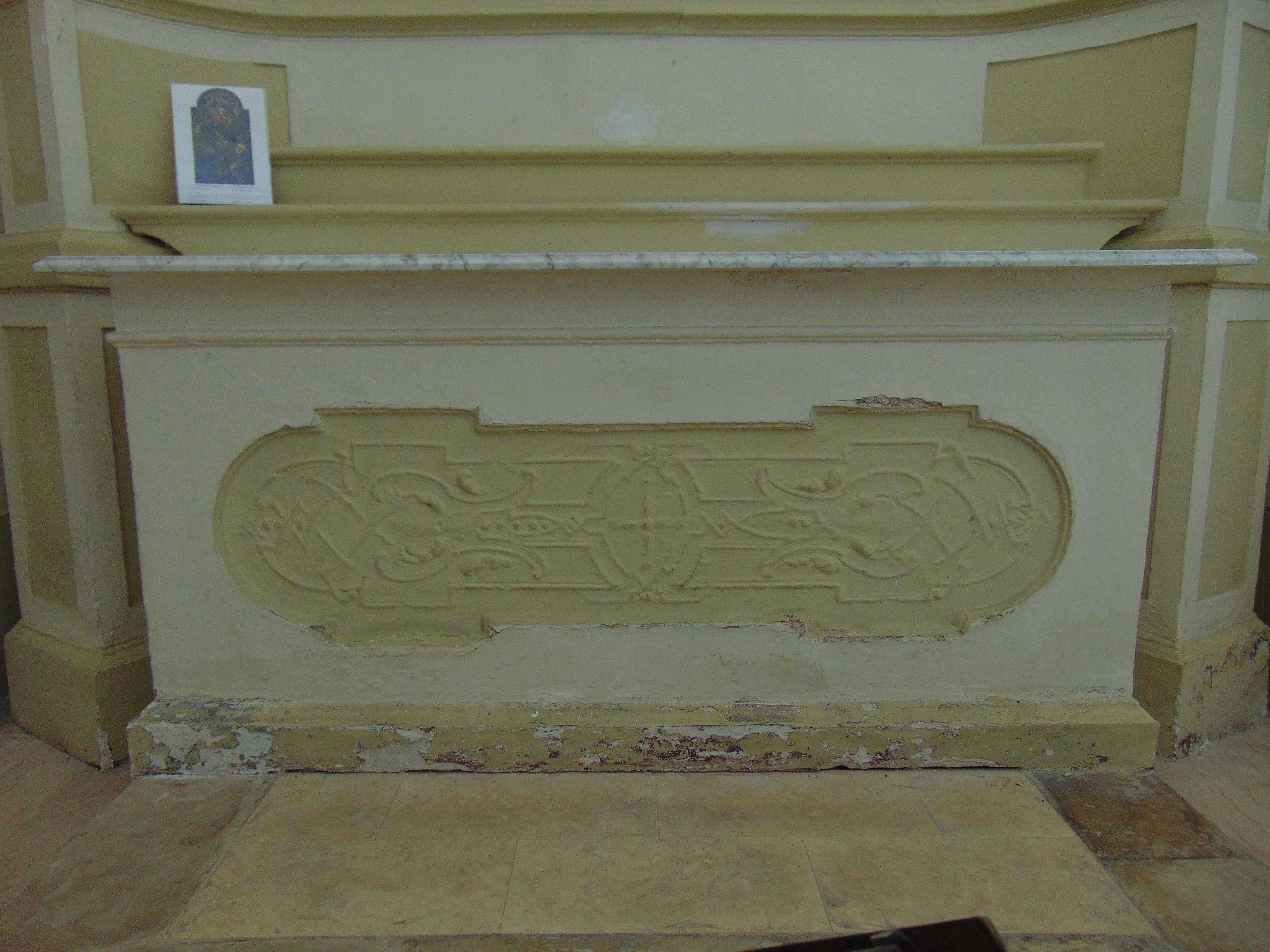
L'altare
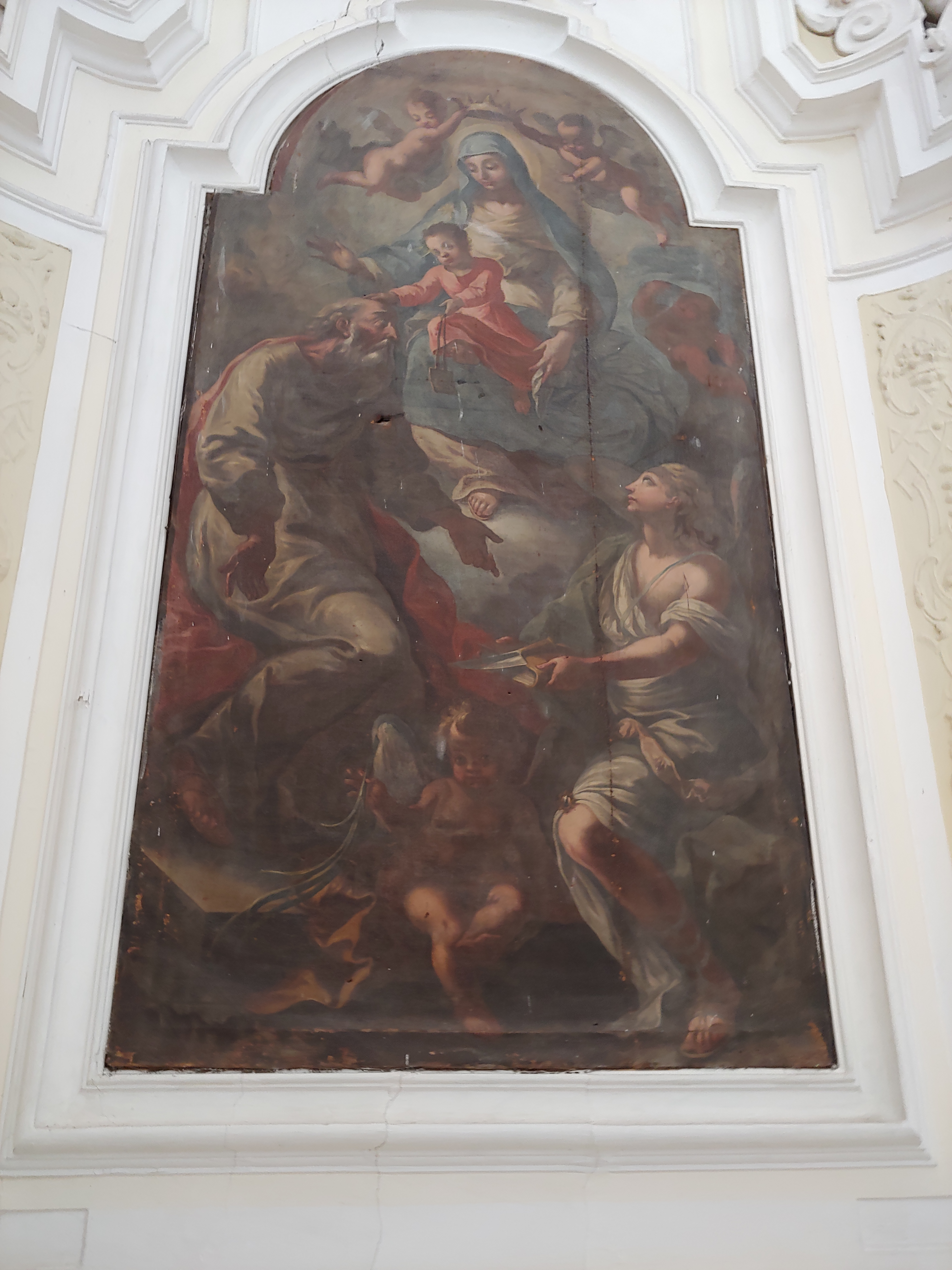
La tela
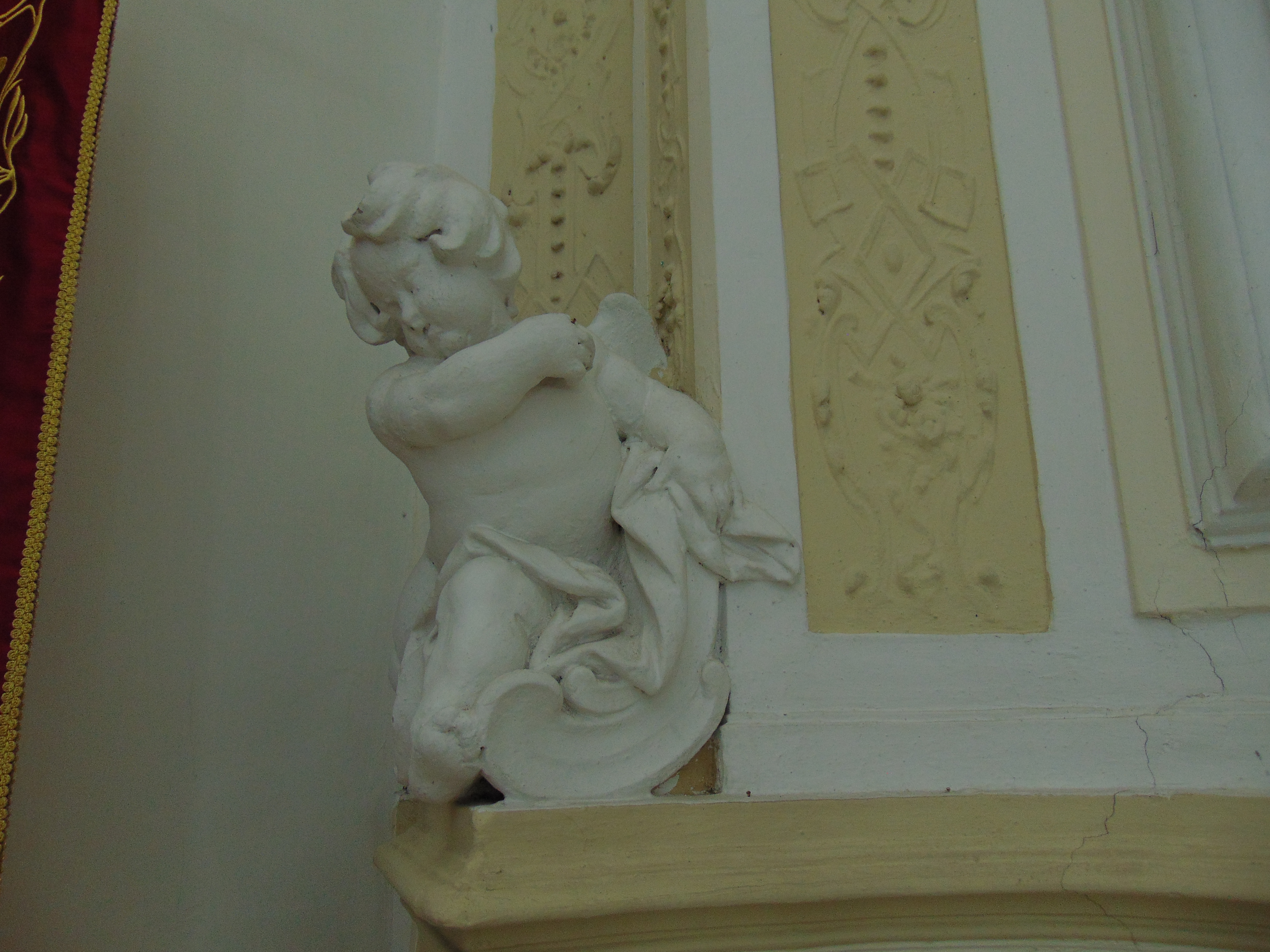
Putto in basso a sinistra
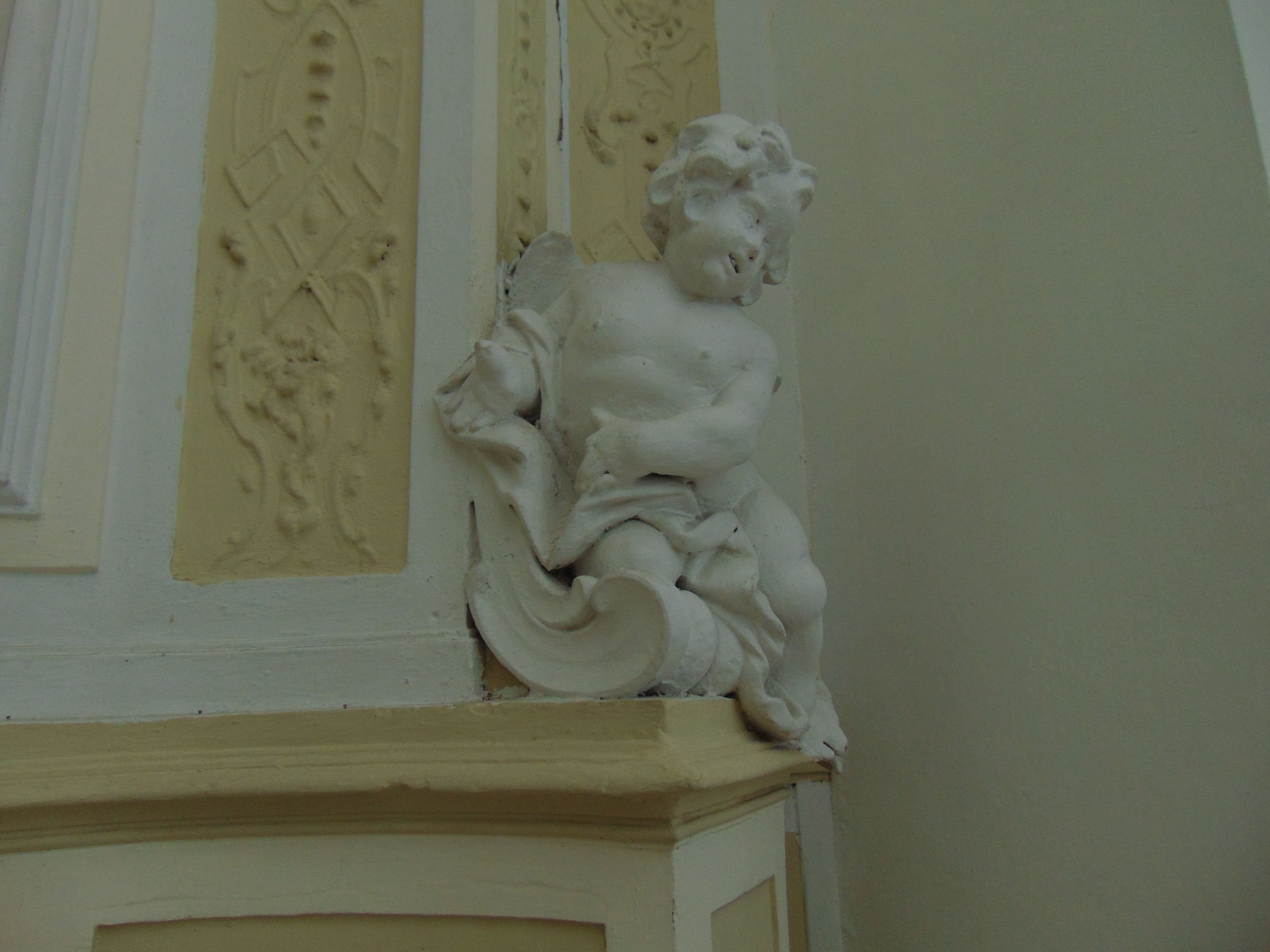
Putto in basso a destra
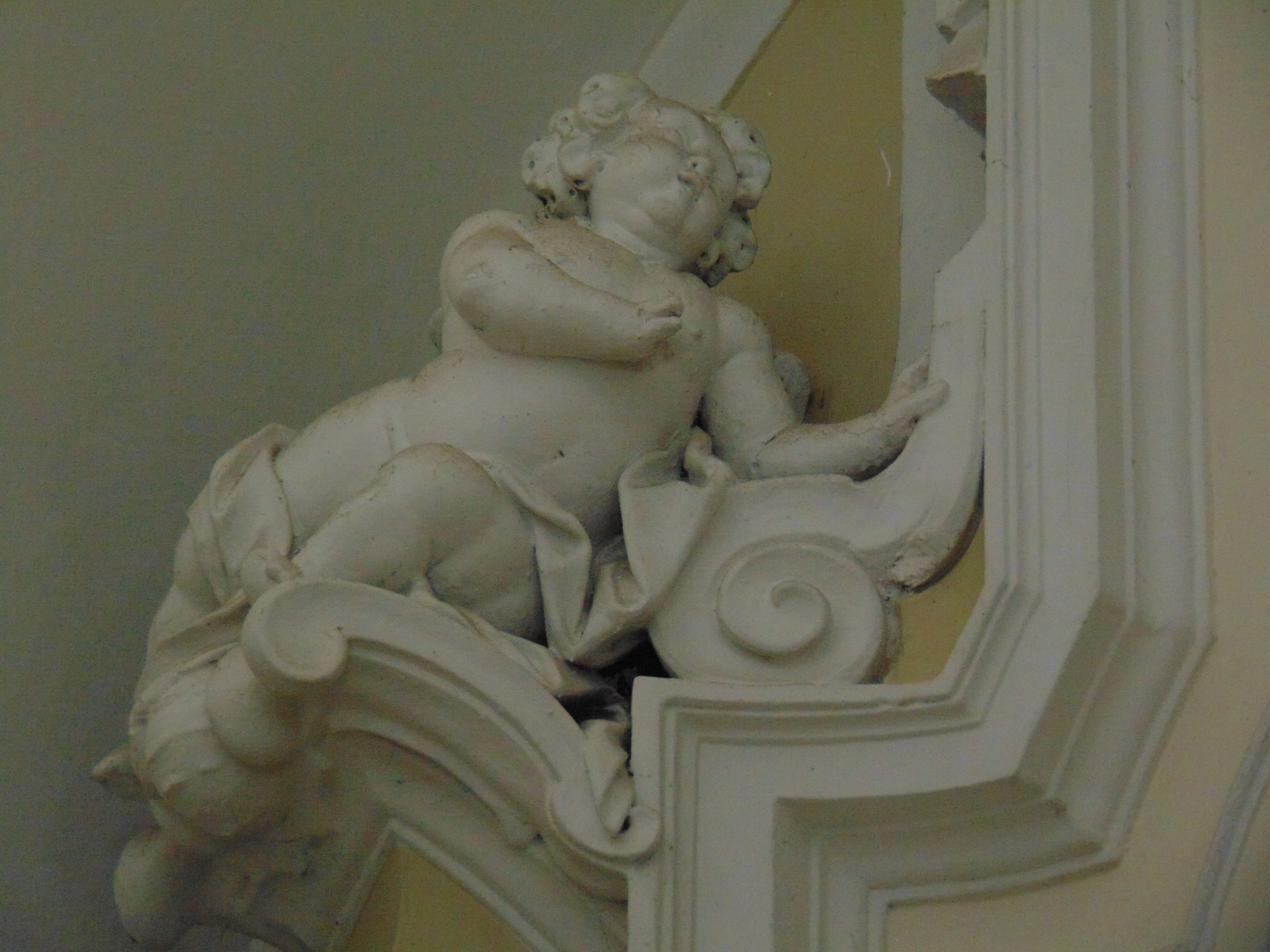
Putto in alto a sinistra
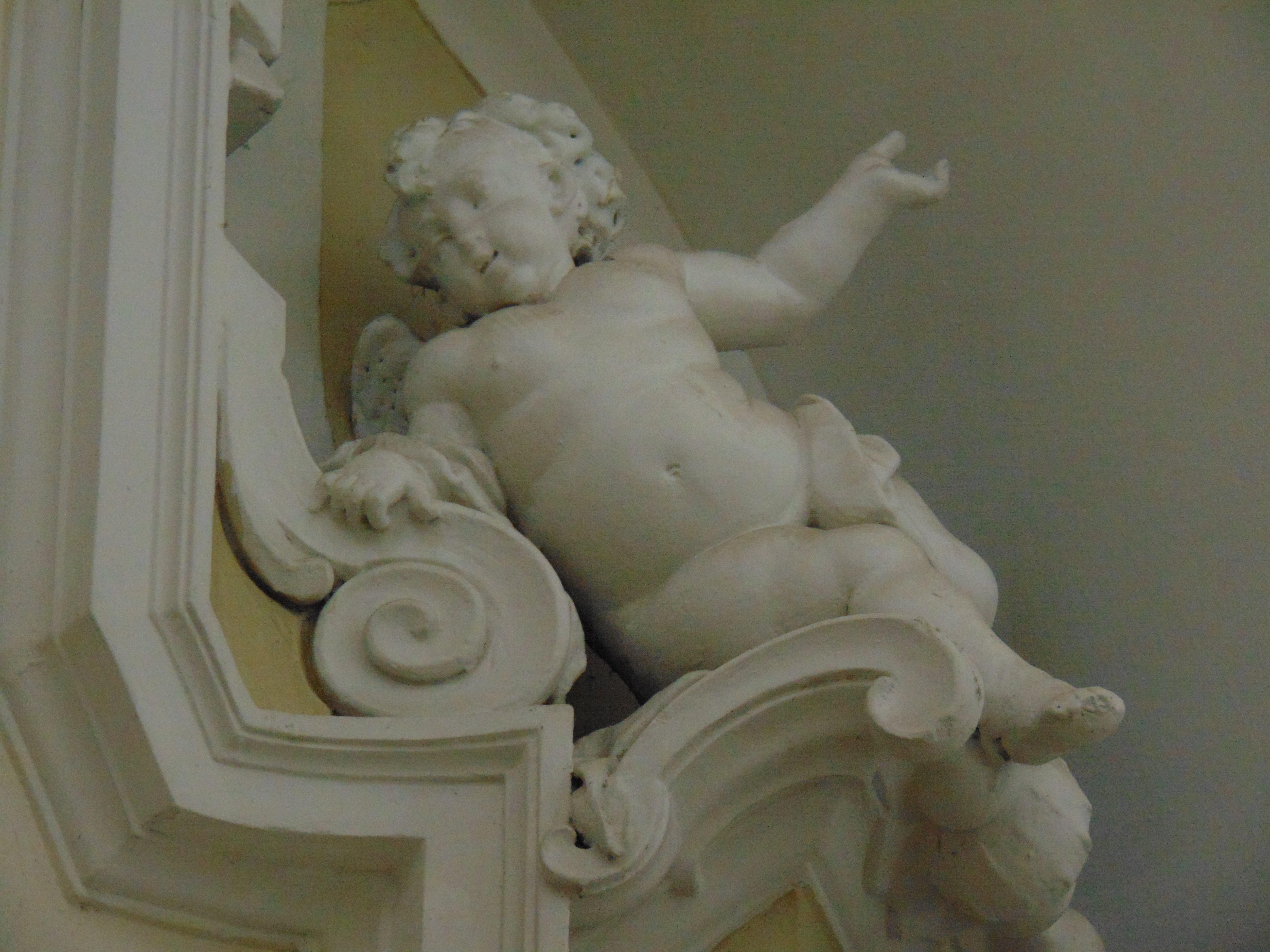
Putto in alto a destra
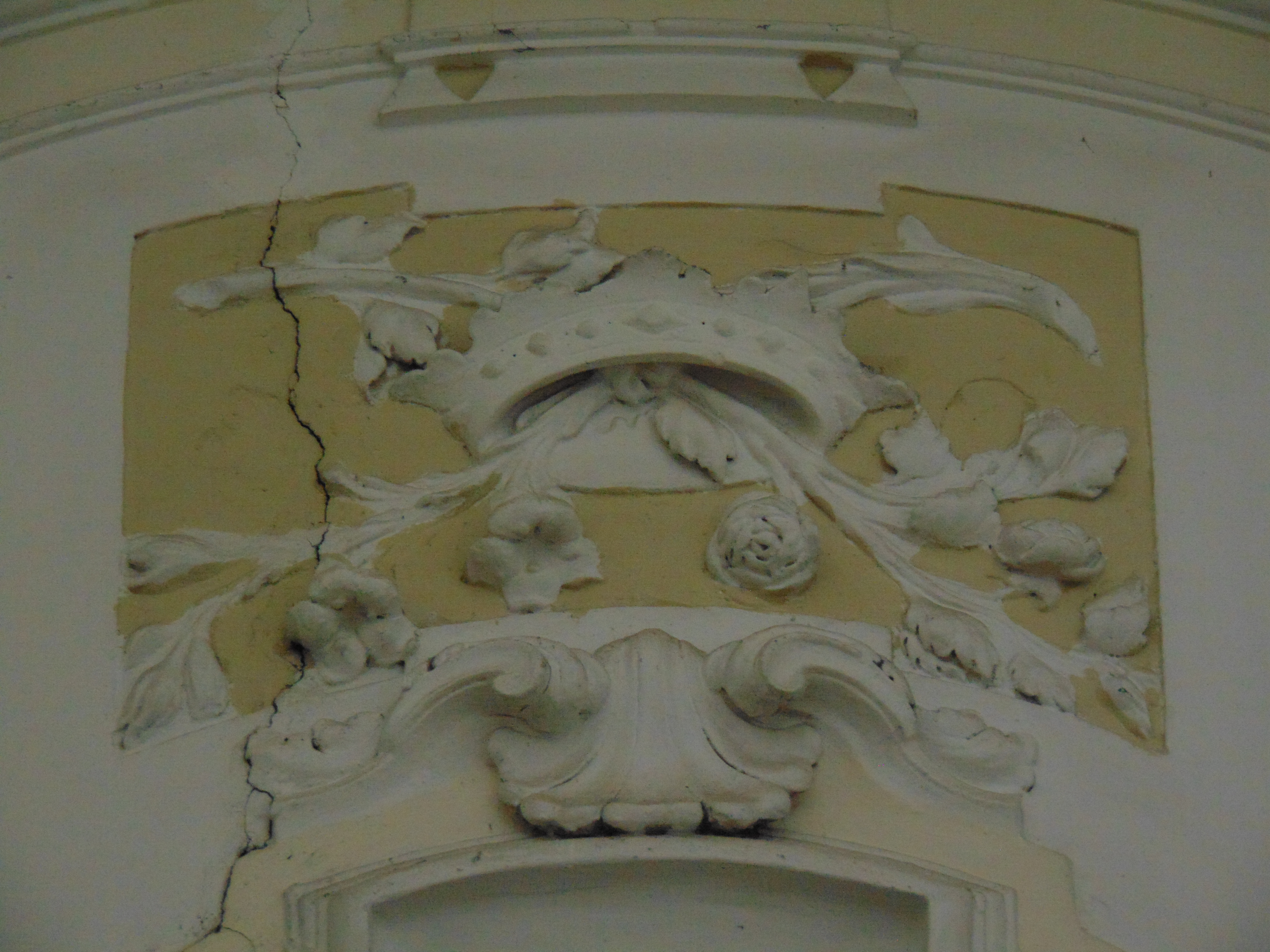
Decorazione in alto

2. L'altare dell'Immacolata. L'autore è: Donato Teodoro.

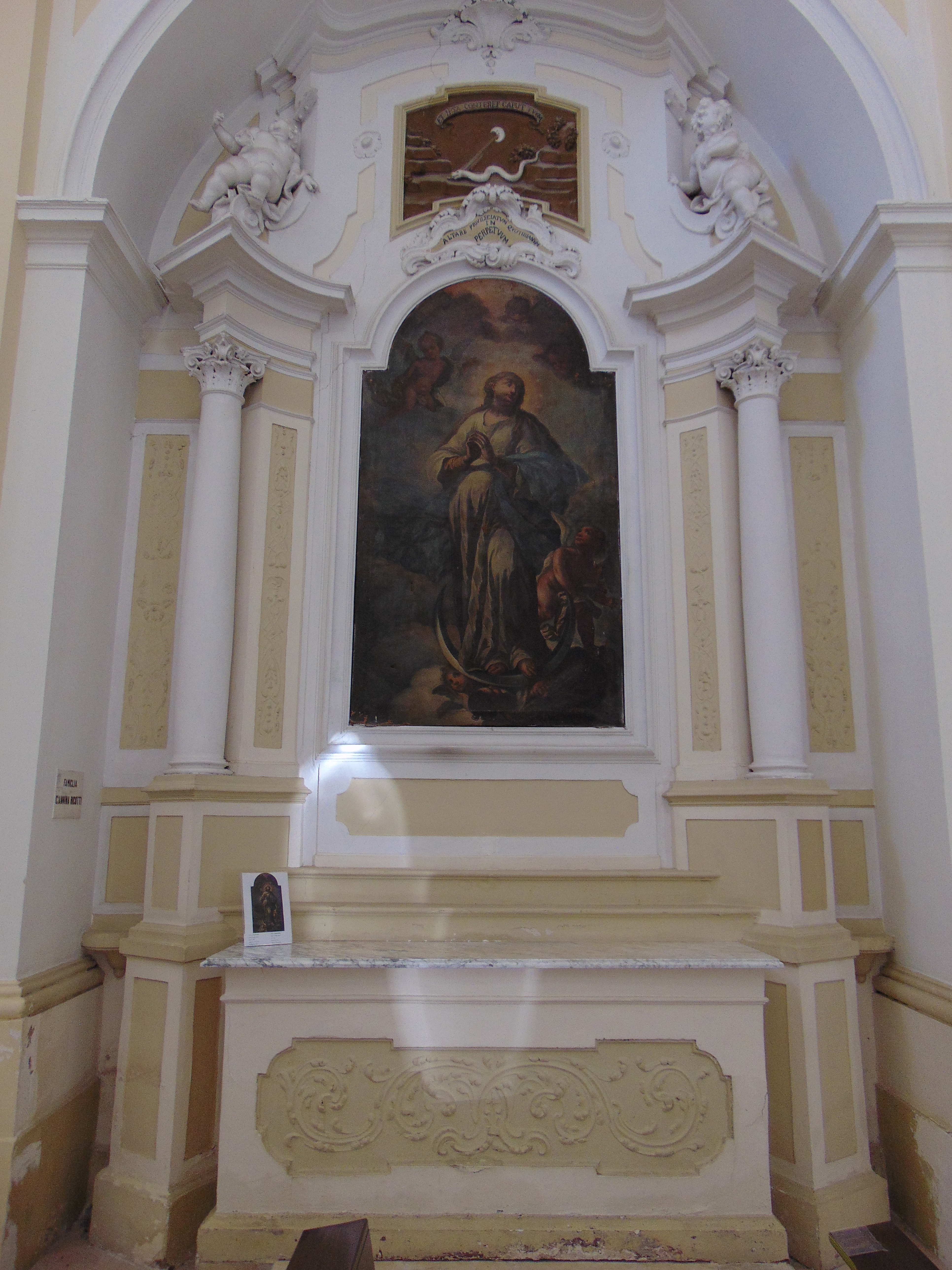
L'altare dell'Immacolata
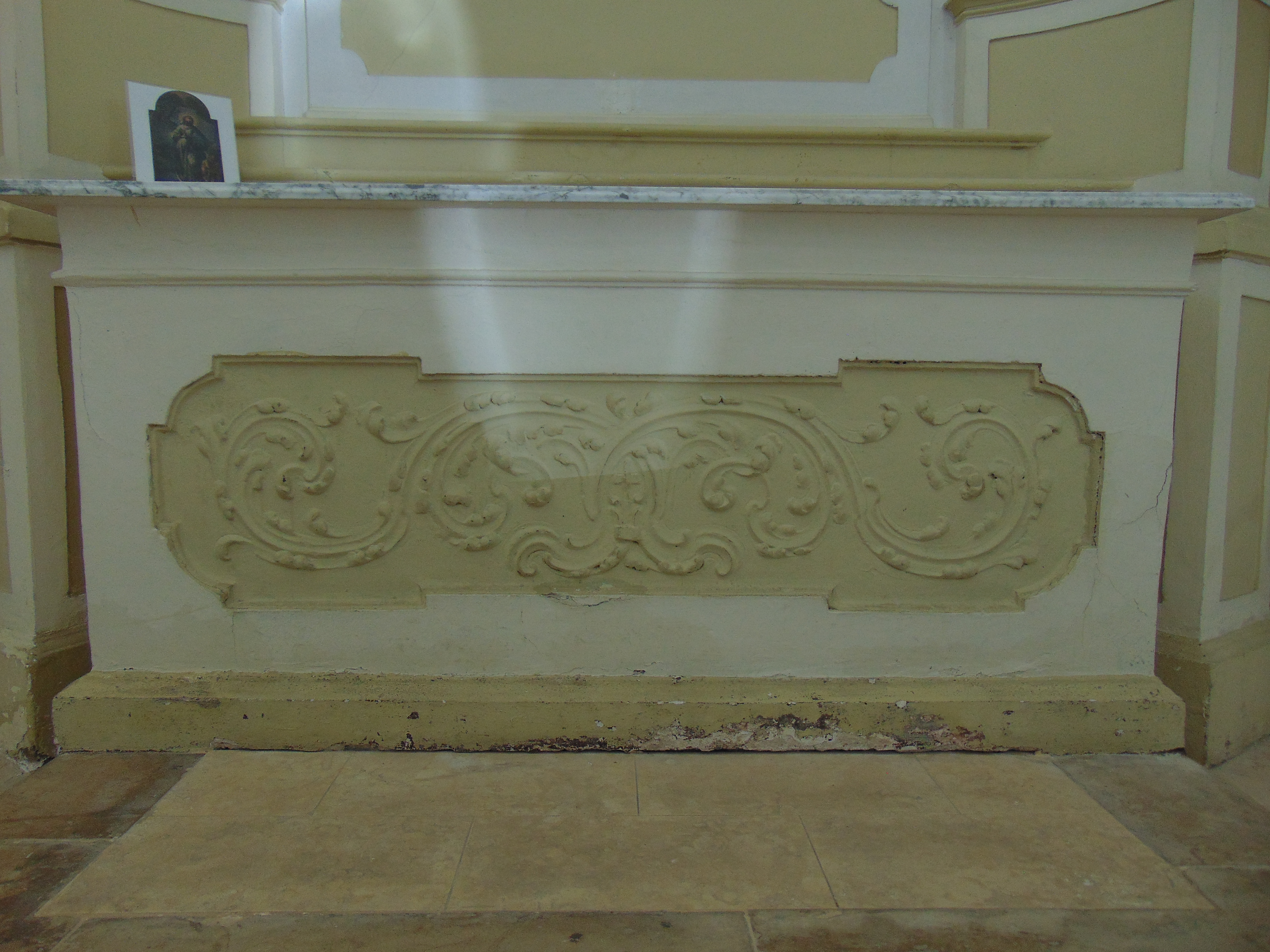
L'altare
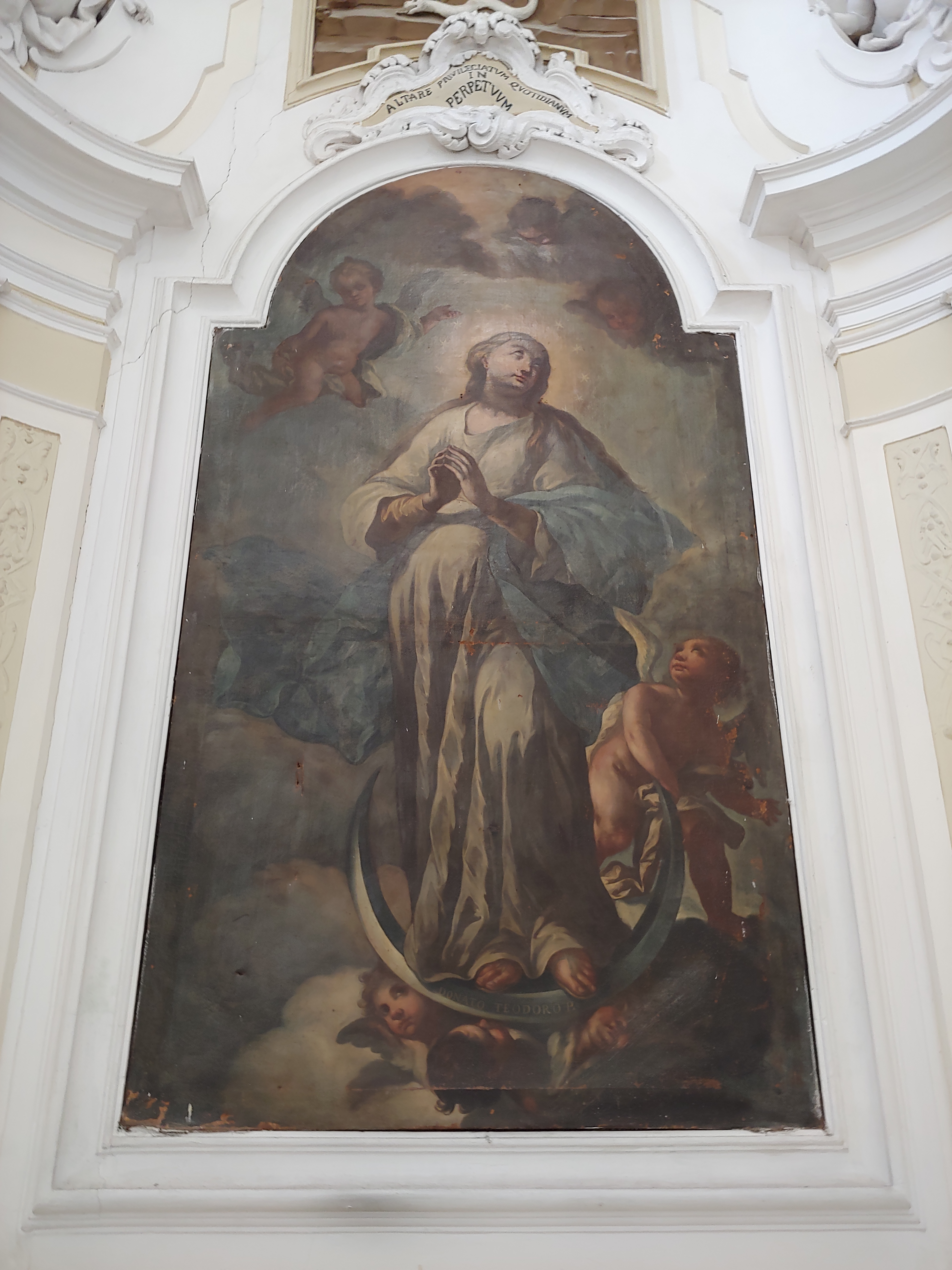
La tela
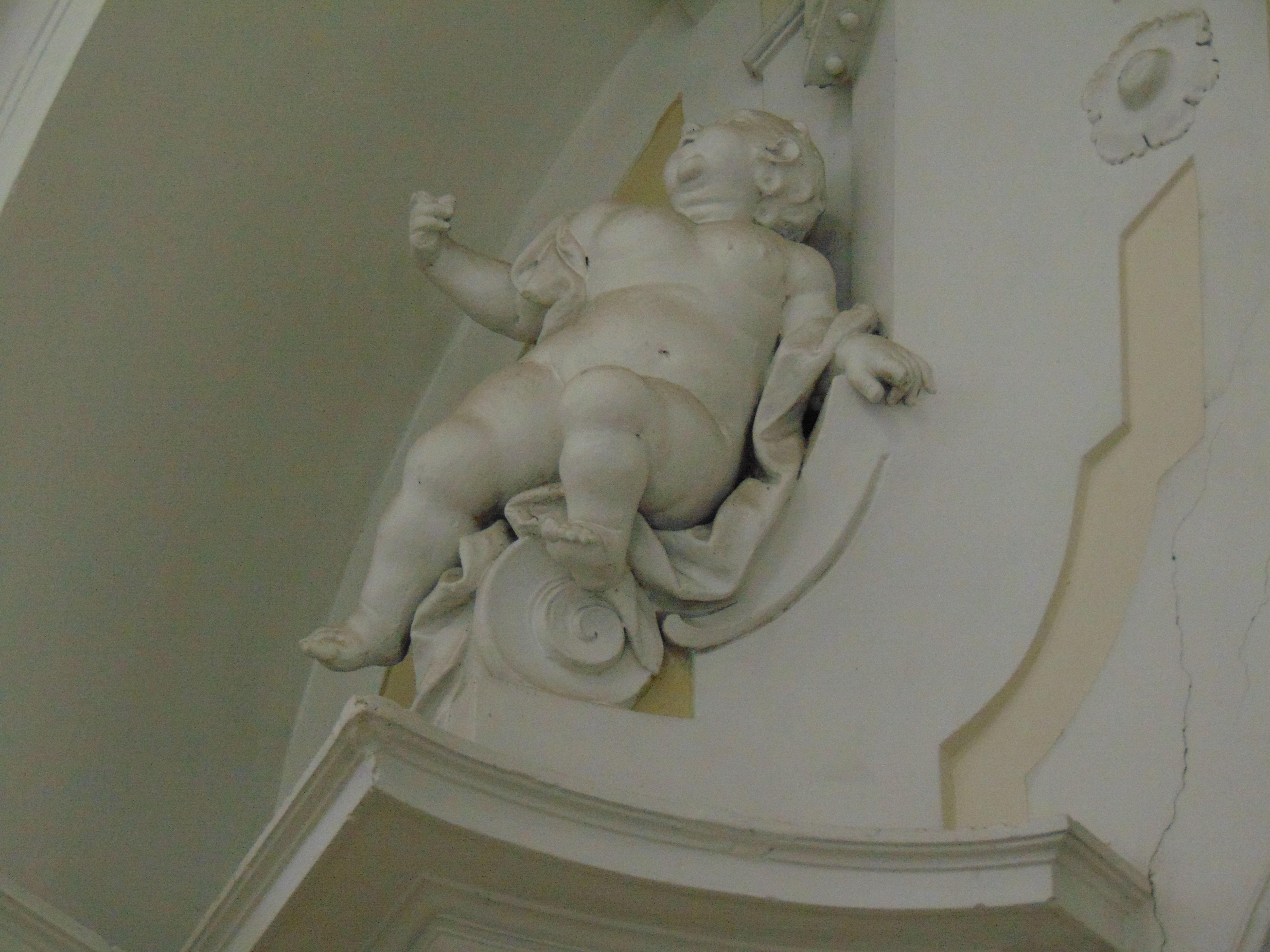
Putto in alto a sinistra
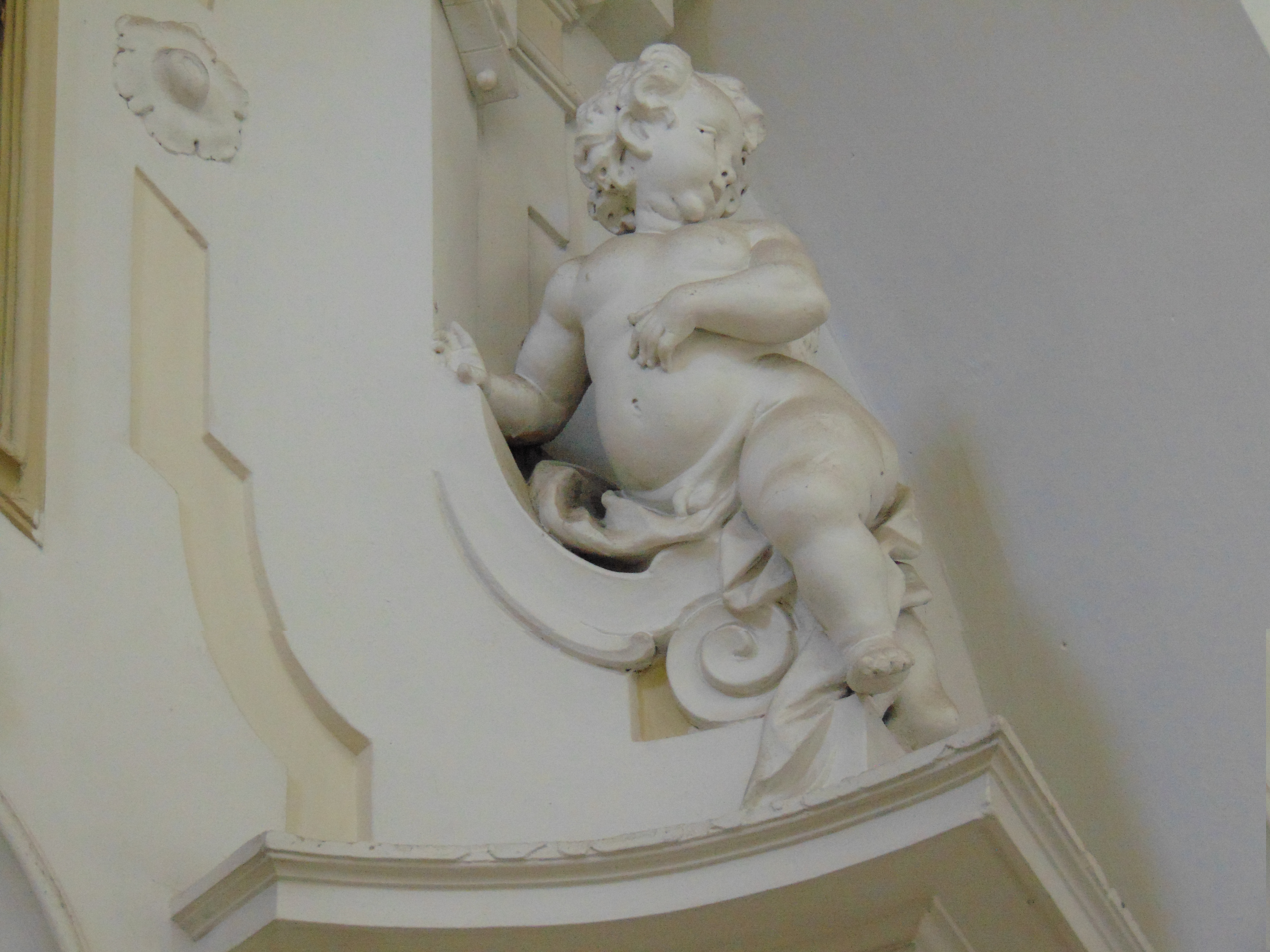
Putto in alto a destra
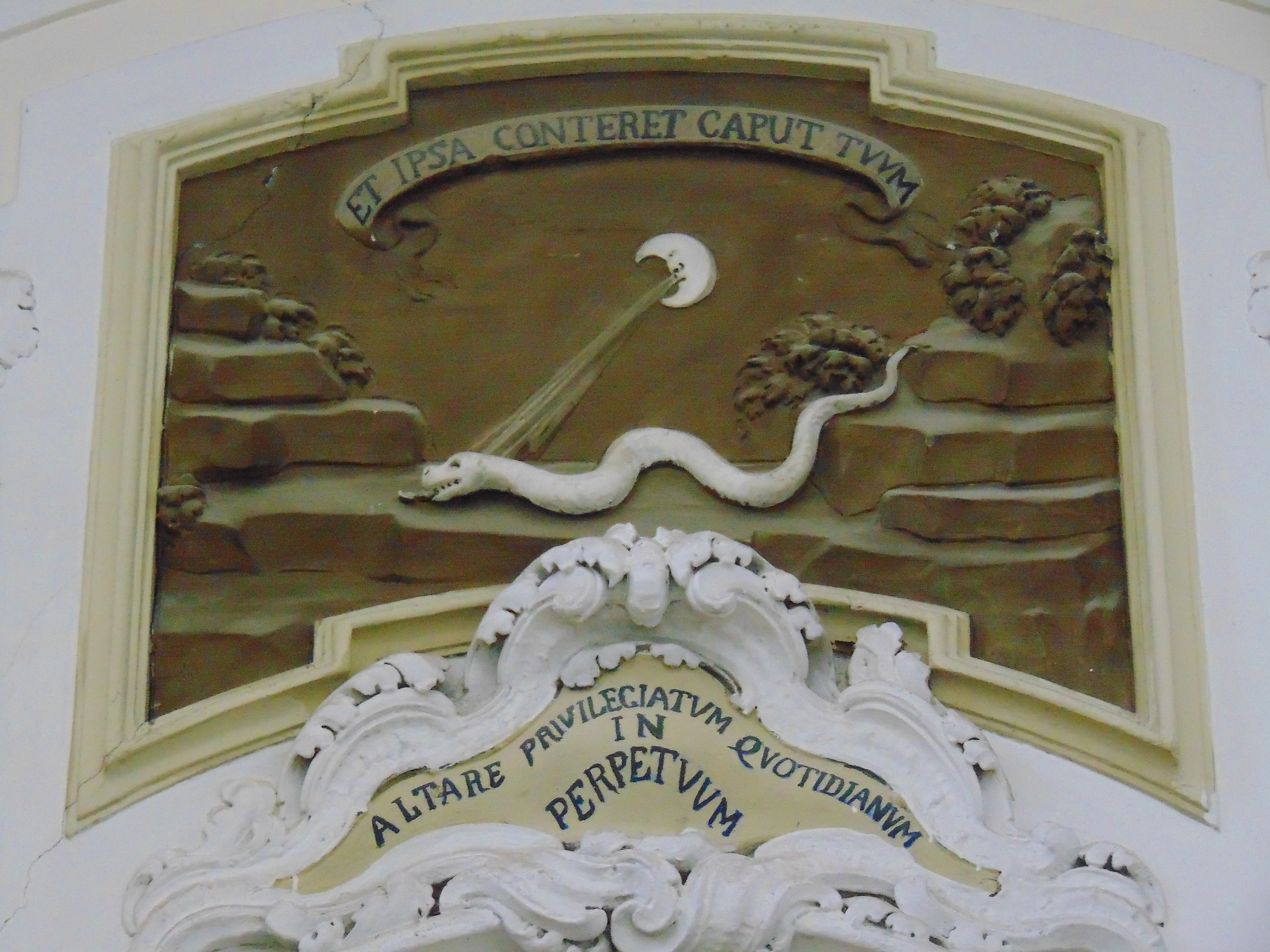
Decorazione in alto

3. L'altare della Madonna del Rosario. L'autore è: Donato Teodoro.

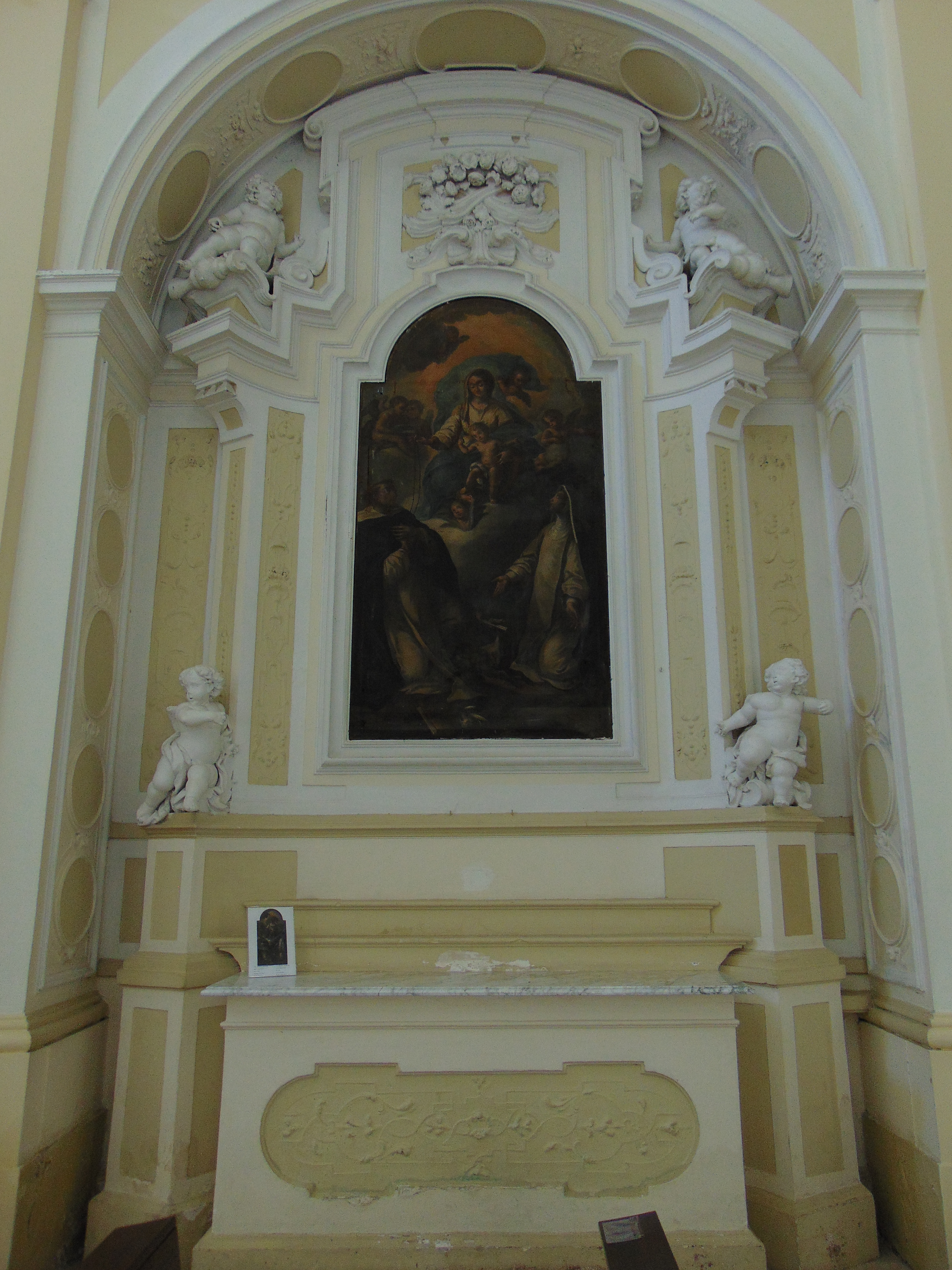
L'altare della Madonna del Rosario
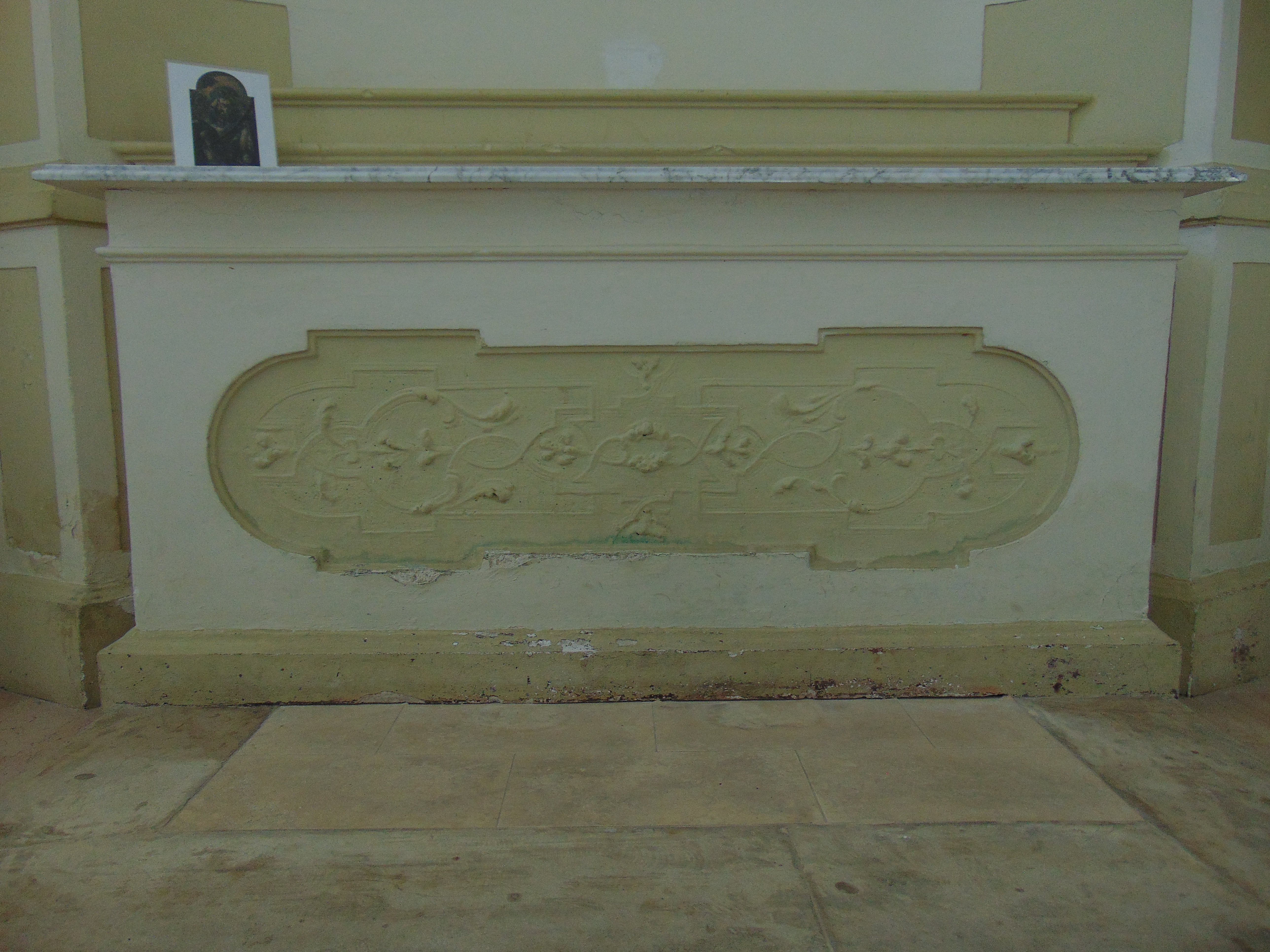
L'altare
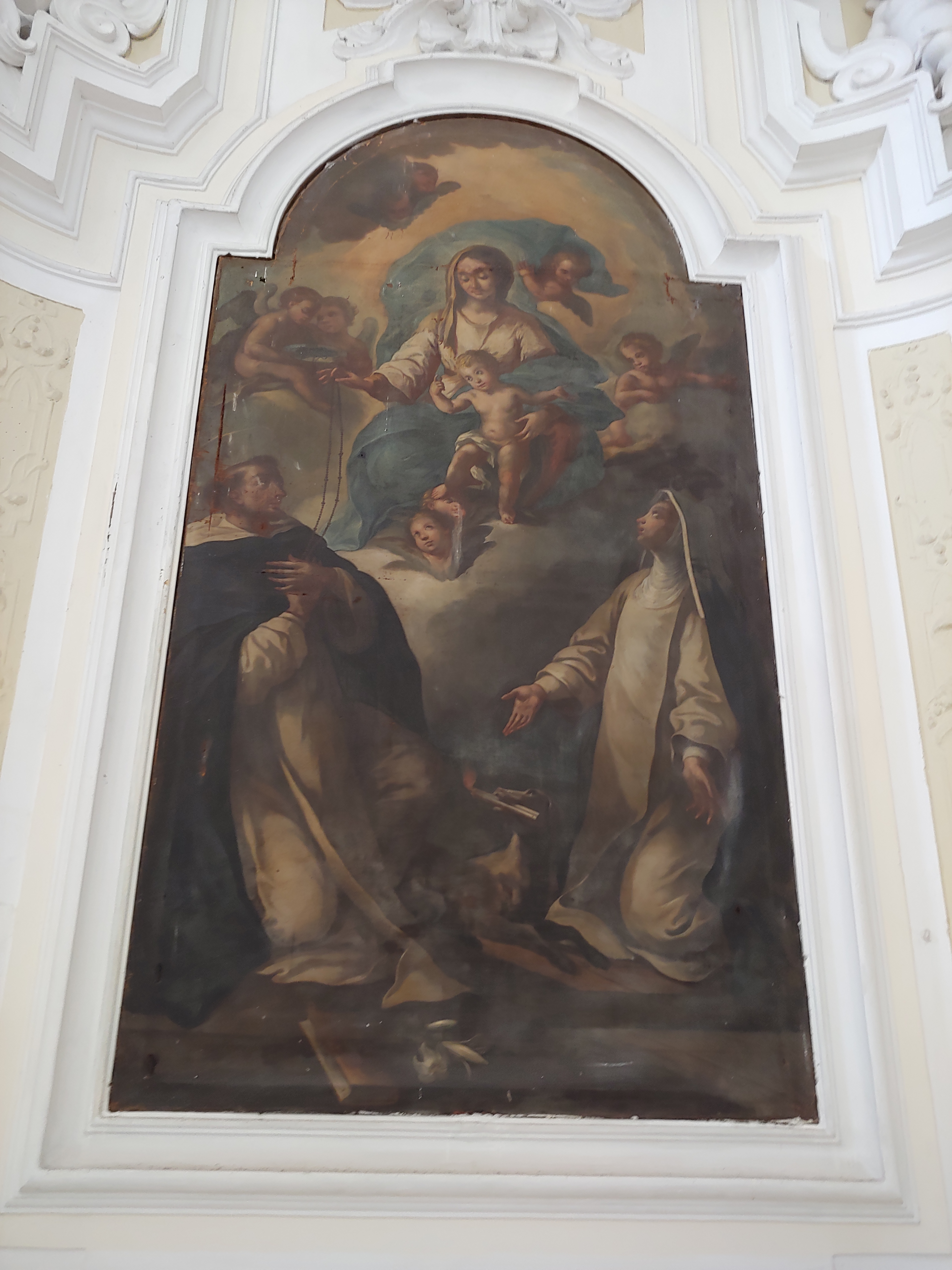
La tela
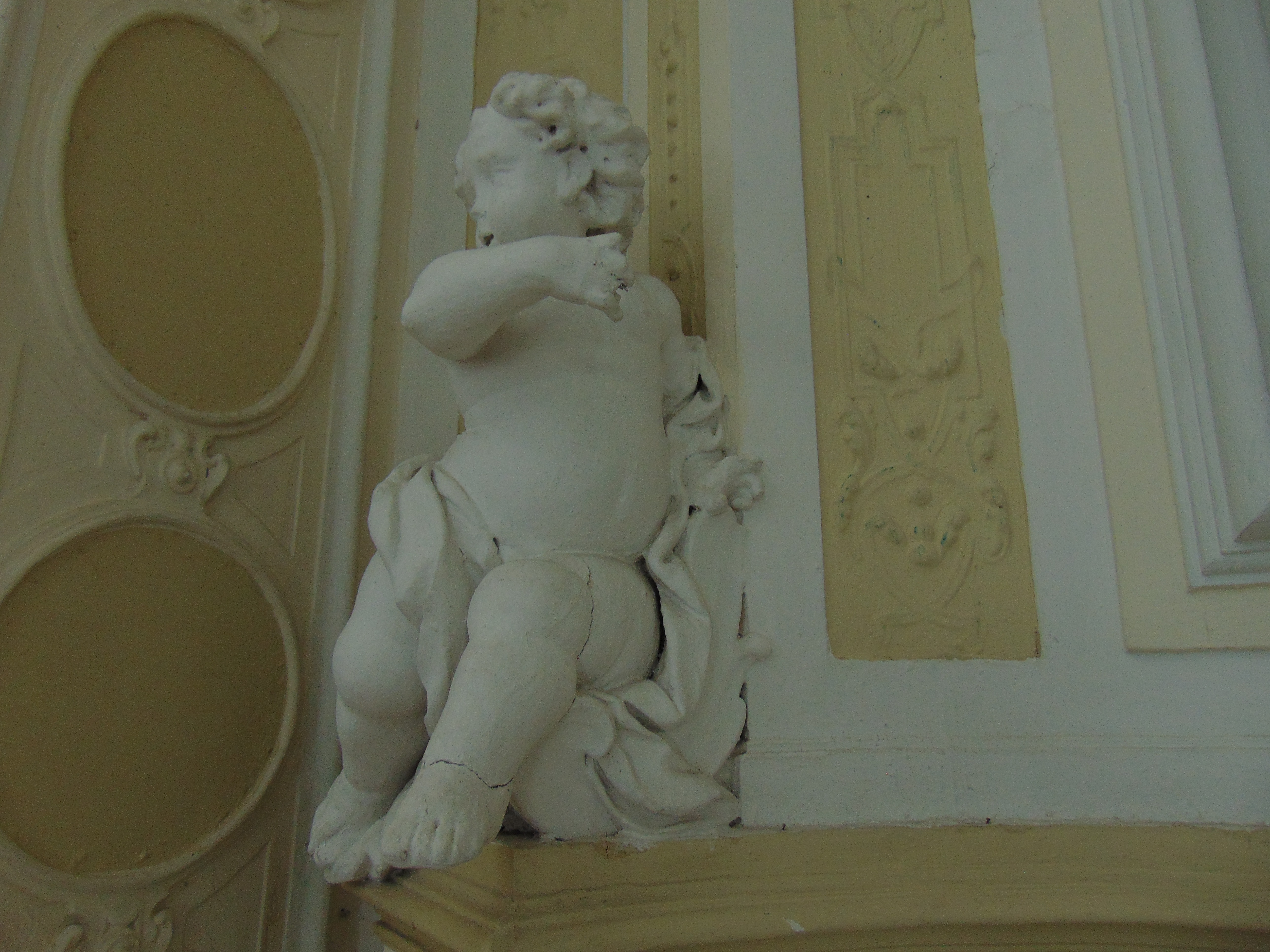
Putto in basso a sinistra
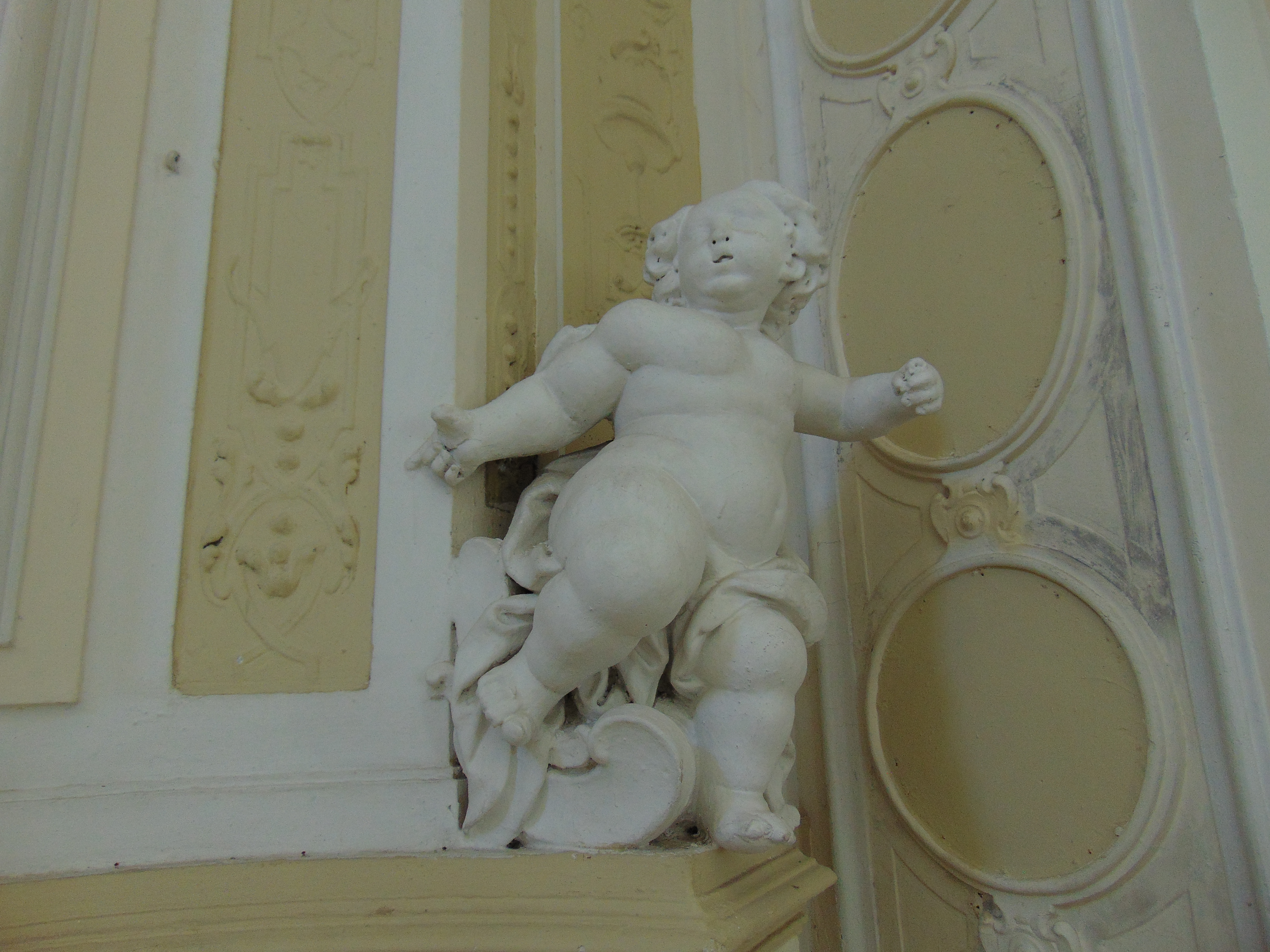
Putto in basso a destra
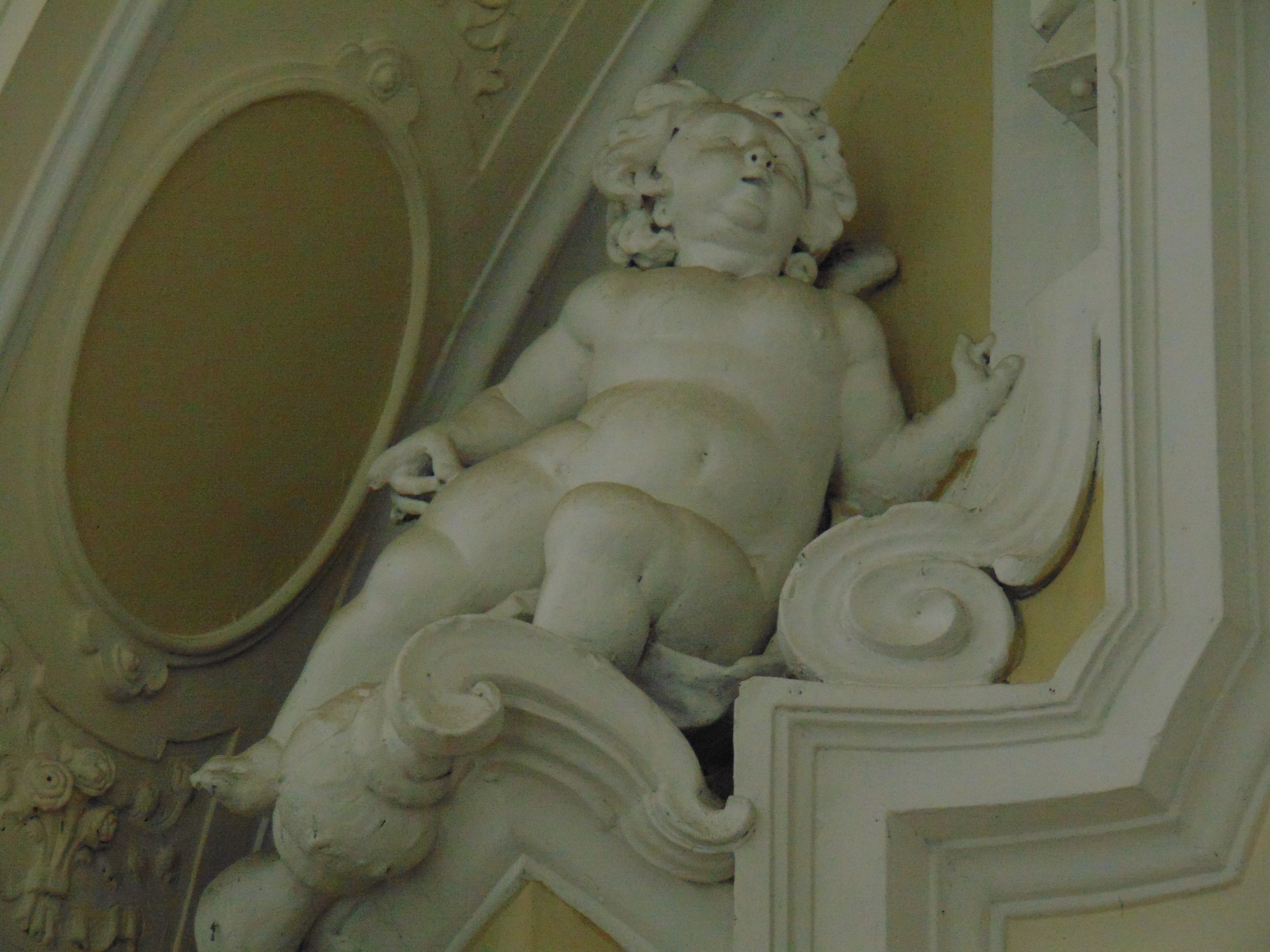
Putto in alto a sinistra
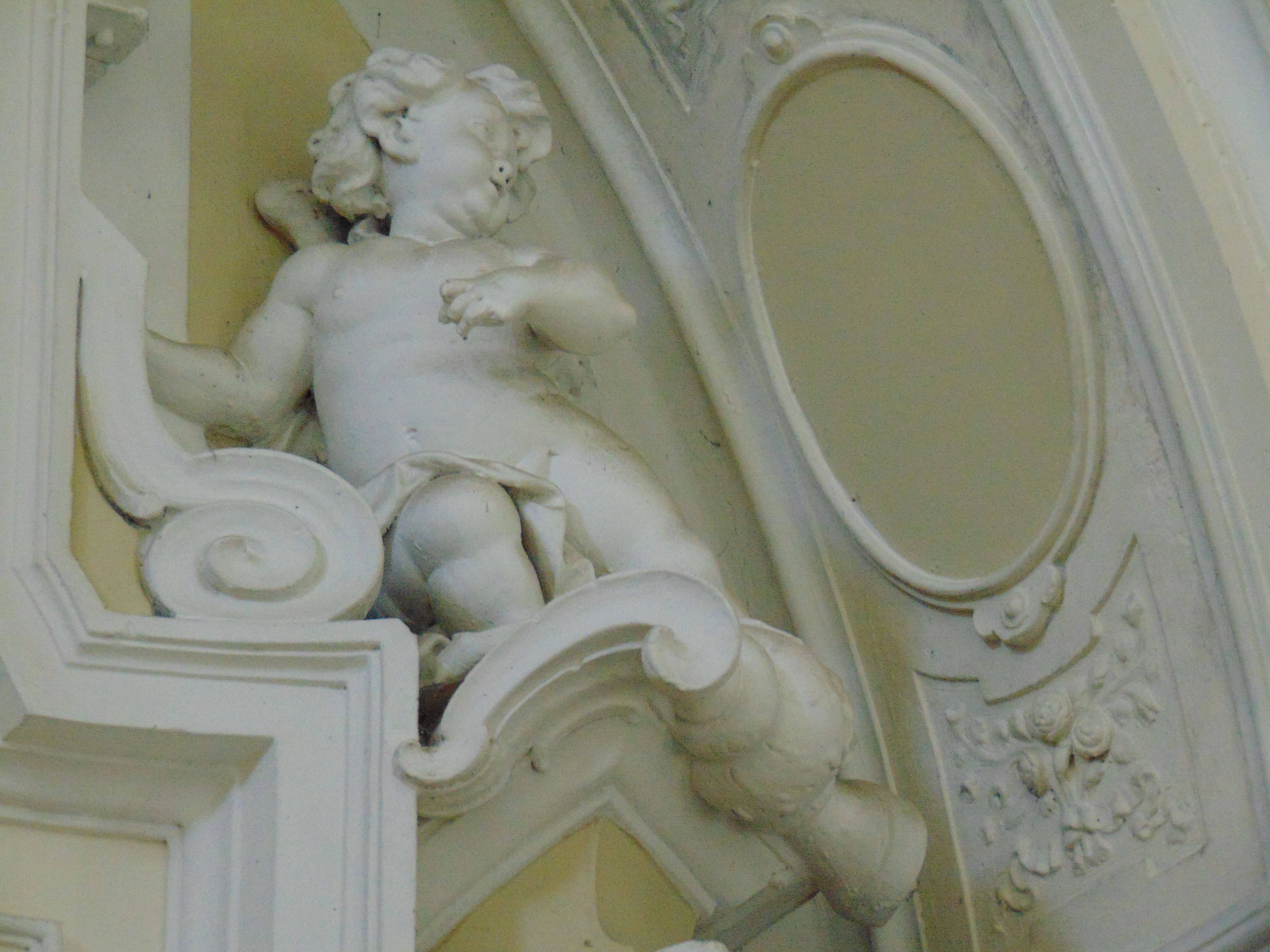
Putto in alto a destra
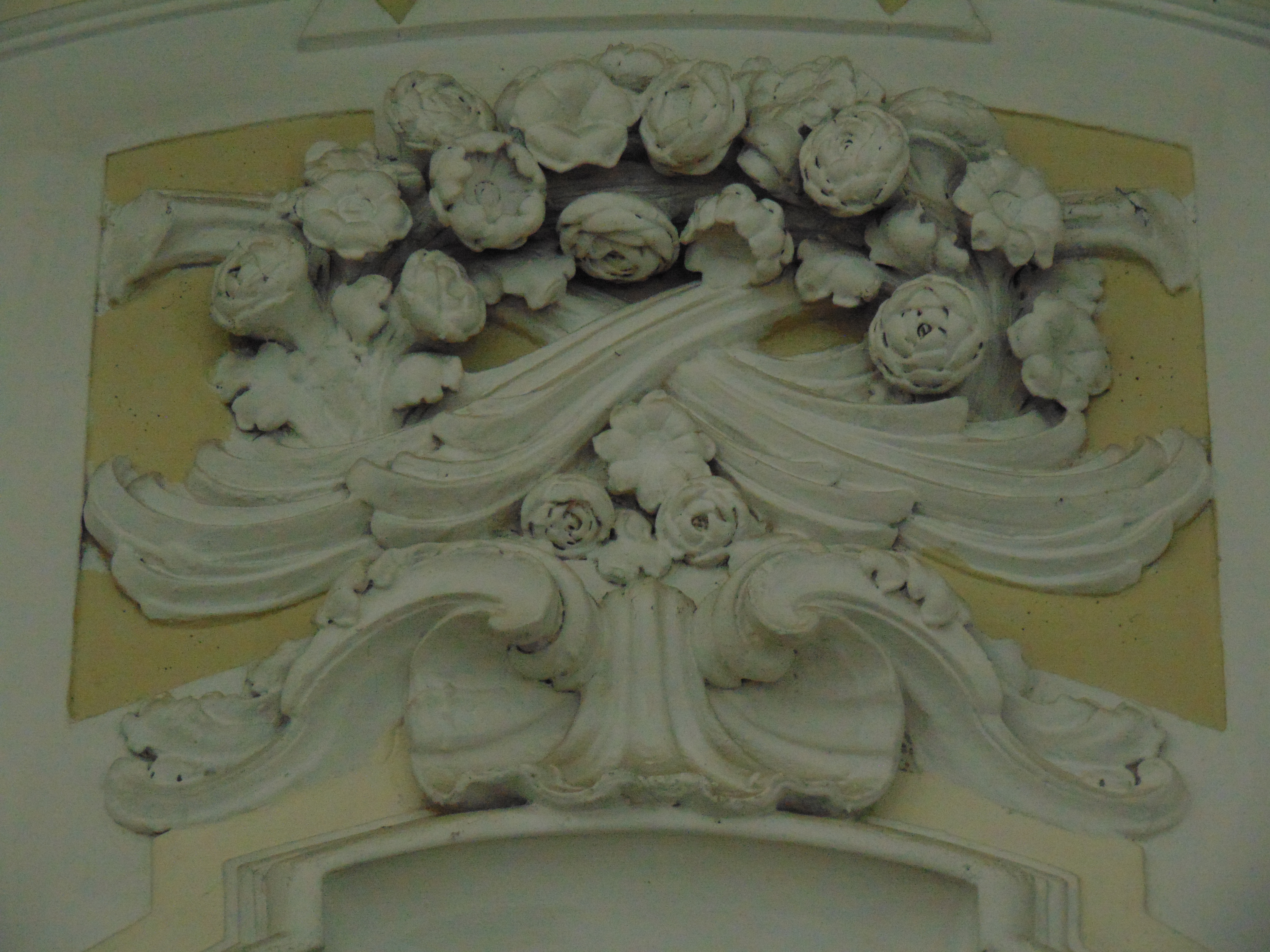
Decorazioni in alto

###### Lato destro
In ordine dal più vicino al più lontano dall'entrata principale, gli altari (ognuno con la rispettiva tela) sono:
1. L'altare dell'Annunziata. L'autore è: Benedetto Nizzica.

2. L'altare di Gesù presentato al tempio. L'autore è ignoto.

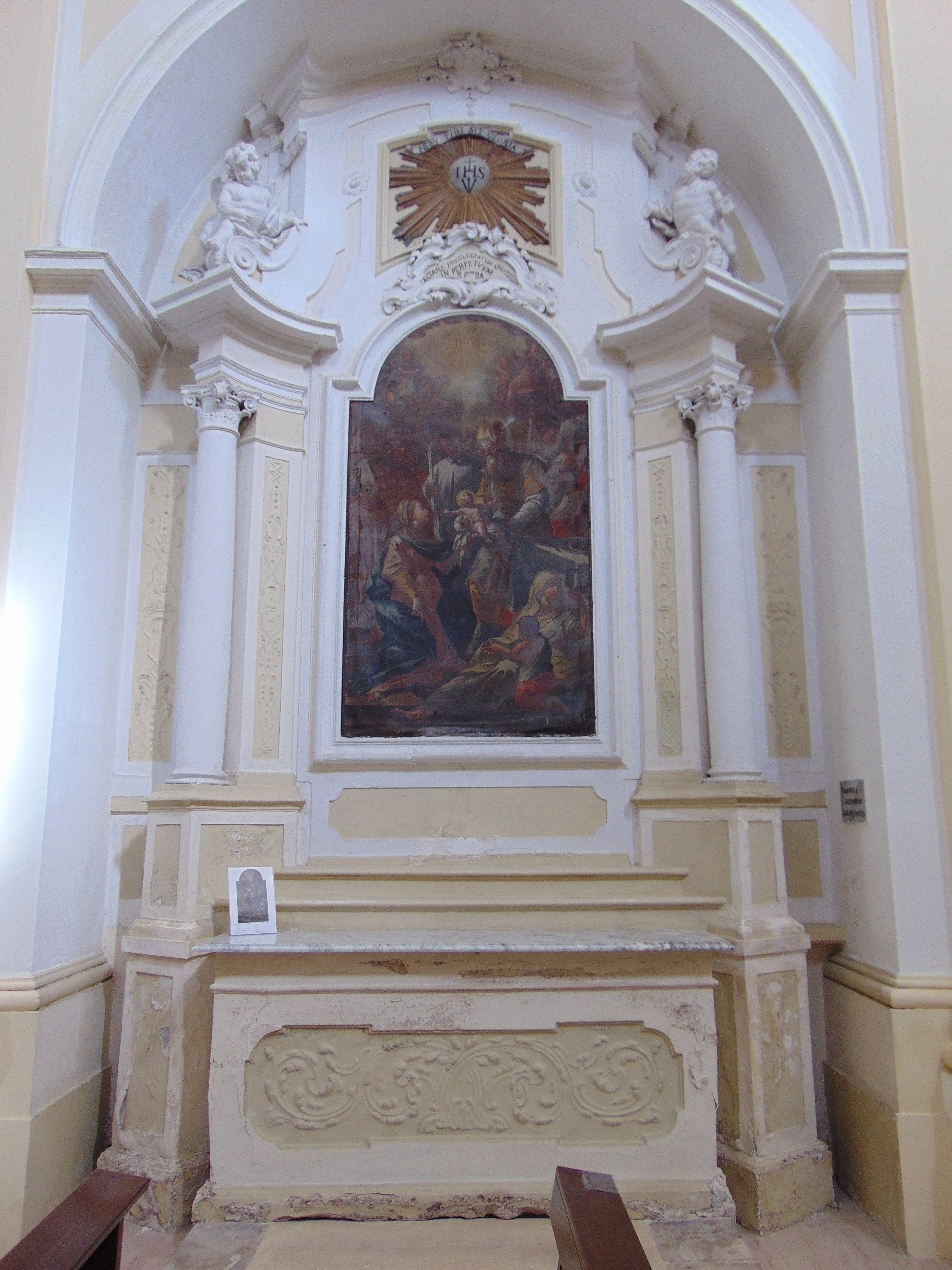
L'altare di Gesù presentato al tempio
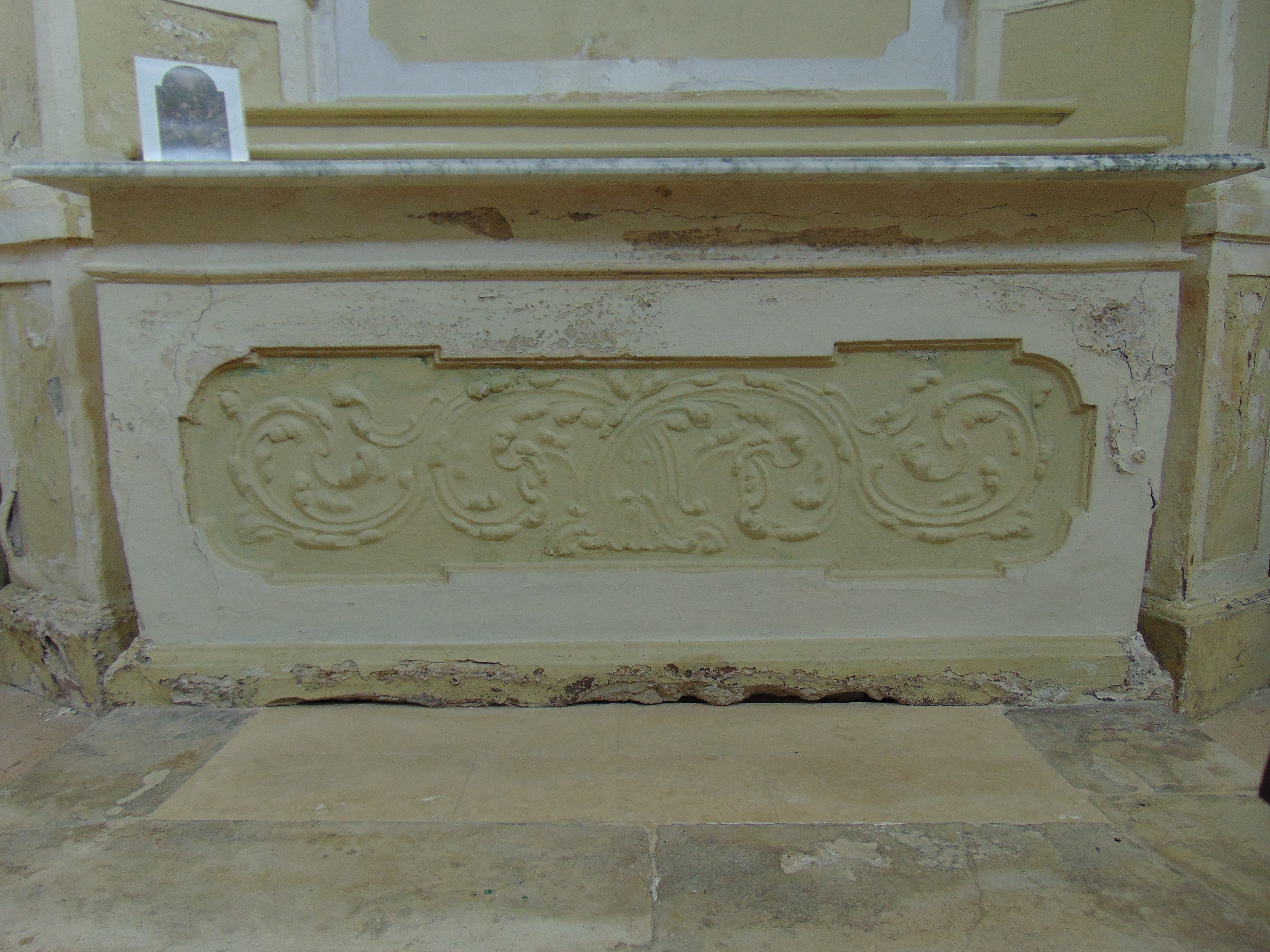
L'altare
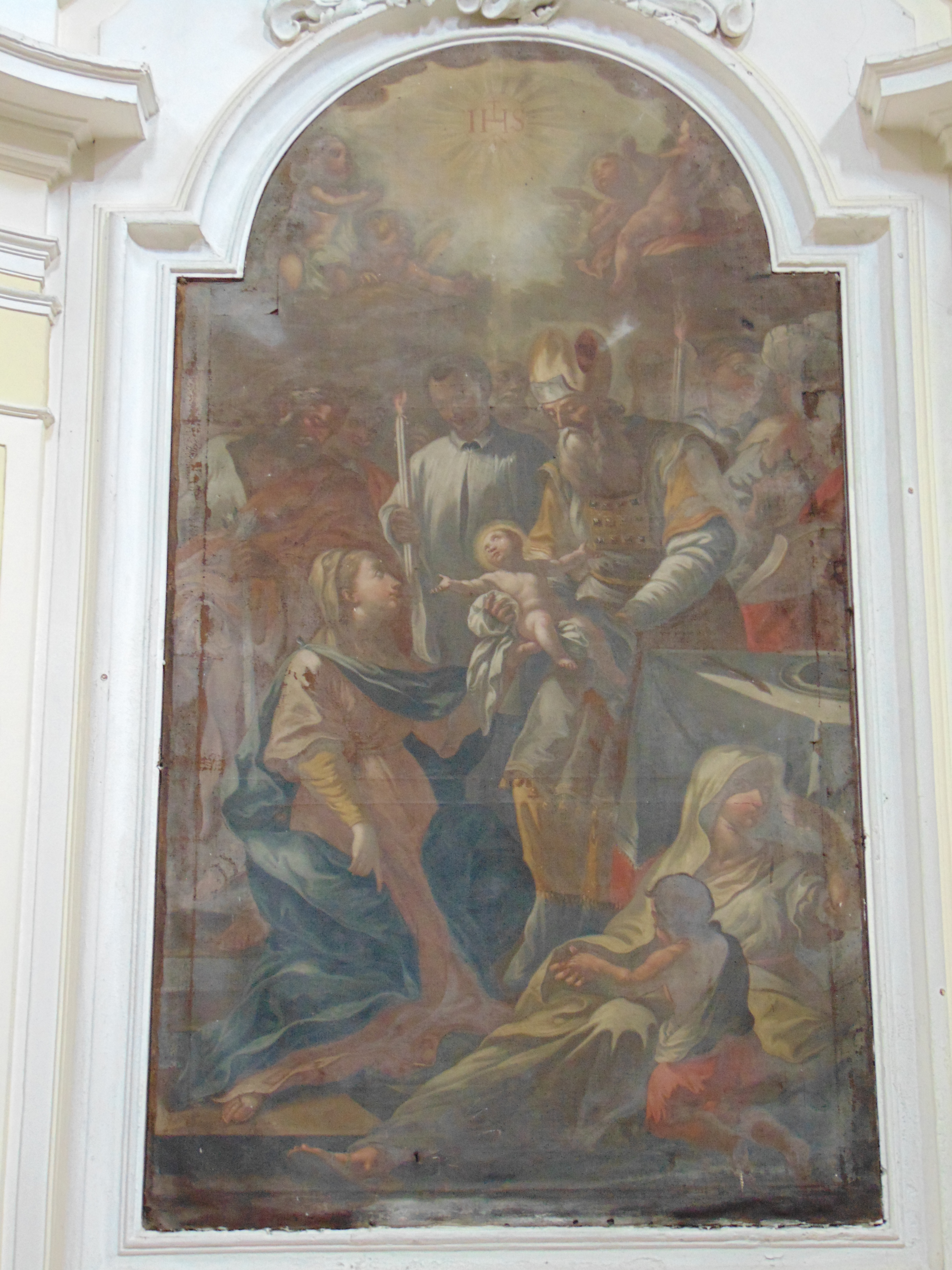
La tela
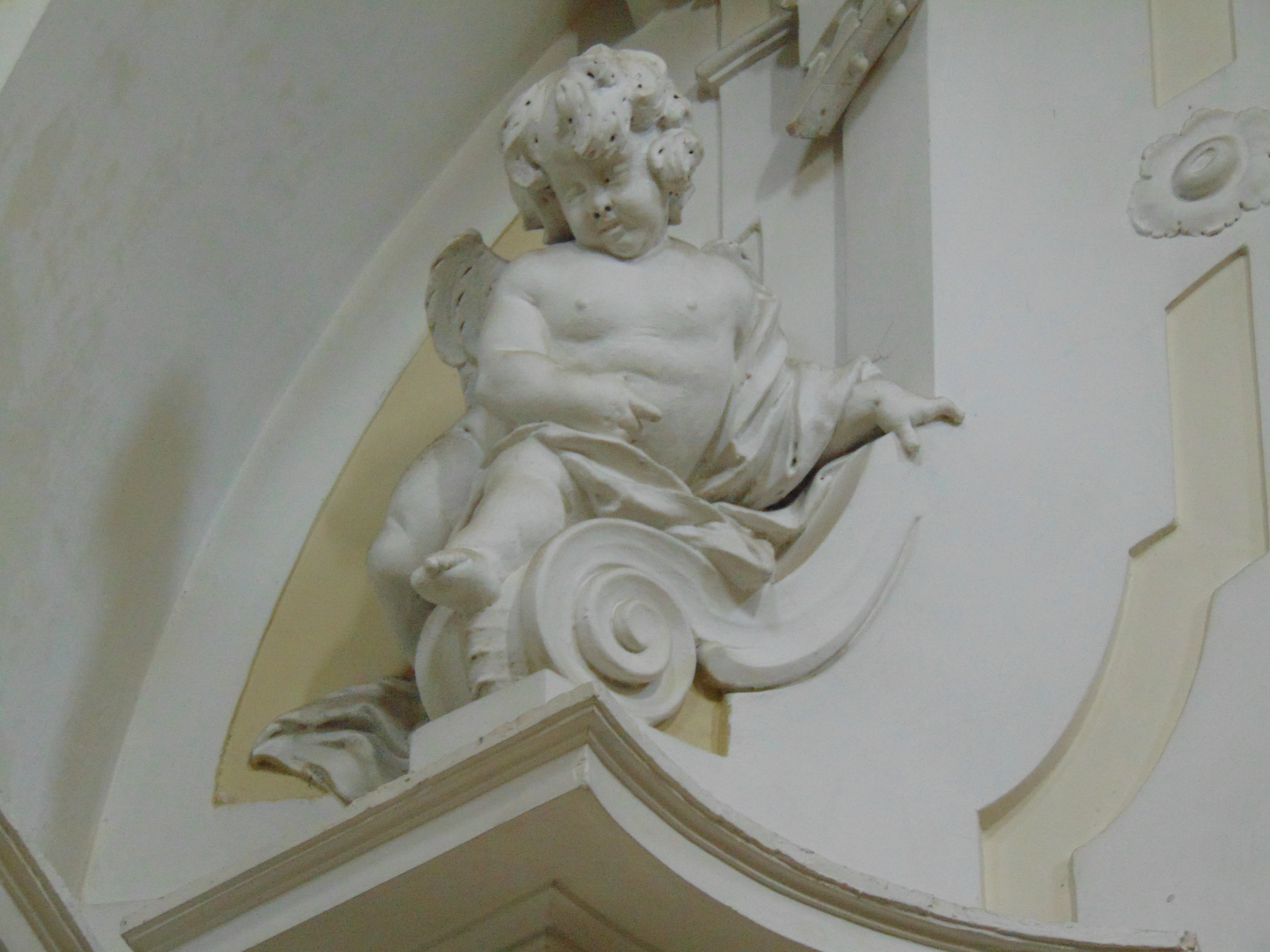
Putto in alto a sinistra
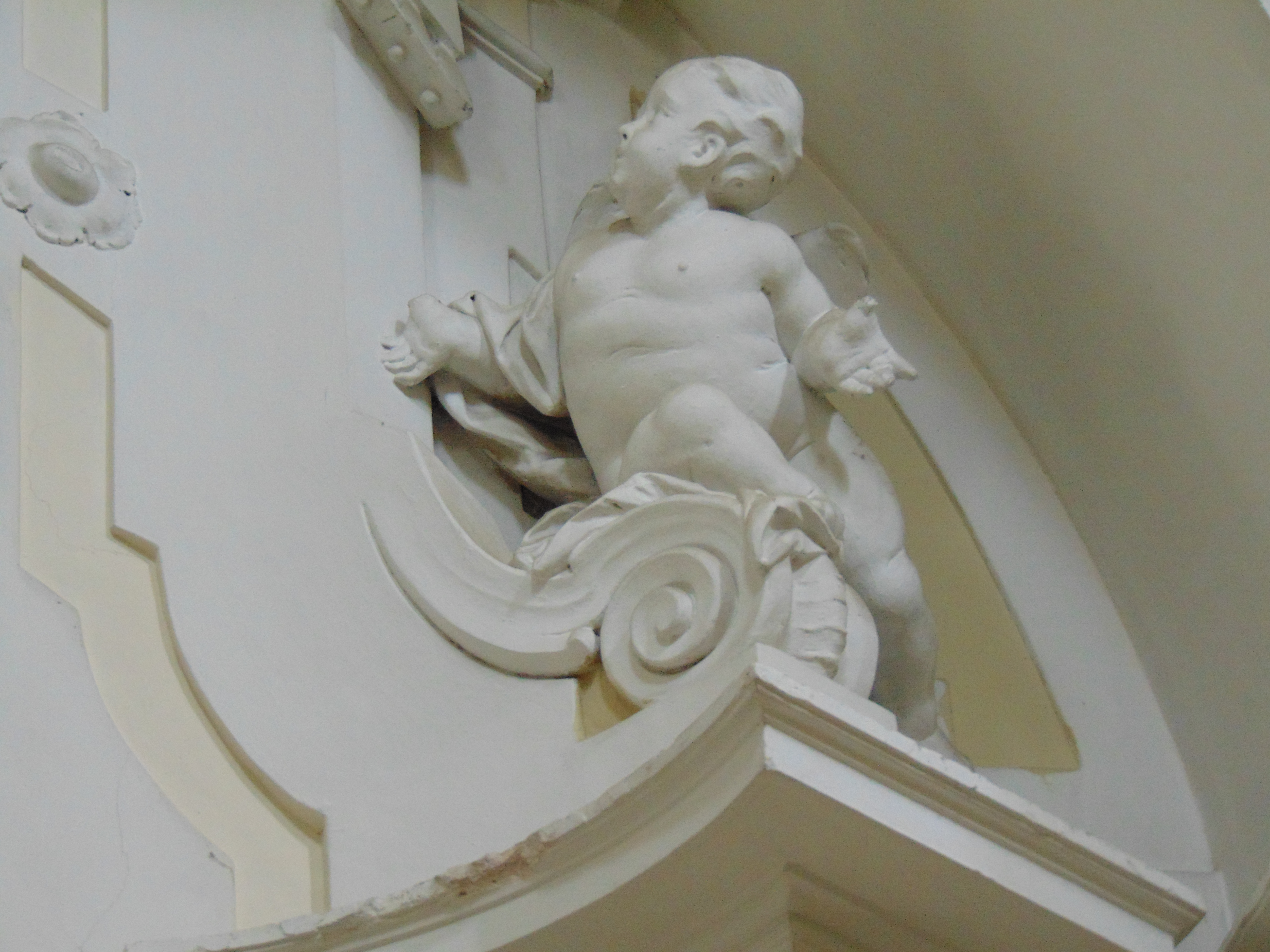
Putto in alto a destra
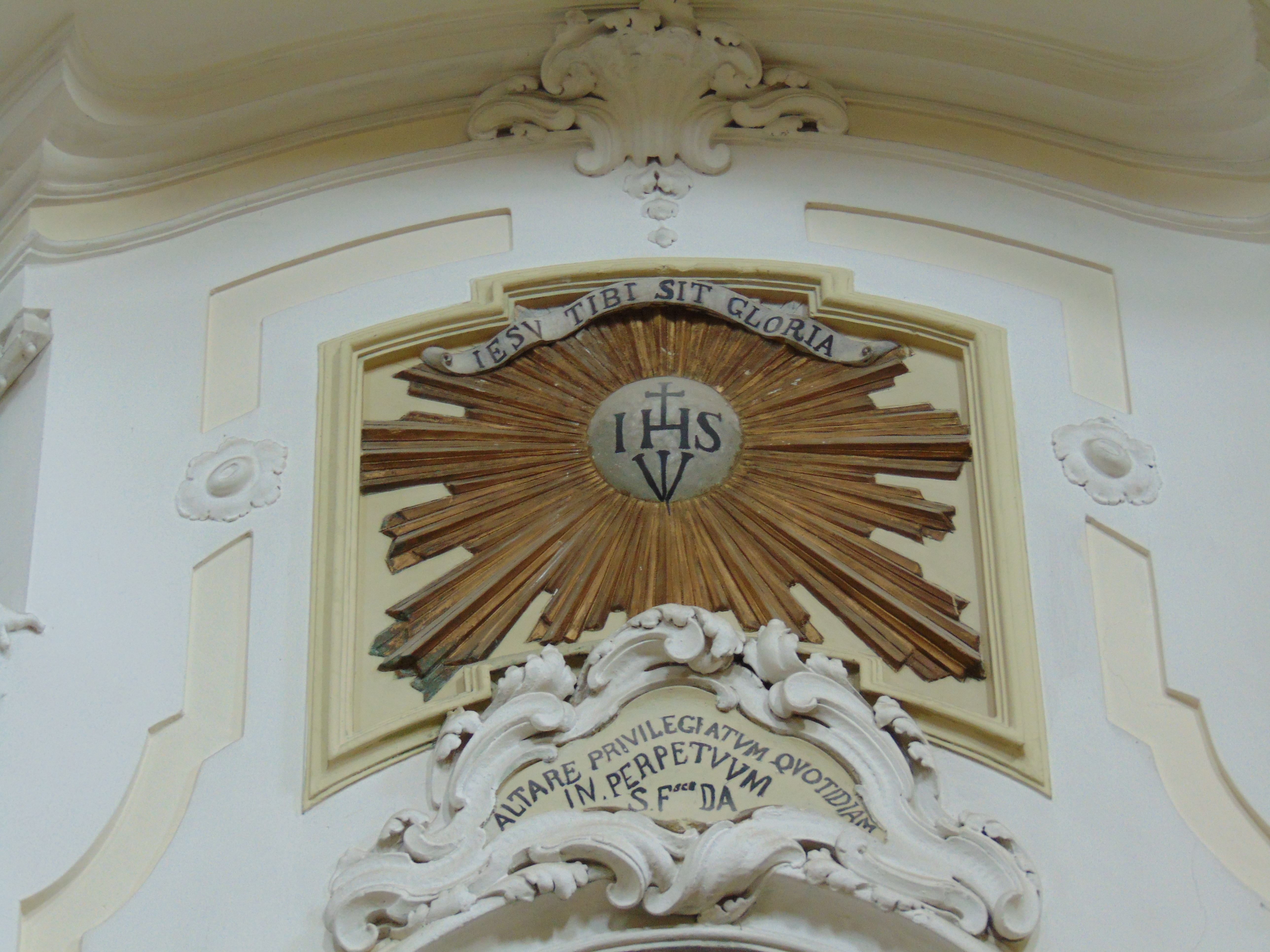
Decorazioni in alto

3. L'altare di San Vincenzo Ferreri. L'autore è ignoto.

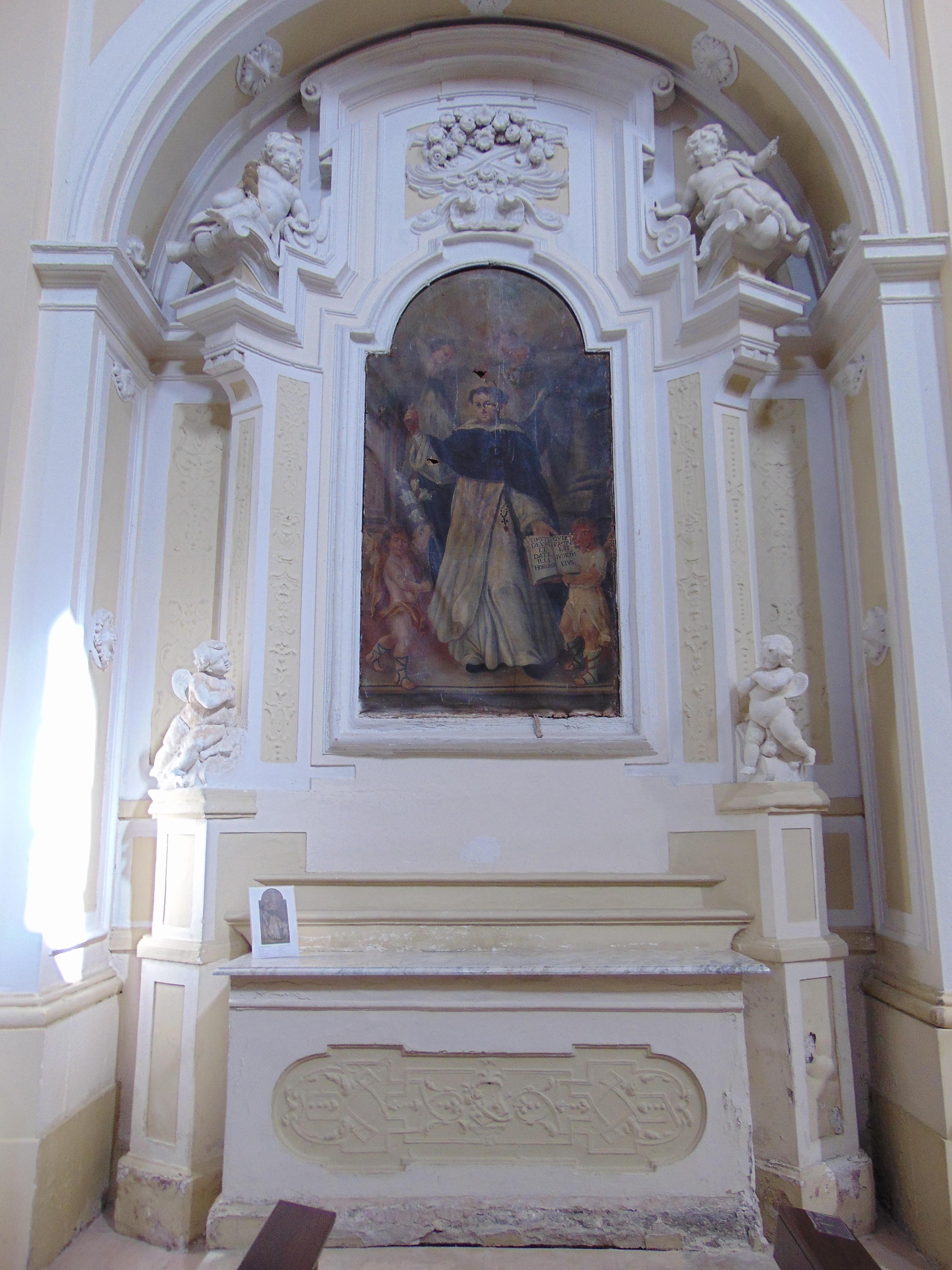
Altare di San Vincenzo Ferreri
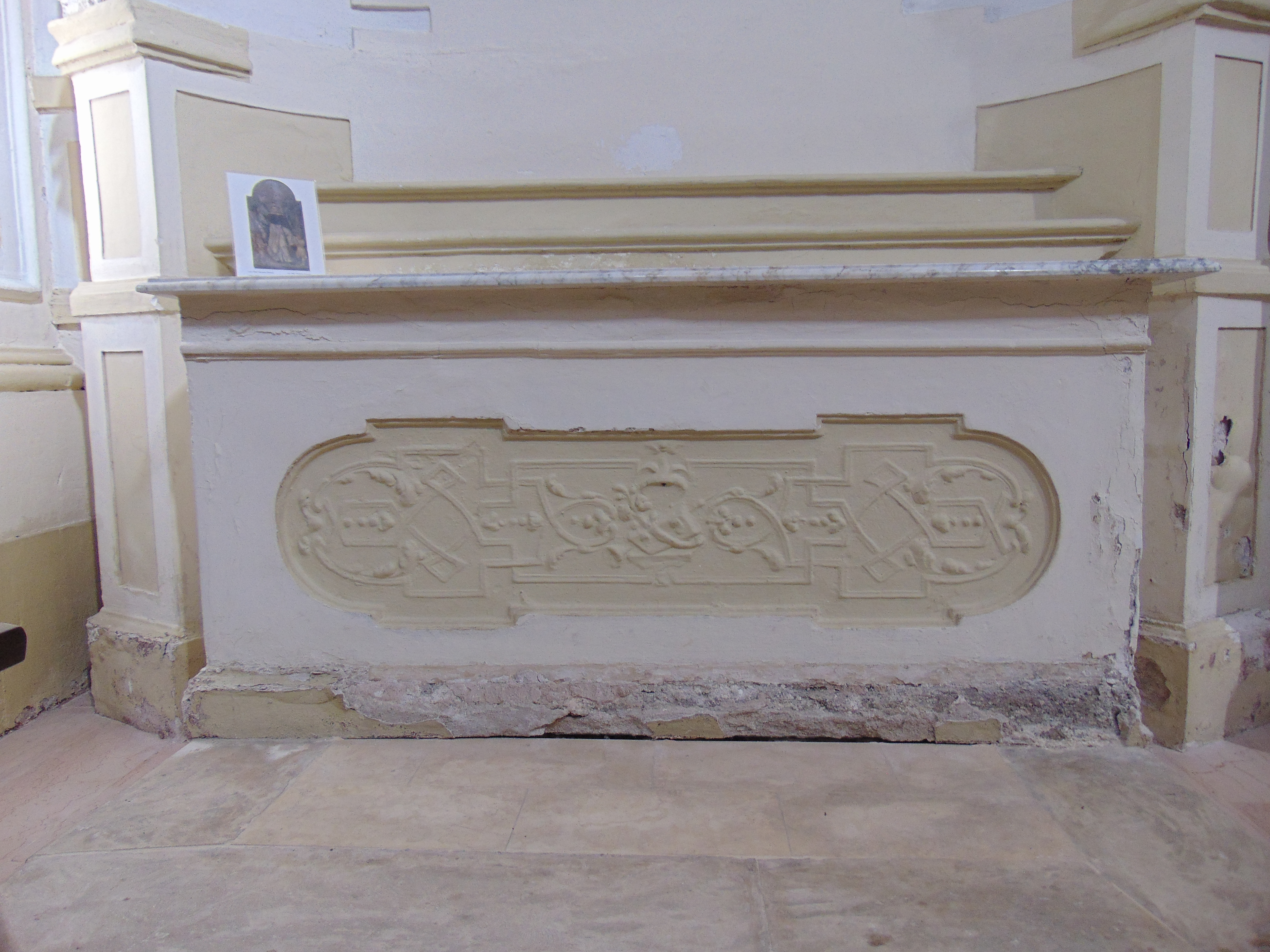
L'altare
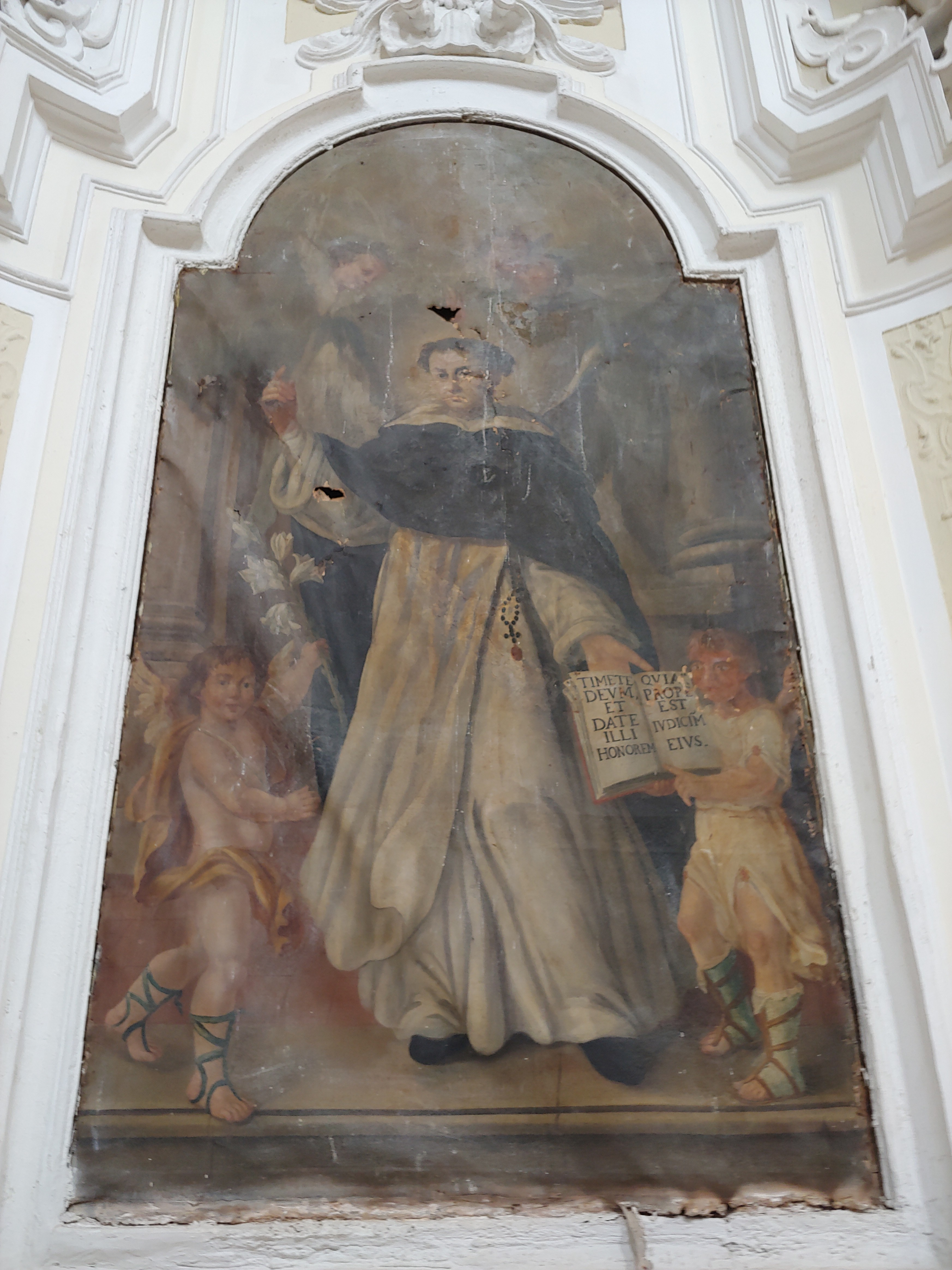
La tela
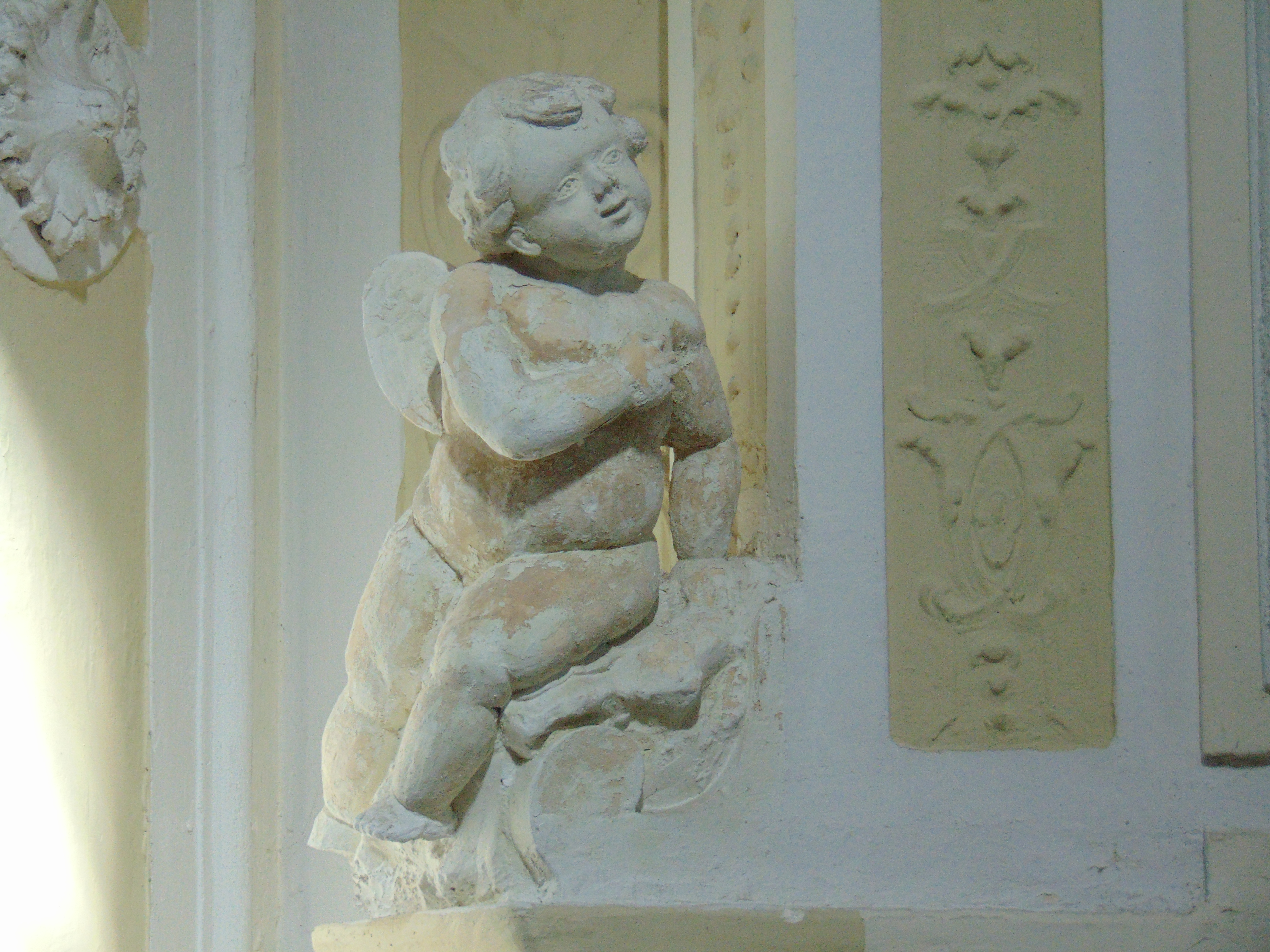
Putto in basso a sinistra
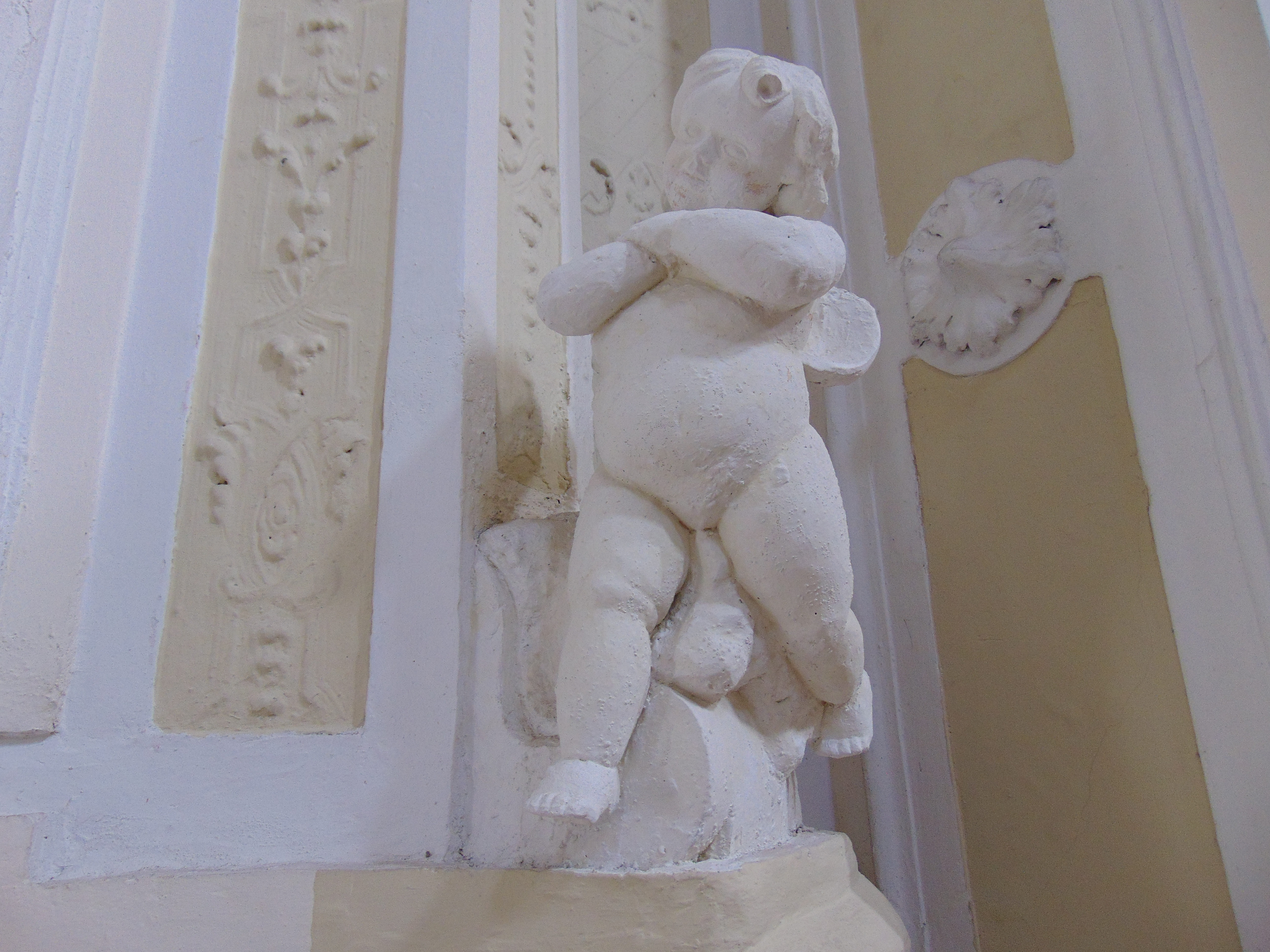
Putto in basso a destra
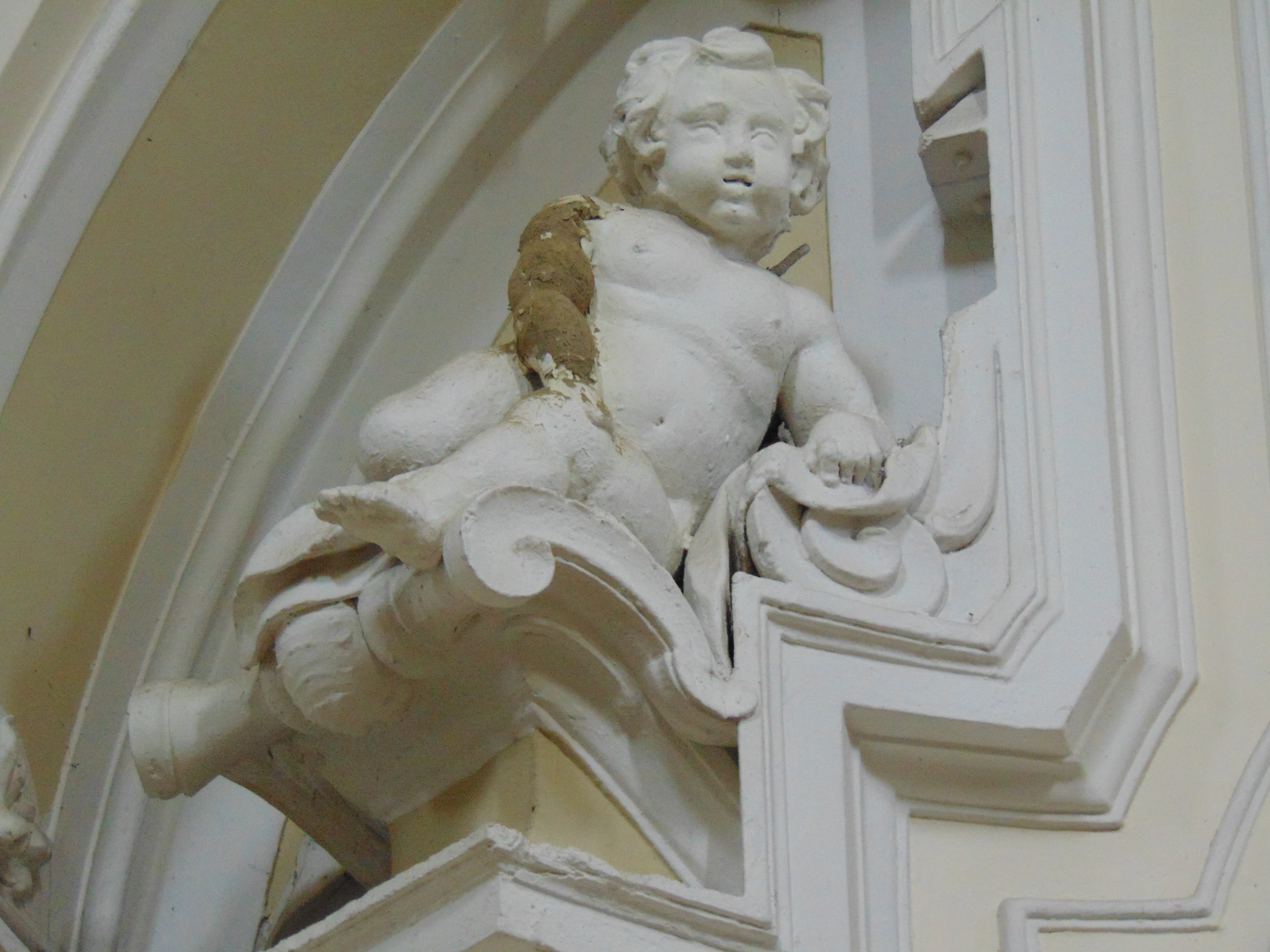
Putto in alto a sinistra
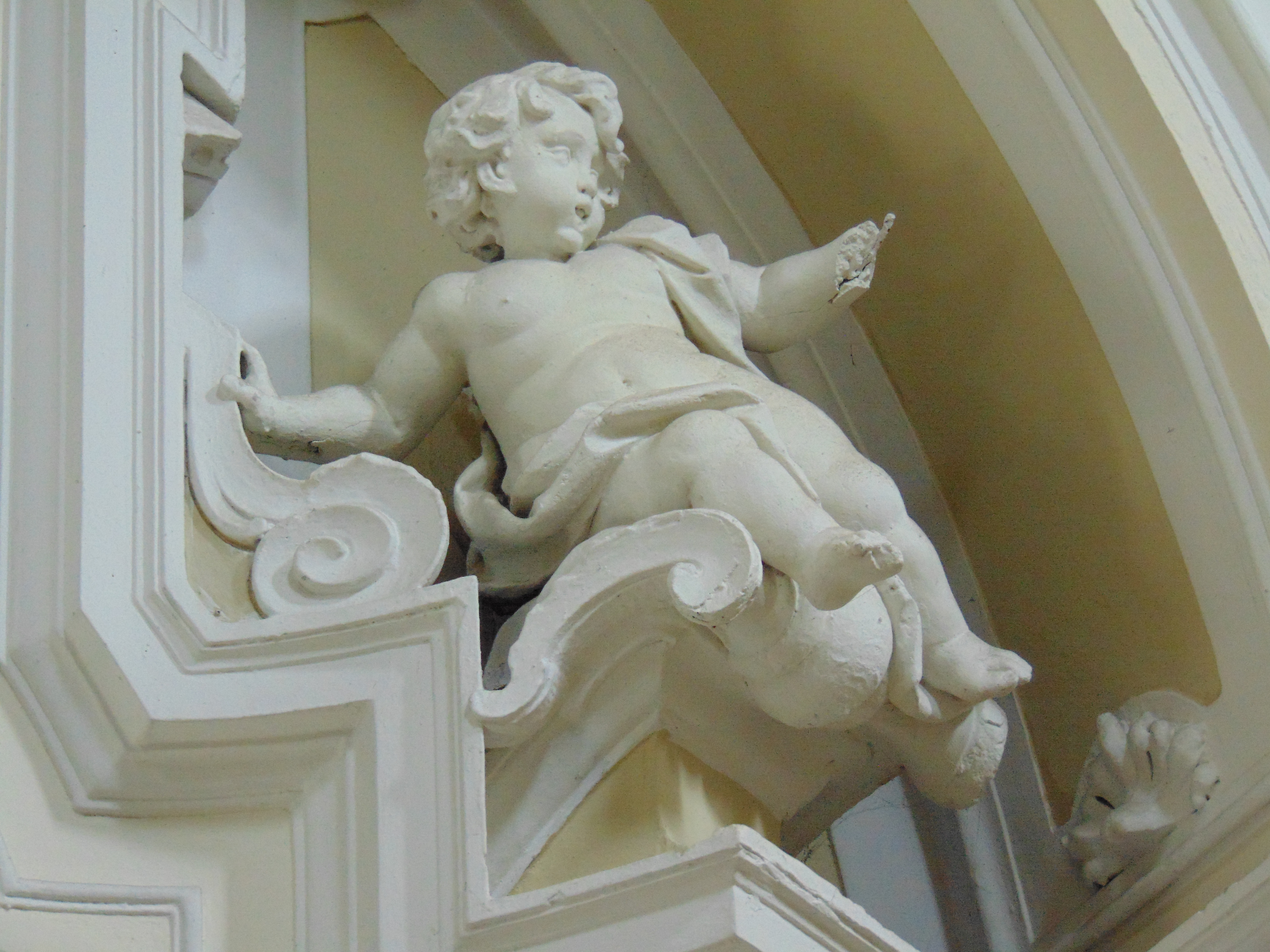
Putto in alto a destra
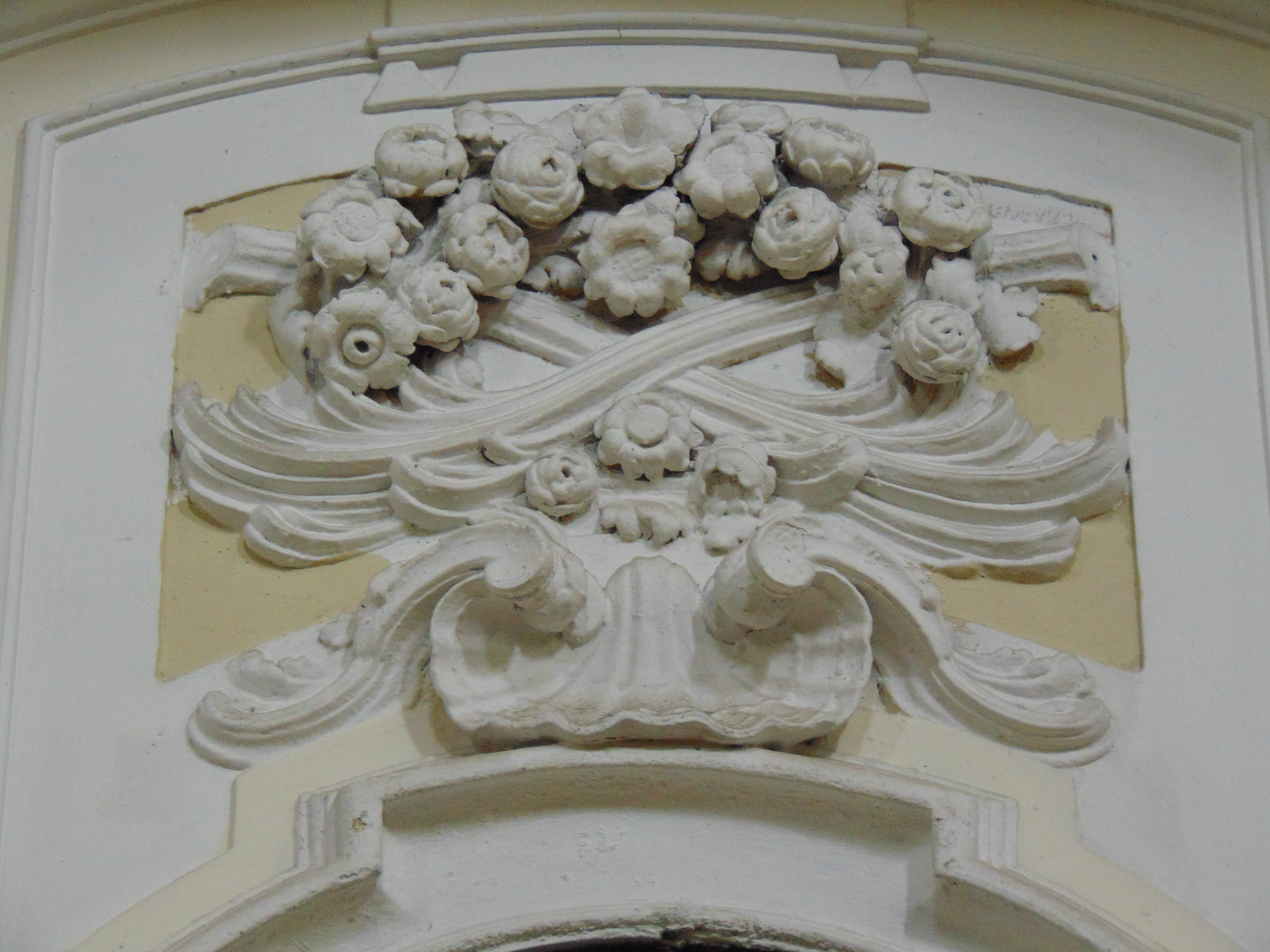
Decorazioni in alto

#### Crociera
Al centro della chiesa, nella crociera, è presente l'altare maggiore dove il sacerdote celebra la messa.
Sul soffitto della crociera (al centro della chiesa) è presente una cupola.

#### Transetto
Nel lato sinistro del transetto è situata un'entrata secondaria alla chiesa, mentre sopra il lato sinistro del transetto (appena dopo l'angolo con l'entrata secondaria) è situata l'entrata alla sagrestia.
Sotto il lato destro del transetto è posta l'entrata al museo mentre sopra il lato destro vi è l'entrata alla cappella.

##### Tele e altari
Ai lati (sinistro e destro) del transetto sono presenti un totale di 2 tele (con relativi altari), 1 per lato. Esse risalgono tutte al XVII secolo e la tecnica pittorica con cui sono state dipinte è quella di olio su tela. Tali tele sono grosse 180 x 350 cm.

###### Lato sinistro
Sul lato sinistro è presente l'altare della Madonna "Regina Confessorum". L'autore è: Donato Teodoro.

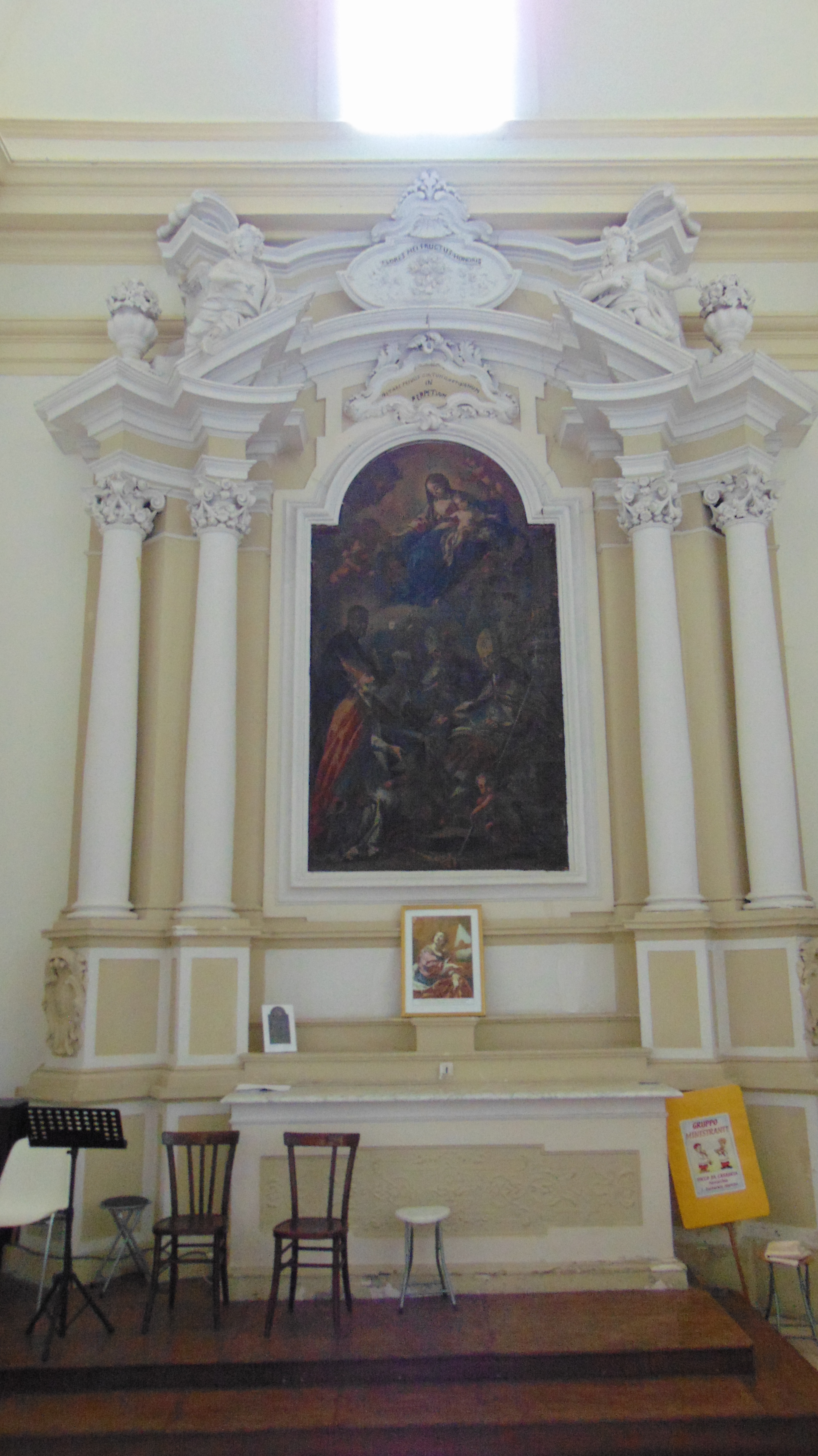
Altare della Madonna "Regina Confessorum"
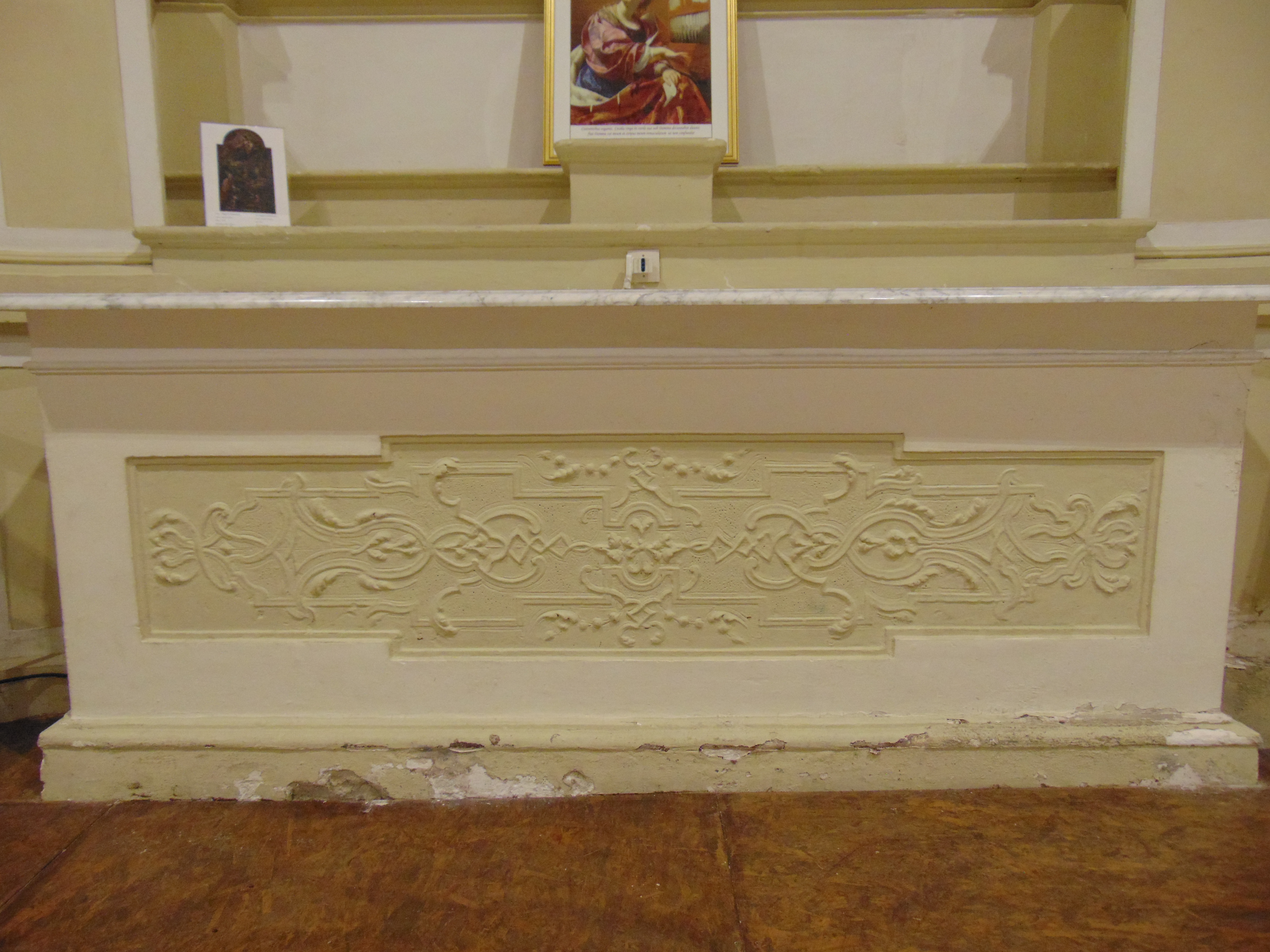
L'altare
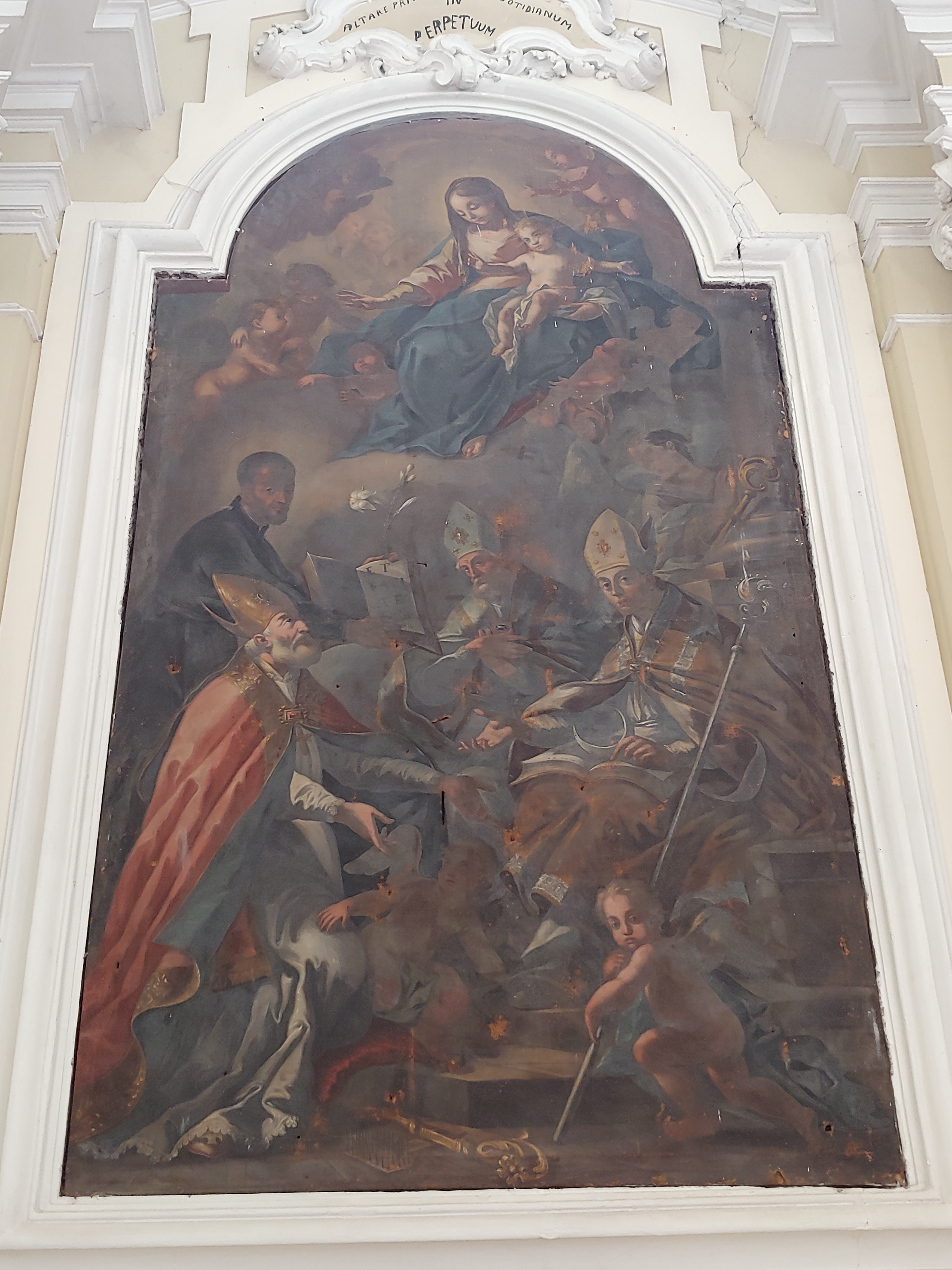
La tela
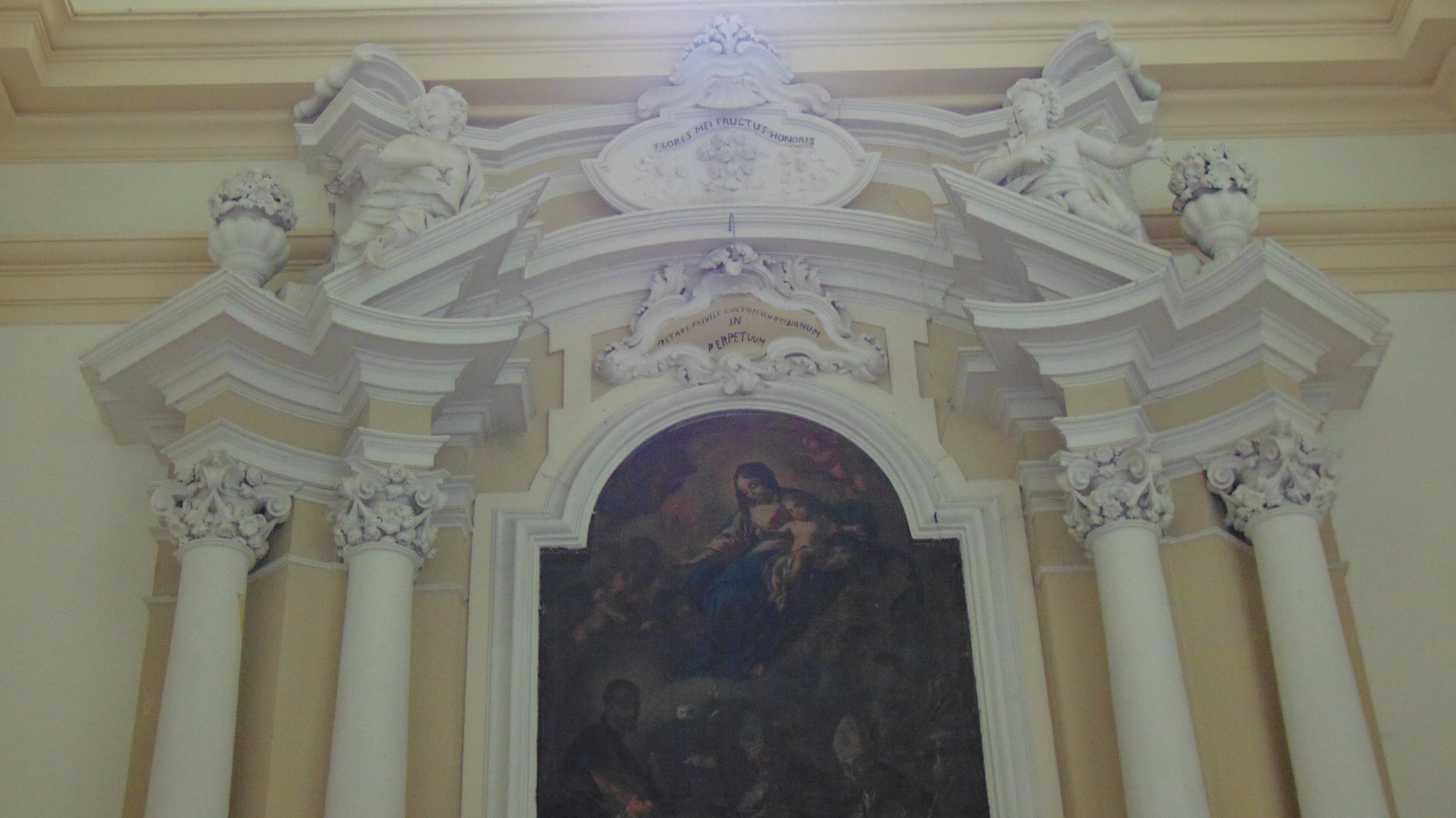
Parte alta
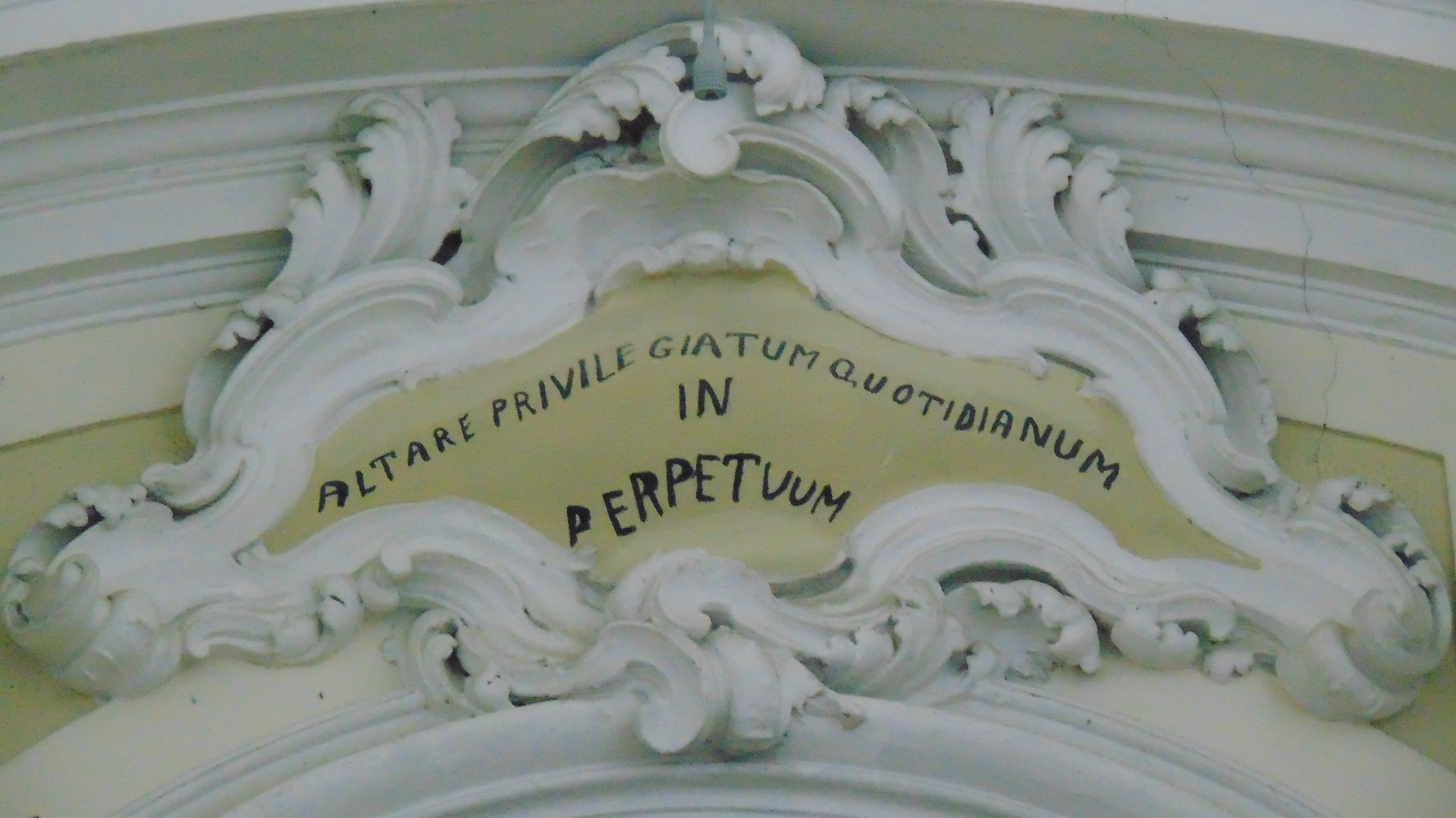
Scritta sopra la tela
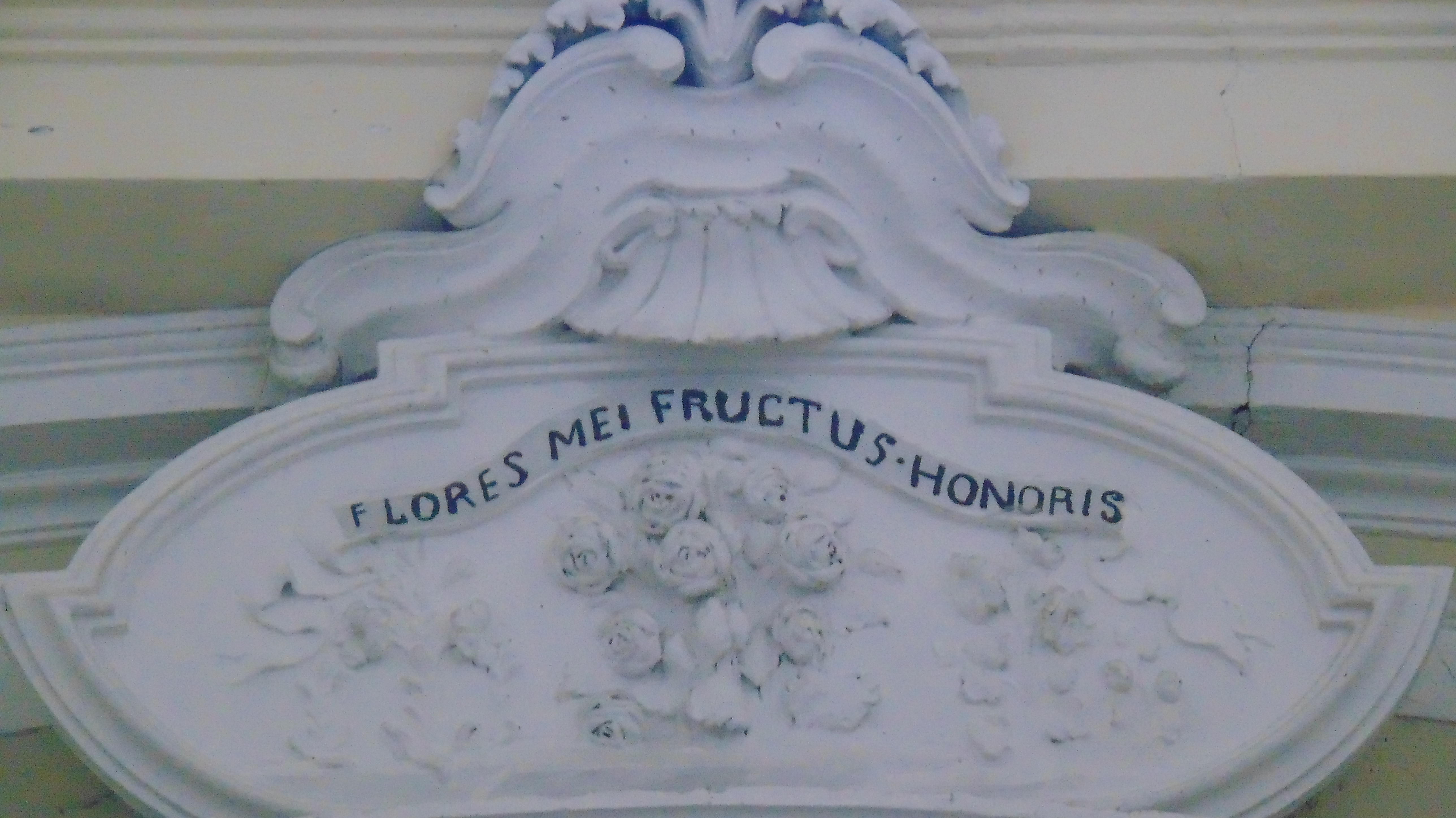
Decorazioni in alto
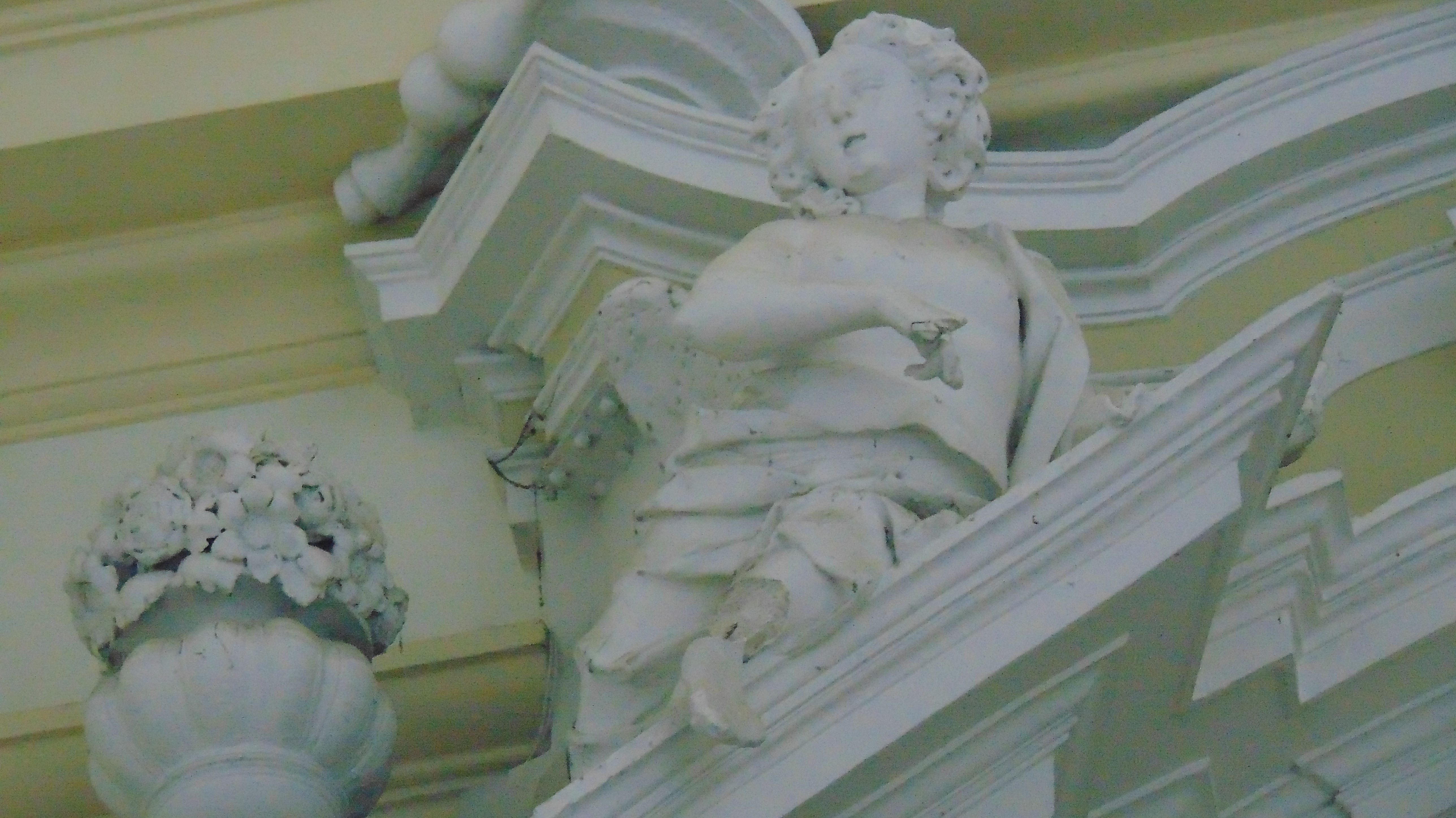
Angelo in alto a sinistra
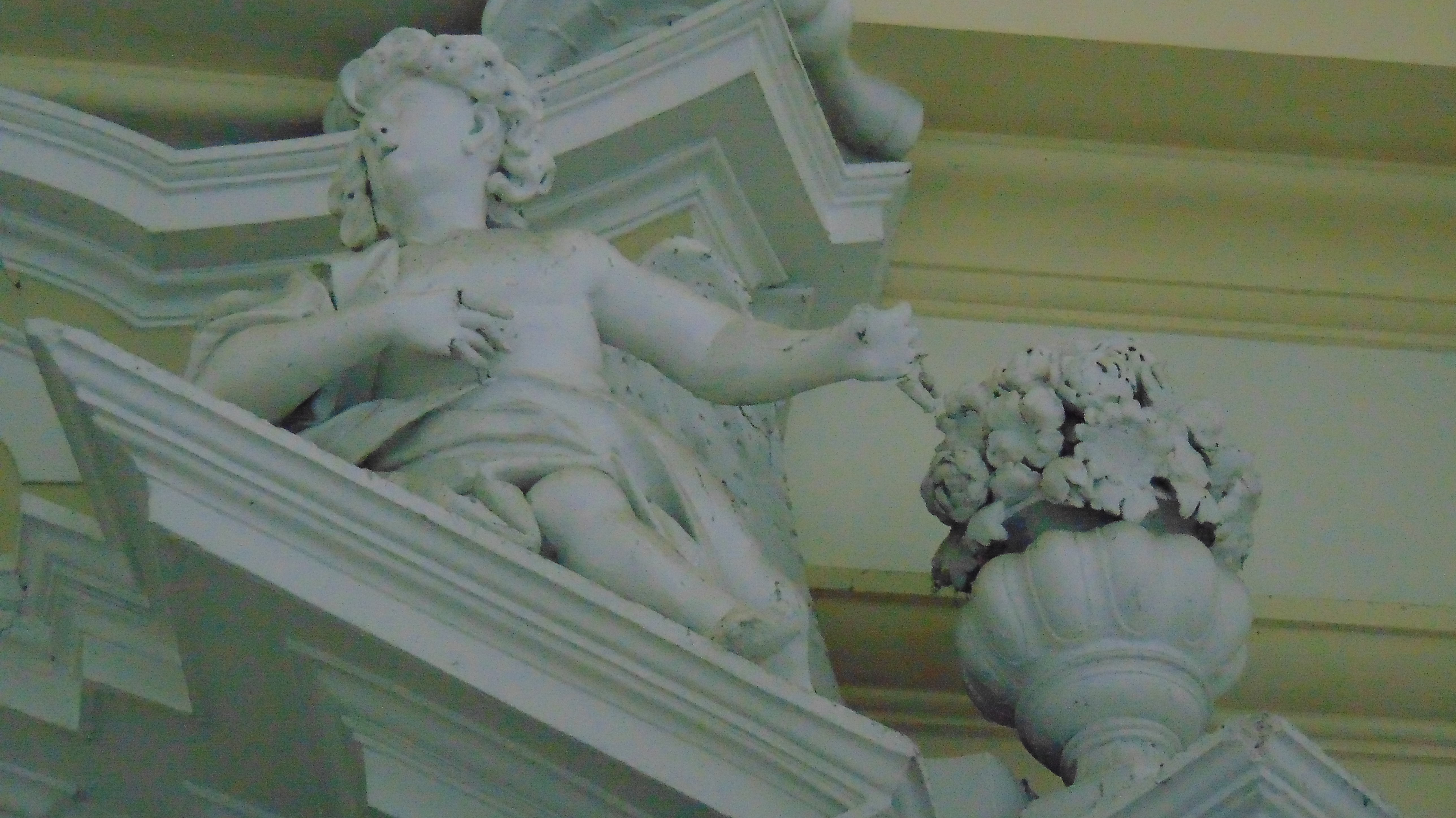
Angelo in alto a destra
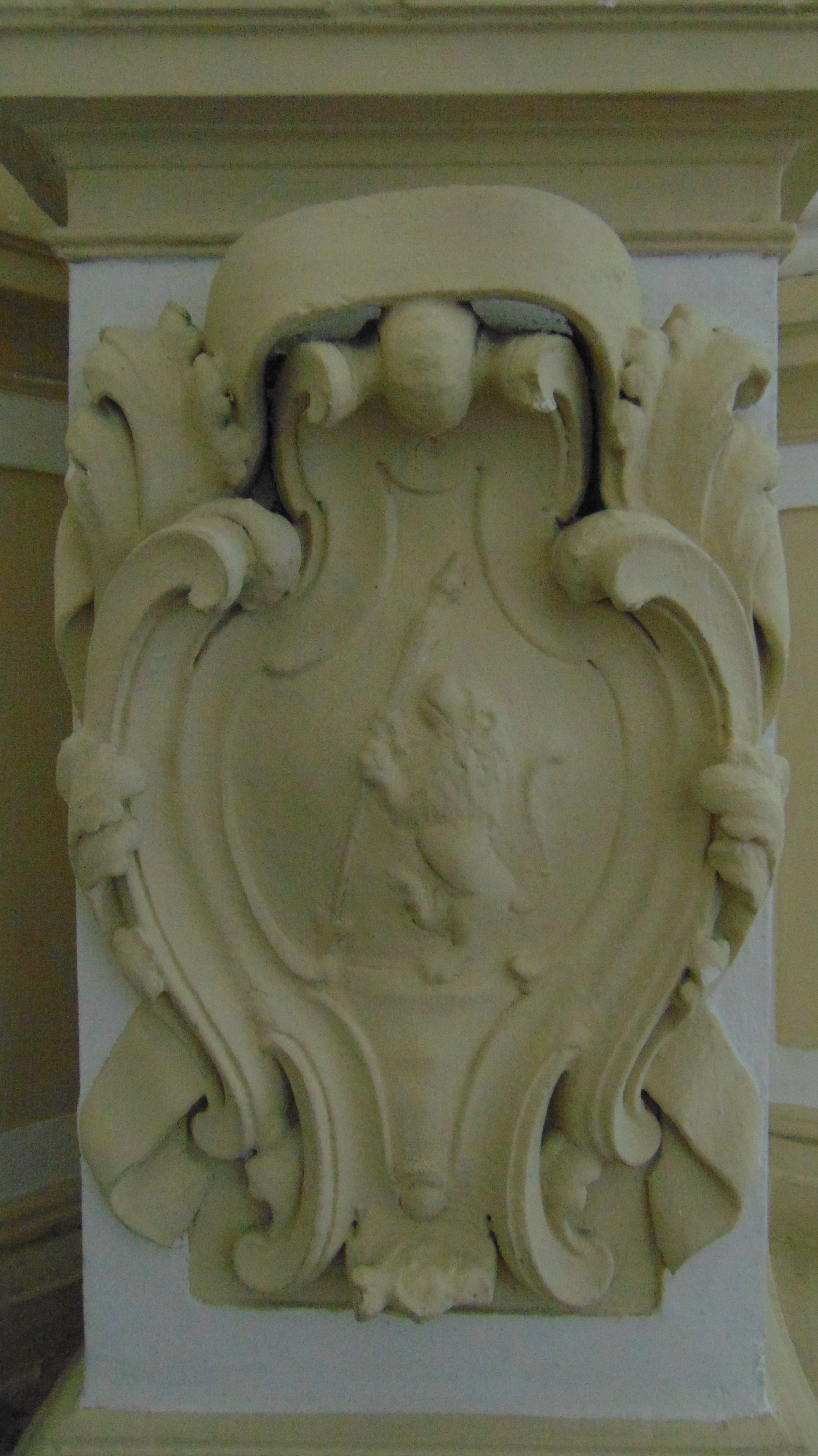
Stemma araldico a sinistra della base dell'altare
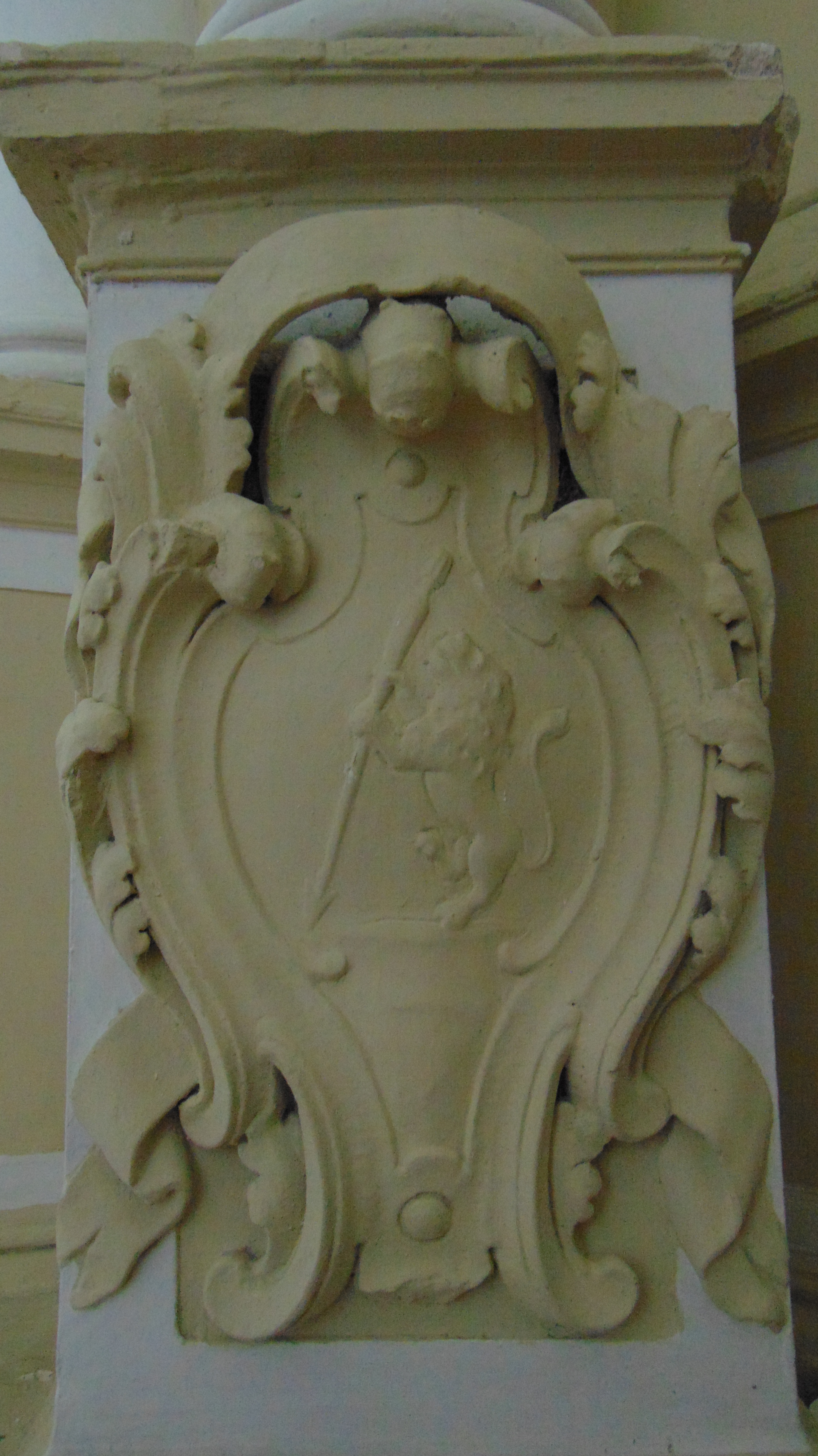
Stemma araldico a destra della base dell'altare

###### Lato destro
Sul lato destro è presente l'altare del Trionfo di Gesù con la croce. L'autore è: A. Pieramico.

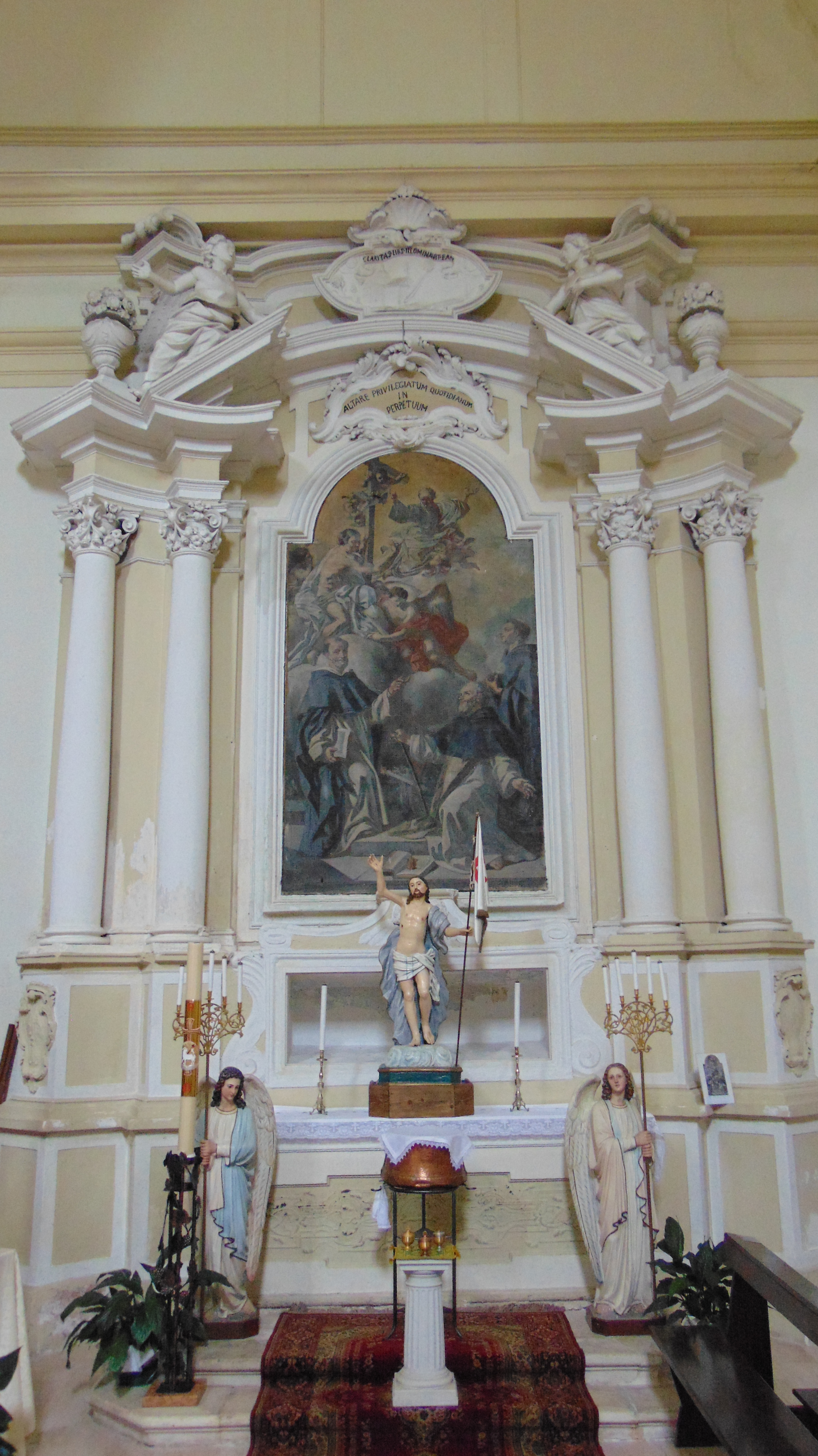
Altare del Trionfo di Gesù con la croce
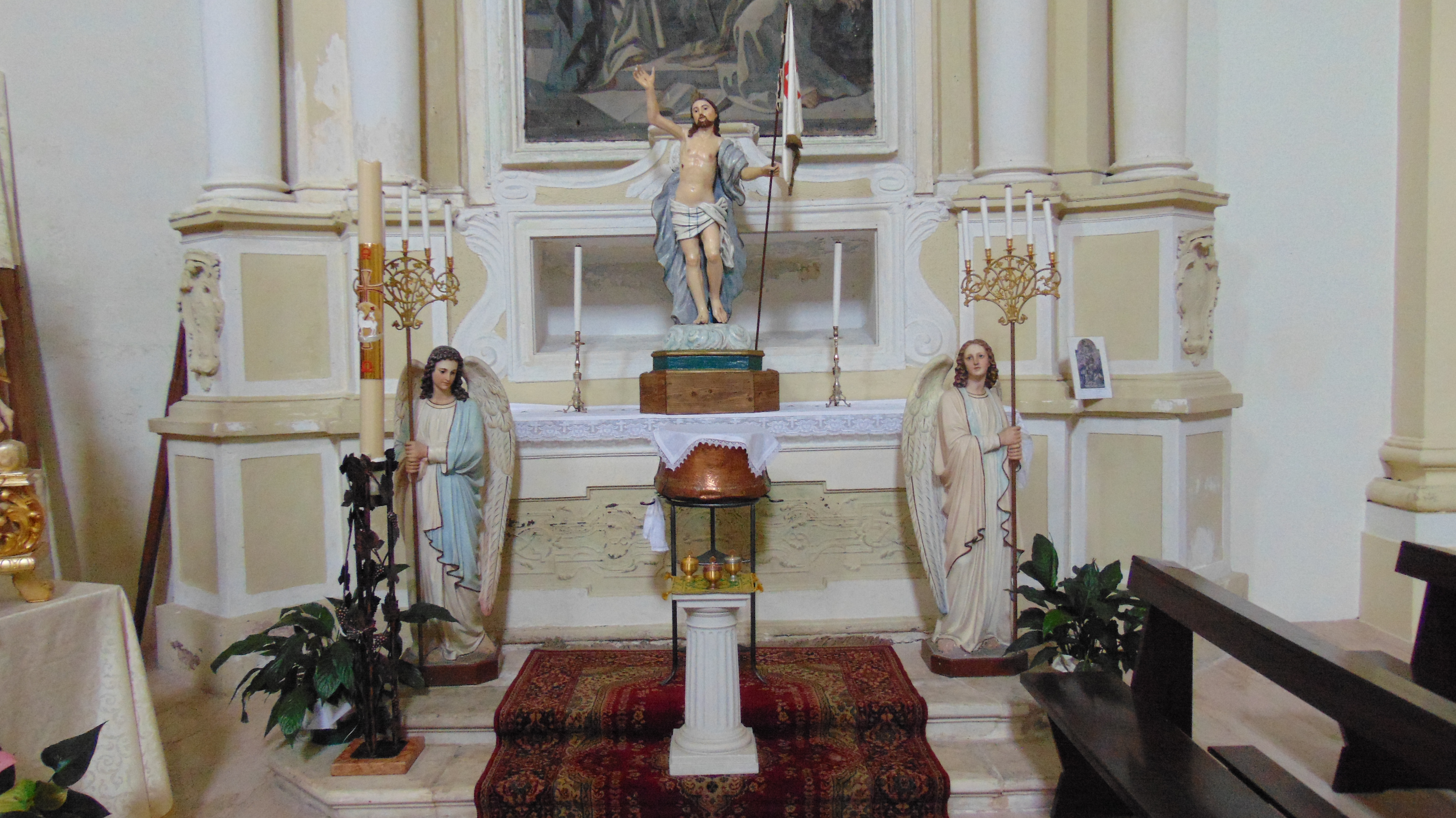
Base dell'altare
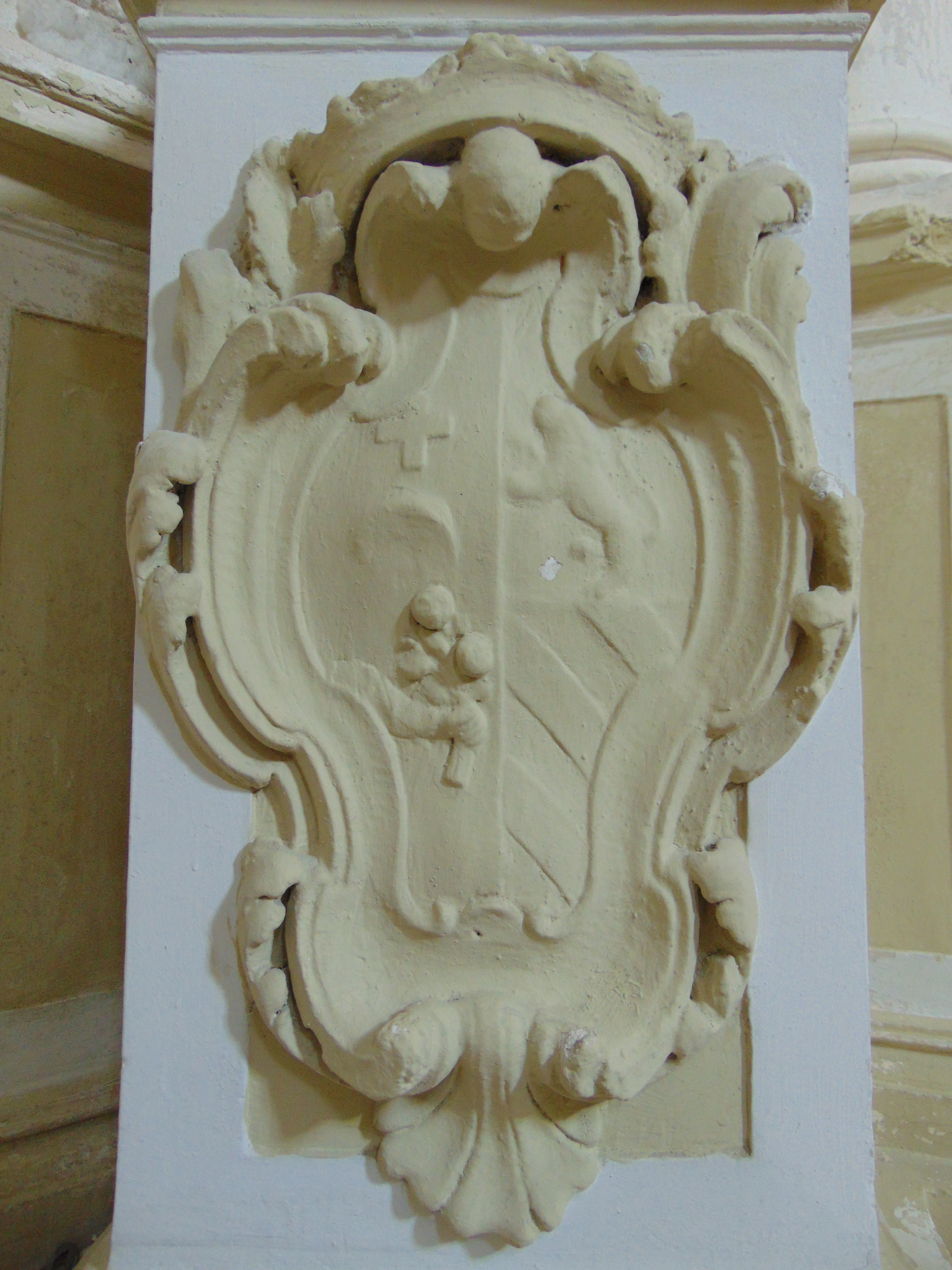
Stemma araldico a sinistra della base dell'altare
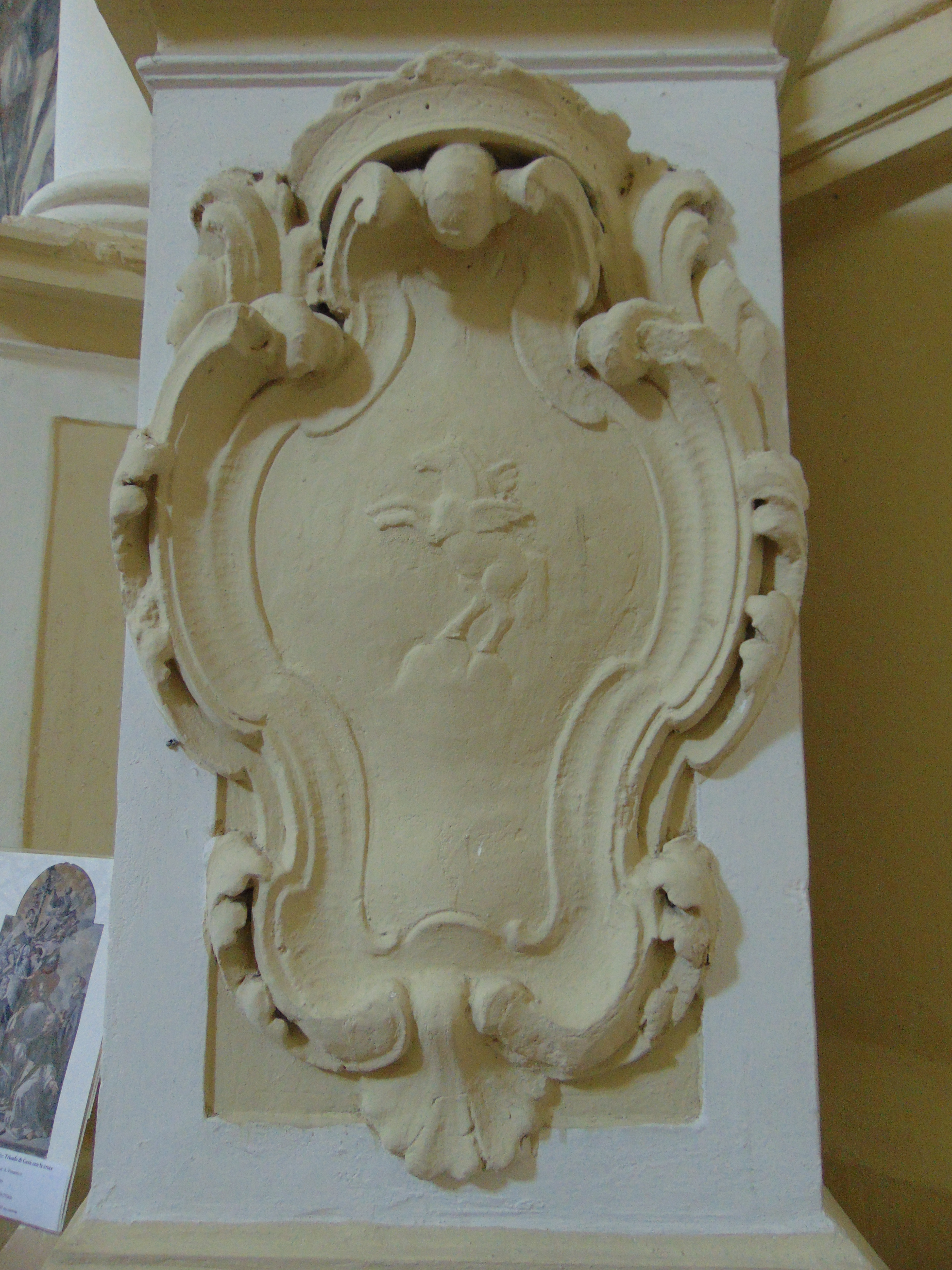
Stemma araldico a destra della base dell'altare
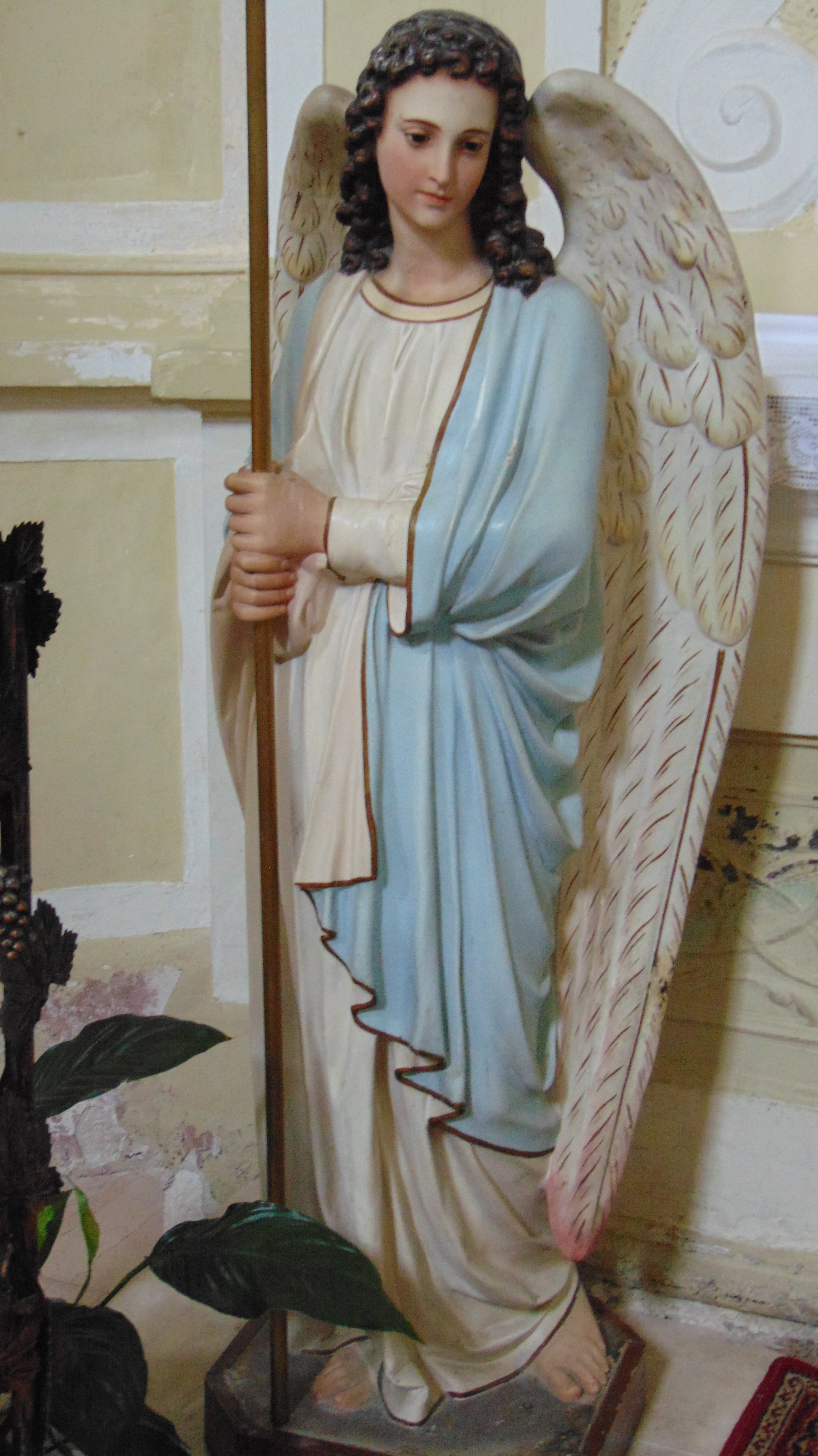
Statua di un angelo a sinistra della base dell'altare
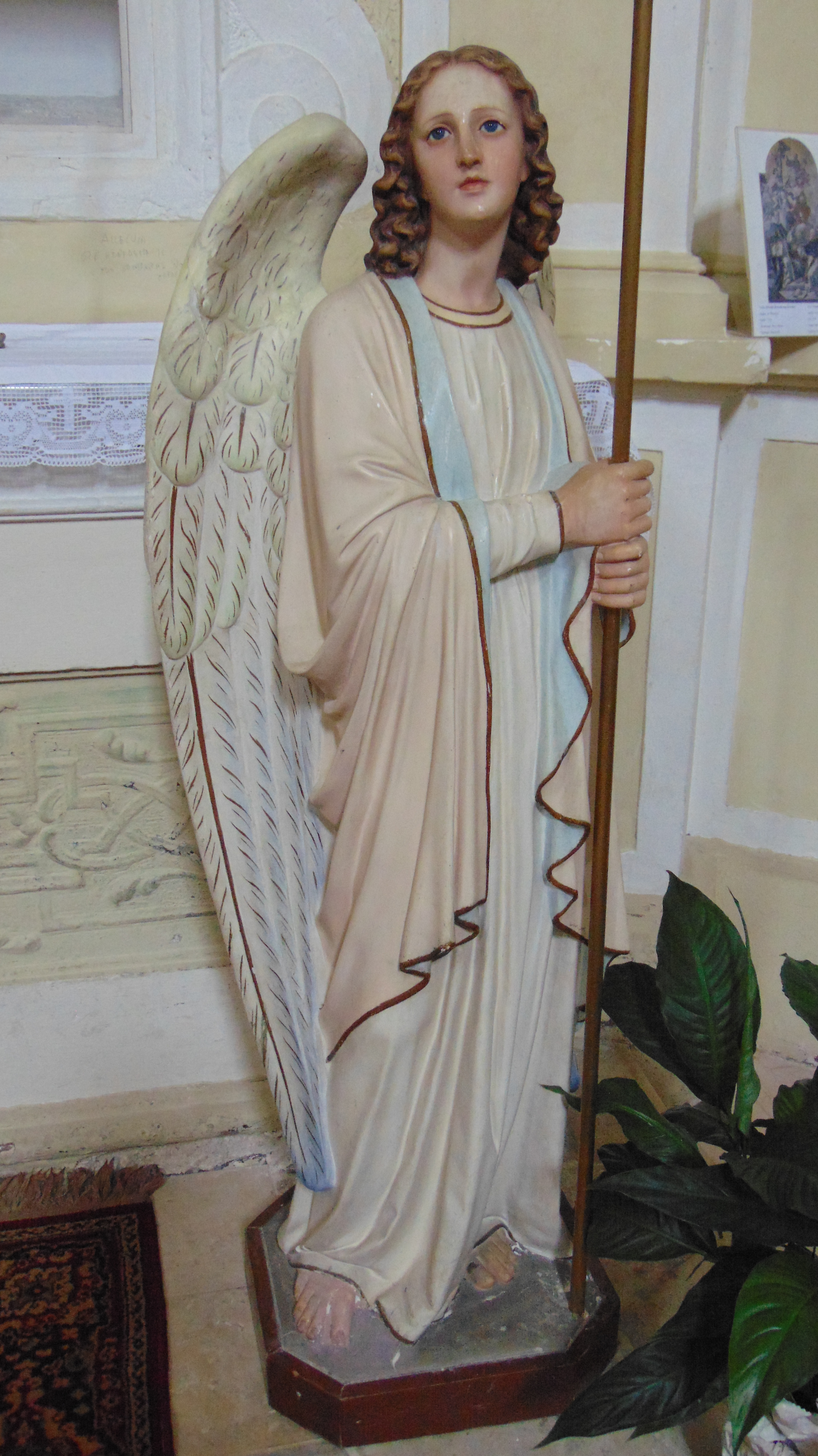
Statua di un angelo a destra della base dell'altare
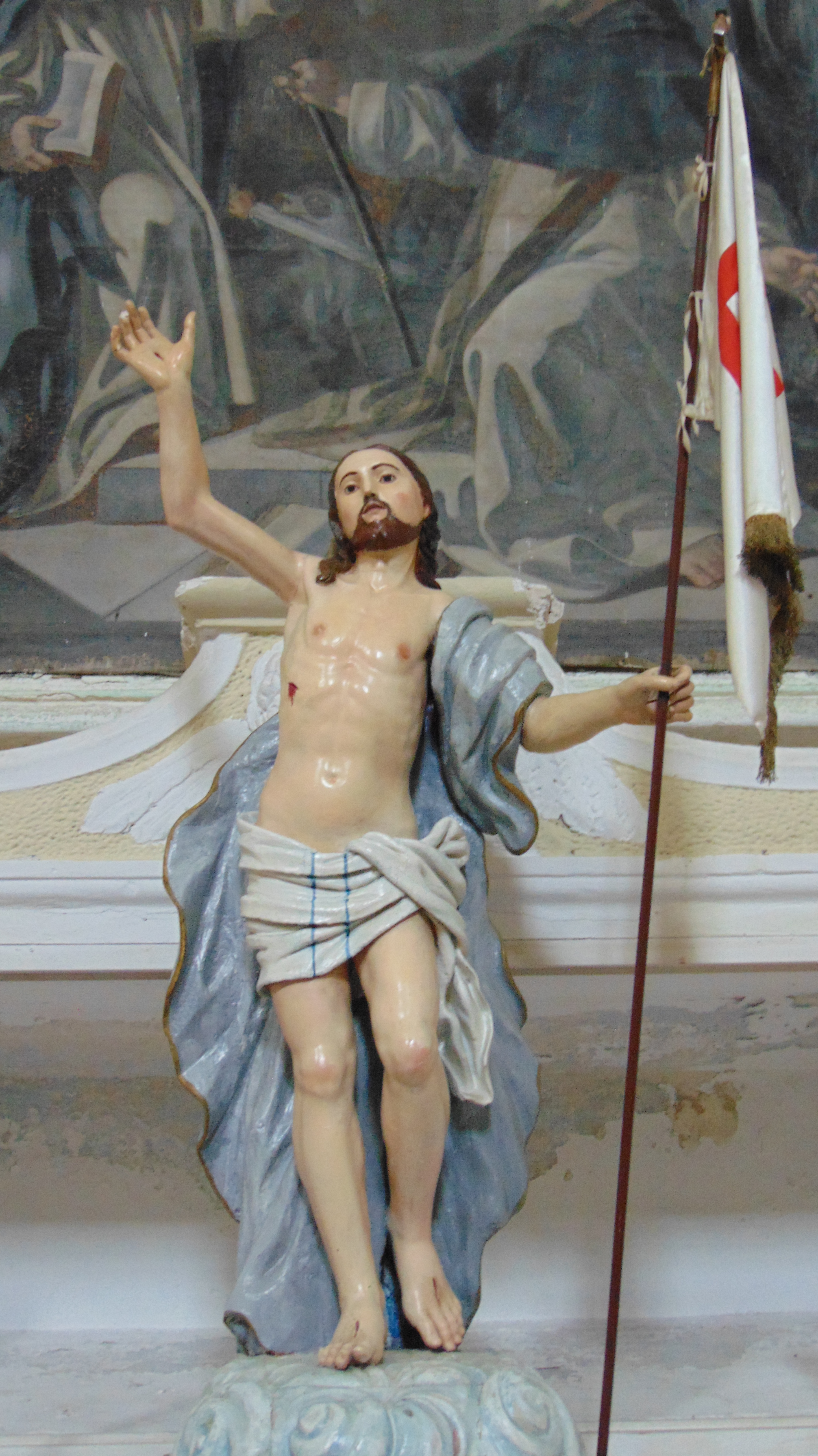
Statua di Gesù Cristo sull'altare
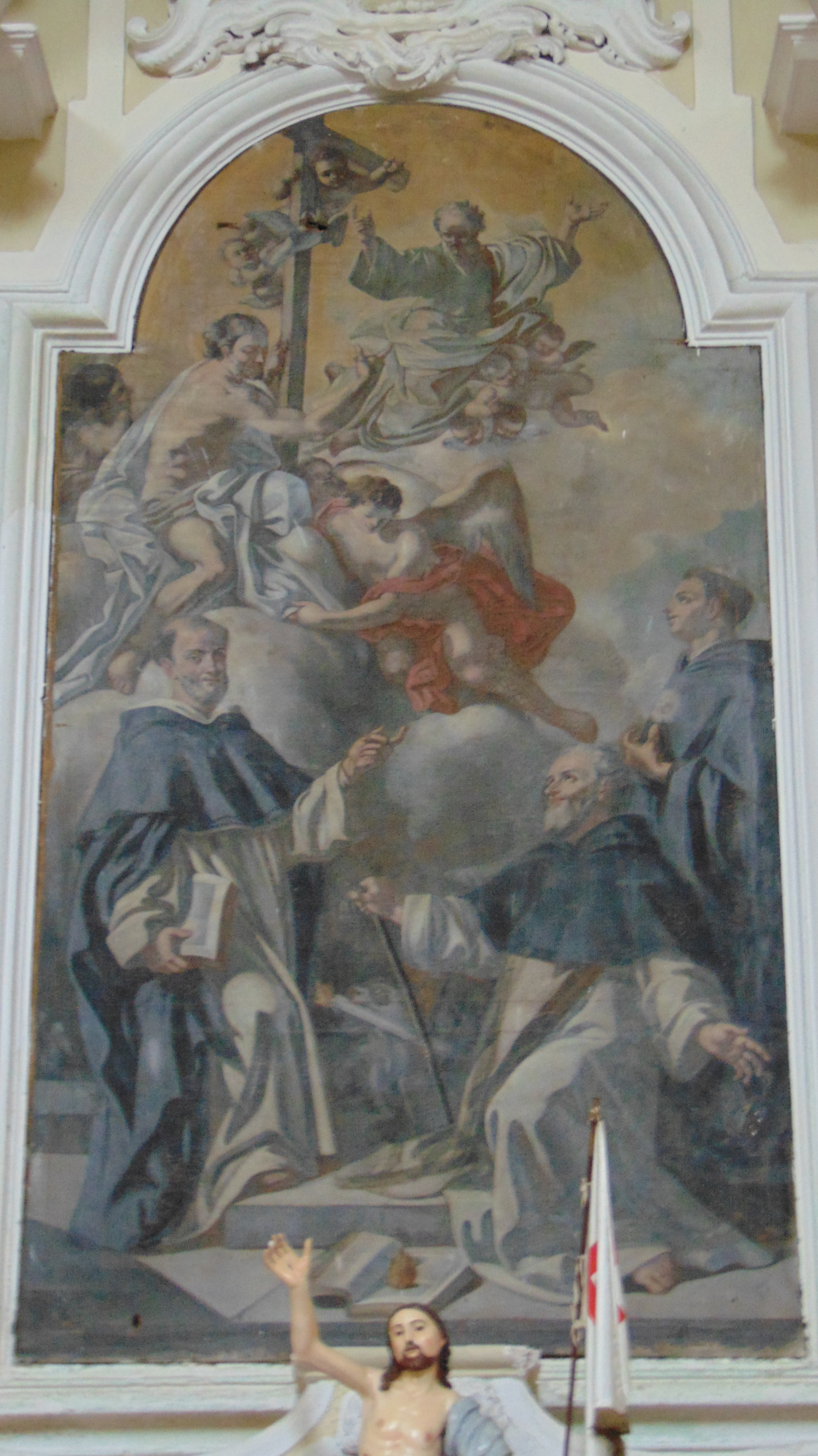
Tela
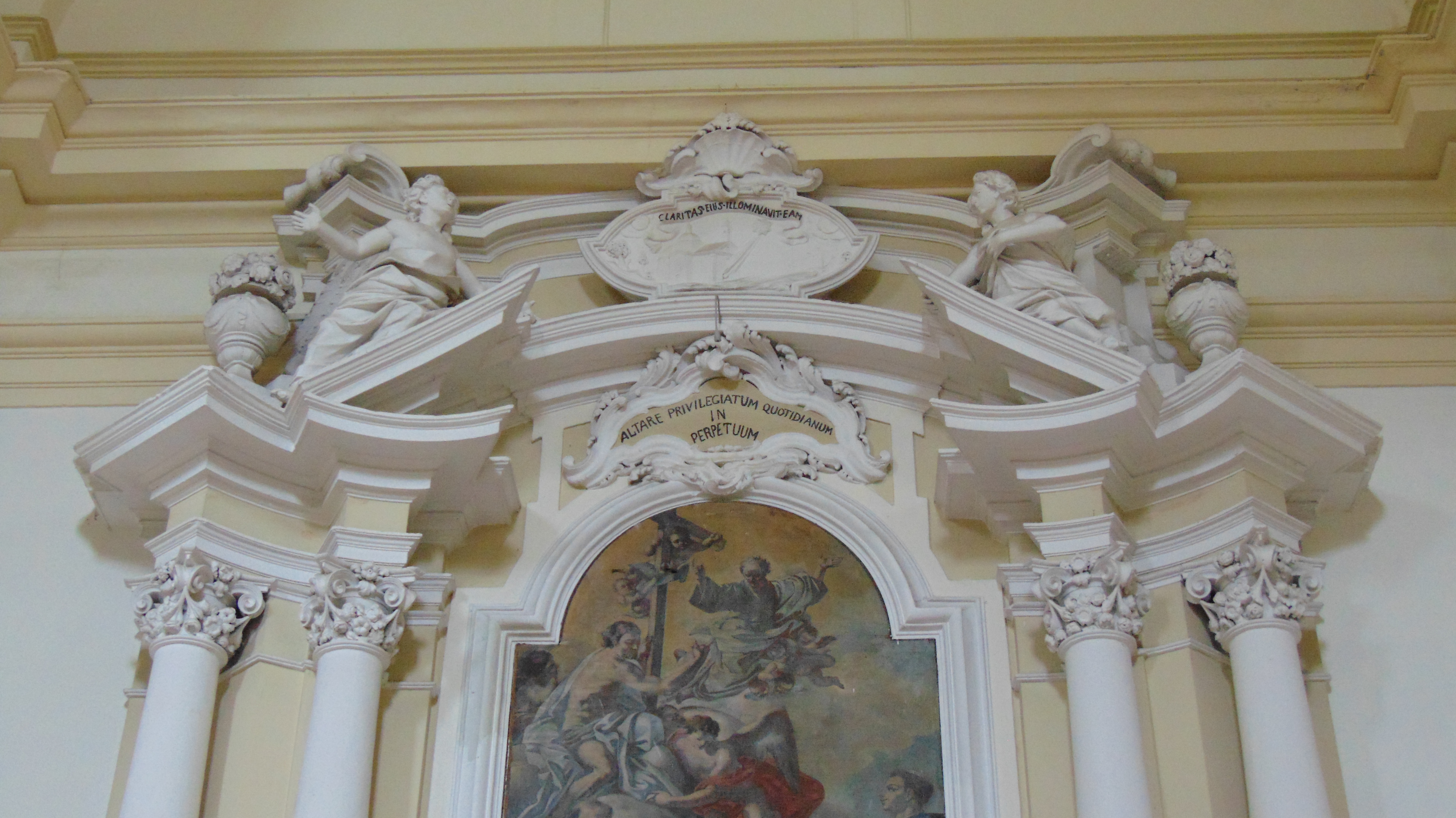
Parte alta
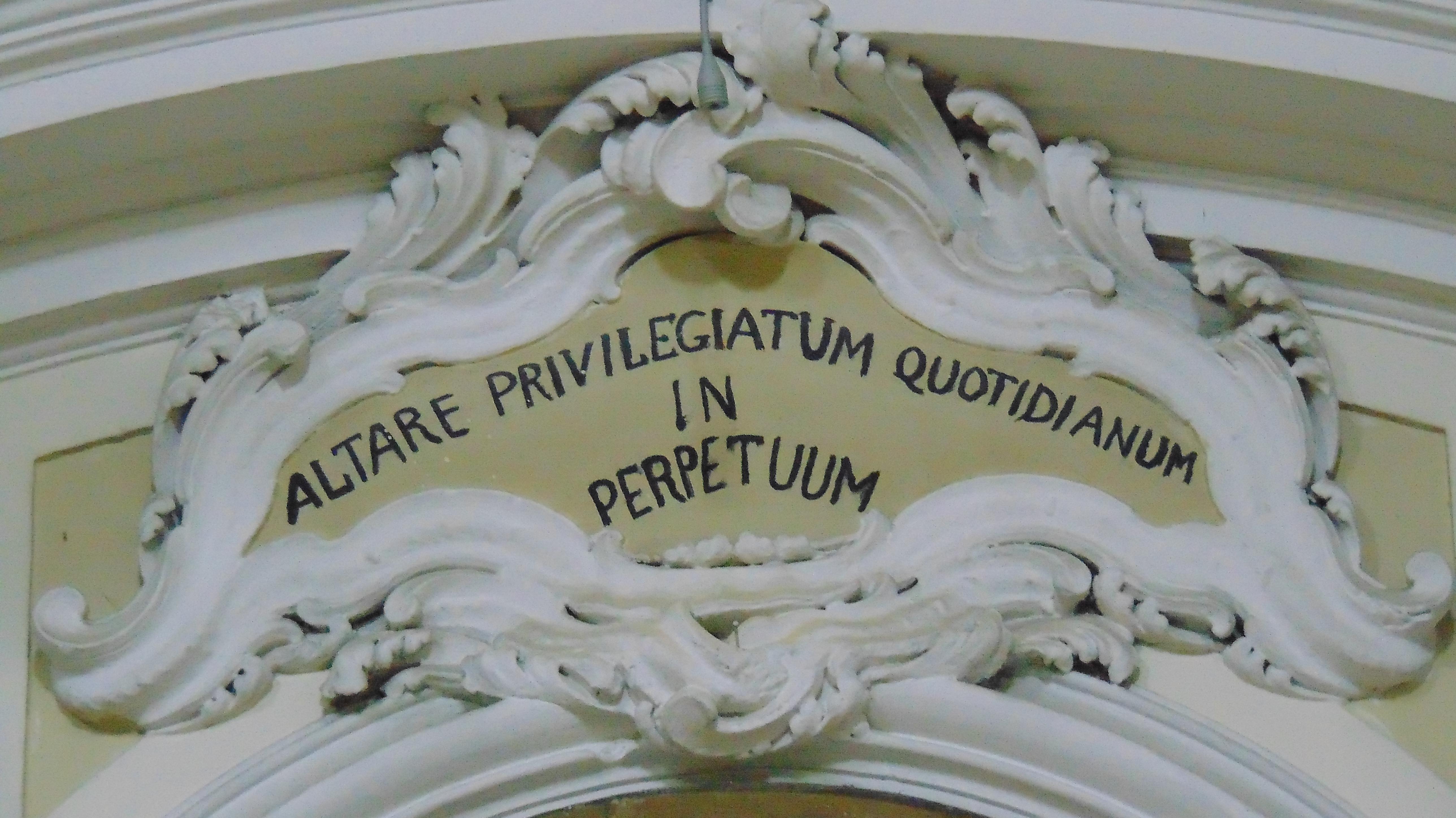
Scritta in cima la tela
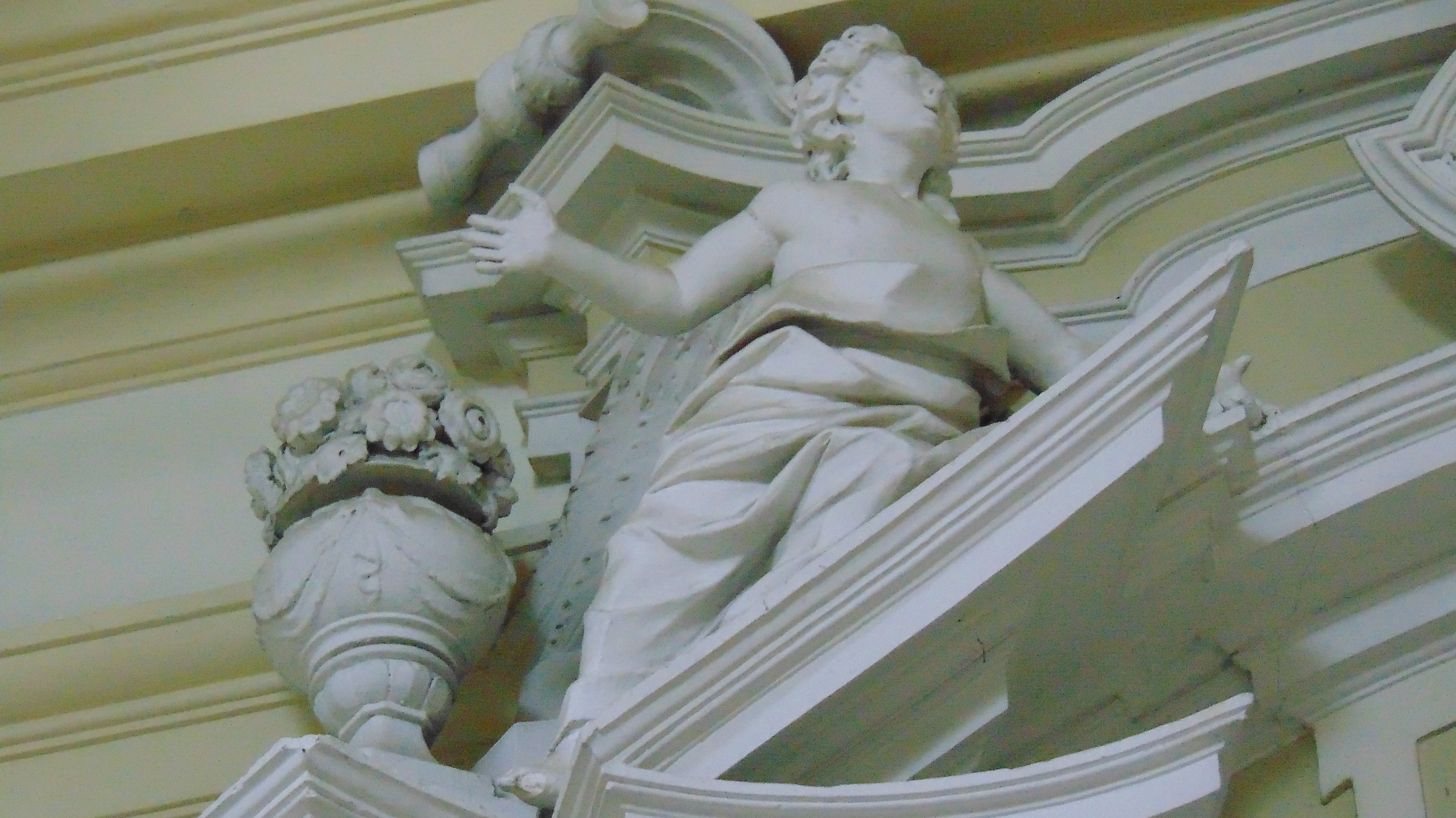
Raffigurazione di un angelo in cima a sinistra dell'altare
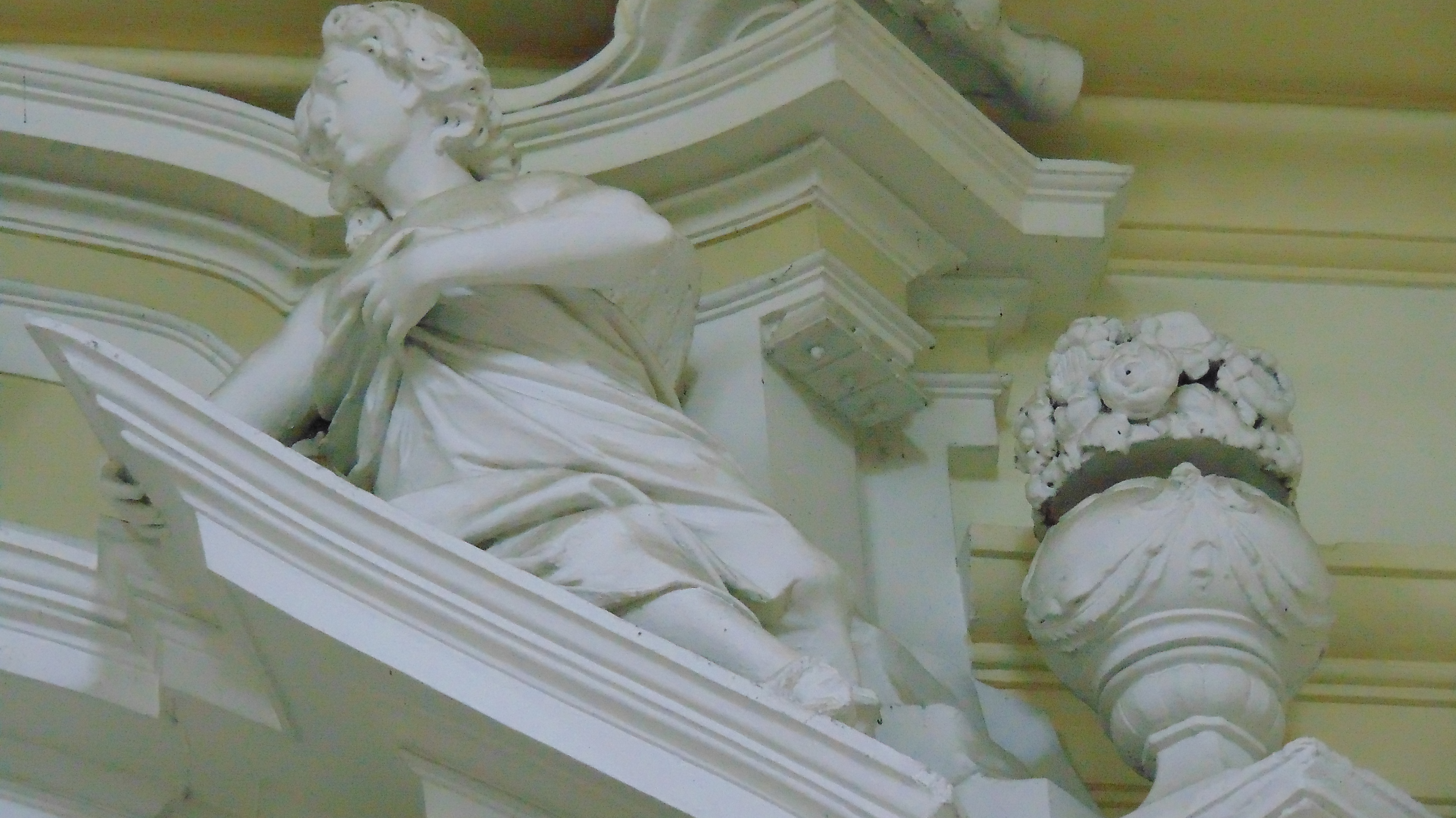
Raffigurazione di un angelo in cima a destra dell'altare
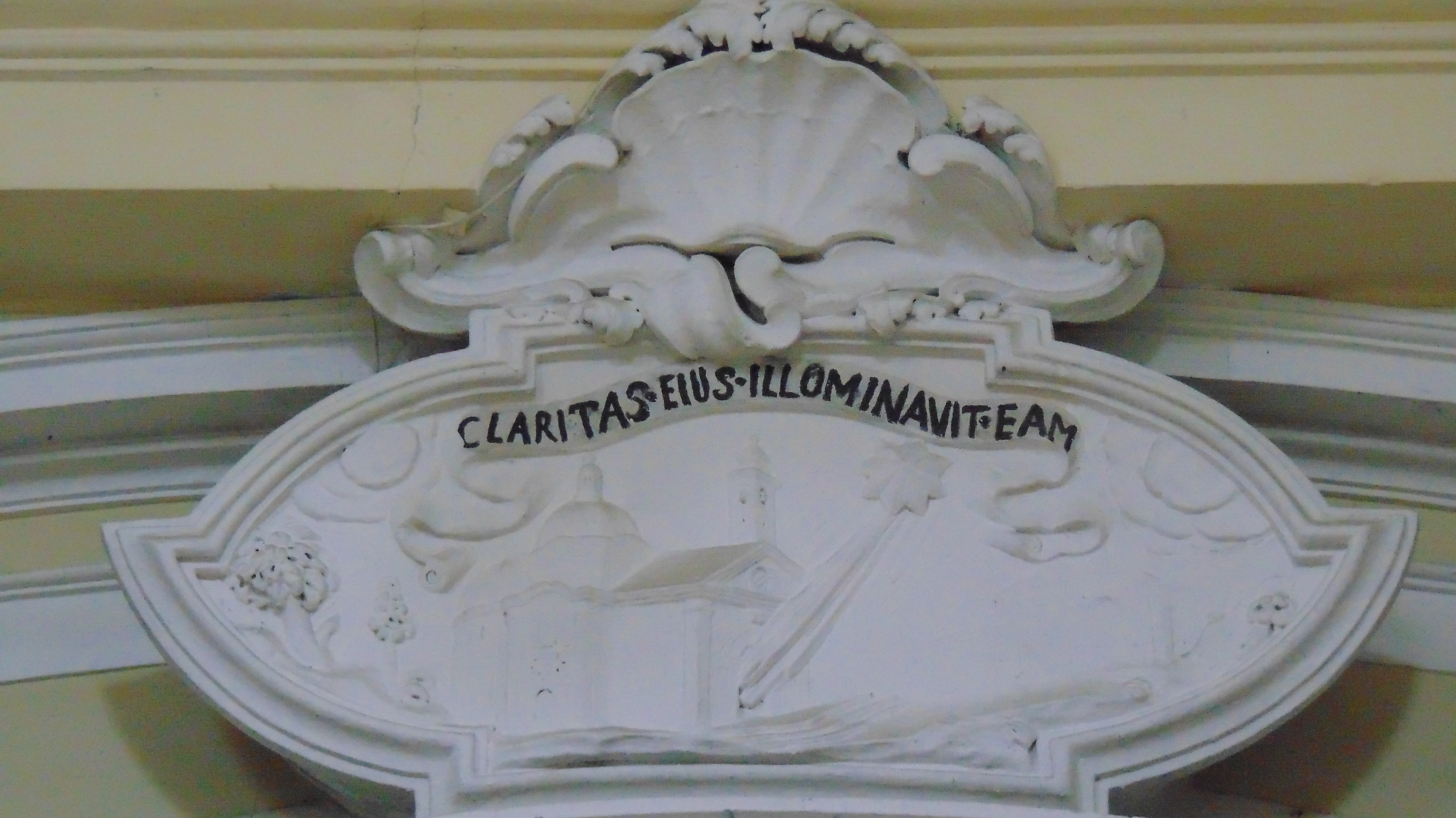
Decorazione in alto

#### Sagrestia
Essa è situata sopra il lato sinistro del transetto e vi si può accedere sia dall'entrata che da sul transetto (nelle cui immediate vicinanze è presente un'entrata secondaria della chiesa stessa), sia dall'entrata che dà sul coro.
È formata da un pavimento in pietra nera e bianca con muri blu di Prussia e soffitto bianco su cui è presente un affresco raffigurante la Madonna del Latte.

Al suo interno sono presenti mobili in legno, una fontana in pietra (questa sul lato anteriore l'entrata che da al transetto) e varie decorazioni.

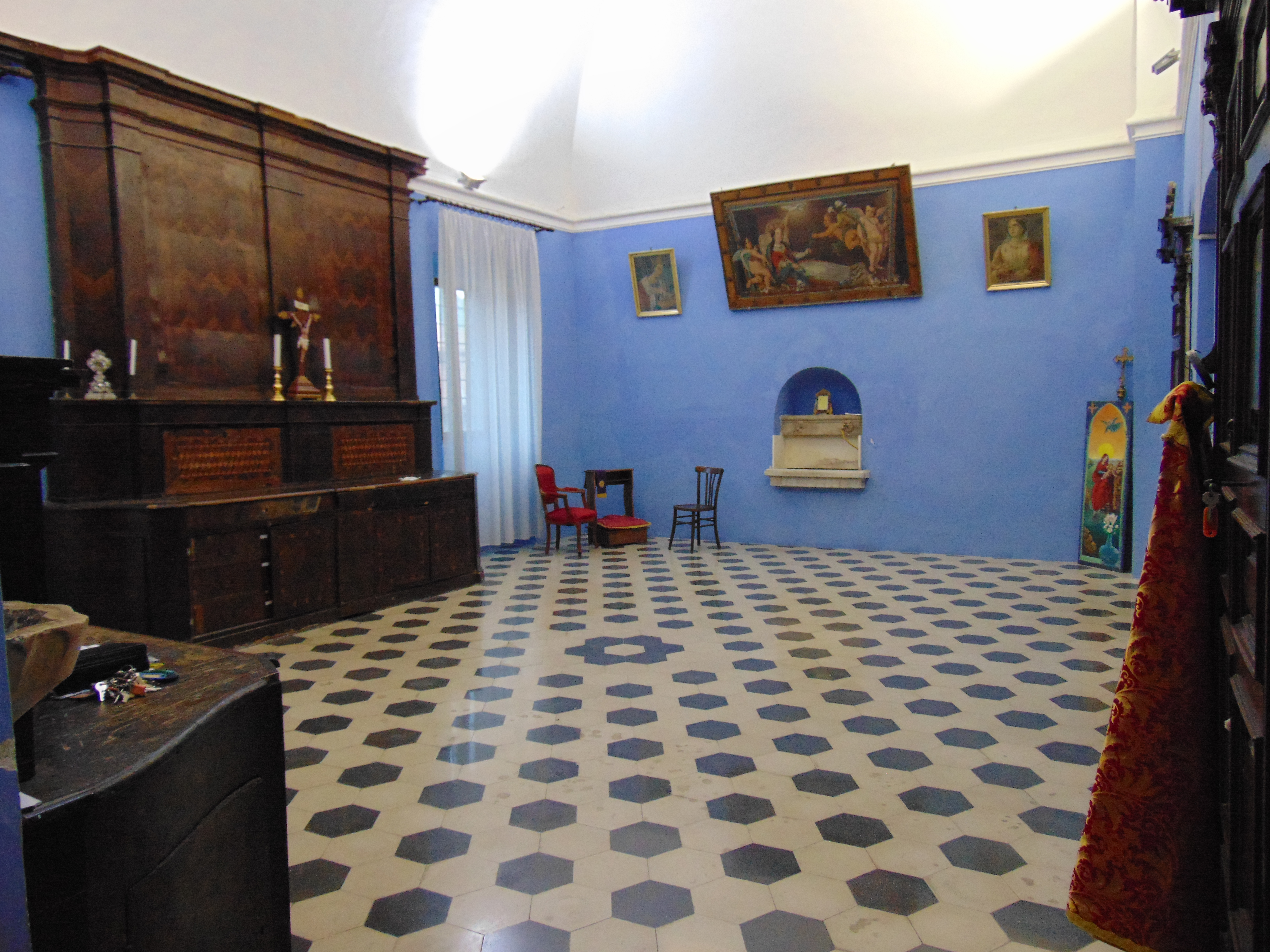
Sagrestia
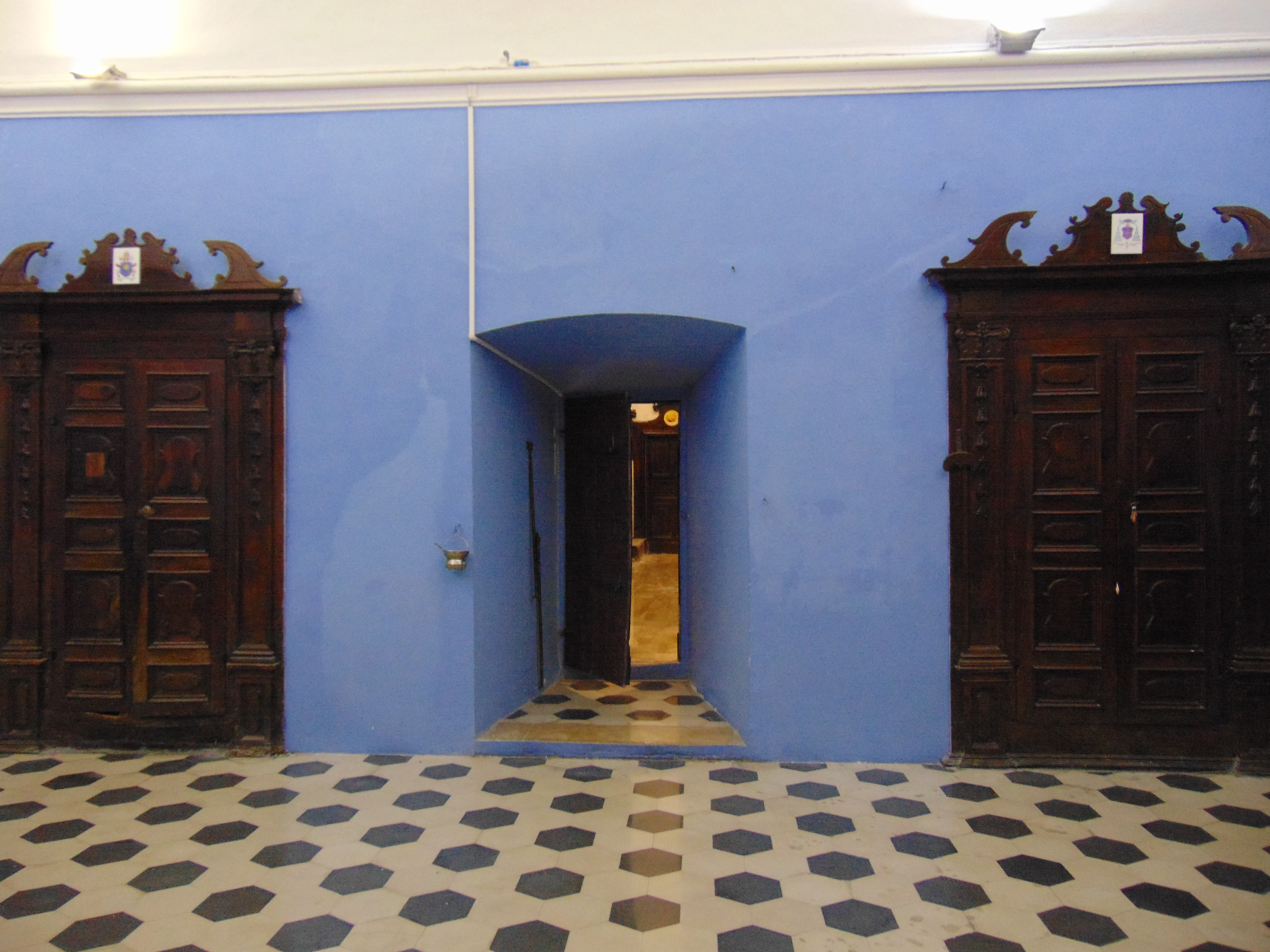
Lato destro
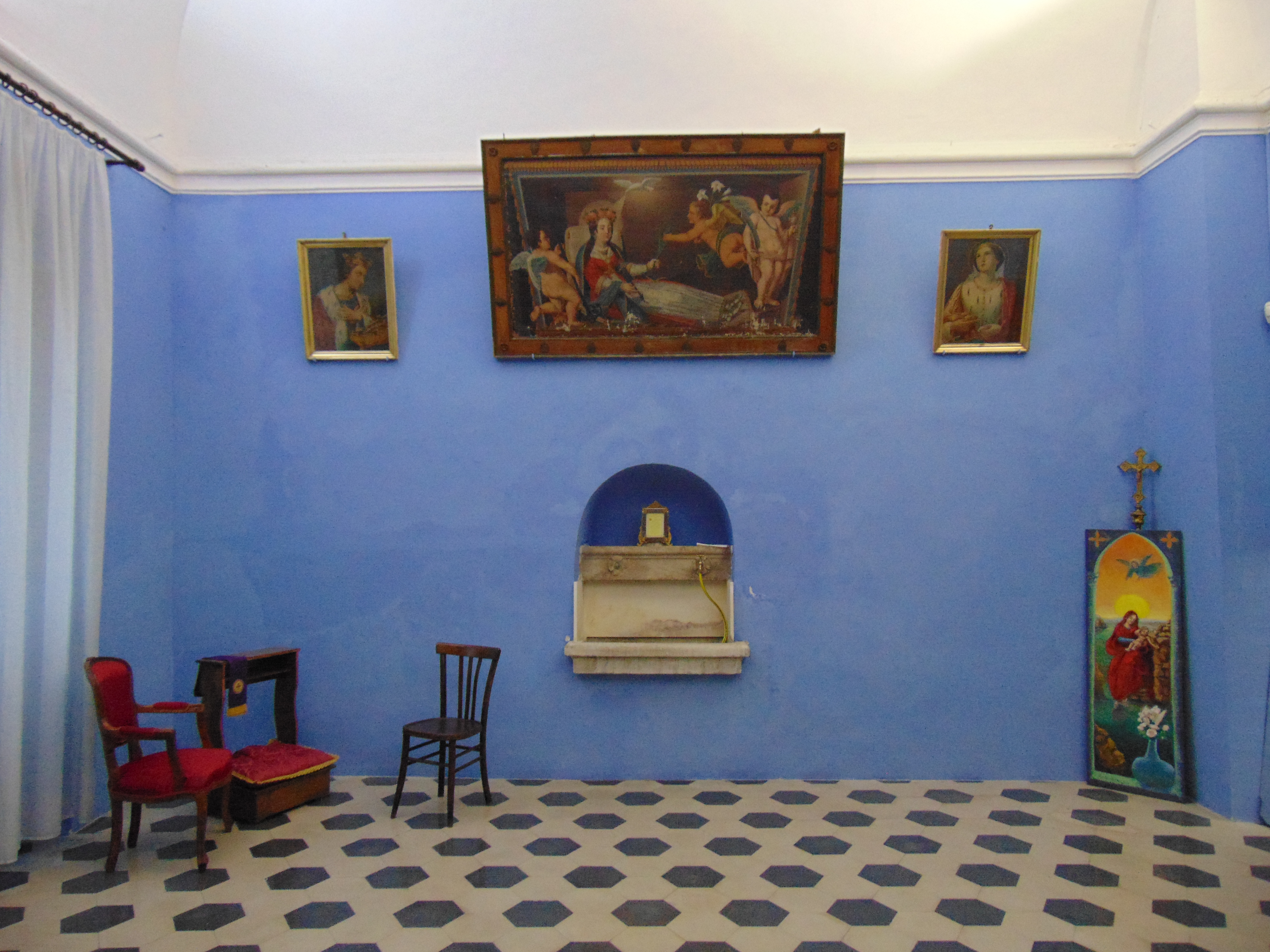
Lato anteriore l'entrata che dà al transetto
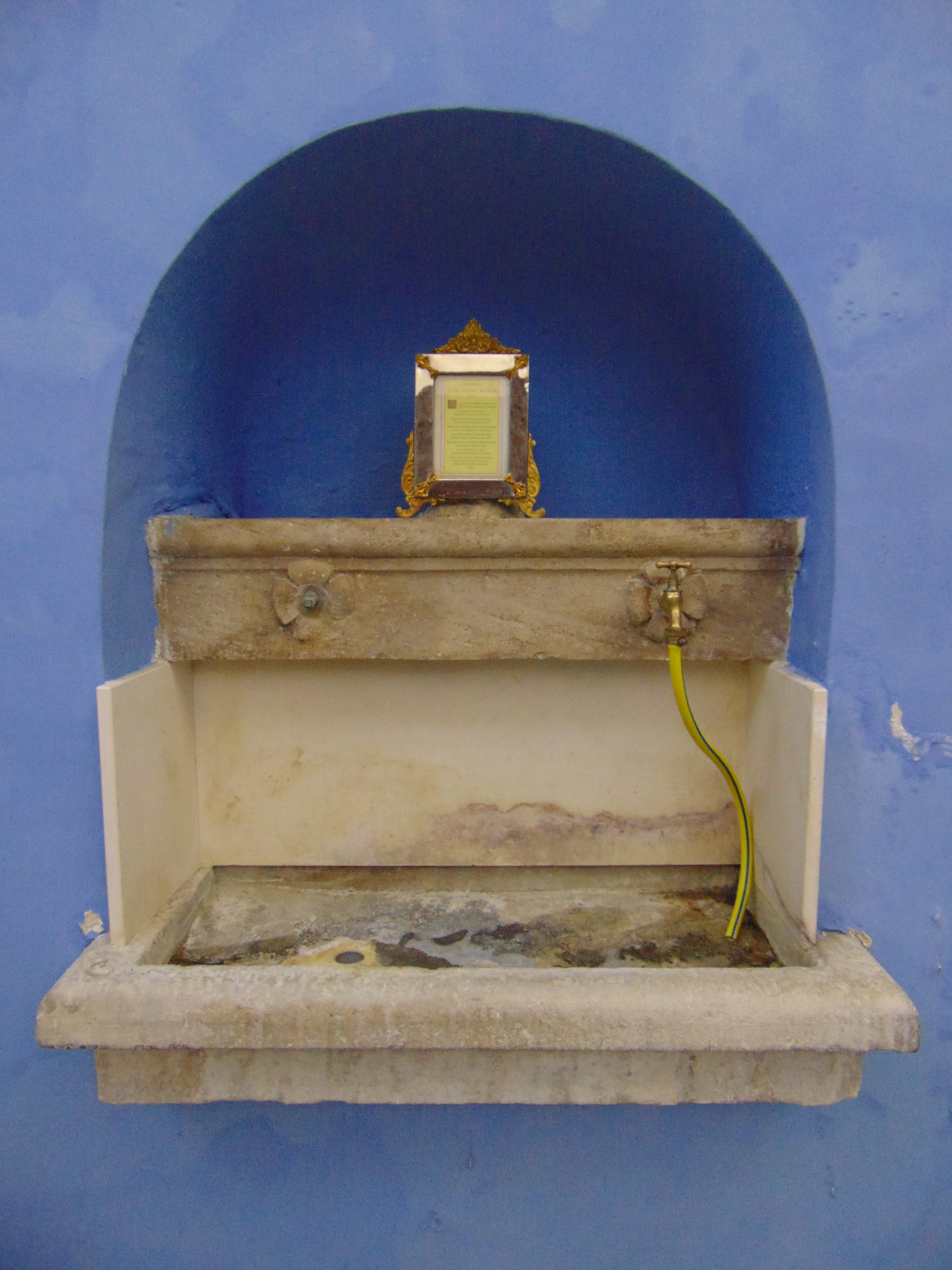
Fontana in pietra sul muro del lato anteriore
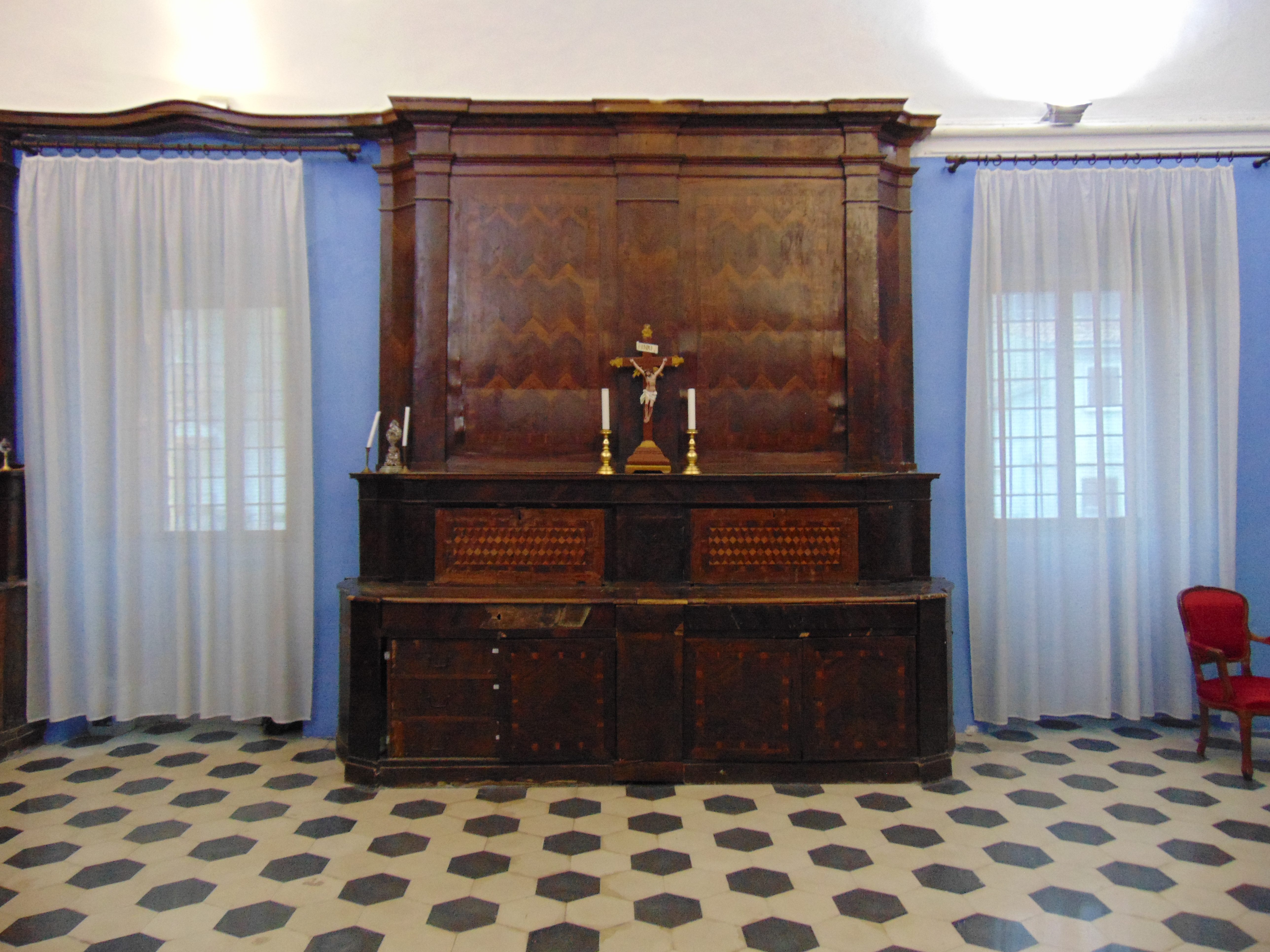
Lato sinistro
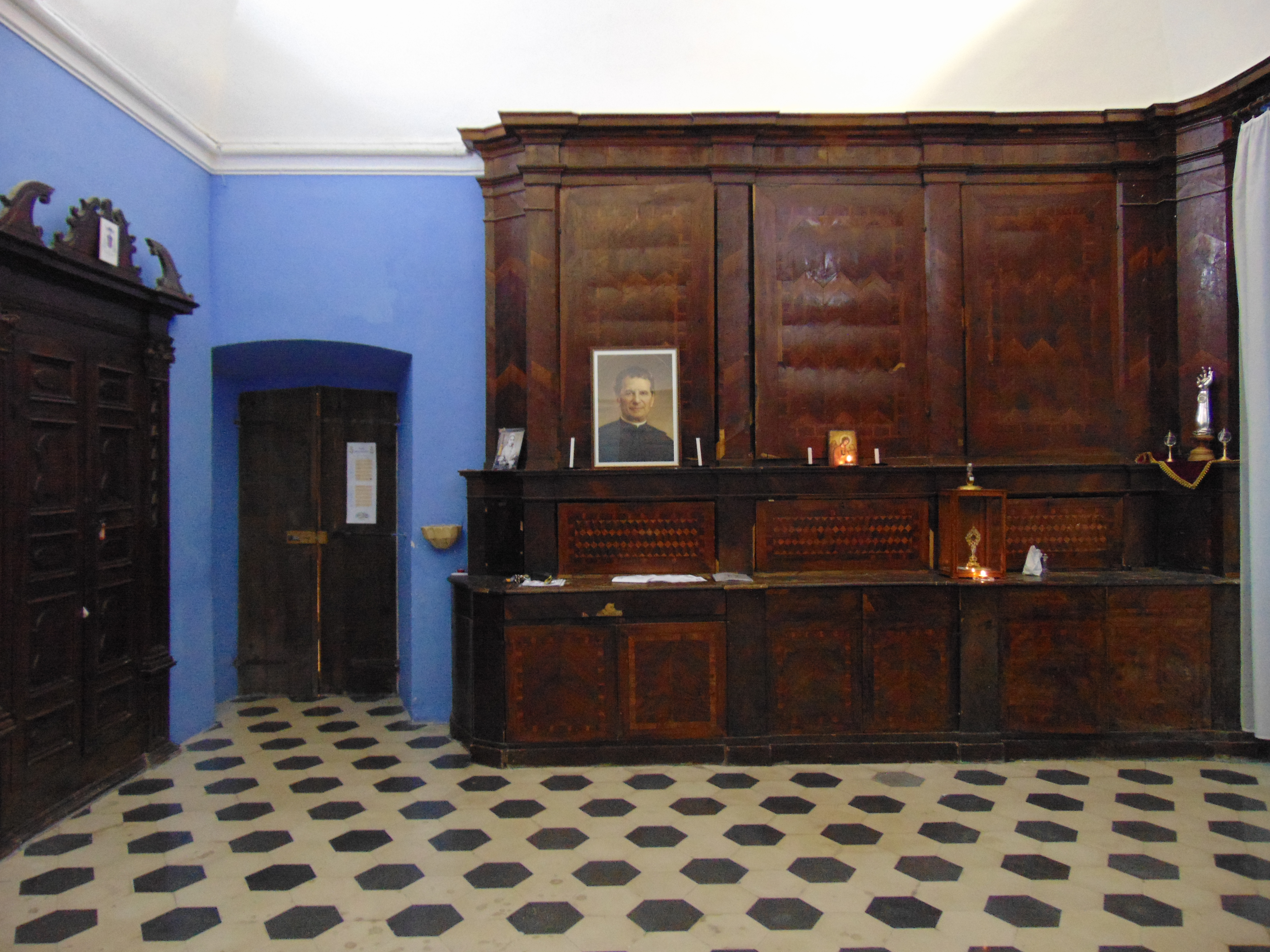
Lato con l'entrata che dà al transetto
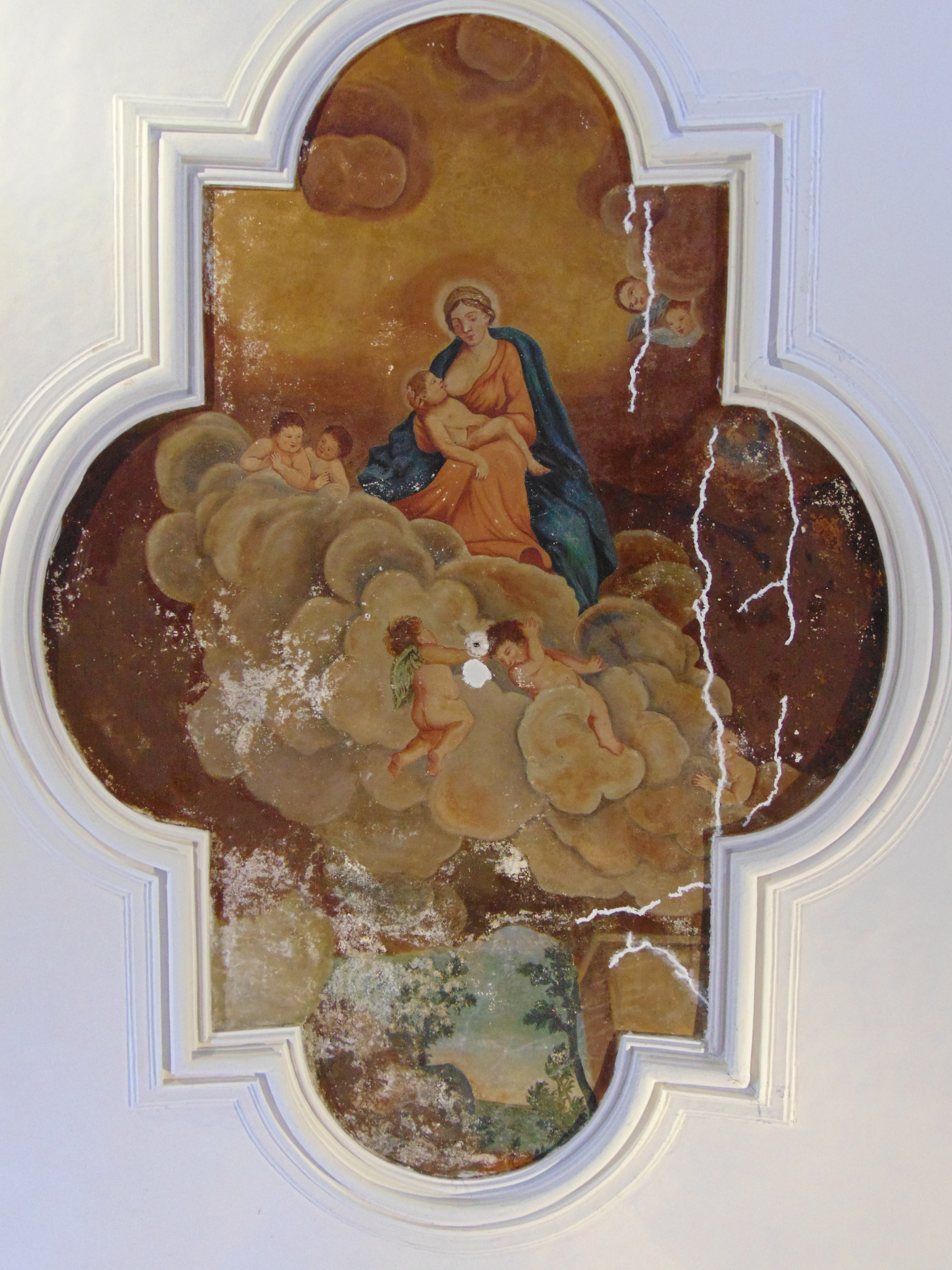
Affresco della Madonna del latte sul soffitto

#### Museo
Situato sopra il lato destro del transetto (di fronte alla cappella medioevale), vi si può accedere sia dall'entrata che dà sul transetto, sia da quella che da sul coro. 
Il muro sinistro del museo (entrando dal transetto) su cui è presente una raffigurazione di Gesù Cristo, risale all'originaria struttura trecentesca.

Nel museo sono esposti pezzi d'arte e storici della chiesa. 

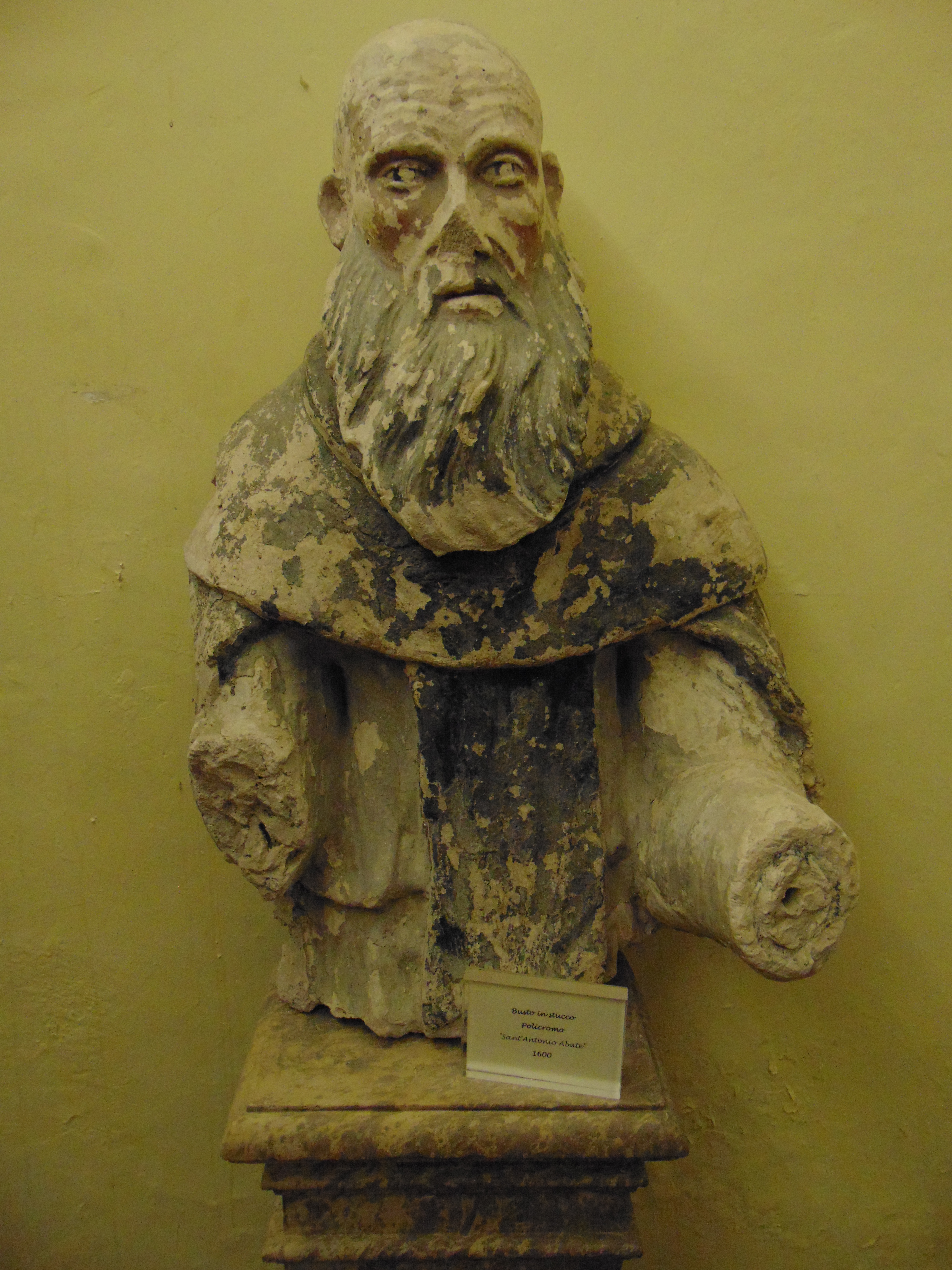
Busto in stucco di Sant'Antonio Abate - 1600
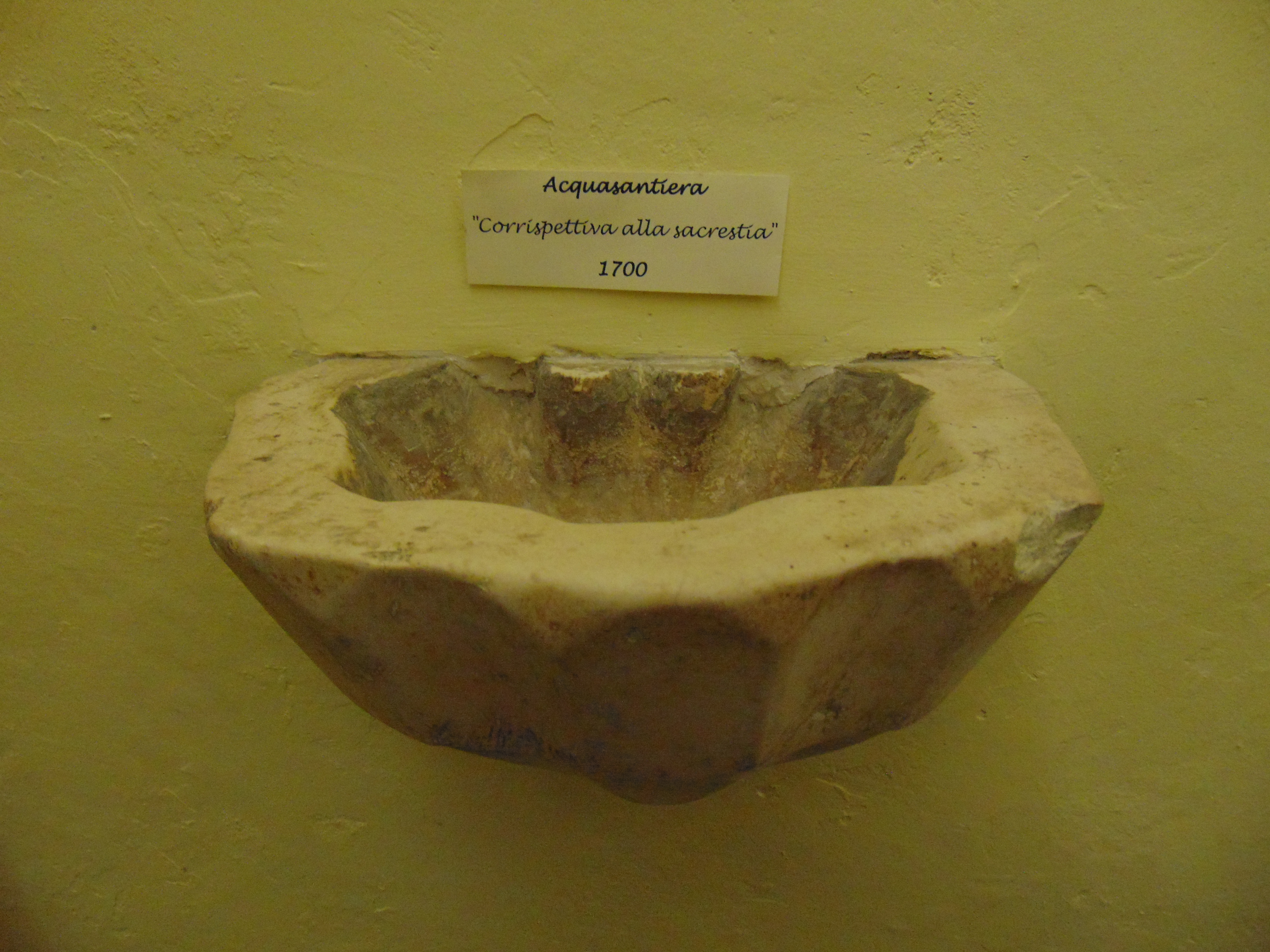
Acquasantiera - 1300
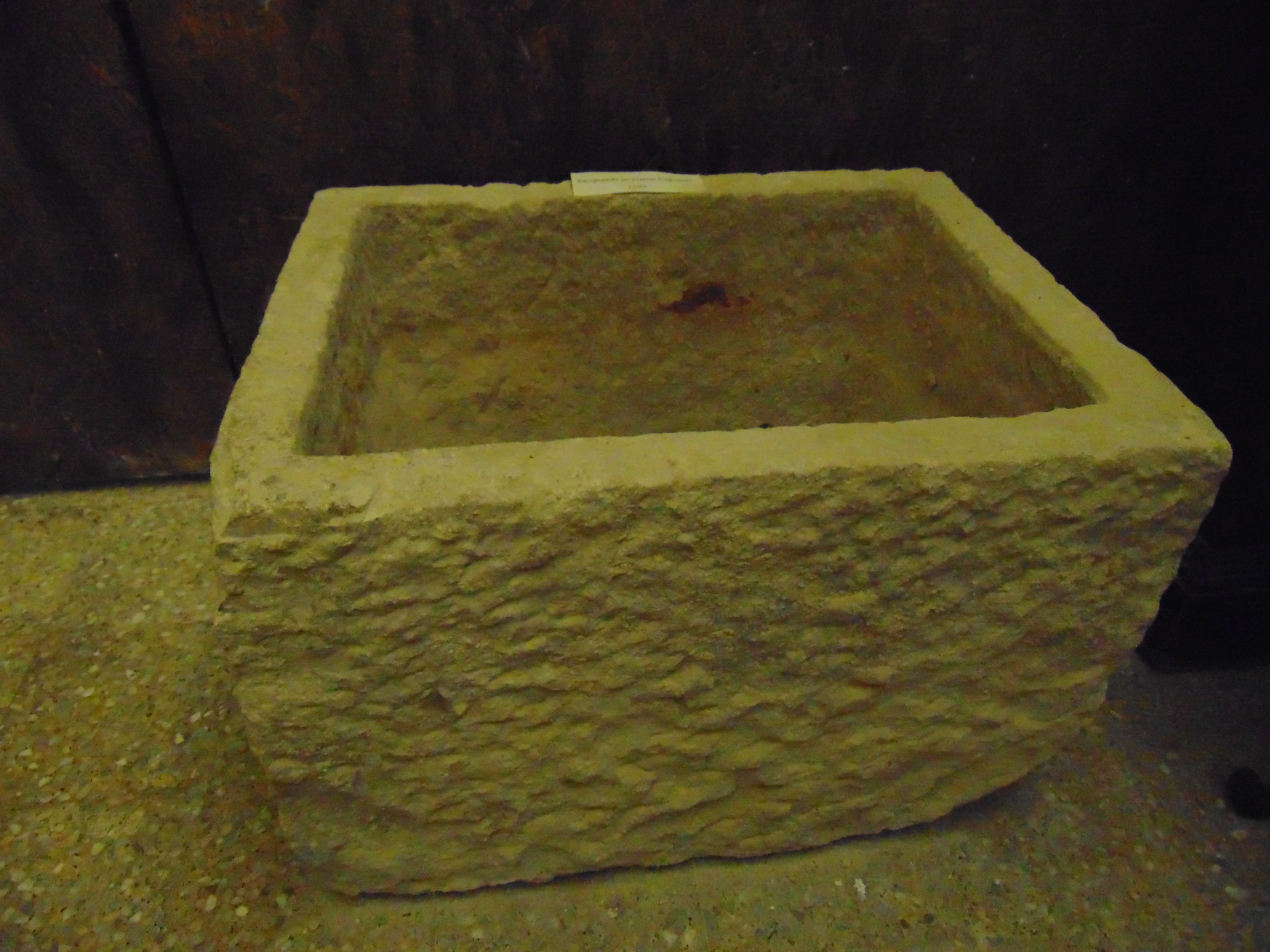
Recipiente in pietra bugnata - 1500
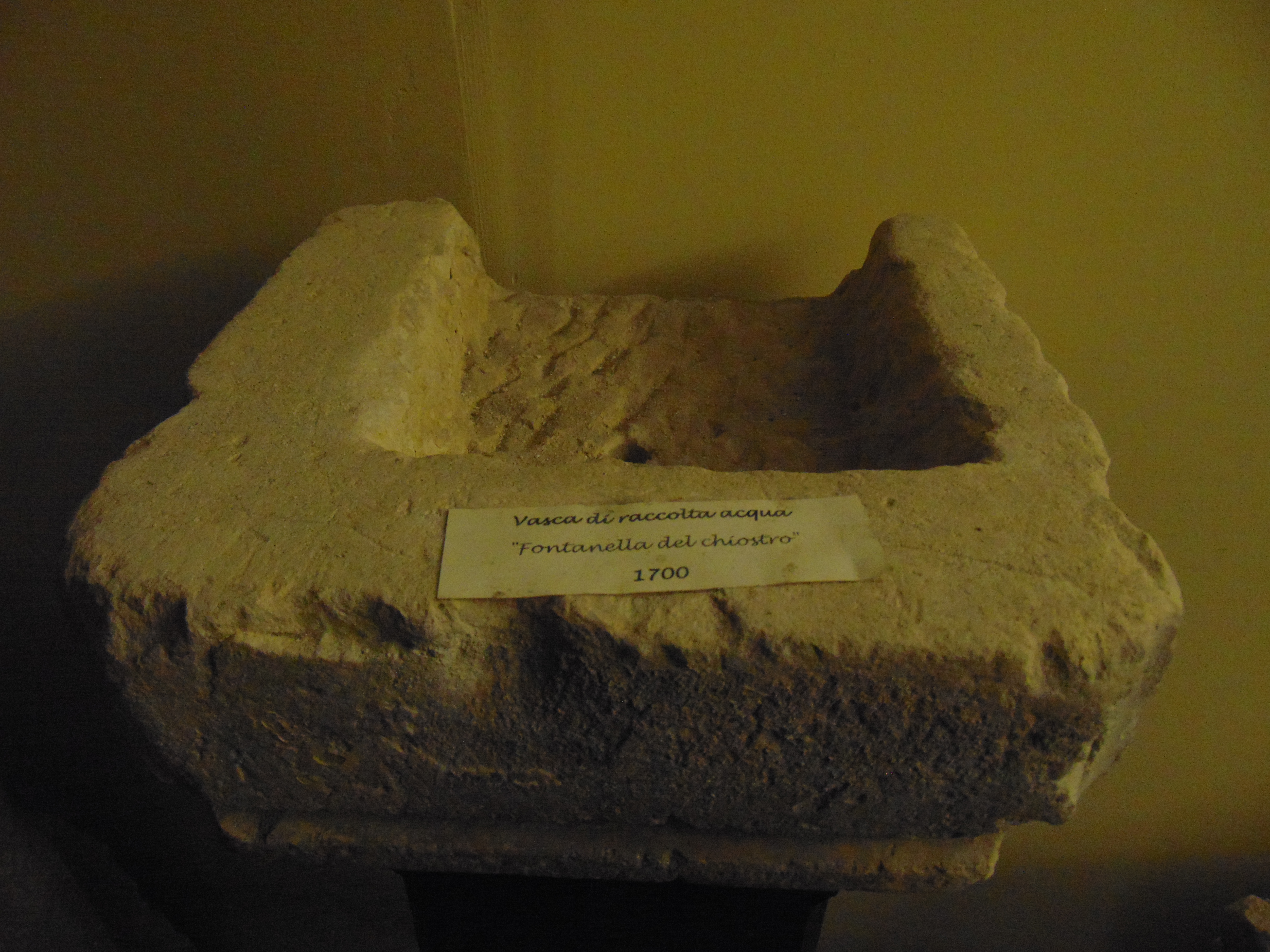
Vasca di raccolta acqua - 1700
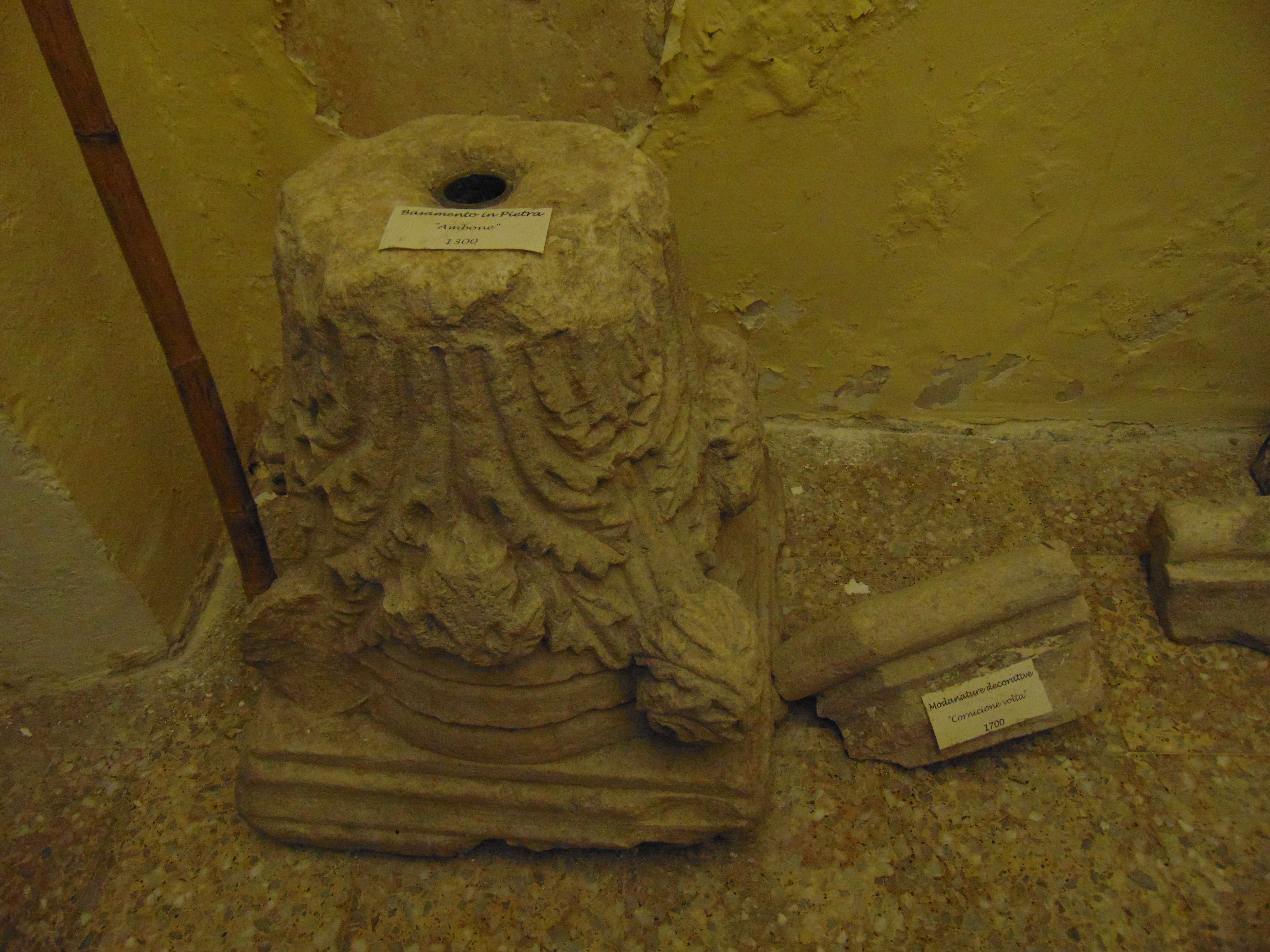
Basamento in pietra - 1300, e modanatura decorativa - 1700
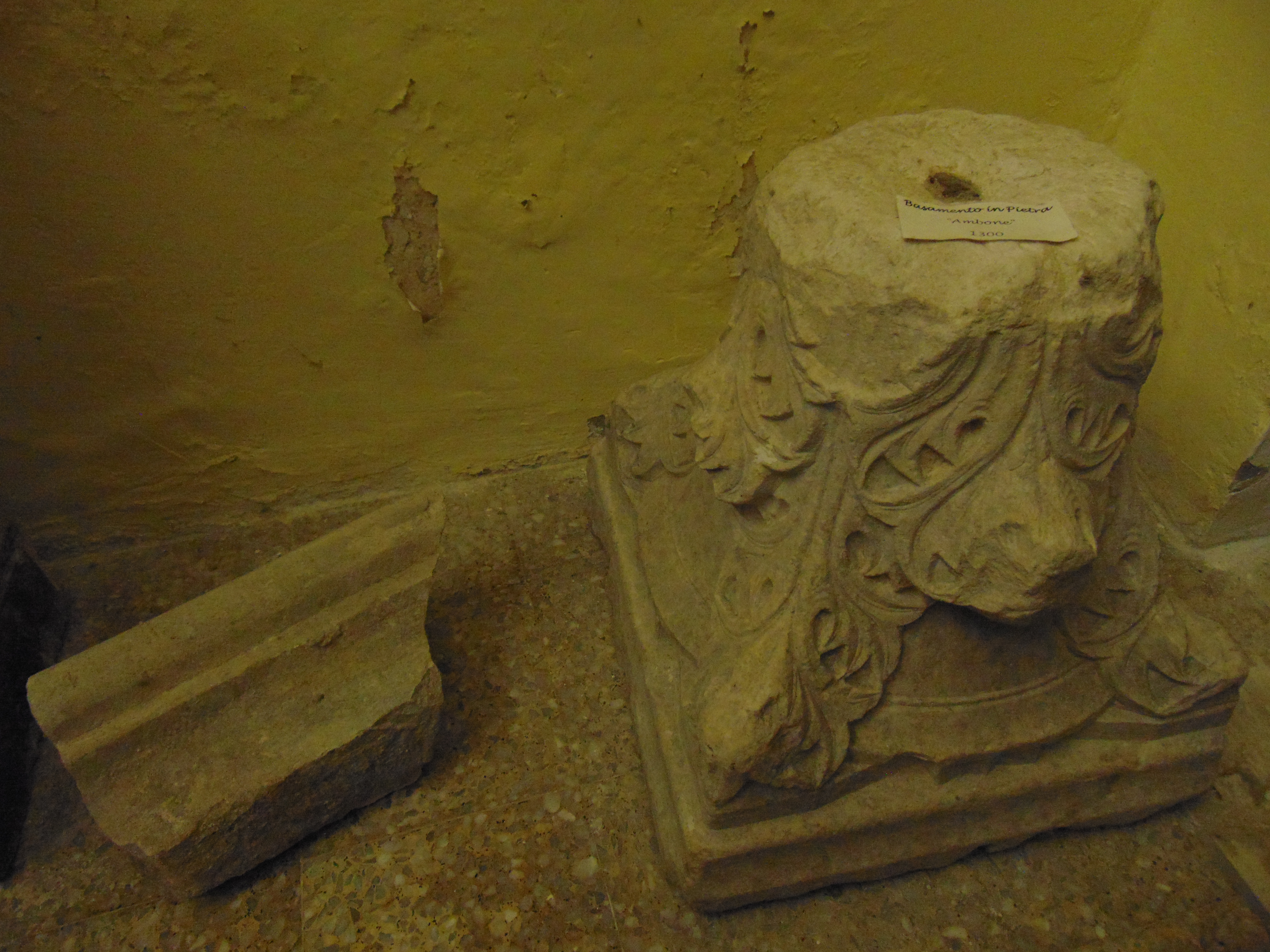
Altro basamento in pietra - 1300, e altra modanatura decorativa - 1700
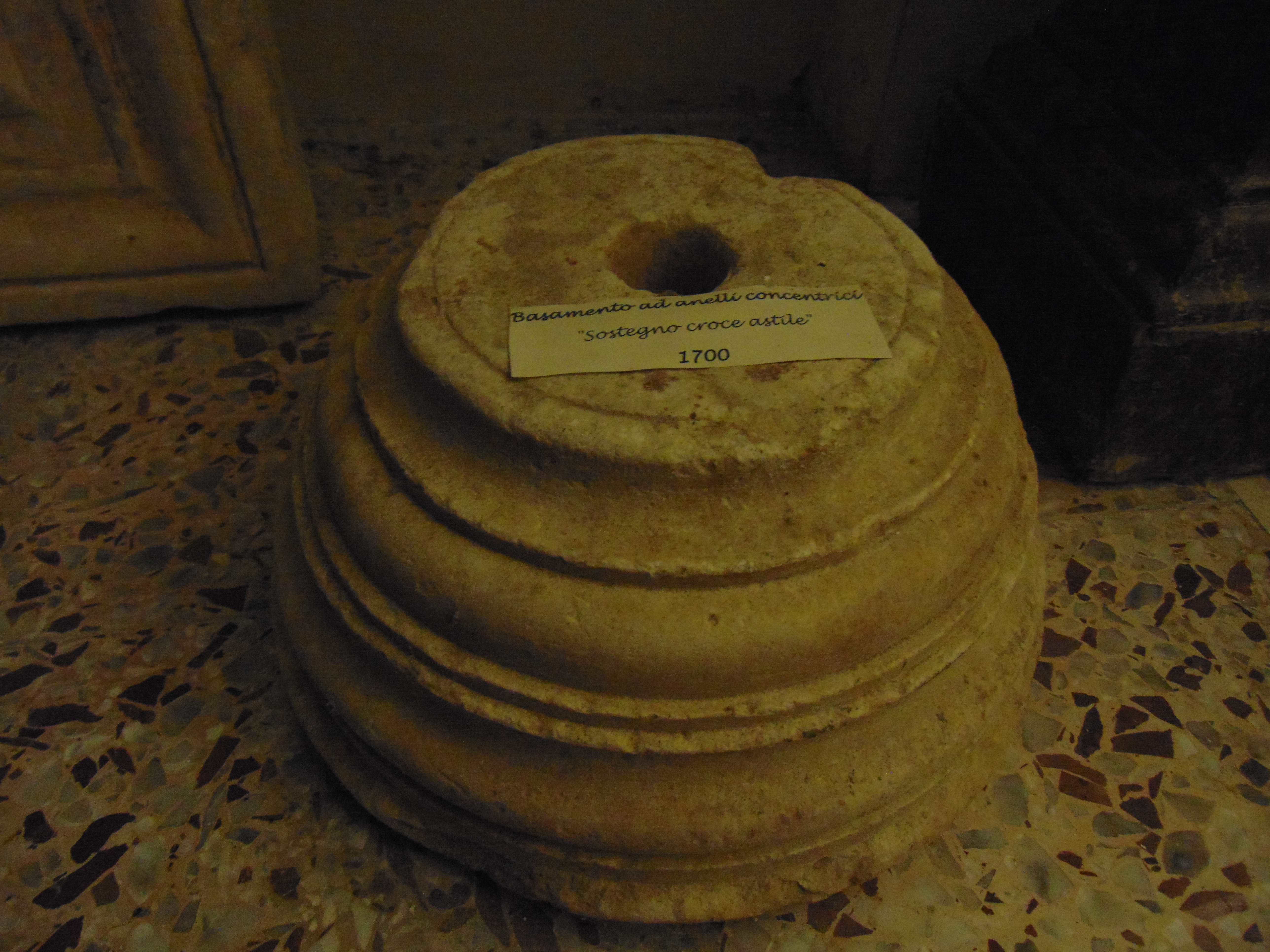
Basamento ad anelli concentrici - 1700
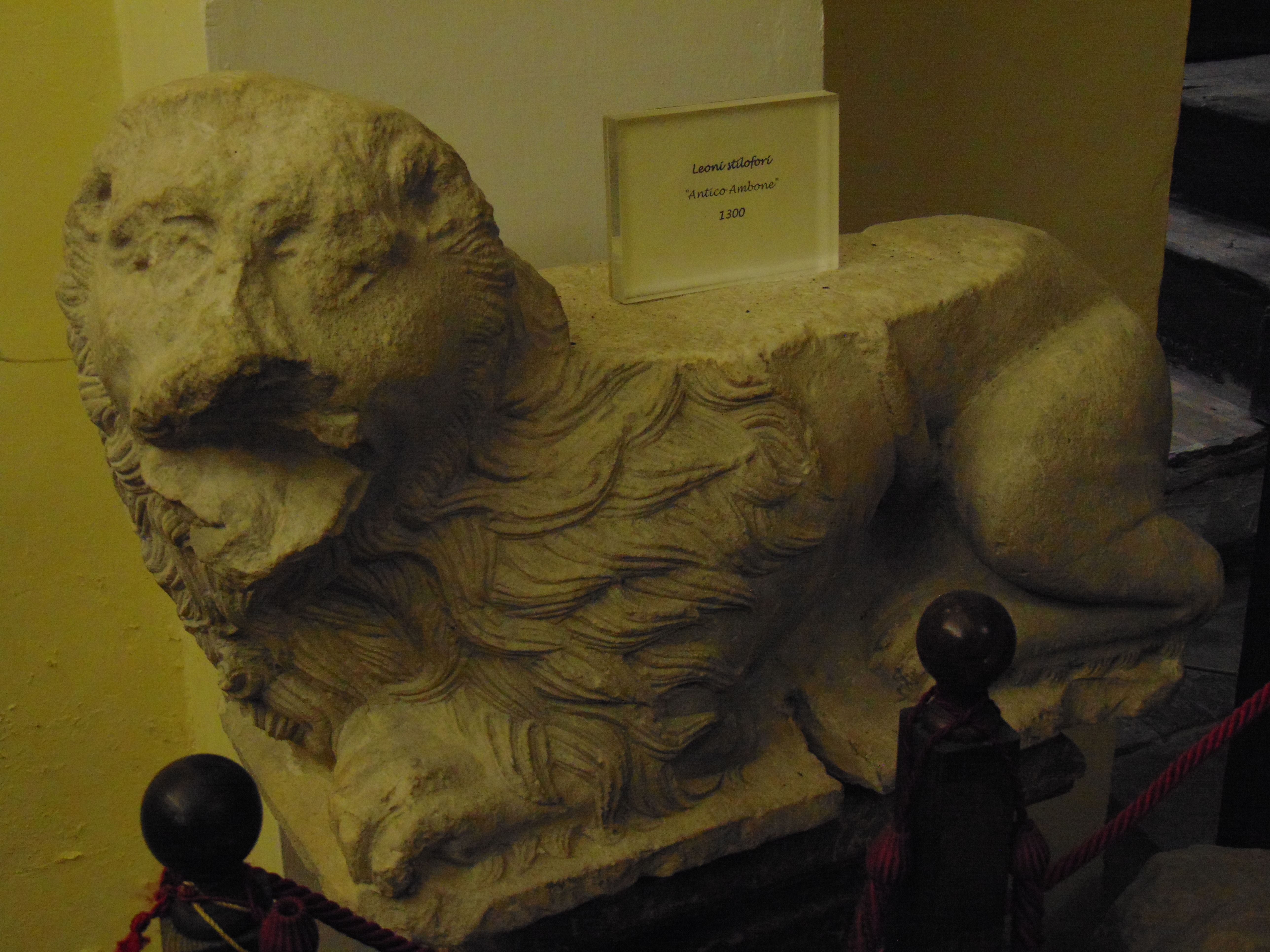
Leone stiloforo (N.1) - 1300
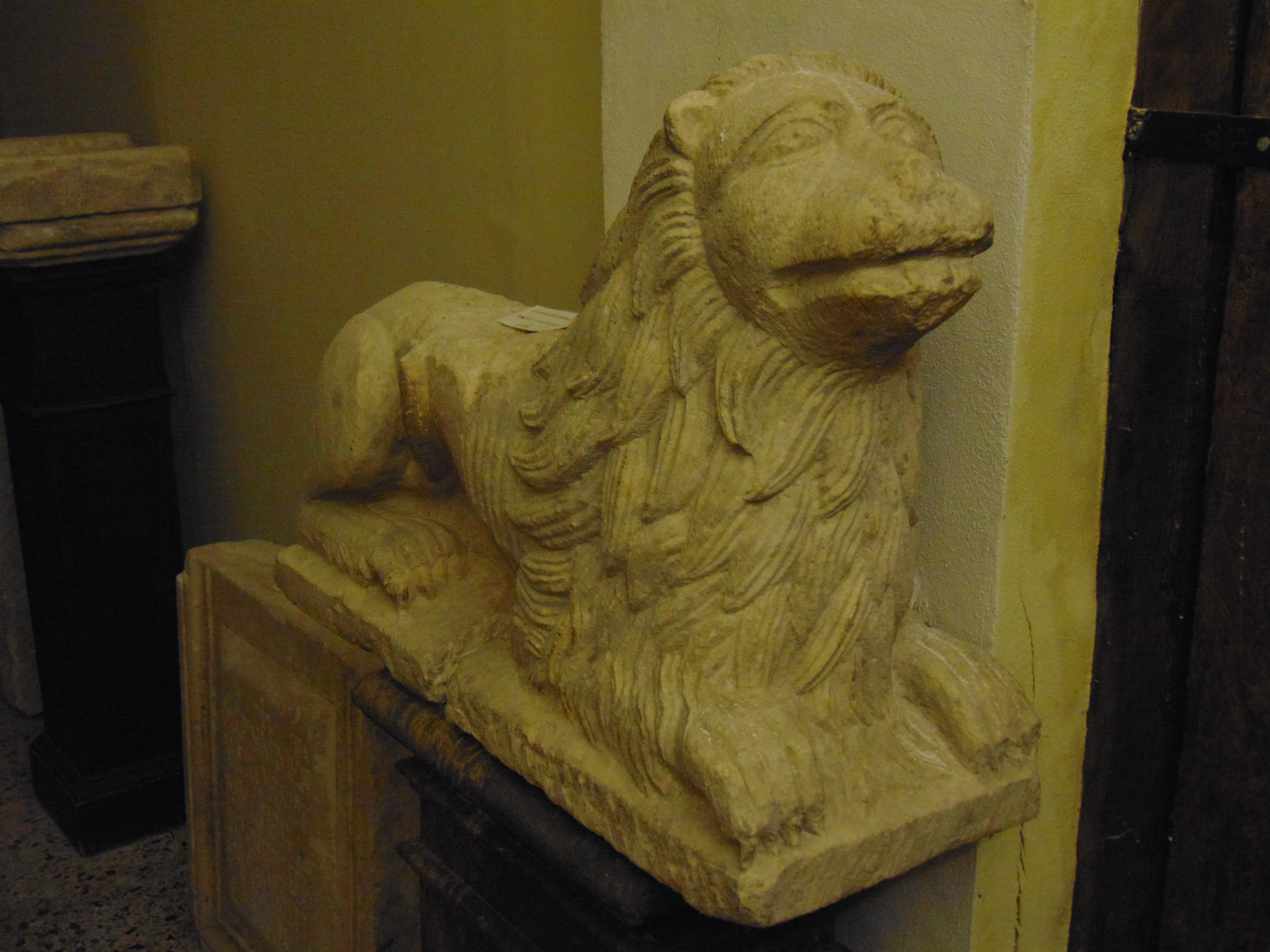
Altro leone stiloforo (N.2) - 1300
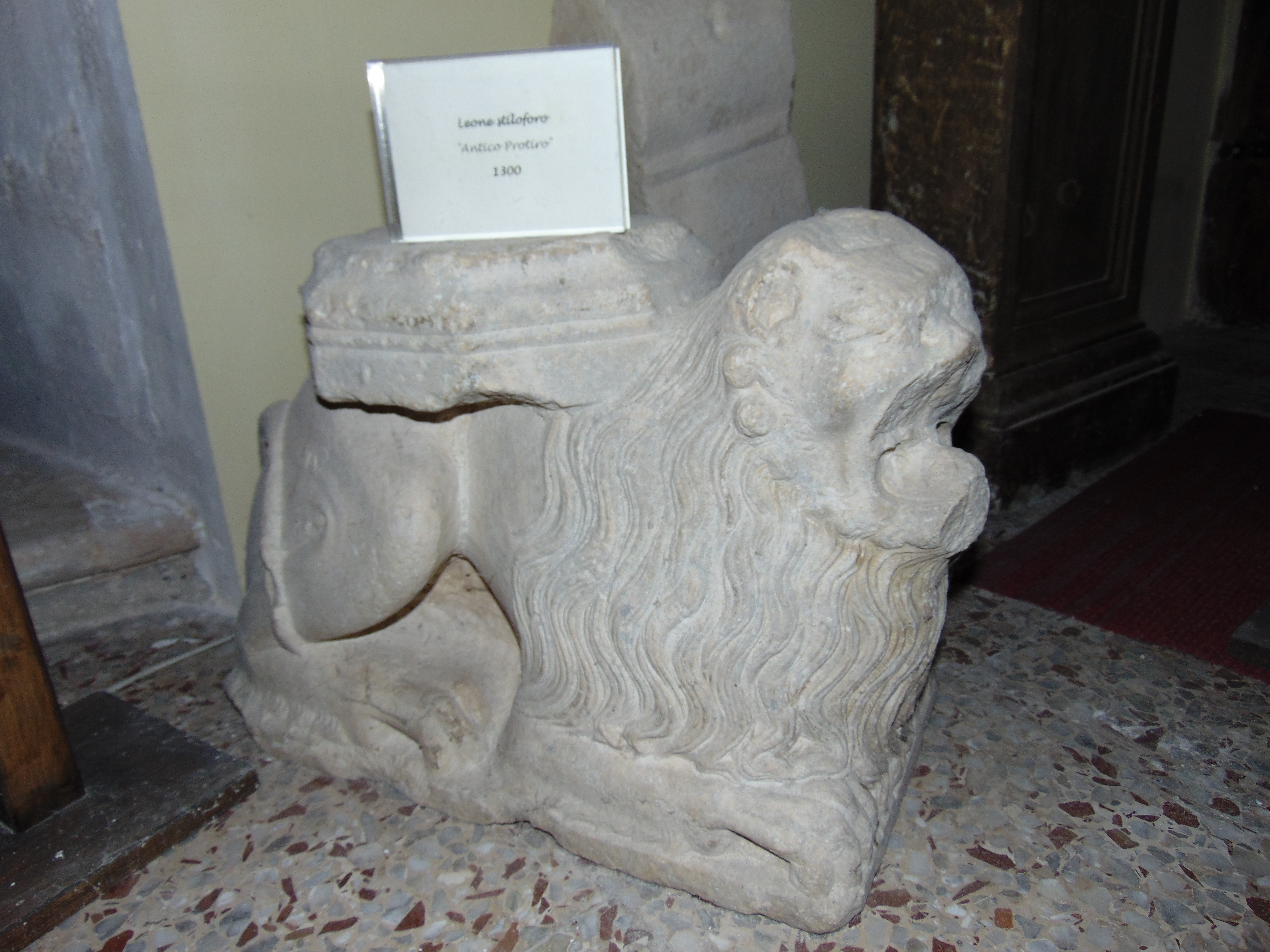
Leone stiloforo (N.3) - 1300
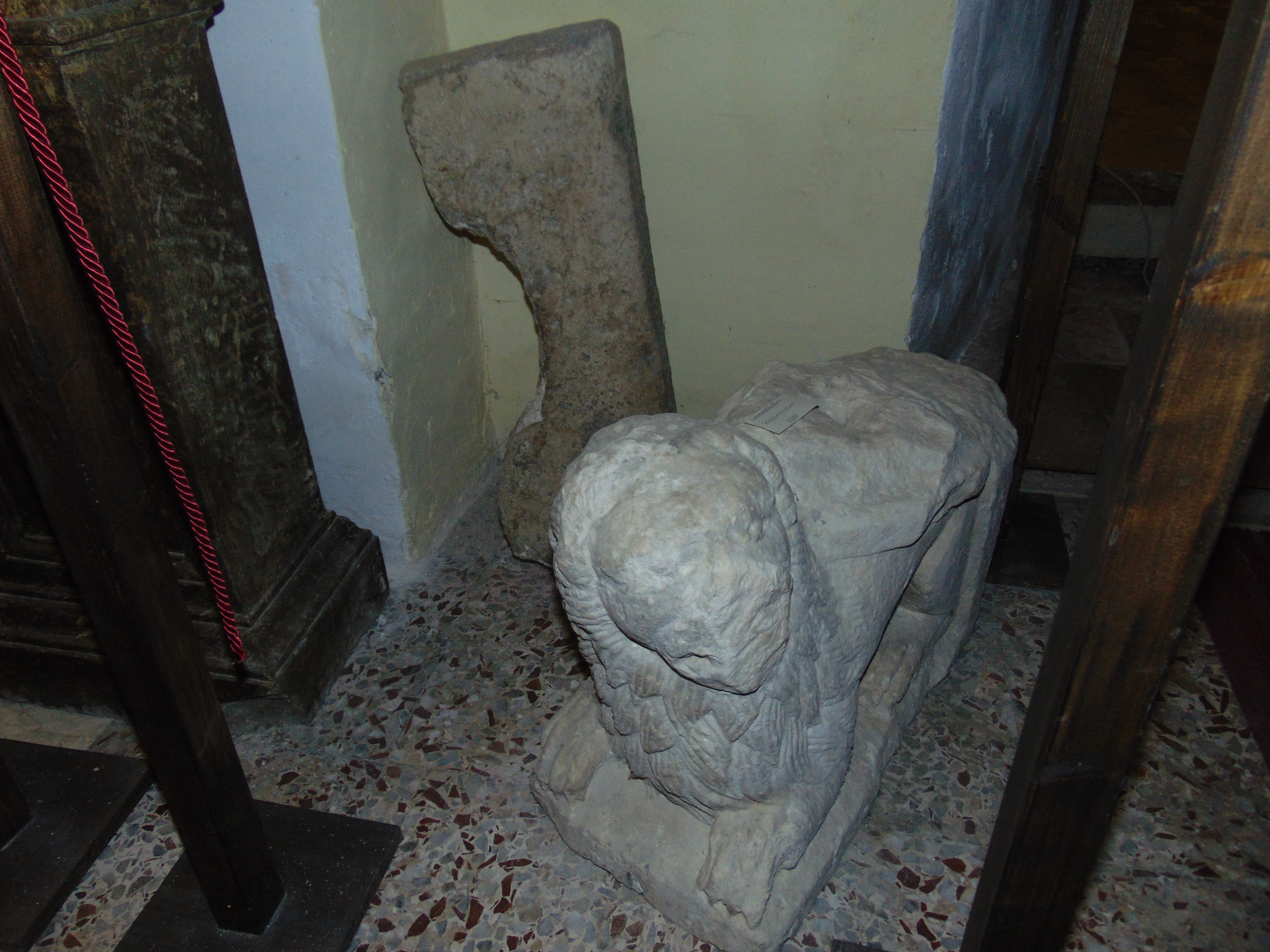
Leone stiloforo (N.4) - 1300
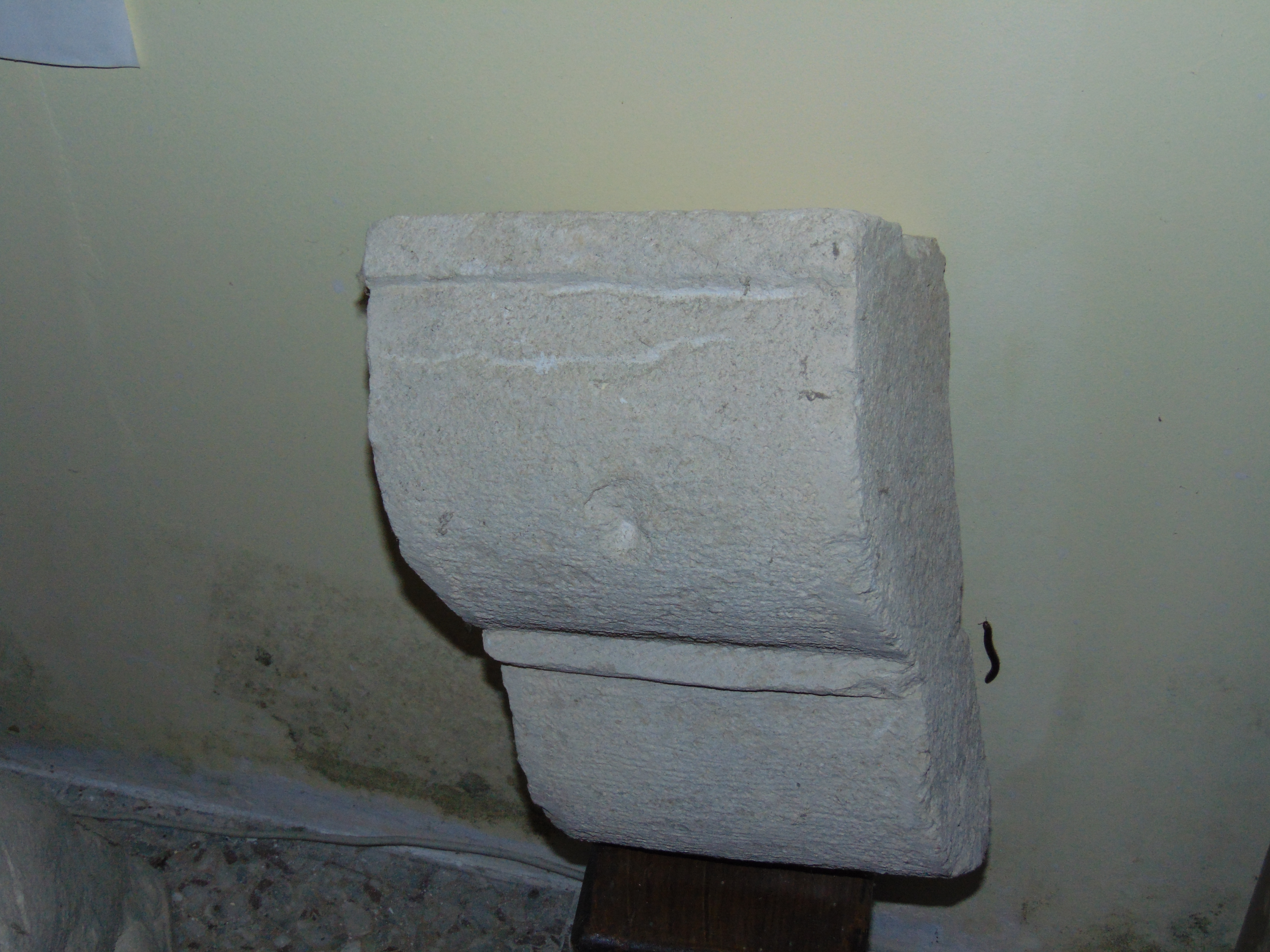
Costone in pietra di sostegno per gronda - 1700
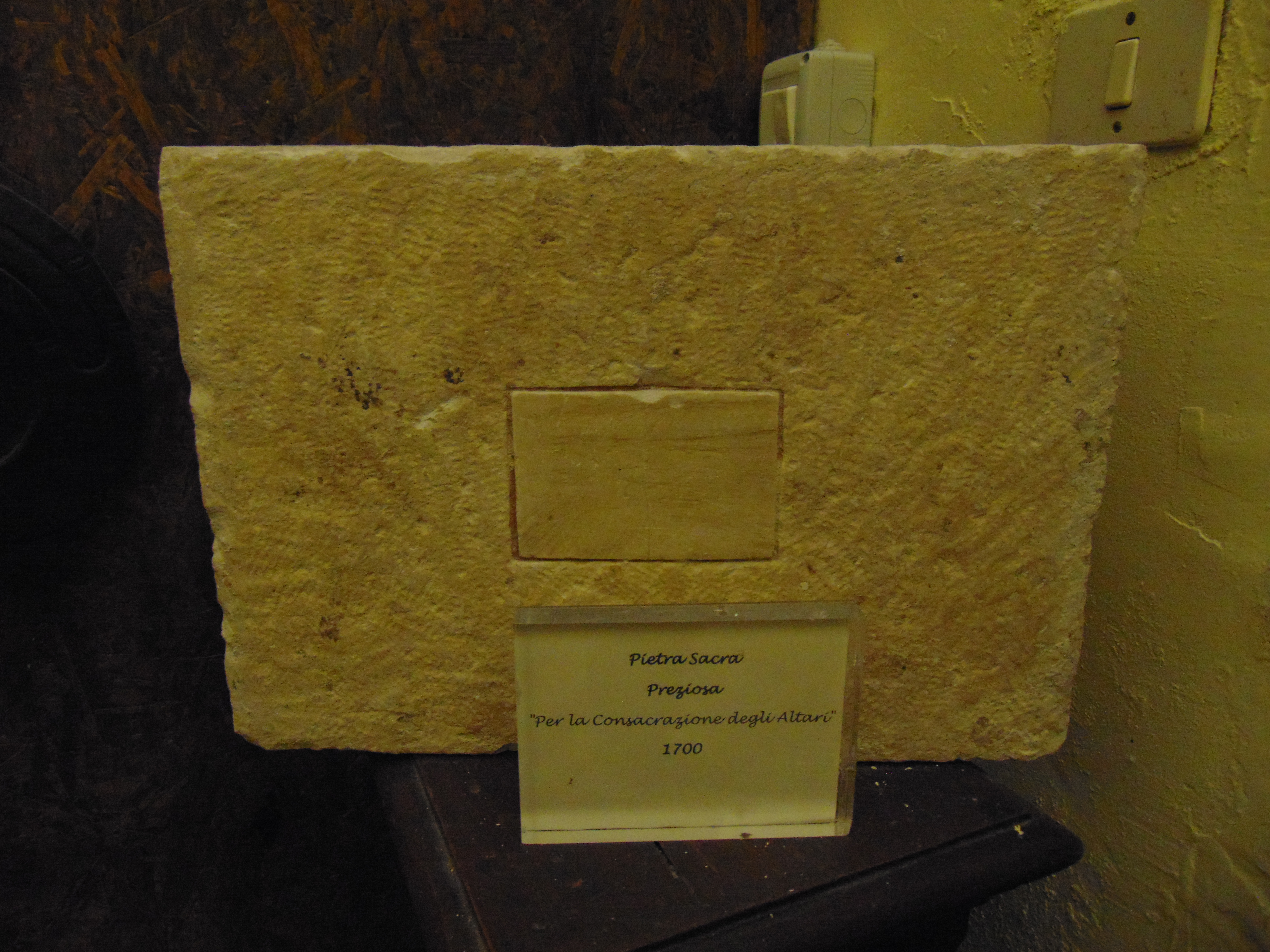
Pietra sacra per la consacrazione degli Altari - 1700
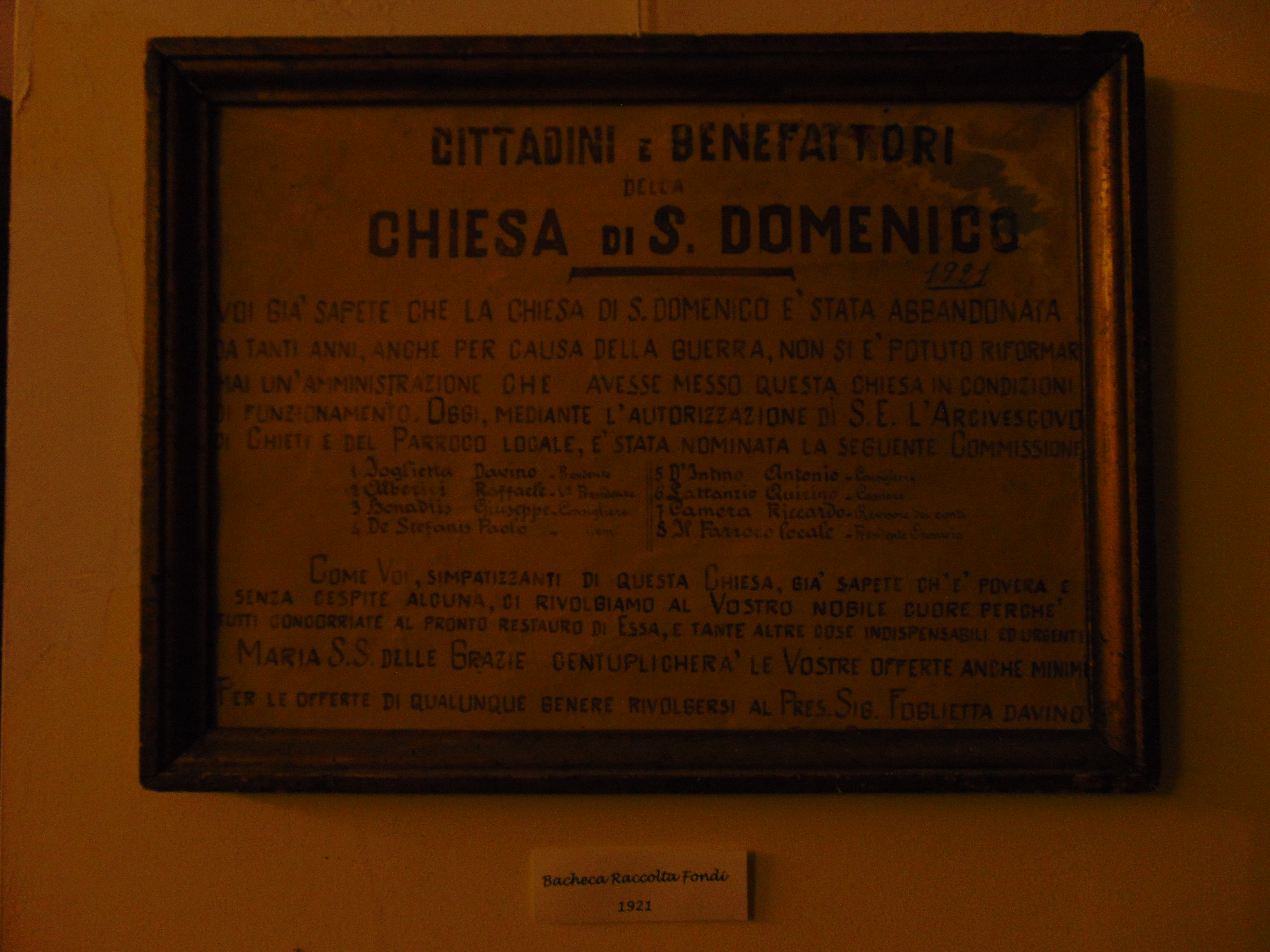
Bacheca raccolta fondi - 1921
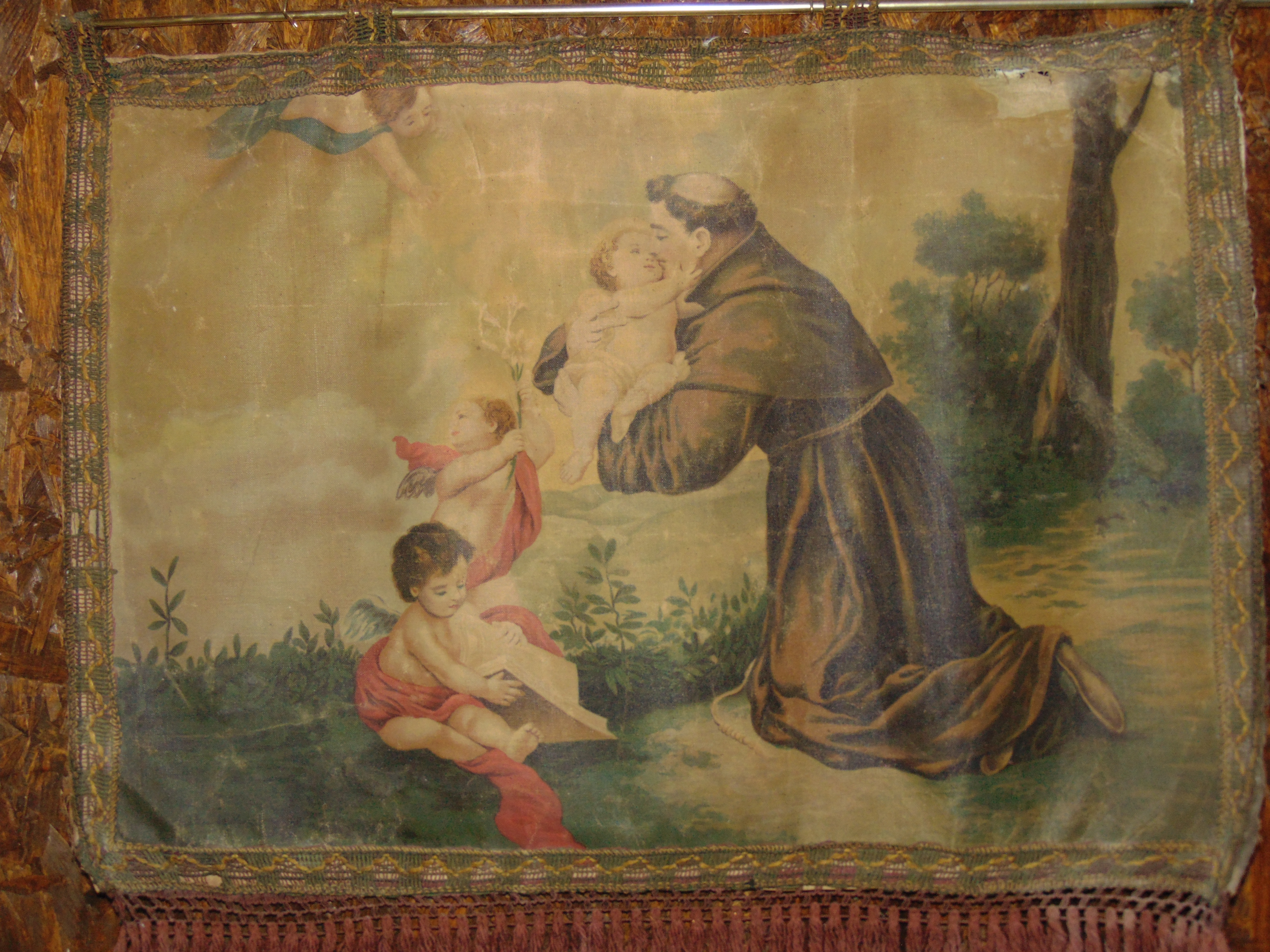
Arazzo di Sant'Antonio da Padova - 1850
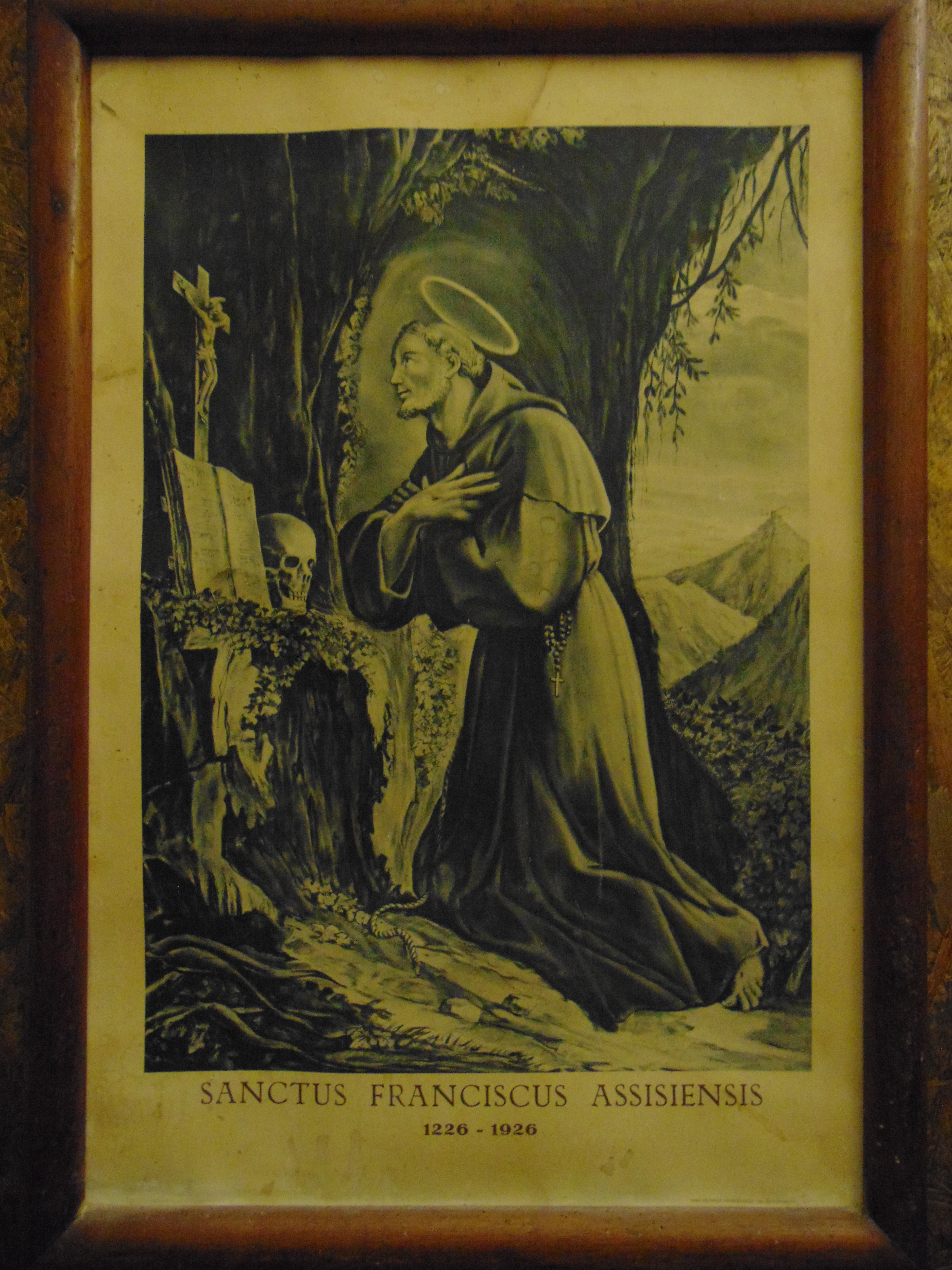
Stampa litografica di San Francesco al Monte Verna - 1926
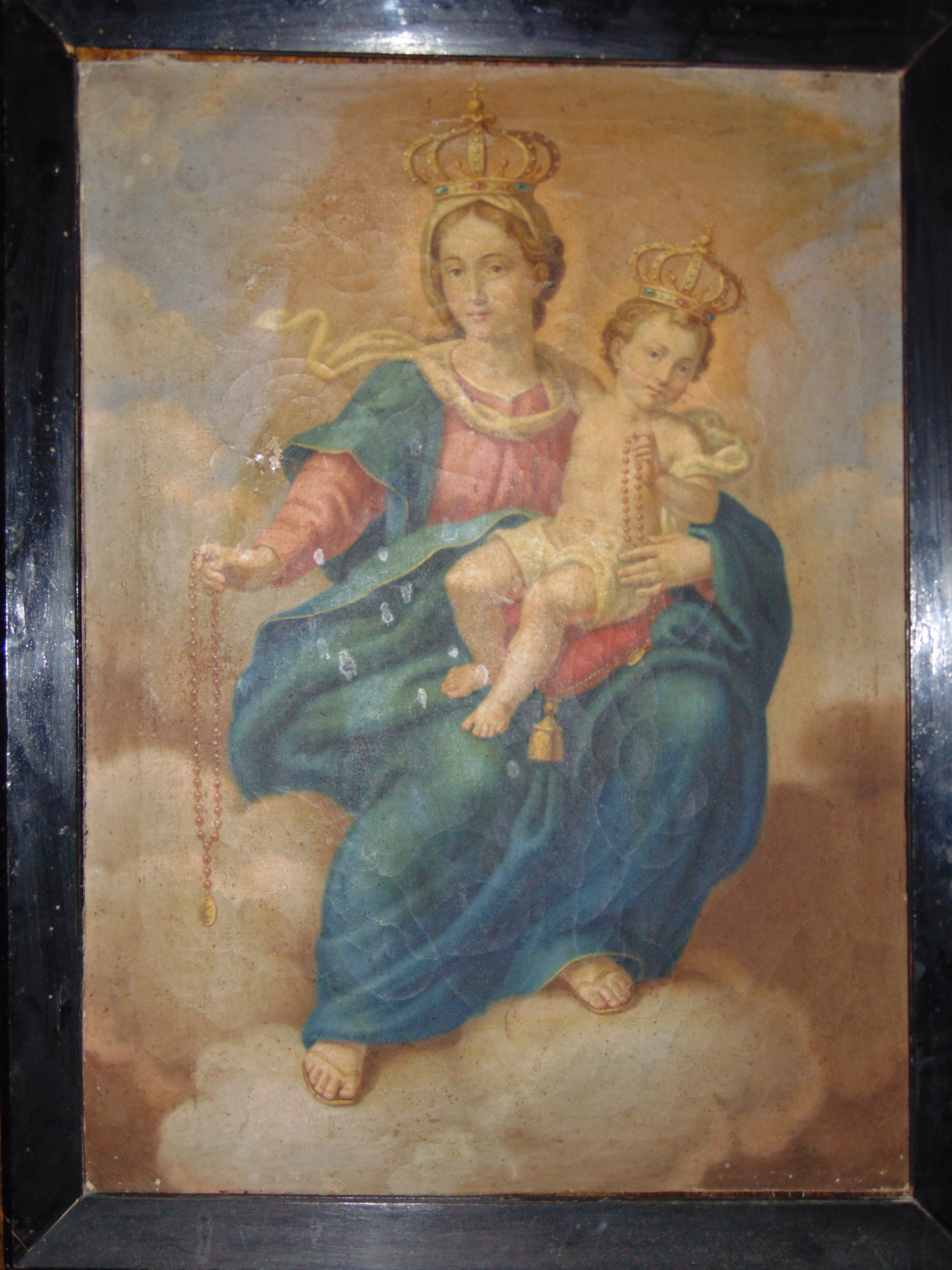
Presentazione della Beata Vergine Maria (olio su tela) - 1600
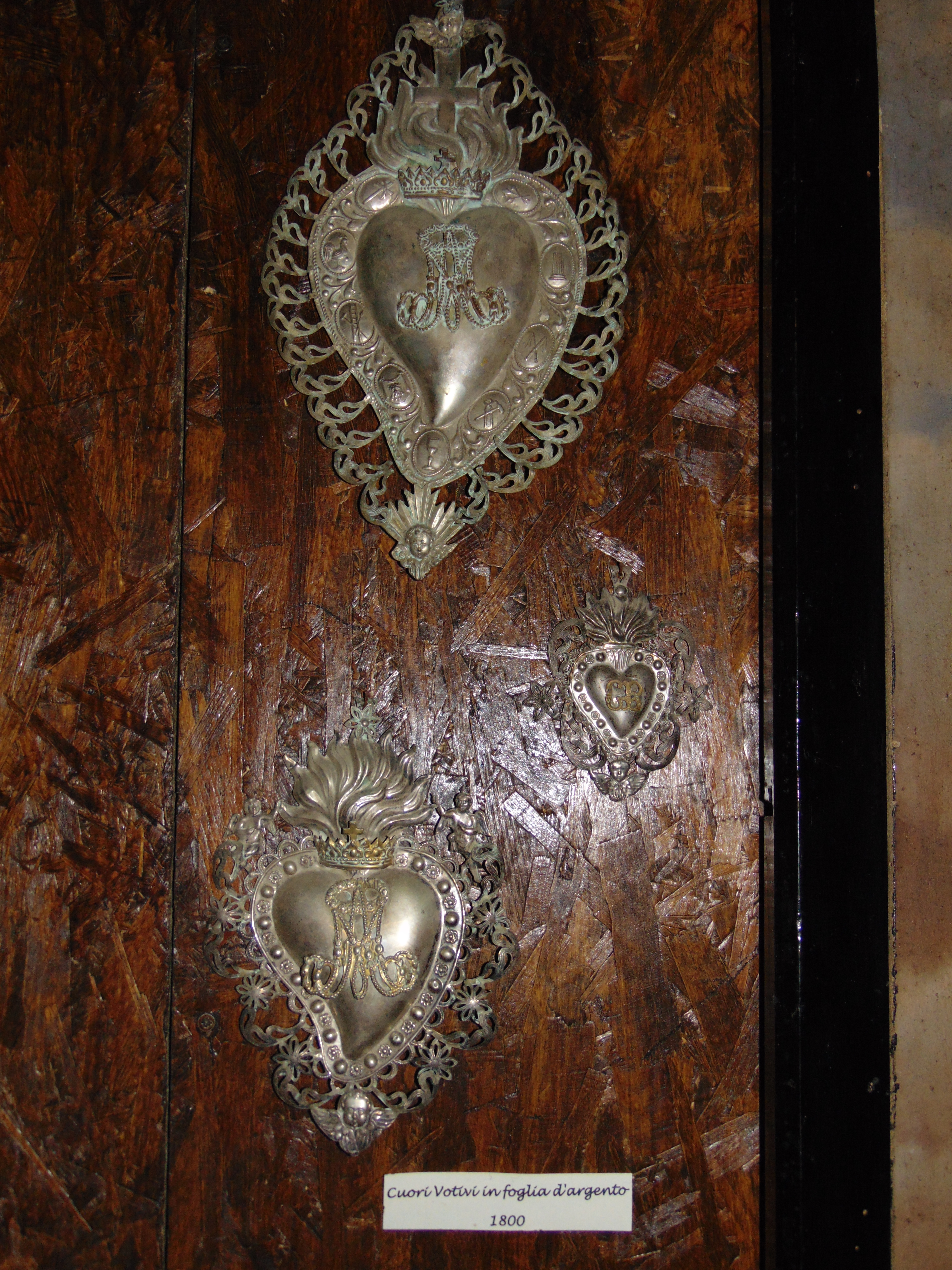
Cuori votivi d'argento - 1800

#### Cappella
Situata sotto il lato destro del transetto, è una delle poche parti della chiesa risalenti all'originaria struttura del basso medioevo.

In essa sono presenti un grosso crocifisso ligneo, un piccolo altare composto da pietre assemblate a secco ed una raffigurazione della discesa di Cristo agli inferi. I muri sono coperti da teli di juta.

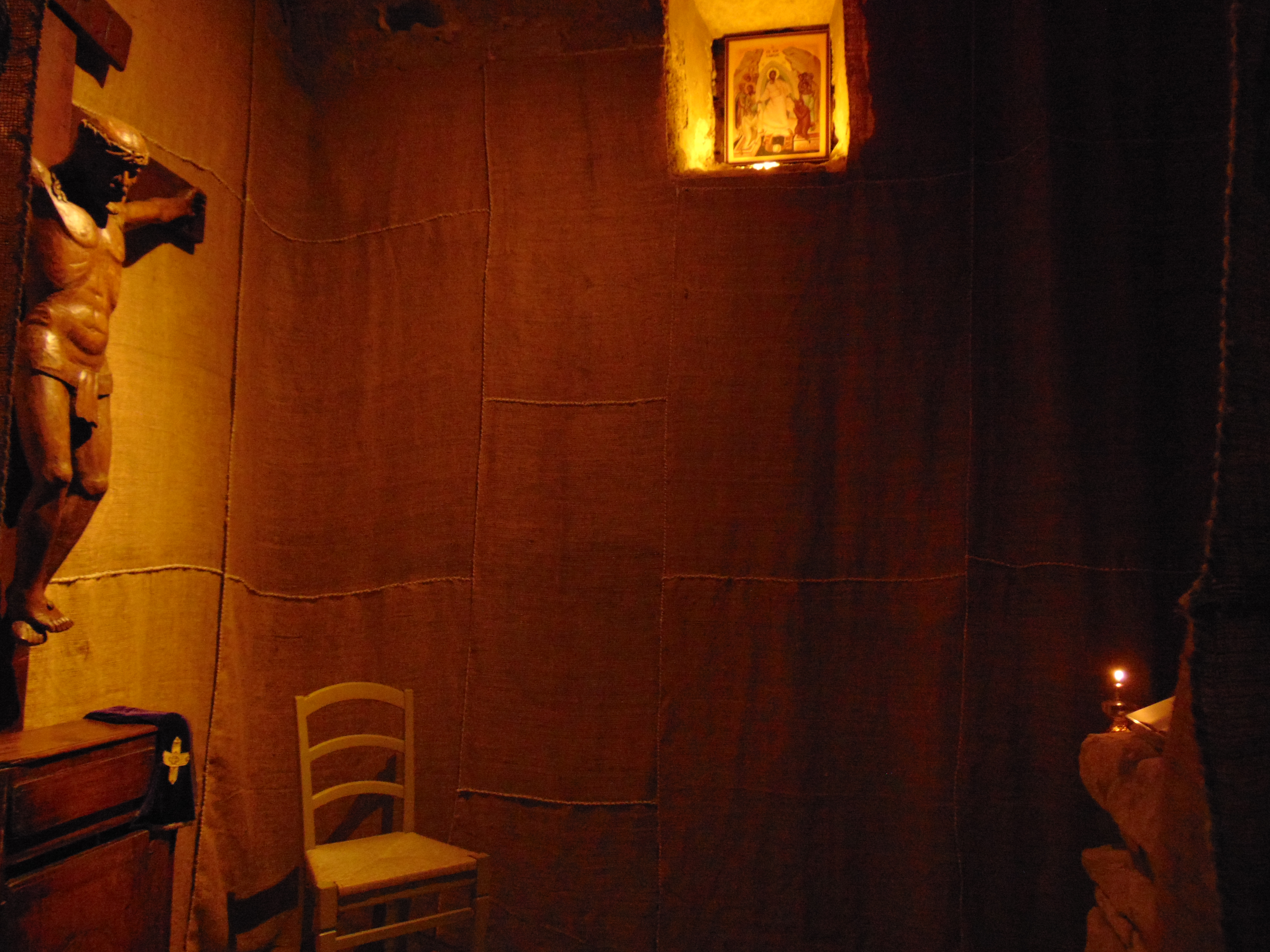
Cappella medioevale
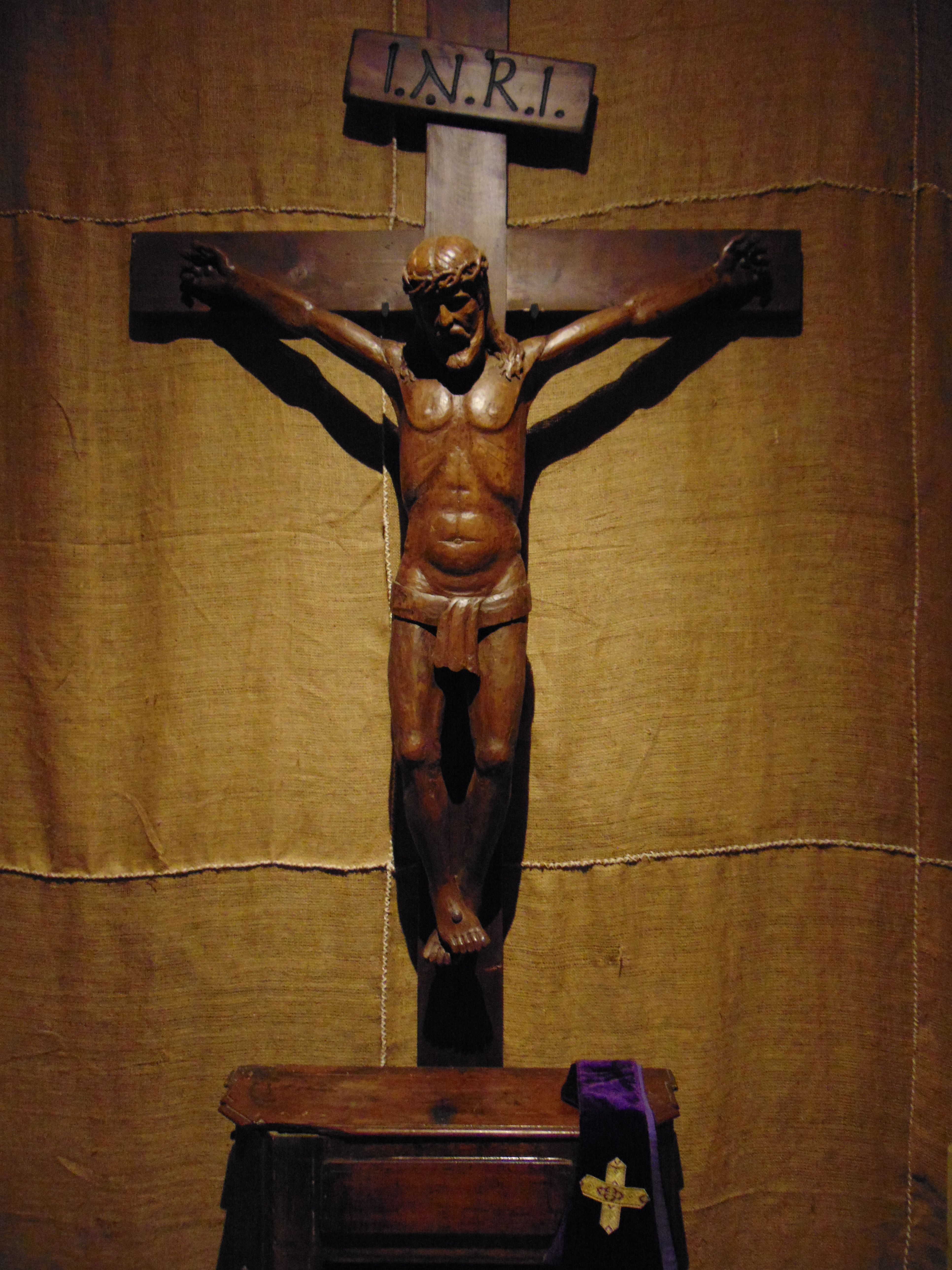
Crocifisso ligneo
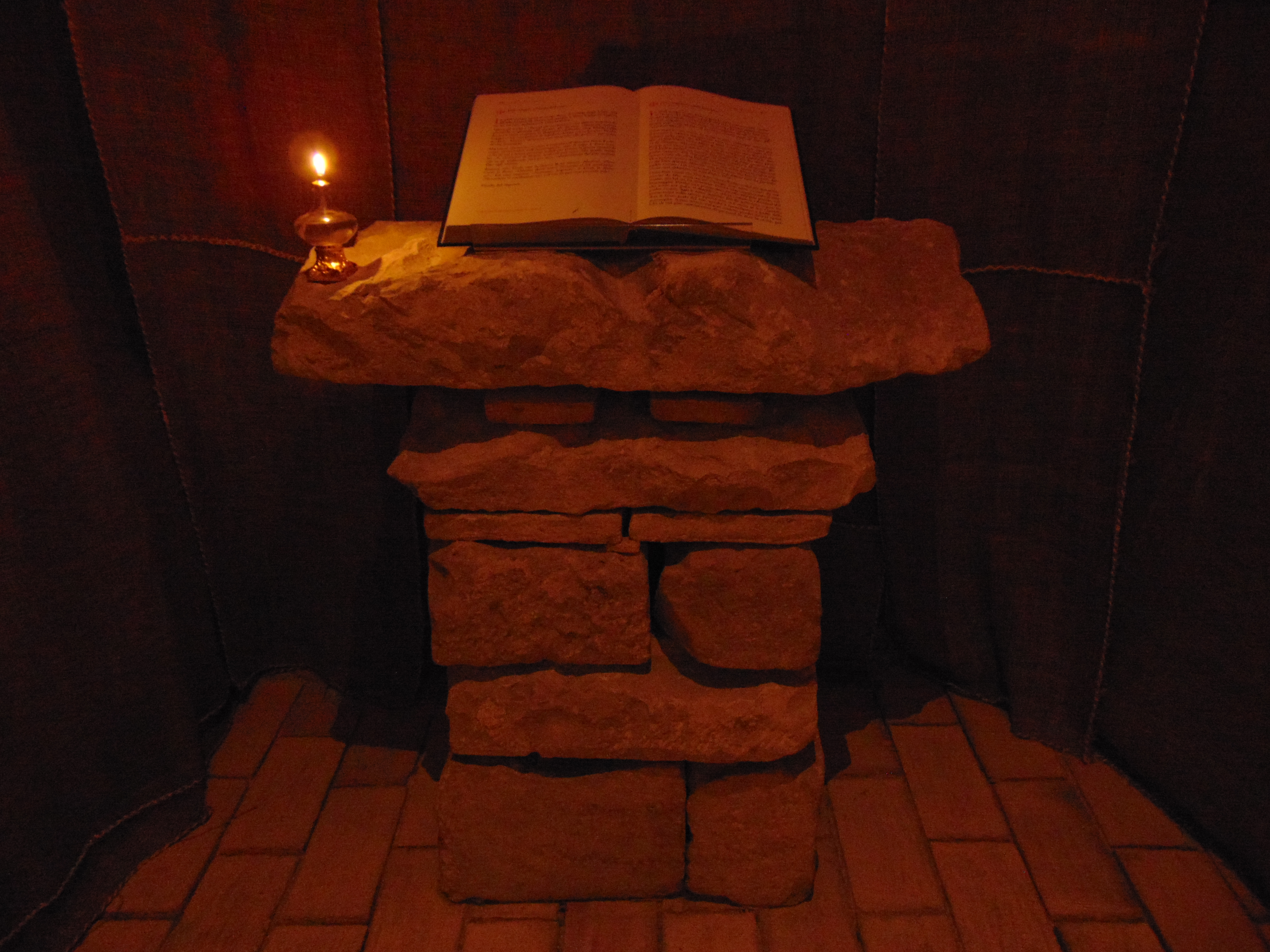
Altare in pietre assemblate a secco
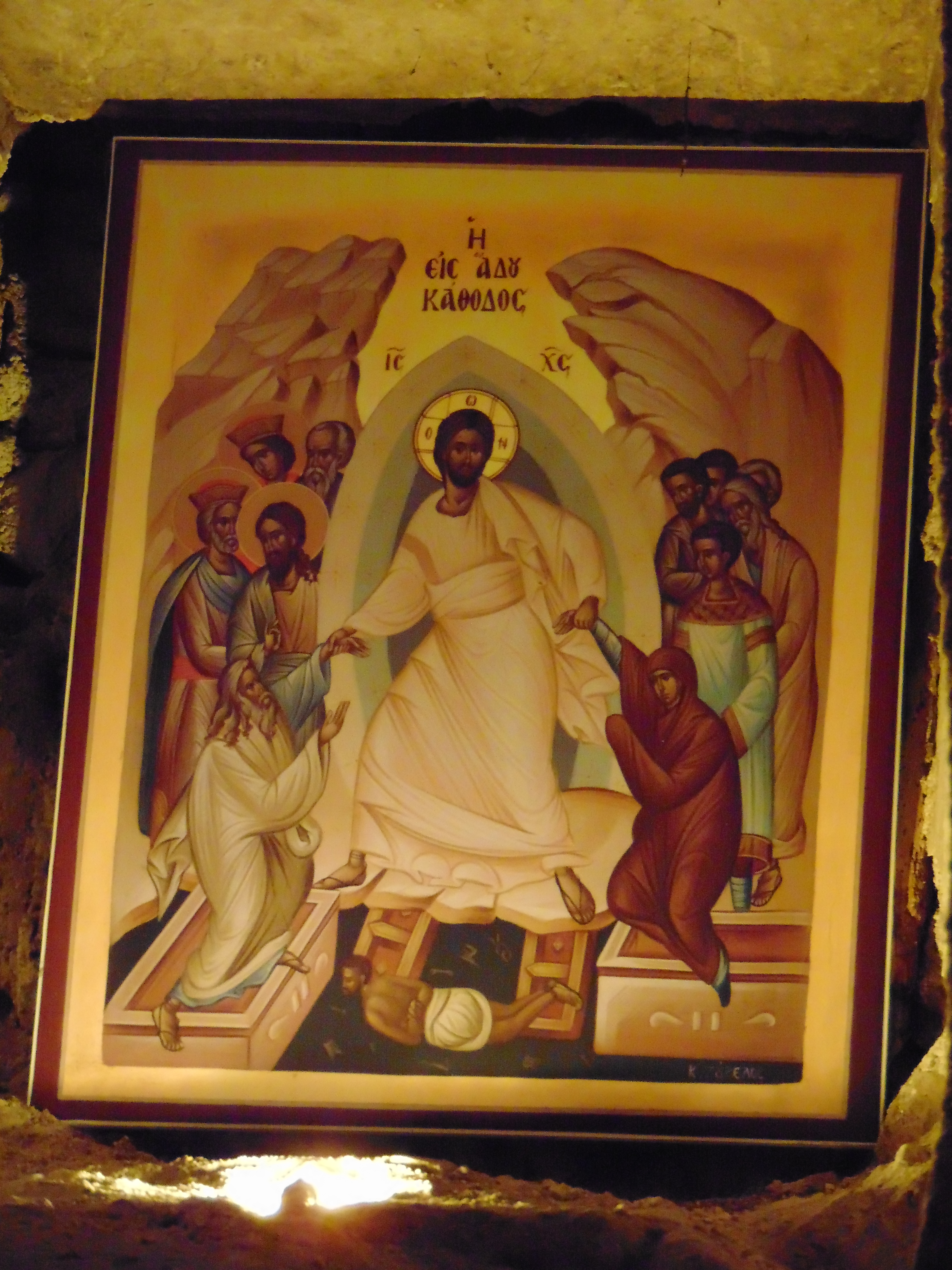
Raffigurazione della discesa di Cristo agli inferi

#### Coro
Sul retro della crociera è situato il coro (architettura) in cui sono presenti un coro (mobilio) ligneo di fronte a cui c'è un muro con delle decorazioni. Davanti a questo muro è situato un altare.

Il coro è separato dalla crociera da una balaustra in pietra riccamente decorato.

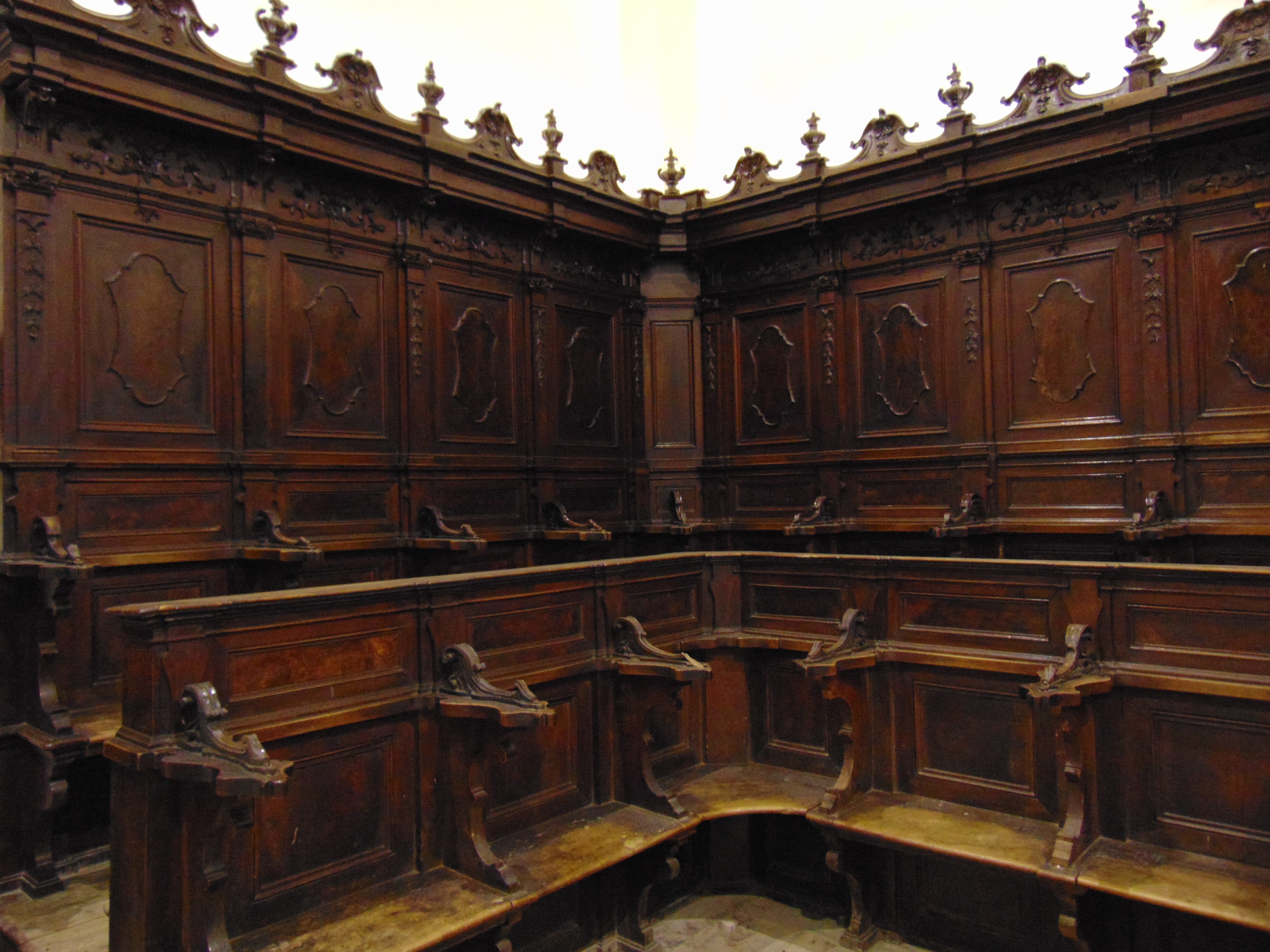
Lato sinistro del coro (mobilio)
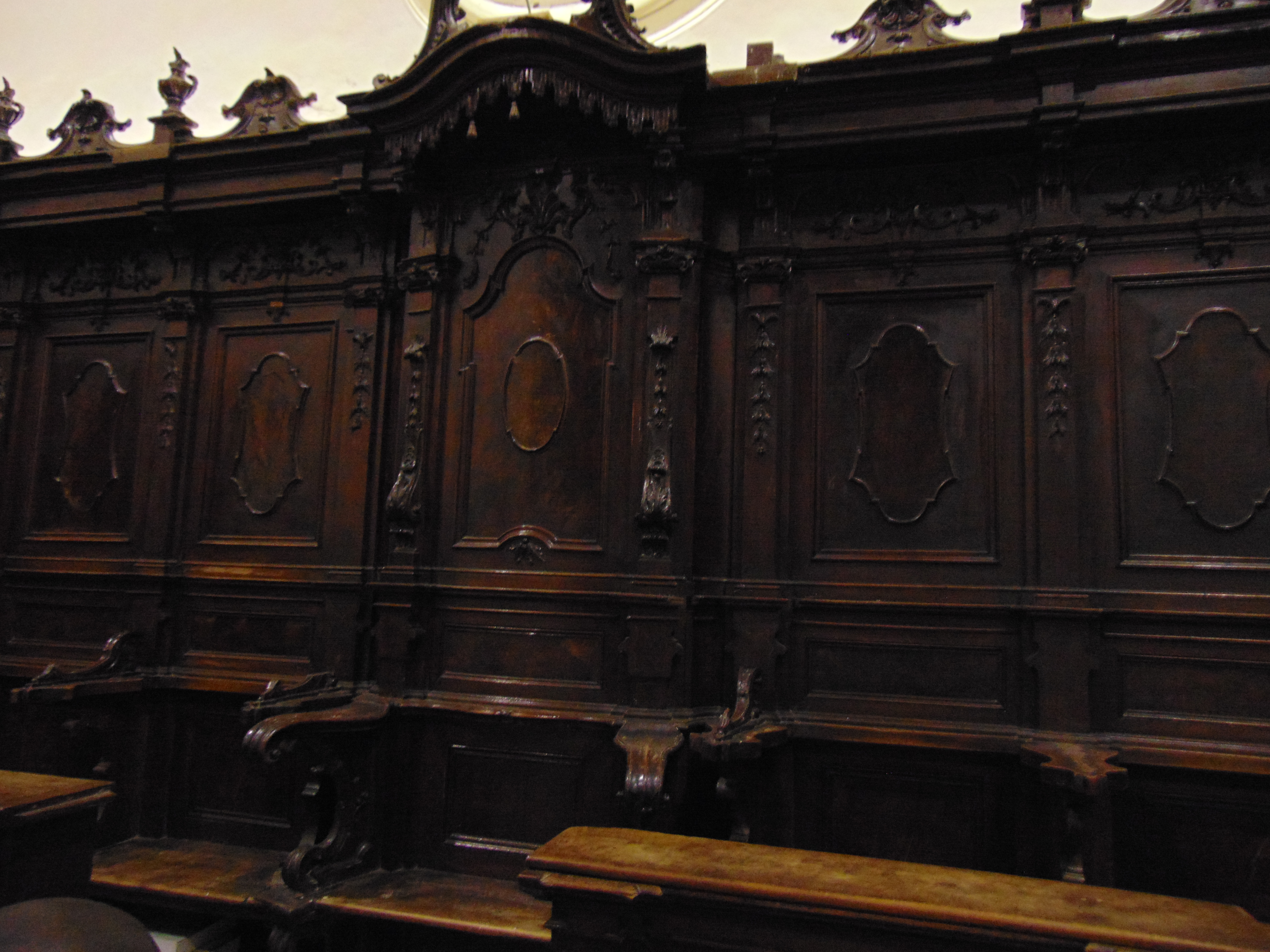
Lato destro del coro (mobilio)
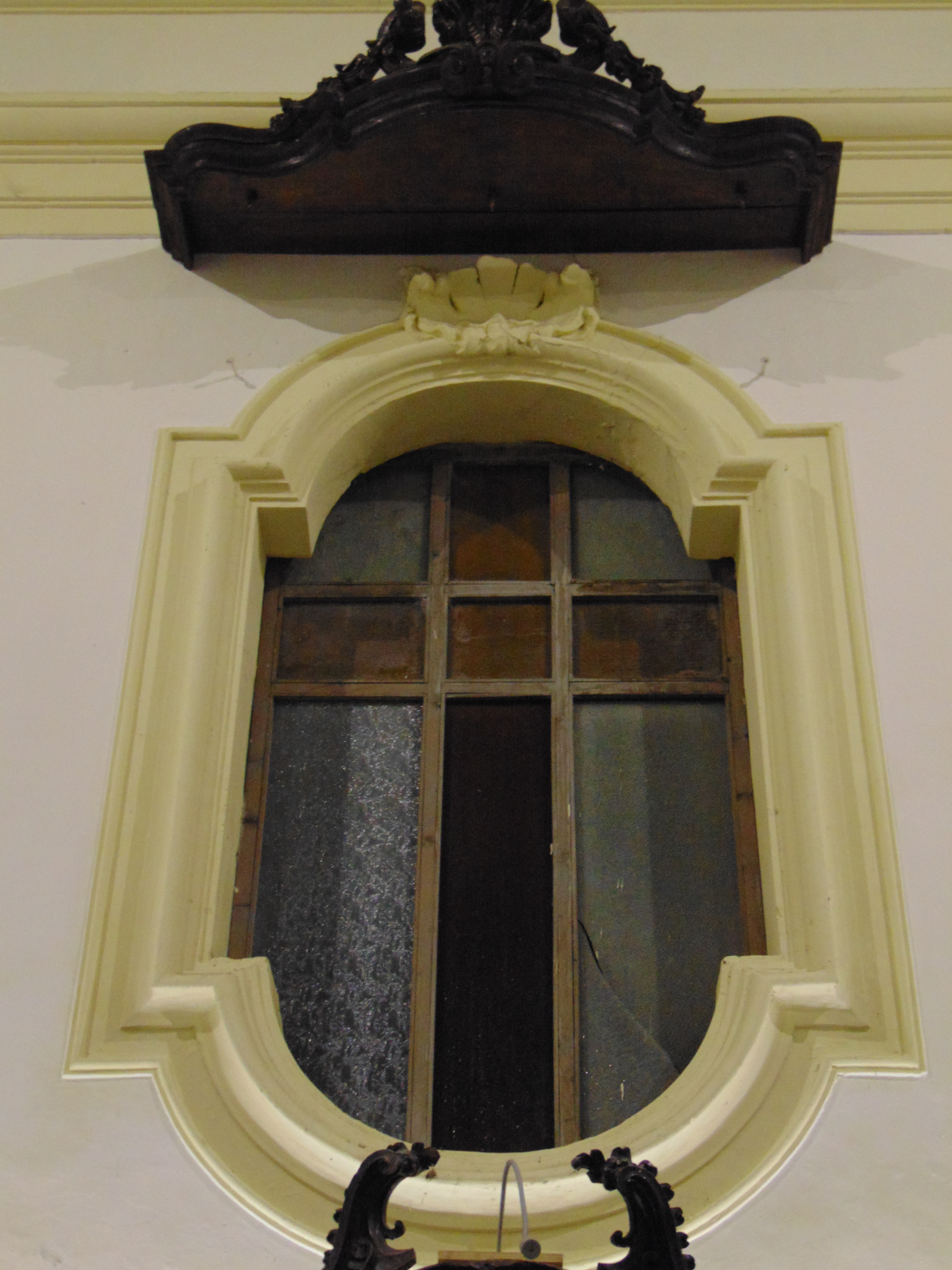
Finestra sul retro del coro (architettura)
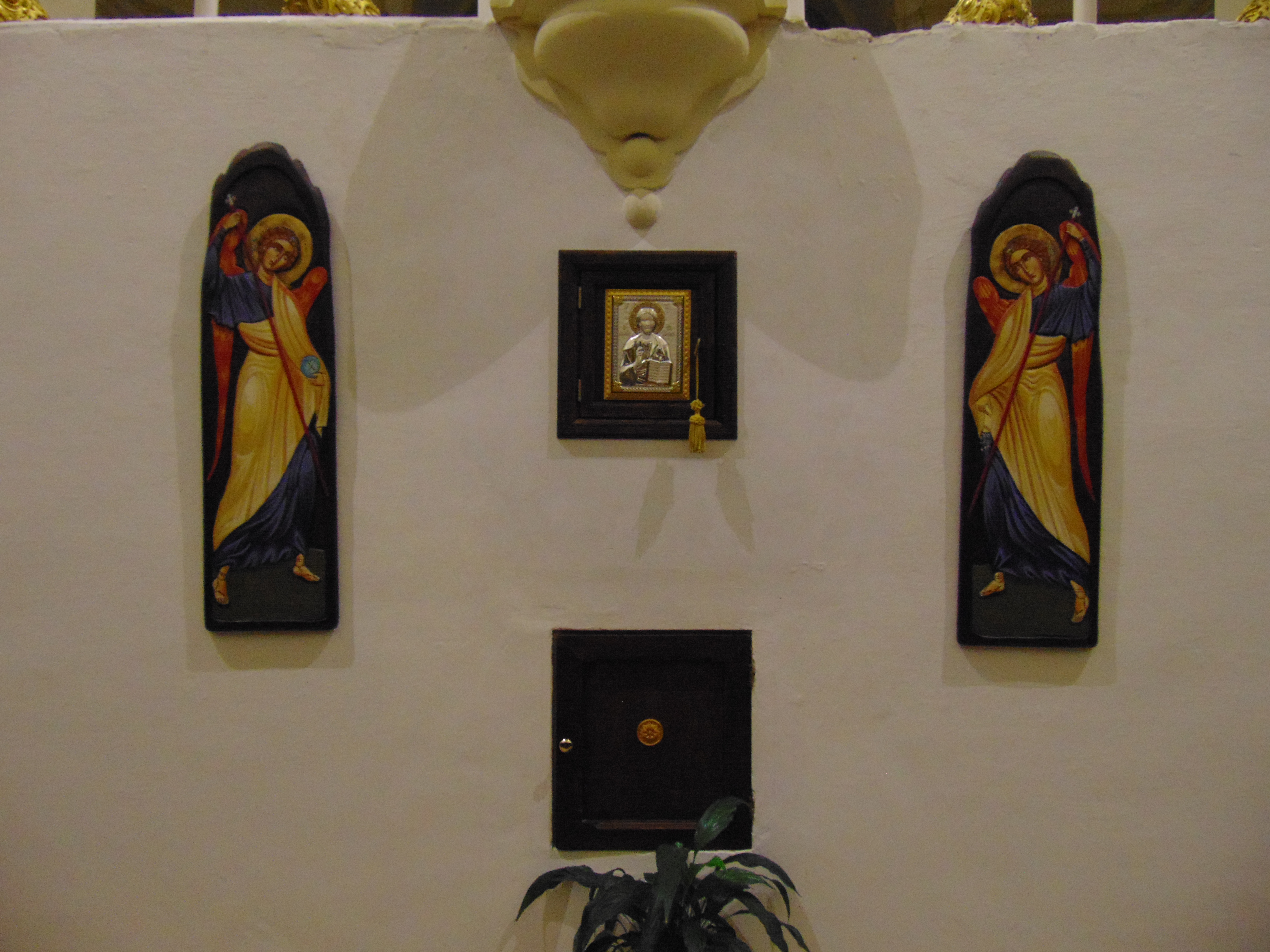
Muro davanti al coro (mobilio)
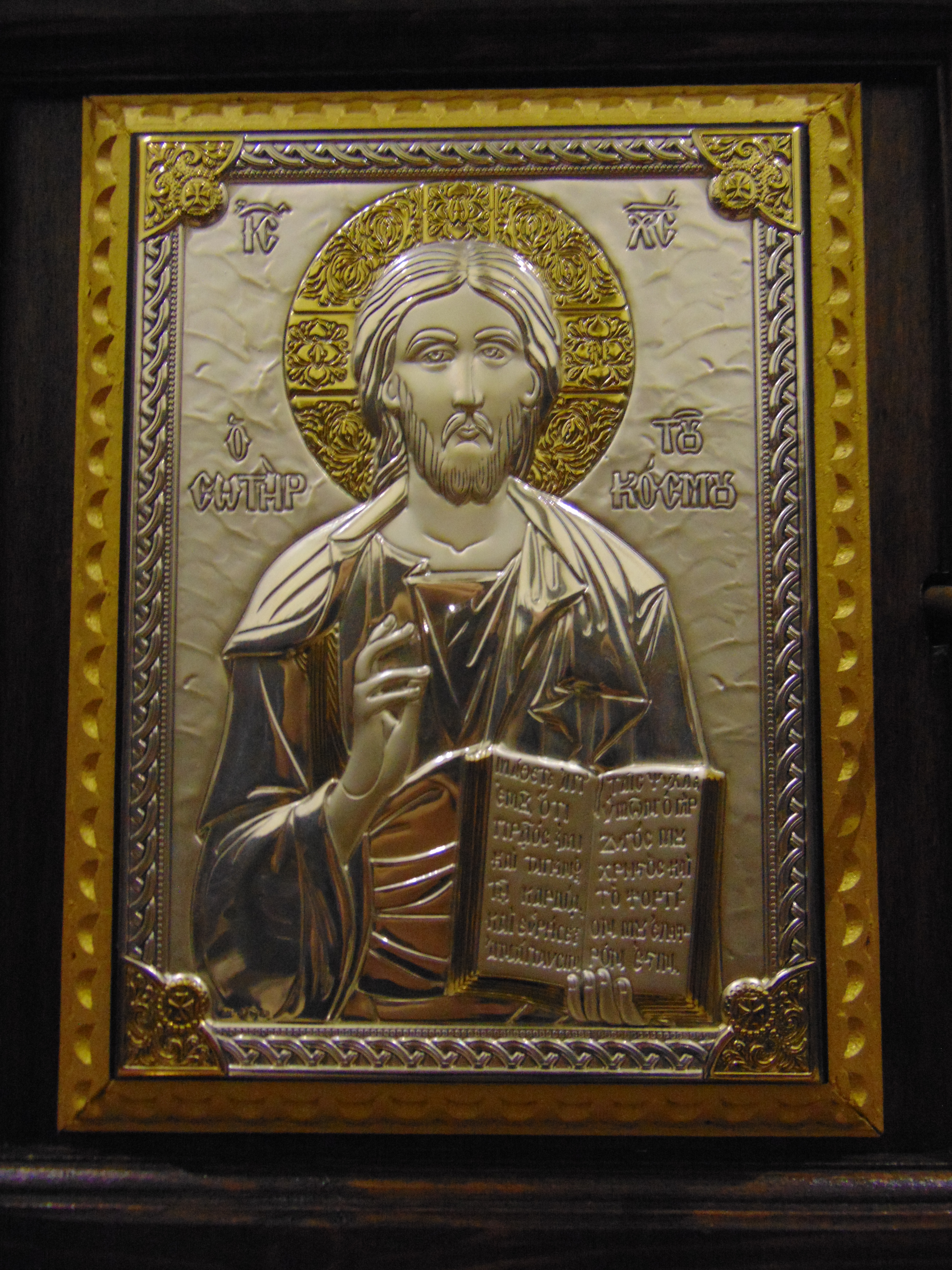
Raffigurazione di Cristo sul muro davanti al coro (mobilio)
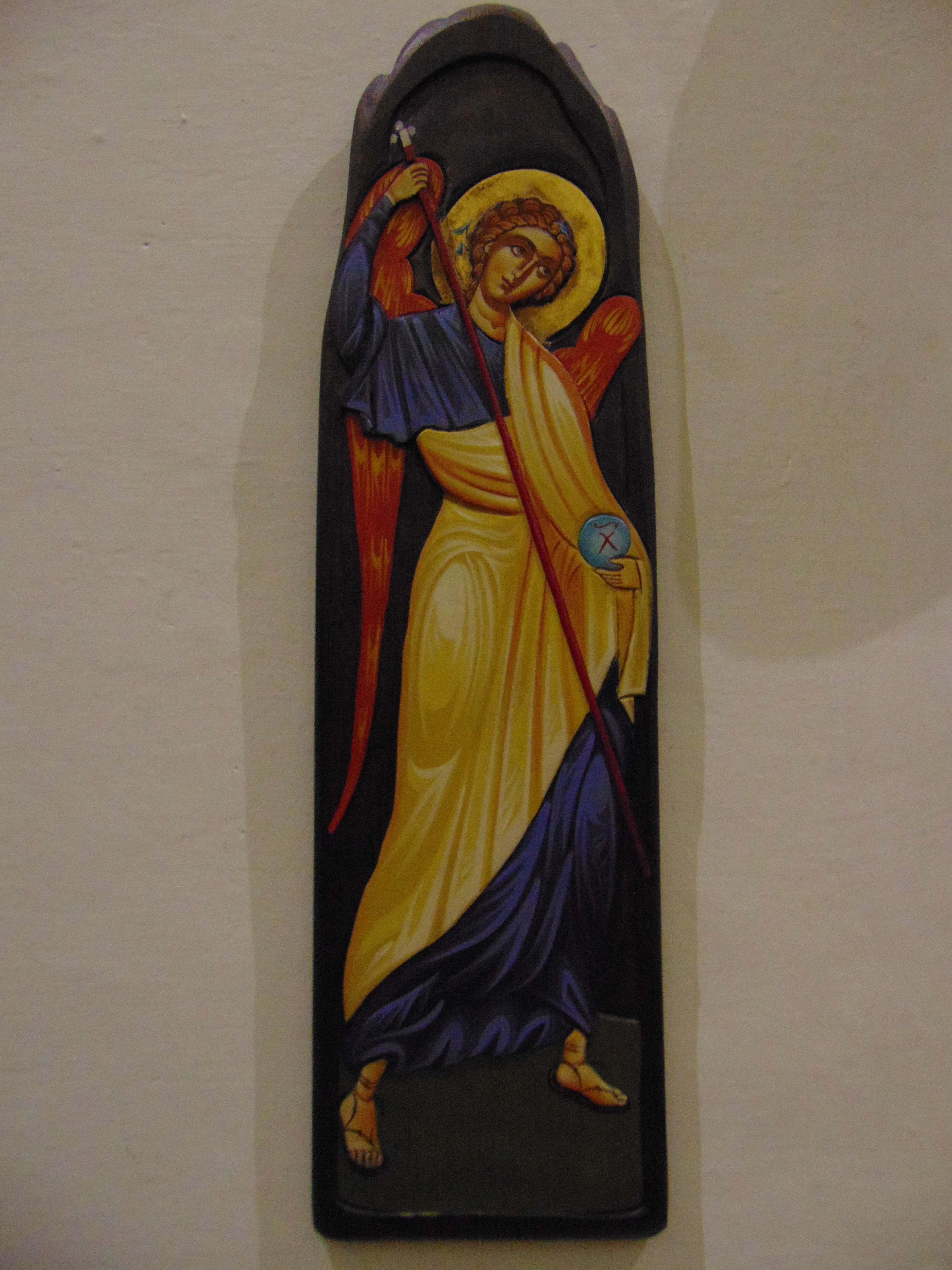
Angelo sinistro sul muro davanti al coro (mobilio)
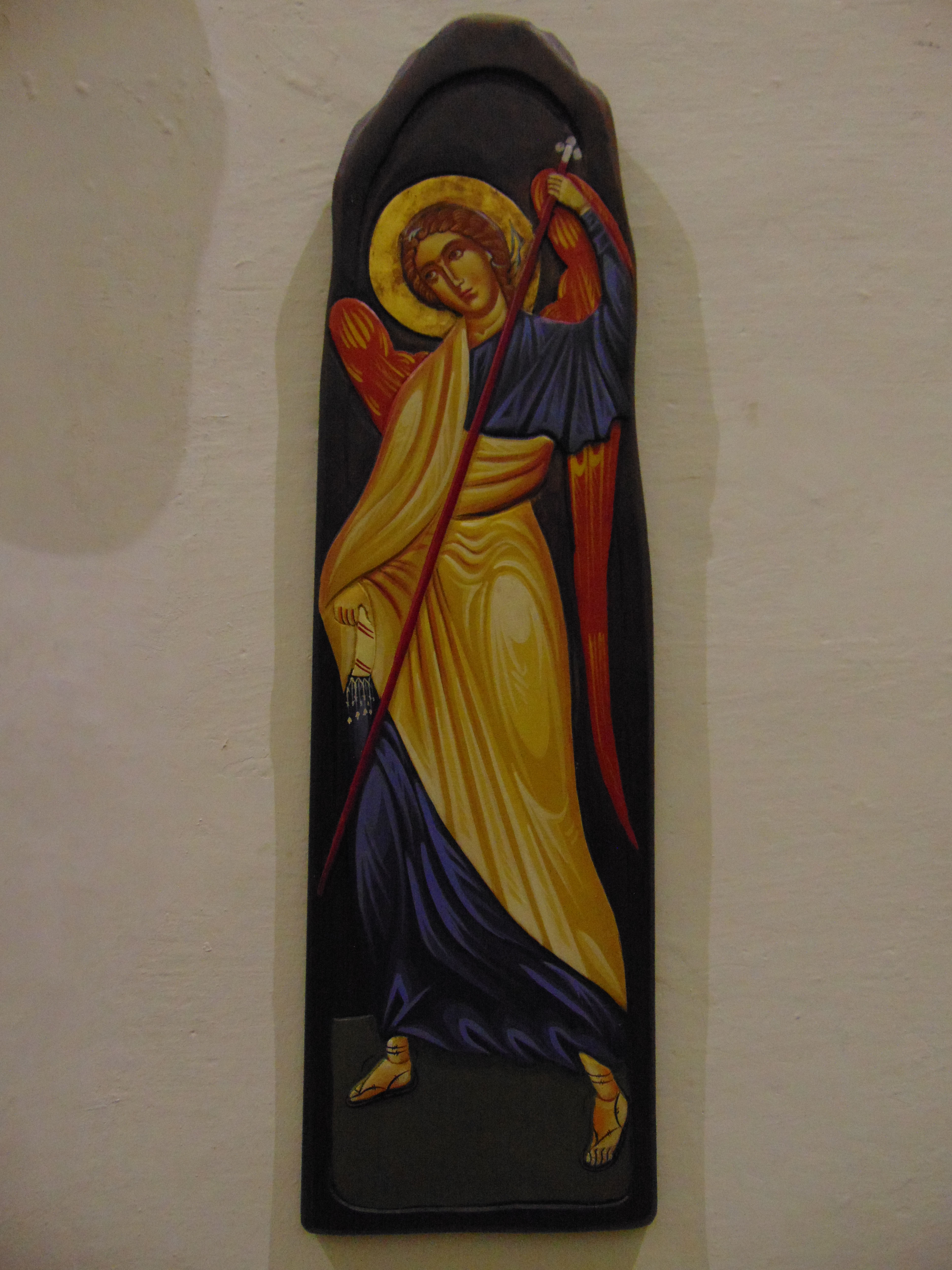
Angelo destro sul muro davanti al coro (mobilio)

### Resti dell'originaria struttura trecentesca
Dopo che la chiesa fu rasa al suolo dal terremoto del 1706, fu ricostruita completamente, ma diverse parti risalenti al basso medioevo sopravvissero ed esse sono visibili ancora oggi. I resti della struttura trecentesca sono:

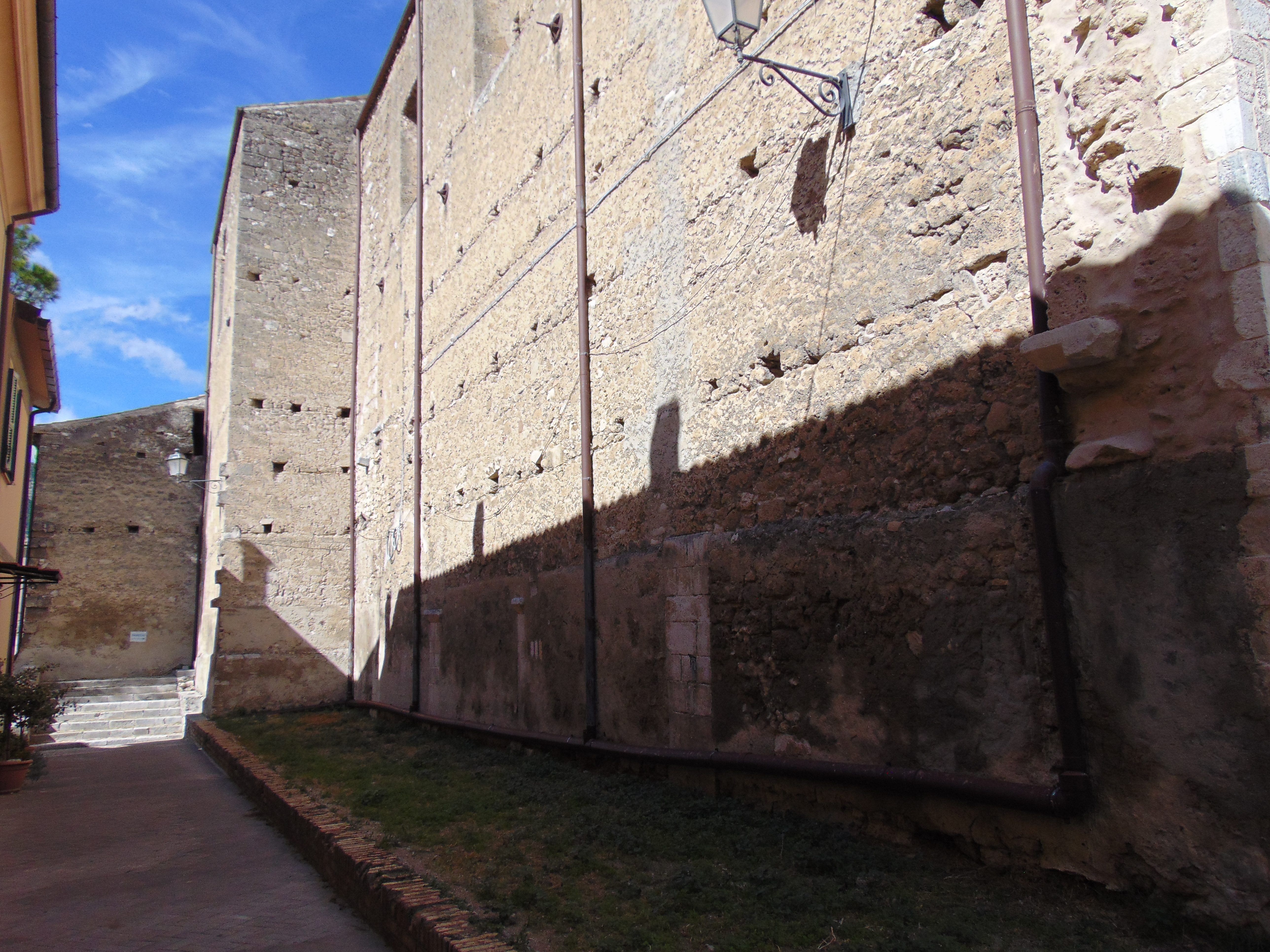
I resti murati delle arcate della ex navata sinistra (visibili solo da fuori).
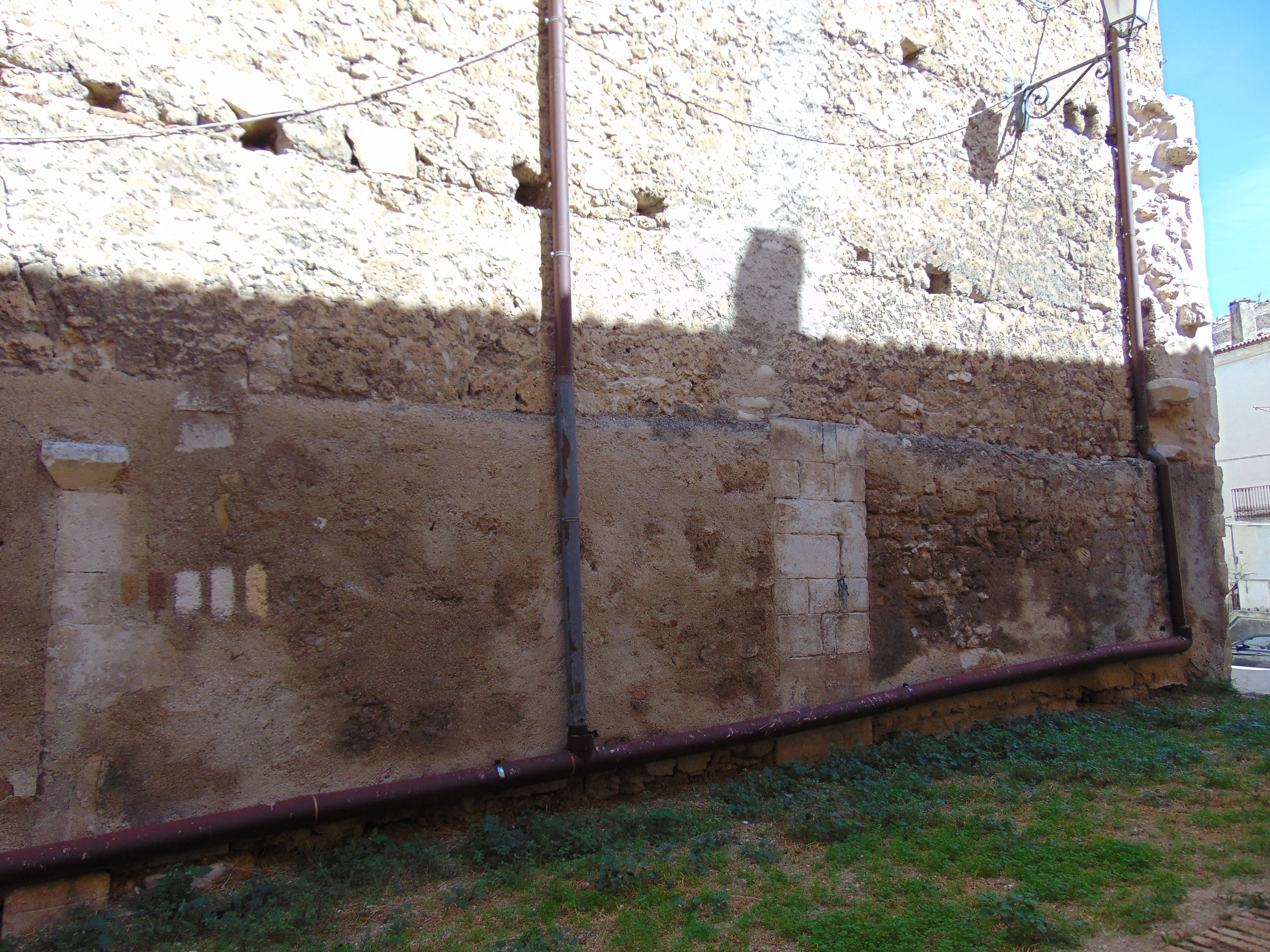
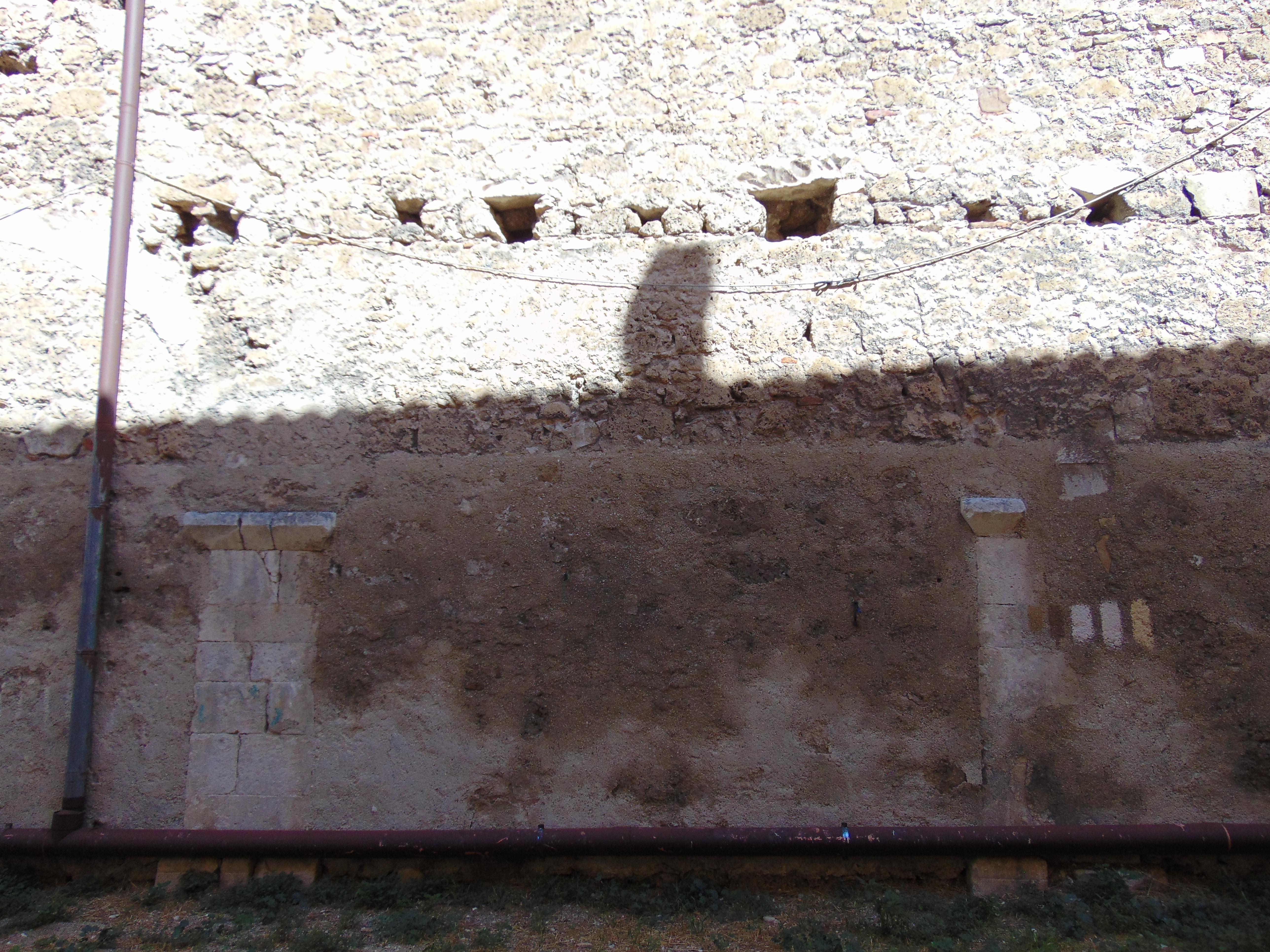
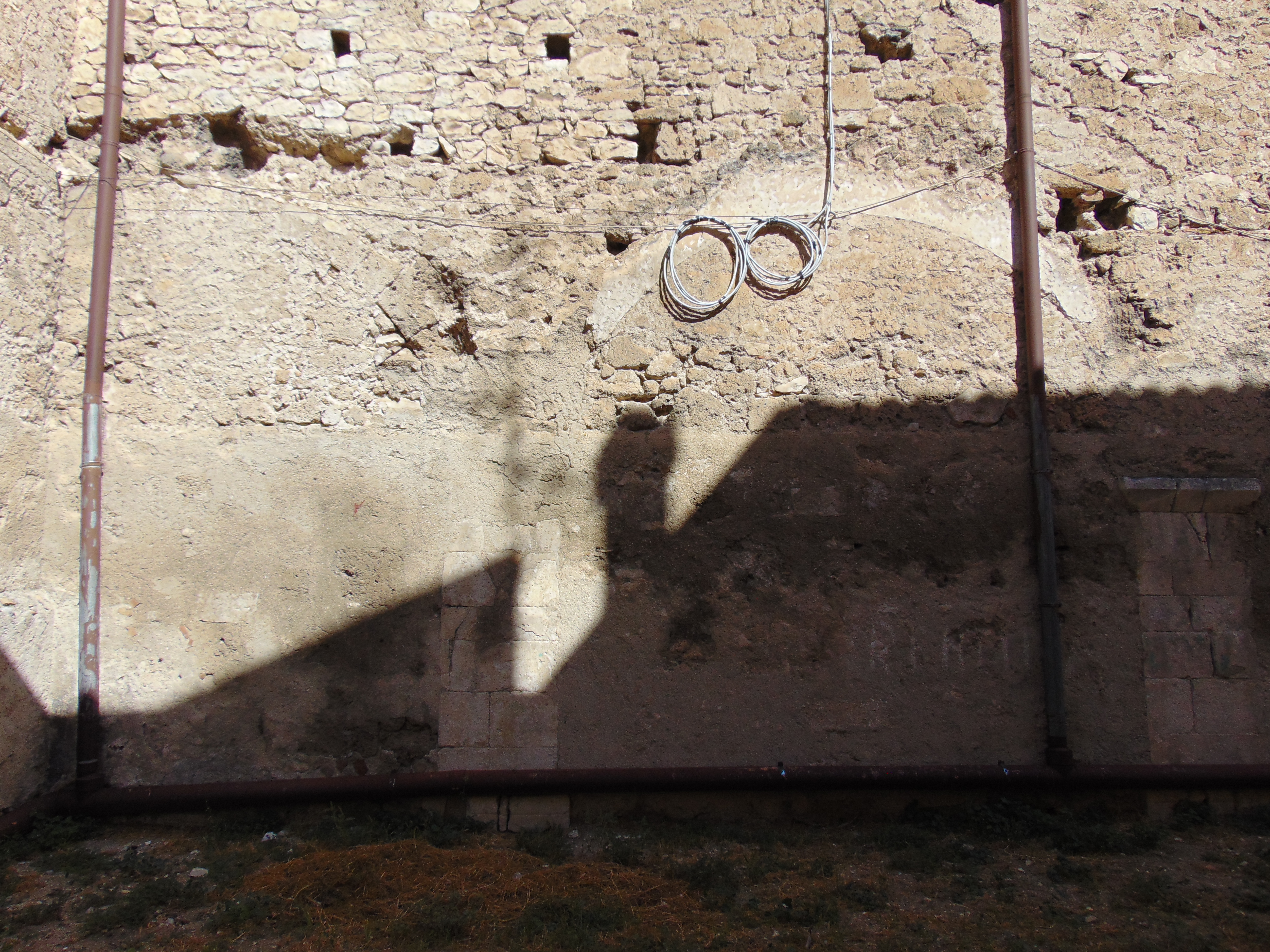
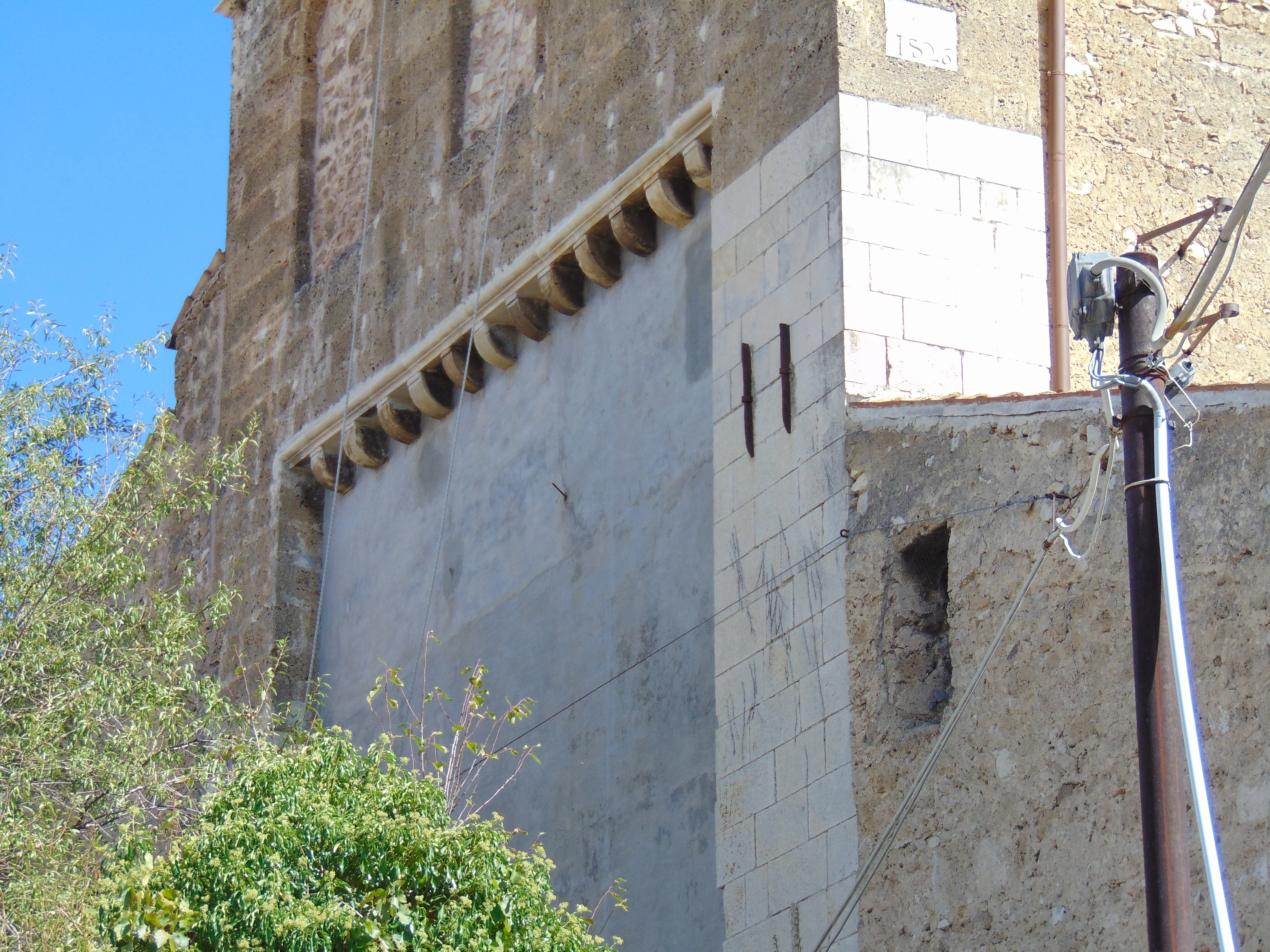
La base in pietra bianca del campanile.
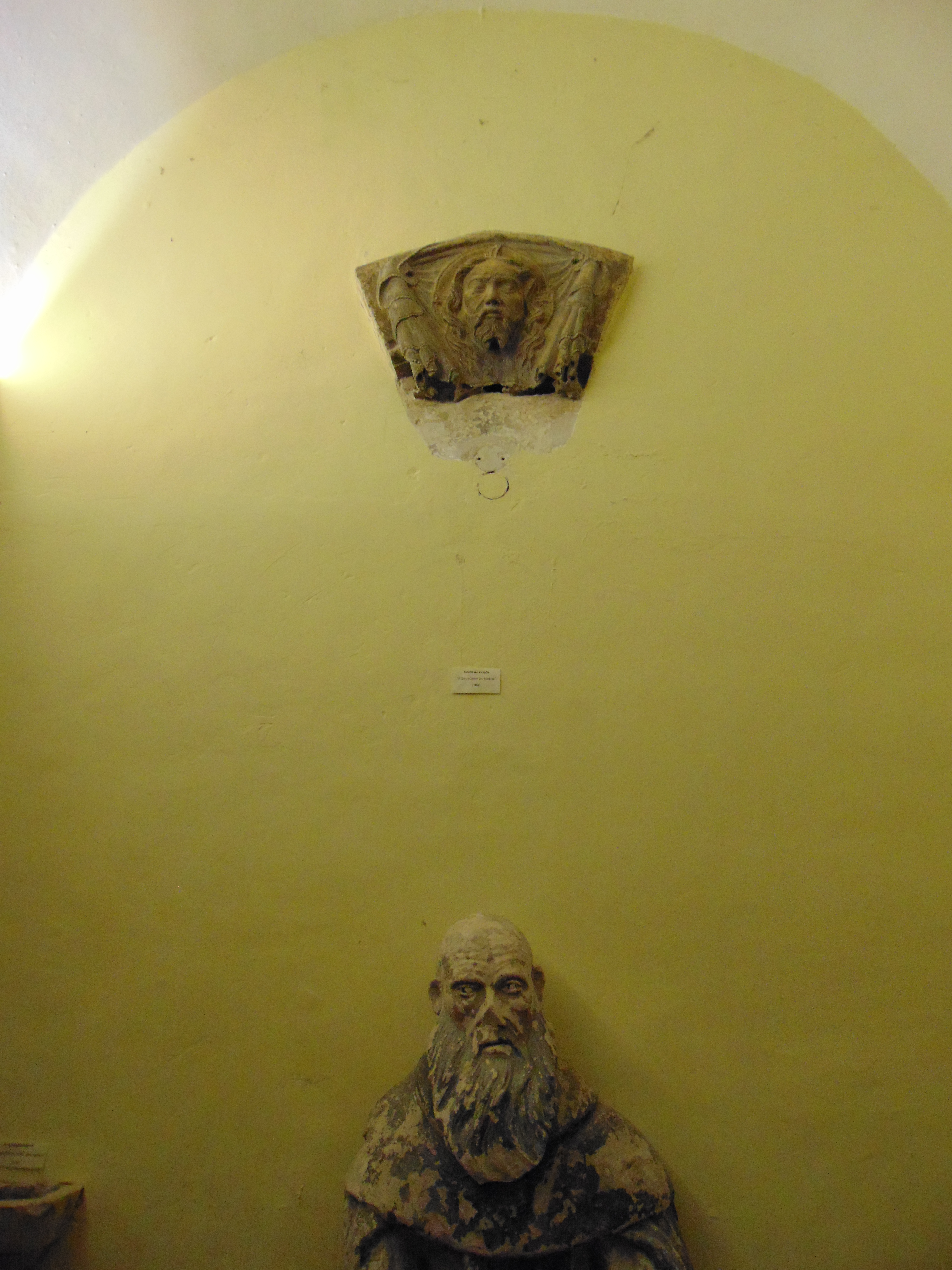
Il muro sinistro del museo.
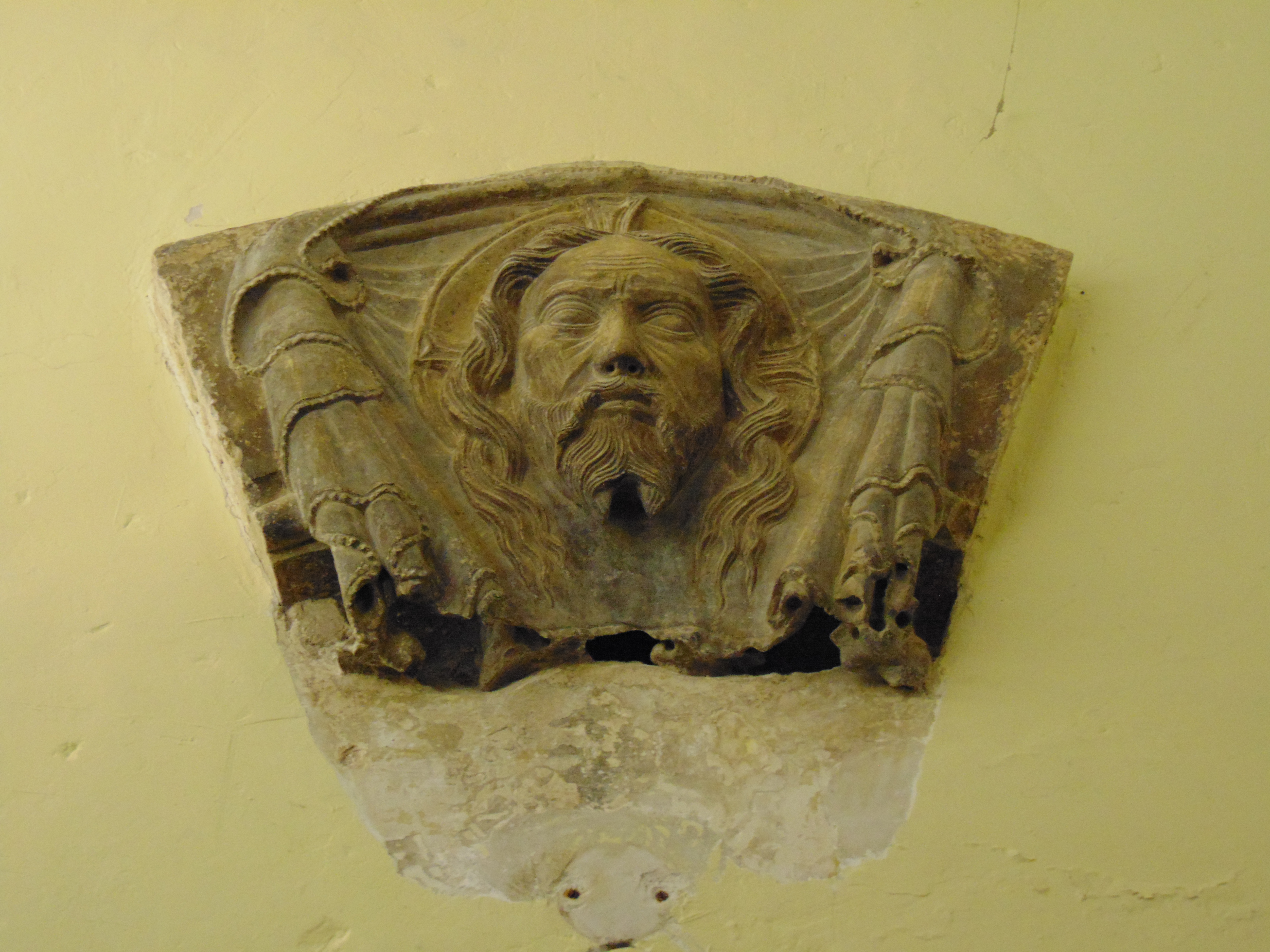
La cappella medioevale.  - Resti delle arcate trecentesche ora murate sul lato sinistro della chiesa
  - Base trecentesca in pietra bianca del campanile
  - Muro trecentesco del museo
  - Raffigurazione di Gesù Cristo sul muro trecentesco del museo

### Esplicative
1. ↑  L'ex convento dei domenicani è rimasto sede del Comune di Tocco da Casauria fino al terremoto dell'Aquila del 2009 che lo ha reso parzialmente inagibile. Alcune parti dell'ex convento sono oggi anche in mano a privati.

### Fonti
1. 1 2  (IT) Felice Virgilio di Virgilio, I Francescani a Tocco Casauria. Profilo Storico, L'Aquila, Edizione Frati Minori d'Abruzzo - "S. Bernardino", 1991,  pp. 16-20.
2. 1 2 3 4 5 6 7 8 9 10 11 12 13  (IT) Felice Virgilio di Virgilio, Il Convento di S. Francesco, oggi Chiesa di S. Domenico, in Tocco Casauria. Storia Arte Tradizioni, Avezzano, Uranographia Editrice Avezzano, 1998,  pp. 177-181.
3. ↑  BeWeB.
4. ↑   Felice Virgilio di Virgilio, (X) Il Seicento, in Tocco Casauria. Storia Arte Tradizioni, Avezzano, Uranographia Editrice Avezzano, 1998,  p. 73.
5. ↑  (IT) Felice Virgilio di Virgilio, (XII) L'Ottocento, in Tocco Casauria. Storia Arte Tradizioni, 2ª ed., Avezzano, Uranographia Editrice Avezzano, 1998,  pp. 94-95.
6. ↑  La data è incisa a destra del portale
7. 1 2 3 4 5 6 7 8 9 10 11 12 13 14  Constatazione fisica
8. 1 2  Data scolpita su una pietra
9. ↑  La correttezza della descrizione del campanile è constatabile guardandolo
10. 1 2 3 4 5 6 7 8 9 10 11  Targa informativa situata sull'altare.